# Произвеждане
Произвеждане в шахмата е правило, според което пешка, която достигне последния хоризонтал, се заменя по избор на играча с дама, топ, кон или офицер от същия цвят .
Избраната фигура не може да бъде друг цар, нито друга пешка. Новата фигура замества пионката на нейното квадратче в същия ход. Изборът на новата фигура не се ограничава до фигури, които са били взети в хода на играта, поради което произвеждането може да доведе до притежание от играч, например на две или повече дами, въпреки че започва играта с една. На таблото един играч може да има до девет дами, десет коня, десет офицера или десет топа, макар че това са изключително невероятни сценарии. 
Правило 3.7.e на ФИДЕ гласи:
„Веднага след като пешка достигне реда, най-отдалечен от първоначалния си квадрат, тя трябва да бъде заменена за дама, топ, офицер или кон от същия цвят като част от същия ход. Изборът на играча не се ограничава до фигури, които вече са взети. Тази размяна на пешка за друга фигура се нарича „преобразуване“ и новата фигура влиза в сила незабавно.“
Произвеждането на пешка или заплахата за това често решава резултата в ендшпила. Тъй като дамата е най-мощната фигура, по-голямата част от произвежданията на фигури са на дама – 96,9 %. В някои случаи обаче, специфични позиции може да изискват произвеждането на друга фигура за постигане на печалба или избягване на реми чрез пат: кон – 1,8 %, топ – 1,1 % и офицер – 0,2 %. Те се наричат слаби произвеждания.
Превръщането на пешката във фигура може да бъде изпълнено по различни начини:
1. Не е необходимо да се поставя пешката на полето за произвеждане, отстраняването на пешката и поставянето на новата фигура на полето за произвеждане може да се извърши в произволен ред.
2. Ако на полето за произвеждане има фигура на противника, тя трябва да бъде взета.
3. Ако играч е преместил пешка на най-отдалечената от него хоризонтална линия, натиснал е часовника, но не е заменил пешката с нова фигура, такъв ход се счита за невъзможен. Пешката трябва да бъде заменена с дама със същия цвят като нея. В този случай вече не е възможно да се замени пешката с друга фигура.
Ако произвежданата фигура не е налична, правилата на ФИДЕ гласят, че играчът трябва да спре игралния часовник и да извика съдията за осигуряване на желаната фигура.  Съгласно правилата на Федерацията по шахмат на САЩ и в случайната игра, за да се определи царица, може да се използва преобърнат топ. Но тази конвенция не е общопризната в организираната игра. В нея обърнат тур, поставен вместо царица, се счита за тур.  Някои шахматни комплекти идват с допълнителна дама от всеки цвят, която да се използва за произведени пешки. 

## История
В арабския Шатрандж пешка, която е стигнала до противоположния заден ред, се превръща в най-слабата фигура ферс (дама). През Средновековието превръщането в царица е било възможно само ако първоначалната царица вече е била свалена от дъската. Това правило продължава до XVII век. От 1560 г. се допускат и субметаморфози, въпреки че правилата дълго време не са били еднакви.
|   | a | b | c | d | e | f | g | h |   |
| 8 | бяла пешка на бяло поле a8 · черен кон на бяло поле e8 · черна пешка на черно поле c7 · черен офицер на бяло поле d7 · черна дама на черно поле e7 · черен топ на черно поле g7 · черен кон на бяло поле h7 · бял офицер на бяло поле a6 · черна пешка на черно поле b6 · черен цар на бяло поле c6 · черна пешка на черно поле f6 · черен офицер на черно поле h6 · черен топ на черно поле c5 · бяла пешка на бяло поле c4 · бяла пешка на черно поле f4 · черна пешка на бяло поле g4 · бял офицер на черно поле h4 · бял кон на черно поле a3 · бяла дама на бяло поле d3 · бяла пешка на черно поле g3 · бял кон на черно поле b2 · бял топ на черно поле a1 · бял топ на бяло поле d1 · бял цар на черно поле g1 | бяла пешка на бяло поле a8 · черен кон на бяло поле e8 · черна пешка на черно поле c7 · черен офицер на бяло поле d7 · черна дама на черно поле e7 · черен топ на черно поле g7 · черен кон на бяло поле h7 · бял офицер на бяло поле a6 · черна пешка на черно поле b6 · черен цар на бяло поле c6 · черна пешка на черно поле f6 · черен офицер на черно поле h6 · черен топ на черно поле c5 · бяла пешка на бяло поле c4 · бяла пешка на черно поле f4 · черна пешка на бяло поле g4 · бял офицер на черно поле h4 · бял кон на черно поле a3 · бяла дама на бяло поле d3 · бяла пешка на черно поле g3 · бял кон на черно поле b2 · бял топ на черно поле a1 · бял топ на бяло поле d1 · бял цар на черно поле g1 | бяла пешка на бяло поле a8 · черен кон на бяло поле e8 · черна пешка на черно поле c7 · черен офицер на бяло поле d7 · черна дама на черно поле e7 · черен топ на черно поле g7 · черен кон на бяло поле h7 · бял офицер на бяло поле a6 · черна пешка на черно поле b6 · черен цар на бяло поле c6 · черна пешка на черно поле f6 · черен офицер на черно поле h6 · черен топ на черно поле c5 · бяла пешка на бяло поле c4 · бяла пешка на черно поле f4 · черна пешка на бяло поле g4 · бял офицер на черно поле h4 · бял кон на черно поле a3 · бяла дама на бяло поле d3 · бяла пешка на черно поле g3 · бял кон на черно поле b2 · бял топ на черно поле a1 · бял топ на бяло поле d1 · бял цар на черно поле g1 | бяла пешка на бяло поле a8 · черен кон на бяло поле e8 · черна пешка на черно поле c7 · черен офицер на бяло поле d7 · черна дама на черно поле e7 · черен топ на черно поле g7 · черен кон на бяло поле h7 · бял офицер на бяло поле a6 · черна пешка на черно поле b6 · черен цар на бяло поле c6 · черна пешка на черно поле f6 · черен офицер на черно поле h6 · черен топ на черно поле c5 · бяла пешка на бяло поле c4 · бяла пешка на черно поле f4 · черна пешка на бяло поле g4 · бял офицер на черно поле h4 · бял кон на черно поле a3 · бяла дама на бяло поле d3 · бяла пешка на черно поле g3 · бял кон на черно поле b2 · бял топ на черно поле a1 · бял топ на бяло поле d1 · бял цар на черно поле g1 | бяла пешка на бяло поле a8 · черен кон на бяло поле e8 · черна пешка на черно поле c7 · черен офицер на бяло поле d7 · черна дама на черно поле e7 · черен топ на черно поле g7 · черен кон на бяло поле h7 · бял офицер на бяло поле a6 · черна пешка на черно поле b6 · черен цар на бяло поле c6 · черна пешка на черно поле f6 · черен офицер на черно поле h6 · черен топ на черно поле c5 · бяла пешка на бяло поле c4 · бяла пешка на черно поле f4 · черна пешка на бяло поле g4 · бял офицер на черно поле h4 · бял кон на черно поле a3 · бяла дама на бяло поле d3 · бяла пешка на черно поле g3 · бял кон на черно поле b2 · бял топ на черно поле a1 · бял топ на бяло поле d1 · бял цар на черно поле g1 | бяла пешка на бяло поле a8 · черен кон на бяло поле e8 · черна пешка на черно поле c7 · черен офицер на бяло поле d7 · черна дама на черно поле e7 · черен топ на черно поле g7 · черен кон на бяло поле h7 · бял офицер на бяло поле a6 · черна пешка на черно поле b6 · черен цар на бяло поле c6 · черна пешка на черно поле f6 · черен офицер на черно поле h6 · черен топ на черно поле c5 · бяла пешка на бяло поле c4 · бяла пешка на черно поле f4 · черна пешка на бяло поле g4 · бял офицер на черно поле h4 · бял кон на черно поле a3 · бяла дама на бяло поле d3 · бяла пешка на черно поле g3 · бял кон на черно поле b2 · бял топ на черно поле a1 · бял топ на бяло поле d1 · бял цар на черно поле g1 | бяла пешка на бяло поле a8 · черен кон на бяло поле e8 · черна пешка на черно поле c7 · черен офицер на бяло поле d7 · черна дама на черно поле e7 · черен топ на черно поле g7 · черен кон на бяло поле h7 · бял офицер на бяло поле a6 · черна пешка на черно поле b6 · черен цар на бяло поле c6 · черна пешка на черно поле f6 · черен офицер на черно поле h6 · черен топ на черно поле c5 · бяла пешка на бяло поле c4 · бяла пешка на черно поле f4 · черна пешка на бяло поле g4 · бял офицер на черно поле h4 · бял кон на черно поле a3 · бяла дама на бяло поле d3 · бяла пешка на черно поле g3 · бял кон на черно поле b2 · бял топ на черно поле a1 · бял топ на бяло поле d1 · бял цар на черно поле g1 | бяла пешка на бяло поле a8 · черен кон на бяло поле e8 · черна пешка на черно поле c7 · черен офицер на бяло поле d7 · черна дама на черно поле e7 · черен топ на черно поле g7 · черен кон на бяло поле h7 · бял офицер на бяло поле a6 · черна пешка на черно поле b6 · черен цар на бяло поле c6 · черна пешка на черно поле f6 · черен офицер на черно поле h6 · черен топ на черно поле c5 · бяла пешка на бяло поле c4 · бяла пешка на черно поле f4 · черна пешка на бяло поле g4 · бял офицер на черно поле h4 · бял кон на черно поле a3 · бяла дама на бяло поле d3 · бяла пешка на черно поле g3 · бял кон на черно поле b2 · бял топ на черно поле a1 · бял топ на бяло поле d1 · бял цар на черно поле g1 | 8 |
| 7 | бяла пешка на бяло поле a8 · черен кон на бяло поле e8 · черна пешка на черно поле c7 · черен офицер на бяло поле d7 · черна дама на черно поле e7 · черен топ на черно поле g7 · черен кон на бяло поле h7 · бял офицер на бяло поле a6 · черна пешка на черно поле b6 · черен цар на бяло поле c6 · черна пешка на черно поле f6 · черен офицер на черно поле h6 · черен топ на черно поле c5 · бяла пешка на бяло поле c4 · бяла пешка на черно поле f4 · черна пешка на бяло поле g4 · бял офицер на черно поле h4 · бял кон на черно поле a3 · бяла дама на бяло поле d3 · бяла пешка на черно поле g3 · бял кон на черно поле b2 · бял топ на черно поле a1 · бял топ на бяло поле d1 · бял цар на черно поле g1 | бяла пешка на бяло поле a8 · черен кон на бяло поле e8 · черна пешка на черно поле c7 · черен офицер на бяло поле d7 · черна дама на черно поле e7 · черен топ на черно поле g7 · черен кон на бяло поле h7 · бял офицер на бяло поле a6 · черна пешка на черно поле b6 · черен цар на бяло поле c6 · черна пешка на черно поле f6 · черен офицер на черно поле h6 · черен топ на черно поле c5 · бяла пешка на бяло поле c4 · бяла пешка на черно поле f4 · черна пешка на бяло поле g4 · бял офицер на черно поле h4 · бял кон на черно поле a3 · бяла дама на бяло поле d3 · бяла пешка на черно поле g3 · бял кон на черно поле b2 · бял топ на черно поле a1 · бял топ на бяло поле d1 · бял цар на черно поле g1 | бяла пешка на бяло поле a8 · черен кон на бяло поле e8 · черна пешка на черно поле c7 · черен офицер на бяло поле d7 · черна дама на черно поле e7 · черен топ на черно поле g7 · черен кон на бяло поле h7 · бял офицер на бяло поле a6 · черна пешка на черно поле b6 · черен цар на бяло поле c6 · черна пешка на черно поле f6 · черен офицер на черно поле h6 · черен топ на черно поле c5 · бяла пешка на бяло поле c4 · бяла пешка на черно поле f4 · черна пешка на бяло поле g4 · бял офицер на черно поле h4 · бял кон на черно поле a3 · бяла дама на бяло поле d3 · бяла пешка на черно поле g3 · бял кон на черно поле b2 · бял топ на черно поле a1 · бял топ на бяло поле d1 · бял цар на черно поле g1 | бяла пешка на бяло поле a8 · черен кон на бяло поле e8 · черна пешка на черно поле c7 · черен офицер на бяло поле d7 · черна дама на черно поле e7 · черен топ на черно поле g7 · черен кон на бяло поле h7 · бял офицер на бяло поле a6 · черна пешка на черно поле b6 · черен цар на бяло поле c6 · черна пешка на черно поле f6 · черен офицер на черно поле h6 · черен топ на черно поле c5 · бяла пешка на бяло поле c4 · бяла пешка на черно поле f4 · черна пешка на бяло поле g4 · бял офицер на черно поле h4 · бял кон на черно поле a3 · бяла дама на бяло поле d3 · бяла пешка на черно поле g3 · бял кон на черно поле b2 · бял топ на черно поле a1 · бял топ на бяло поле d1 · бял цар на черно поле g1 | бяла пешка на бяло поле a8 · черен кон на бяло поле e8 · черна пешка на черно поле c7 · черен офицер на бяло поле d7 · черна дама на черно поле e7 · черен топ на черно поле g7 · черен кон на бяло поле h7 · бял офицер на бяло поле a6 · черна пешка на черно поле b6 · черен цар на бяло поле c6 · черна пешка на черно поле f6 · черен офицер на черно поле h6 · черен топ на черно поле c5 · бяла пешка на бяло поле c4 · бяла пешка на черно поле f4 · черна пешка на бяло поле g4 · бял офицер на черно поле h4 · бял кон на черно поле a3 · бяла дама на бяло поле d3 · бяла пешка на черно поле g3 · бял кон на черно поле b2 · бял топ на черно поле a1 · бял топ на бяло поле d1 · бял цар на черно поле g1 | бяла пешка на бяло поле a8 · черен кон на бяло поле e8 · черна пешка на черно поле c7 · черен офицер на бяло поле d7 · черна дама на черно поле e7 · черен топ на черно поле g7 · черен кон на бяло поле h7 · бял офицер на бяло поле a6 · черна пешка на черно поле b6 · черен цар на бяло поле c6 · черна пешка на черно поле f6 · черен офицер на черно поле h6 · черен топ на черно поле c5 · бяла пешка на бяло поле c4 · бяла пешка на черно поле f4 · черна пешка на бяло поле g4 · бял офицер на черно поле h4 · бял кон на черно поле a3 · бяла дама на бяло поле d3 · бяла пешка на черно поле g3 · бял кон на черно поле b2 · бял топ на черно поле a1 · бял топ на бяло поле d1 · бял цар на черно поле g1 | бяла пешка на бяло поле a8 · черен кон на бяло поле e8 · черна пешка на черно поле c7 · черен офицер на бяло поле d7 · черна дама на черно поле e7 · черен топ на черно поле g7 · черен кон на бяло поле h7 · бял офицер на бяло поле a6 · черна пешка на черно поле b6 · черен цар на бяло поле c6 · черна пешка на черно поле f6 · черен офицер на черно поле h6 · черен топ на черно поле c5 · бяла пешка на бяло поле c4 · бяла пешка на черно поле f4 · черна пешка на бяло поле g4 · бял офицер на черно поле h4 · бял кон на черно поле a3 · бяла дама на бяло поле d3 · бяла пешка на черно поле g3 · бял кон на черно поле b2 · бял топ на черно поле a1 · бял топ на бяло поле d1 · бял цар на черно поле g1 | бяла пешка на бяло поле a8 · черен кон на бяло поле e8 · черна пешка на черно поле c7 · черен офицер на бяло поле d7 · черна дама на черно поле e7 · черен топ на черно поле g7 · черен кон на бяло поле h7 · бял офицер на бяло поле a6 · черна пешка на черно поле b6 · черен цар на бяло поле c6 · черна пешка на черно поле f6 · черен офицер на черно поле h6 · черен топ на черно поле c5 · бяла пешка на бяло поле c4 · бяла пешка на черно поле f4 · черна пешка на бяло поле g4 · бял офицер на черно поле h4 · бял кон на черно поле a3 · бяла дама на бяло поле d3 · бяла пешка на черно поле g3 · бял кон на черно поле b2 · бял топ на черно поле a1 · бял топ на бяло поле d1 · бял цар на черно поле g1 | 7 |
| 6 | бяла пешка на бяло поле a8 · черен кон на бяло поле e8 · черна пешка на черно поле c7 · черен офицер на бяло поле d7 · черна дама на черно поле e7 · черен топ на черно поле g7 · черен кон на бяло поле h7 · бял офицер на бяло поле a6 · черна пешка на черно поле b6 · черен цар на бяло поле c6 · черна пешка на черно поле f6 · черен офицер на черно поле h6 · черен топ на черно поле c5 · бяла пешка на бяло поле c4 · бяла пешка на черно поле f4 · черна пешка на бяло поле g4 · бял офицер на черно поле h4 · бял кон на черно поле a3 · бяла дама на бяло поле d3 · бяла пешка на черно поле g3 · бял кон на черно поле b2 · бял топ на черно поле a1 · бял топ на бяло поле d1 · бял цар на черно поле g1 | бяла пешка на бяло поле a8 · черен кон на бяло поле e8 · черна пешка на черно поле c7 · черен офицер на бяло поле d7 · черна дама на черно поле e7 · черен топ на черно поле g7 · черен кон на бяло поле h7 · бял офицер на бяло поле a6 · черна пешка на черно поле b6 · черен цар на бяло поле c6 · черна пешка на черно поле f6 · черен офицер на черно поле h6 · черен топ на черно поле c5 · бяла пешка на бяло поле c4 · бяла пешка на черно поле f4 · черна пешка на бяло поле g4 · бял офицер на черно поле h4 · бял кон на черно поле a3 · бяла дама на бяло поле d3 · бяла пешка на черно поле g3 · бял кон на черно поле b2 · бял топ на черно поле a1 · бял топ на бяло поле d1 · бял цар на черно поле g1 | бяла пешка на бяло поле a8 · черен кон на бяло поле e8 · черна пешка на черно поле c7 · черен офицер на бяло поле d7 · черна дама на черно поле e7 · черен топ на черно поле g7 · черен кон на бяло поле h7 · бял офицер на бяло поле a6 · черна пешка на черно поле b6 · черен цар на бяло поле c6 · черна пешка на черно поле f6 · черен офицер на черно поле h6 · черен топ на черно поле c5 · бяла пешка на бяло поле c4 · бяла пешка на черно поле f4 · черна пешка на бяло поле g4 · бял офицер на черно поле h4 · бял кон на черно поле a3 · бяла дама на бяло поле d3 · бяла пешка на черно поле g3 · бял кон на черно поле b2 · бял топ на черно поле a1 · бял топ на бяло поле d1 · бял цар на черно поле g1 | бяла пешка на бяло поле a8 · черен кон на бяло поле e8 · черна пешка на черно поле c7 · черен офицер на бяло поле d7 · черна дама на черно поле e7 · черен топ на черно поле g7 · черен кон на бяло поле h7 · бял офицер на бяло поле a6 · черна пешка на черно поле b6 · черен цар на бяло поле c6 · черна пешка на черно поле f6 · черен офицер на черно поле h6 · черен топ на черно поле c5 · бяла пешка на бяло поле c4 · бяла пешка на черно поле f4 · черна пешка на бяло поле g4 · бял офицер на черно поле h4 · бял кон на черно поле a3 · бяла дама на бяло поле d3 · бяла пешка на черно поле g3 · бял кон на черно поле b2 · бял топ на черно поле a1 · бял топ на бяло поле d1 · бял цар на черно поле g1 | бяла пешка на бяло поле a8 · черен кон на бяло поле e8 · черна пешка на черно поле c7 · черен офицер на бяло поле d7 · черна дама на черно поле e7 · черен топ на черно поле g7 · черен кон на бяло поле h7 · бял офицер на бяло поле a6 · черна пешка на черно поле b6 · черен цар на бяло поле c6 · черна пешка на черно поле f6 · черен офицер на черно поле h6 · черен топ на черно поле c5 · бяла пешка на бяло поле c4 · бяла пешка на черно поле f4 · черна пешка на бяло поле g4 · бял офицер на черно поле h4 · бял кон на черно поле a3 · бяла дама на бяло поле d3 · бяла пешка на черно поле g3 · бял кон на черно поле b2 · бял топ на черно поле a1 · бял топ на бяло поле d1 · бял цар на черно поле g1 | бяла пешка на бяло поле a8 · черен кон на бяло поле e8 · черна пешка на черно поле c7 · черен офицер на бяло поле d7 · черна дама на черно поле e7 · черен топ на черно поле g7 · черен кон на бяло поле h7 · бял офицер на бяло поле a6 · черна пешка на черно поле b6 · черен цар на бяло поле c6 · черна пешка на черно поле f6 · черен офицер на черно поле h6 · черен топ на черно поле c5 · бяла пешка на бяло поле c4 · бяла пешка на черно поле f4 · черна пешка на бяло поле g4 · бял офицер на черно поле h4 · бял кон на черно поле a3 · бяла дама на бяло поле d3 · бяла пешка на черно поле g3 · бял кон на черно поле b2 · бял топ на черно поле a1 · бял топ на бяло поле d1 · бял цар на черно поле g1 | бяла пешка на бяло поле a8 · черен кон на бяло поле e8 · черна пешка на черно поле c7 · черен офицер на бяло поле d7 · черна дама на черно поле e7 · черен топ на черно поле g7 · черен кон на бяло поле h7 · бял офицер на бяло поле a6 · черна пешка на черно поле b6 · черен цар на бяло поле c6 · черна пешка на черно поле f6 · черен офицер на черно поле h6 · черен топ на черно поле c5 · бяла пешка на бяло поле c4 · бяла пешка на черно поле f4 · черна пешка на бяло поле g4 · бял офицер на черно поле h4 · бял кон на черно поле a3 · бяла дама на бяло поле d3 · бяла пешка на черно поле g3 · бял кон на черно поле b2 · бял топ на черно поле a1 · бял топ на бяло поле d1 · бял цар на черно поле g1 | бяла пешка на бяло поле a8 · черен кон на бяло поле e8 · черна пешка на черно поле c7 · черен офицер на бяло поле d7 · черна дама на черно поле e7 · черен топ на черно поле g7 · черен кон на бяло поле h7 · бял офицер на бяло поле a6 · черна пешка на черно поле b6 · черен цар на бяло поле c6 · черна пешка на черно поле f6 · черен офицер на черно поле h6 · черен топ на черно поле c5 · бяла пешка на бяло поле c4 · бяла пешка на черно поле f4 · черна пешка на бяло поле g4 · бял офицер на черно поле h4 · бял кон на черно поле a3 · бяла дама на бяло поле d3 · бяла пешка на черно поле g3 · бял кон на черно поле b2 · бял топ на черно поле a1 · бял топ на бяло поле d1 · бял цар на черно поле g1 | 6 |
| 5 | бяла пешка на бяло поле a8 · черен кон на бяло поле e8 · черна пешка на черно поле c7 · черен офицер на бяло поле d7 · черна дама на черно поле e7 · черен топ на черно поле g7 · черен кон на бяло поле h7 · бял офицер на бяло поле a6 · черна пешка на черно поле b6 · черен цар на бяло поле c6 · черна пешка на черно поле f6 · черен офицер на черно поле h6 · черен топ на черно поле c5 · бяла пешка на бяло поле c4 · бяла пешка на черно поле f4 · черна пешка на бяло поле g4 · бял офицер на черно поле h4 · бял кон на черно поле a3 · бяла дама на бяло поле d3 · бяла пешка на черно поле g3 · бял кон на черно поле b2 · бял топ на черно поле a1 · бял топ на бяло поле d1 · бял цар на черно поле g1 | бяла пешка на бяло поле a8 · черен кон на бяло поле e8 · черна пешка на черно поле c7 · черен офицер на бяло поле d7 · черна дама на черно поле e7 · черен топ на черно поле g7 · черен кон на бяло поле h7 · бял офицер на бяло поле a6 · черна пешка на черно поле b6 · черен цар на бяло поле c6 · черна пешка на черно поле f6 · черен офицер на черно поле h6 · черен топ на черно поле c5 · бяла пешка на бяло поле c4 · бяла пешка на черно поле f4 · черна пешка на бяло поле g4 · бял офицер на черно поле h4 · бял кон на черно поле a3 · бяла дама на бяло поле d3 · бяла пешка на черно поле g3 · бял кон на черно поле b2 · бял топ на черно поле a1 · бял топ на бяло поле d1 · бял цар на черно поле g1 | бяла пешка на бяло поле a8 · черен кон на бяло поле e8 · черна пешка на черно поле c7 · черен офицер на бяло поле d7 · черна дама на черно поле e7 · черен топ на черно поле g7 · черен кон на бяло поле h7 · бял офицер на бяло поле a6 · черна пешка на черно поле b6 · черен цар на бяло поле c6 · черна пешка на черно поле f6 · черен офицер на черно поле h6 · черен топ на черно поле c5 · бяла пешка на бяло поле c4 · бяла пешка на черно поле f4 · черна пешка на бяло поле g4 · бял офицер на черно поле h4 · бял кон на черно поле a3 · бяла дама на бяло поле d3 · бяла пешка на черно поле g3 · бял кон на черно поле b2 · бял топ на черно поле a1 · бял топ на бяло поле d1 · бял цар на черно поле g1 | бяла пешка на бяло поле a8 · черен кон на бяло поле e8 · черна пешка на черно поле c7 · черен офицер на бяло поле d7 · черна дама на черно поле e7 · черен топ на черно поле g7 · черен кон на бяло поле h7 · бял офицер на бяло поле a6 · черна пешка на черно поле b6 · черен цар на бяло поле c6 · черна пешка на черно поле f6 · черен офицер на черно поле h6 · черен топ на черно поле c5 · бяла пешка на бяло поле c4 · бяла пешка на черно поле f4 · черна пешка на бяло поле g4 · бял офицер на черно поле h4 · бял кон на черно поле a3 · бяла дама на бяло поле d3 · бяла пешка на черно поле g3 · бял кон на черно поле b2 · бял топ на черно поле a1 · бял топ на бяло поле d1 · бял цар на черно поле g1 | бяла пешка на бяло поле a8 · черен кон на бяло поле e8 · черна пешка на черно поле c7 · черен офицер на бяло поле d7 · черна дама на черно поле e7 · черен топ на черно поле g7 · черен кон на бяло поле h7 · бял офицер на бяло поле a6 · черна пешка на черно поле b6 · черен цар на бяло поле c6 · черна пешка на черно поле f6 · черен офицер на черно поле h6 · черен топ на черно поле c5 · бяла пешка на бяло поле c4 · бяла пешка на черно поле f4 · черна пешка на бяло поле g4 · бял офицер на черно поле h4 · бял кон на черно поле a3 · бяла дама на бяло поле d3 · бяла пешка на черно поле g3 · бял кон на черно поле b2 · бял топ на черно поле a1 · бял топ на бяло поле d1 · бял цар на черно поле g1 | бяла пешка на бяло поле a8 · черен кон на бяло поле e8 · черна пешка на черно поле c7 · черен офицер на бяло поле d7 · черна дама на черно поле e7 · черен топ на черно поле g7 · черен кон на бяло поле h7 · бял офицер на бяло поле a6 · черна пешка на черно поле b6 · черен цар на бяло поле c6 · черна пешка на черно поле f6 · черен офицер на черно поле h6 · черен топ на черно поле c5 · бяла пешка на бяло поле c4 · бяла пешка на черно поле f4 · черна пешка на бяло поле g4 · бял офицер на черно поле h4 · бял кон на черно поле a3 · бяла дама на бяло поле d3 · бяла пешка на черно поле g3 · бял кон на черно поле b2 · бял топ на черно поле a1 · бял топ на бяло поле d1 · бял цар на черно поле g1 | бяла пешка на бяло поле a8 · черен кон на бяло поле e8 · черна пешка на черно поле c7 · черен офицер на бяло поле d7 · черна дама на черно поле e7 · черен топ на черно поле g7 · черен кон на бяло поле h7 · бял офицер на бяло поле a6 · черна пешка на черно поле b6 · черен цар на бяло поле c6 · черна пешка на черно поле f6 · черен офицер на черно поле h6 · черен топ на черно поле c5 · бяла пешка на бяло поле c4 · бяла пешка на черно поле f4 · черна пешка на бяло поле g4 · бял офицер на черно поле h4 · бял кон на черно поле a3 · бяла дама на бяло поле d3 · бяла пешка на черно поле g3 · бял кон на черно поле b2 · бял топ на черно поле a1 · бял топ на бяло поле d1 · бял цар на черно поле g1 | бяла пешка на бяло поле a8 · черен кон на бяло поле e8 · черна пешка на черно поле c7 · черен офицер на бяло поле d7 · черна дама на черно поле e7 · черен топ на черно поле g7 · черен кон на бяло поле h7 · бял офицер на бяло поле a6 · черна пешка на черно поле b6 · черен цар на бяло поле c6 · черна пешка на черно поле f6 · черен офицер на черно поле h6 · черен топ на черно поле c5 · бяла пешка на бяло поле c4 · бяла пешка на черно поле f4 · черна пешка на бяло поле g4 · бял офицер на черно поле h4 · бял кон на черно поле a3 · бяла дама на бяло поле d3 · бяла пешка на черно поле g3 · бял кон на черно поле b2 · бял топ на черно поле a1 · бял топ на бяло поле d1 · бял цар на черно поле g1 | 5 |
| 4 | бяла пешка на бяло поле a8 · черен кон на бяло поле e8 · черна пешка на черно поле c7 · черен офицер на бяло поле d7 · черна дама на черно поле e7 · черен топ на черно поле g7 · черен кон на бяло поле h7 · бял офицер на бяло поле a6 · черна пешка на черно поле b6 · черен цар на бяло поле c6 · черна пешка на черно поле f6 · черен офицер на черно поле h6 · черен топ на черно поле c5 · бяла пешка на бяло поле c4 · бяла пешка на черно поле f4 · черна пешка на бяло поле g4 · бял офицер на черно поле h4 · бял кон на черно поле a3 · бяла дама на бяло поле d3 · бяла пешка на черно поле g3 · бял кон на черно поле b2 · бял топ на черно поле a1 · бял топ на бяло поле d1 · бял цар на черно поле g1 | бяла пешка на бяло поле a8 · черен кон на бяло поле e8 · черна пешка на черно поле c7 · черен офицер на бяло поле d7 · черна дама на черно поле e7 · черен топ на черно поле g7 · черен кон на бяло поле h7 · бял офицер на бяло поле a6 · черна пешка на черно поле b6 · черен цар на бяло поле c6 · черна пешка на черно поле f6 · черен офицер на черно поле h6 · черен топ на черно поле c5 · бяла пешка на бяло поле c4 · бяла пешка на черно поле f4 · черна пешка на бяло поле g4 · бял офицер на черно поле h4 · бял кон на черно поле a3 · бяла дама на бяло поле d3 · бяла пешка на черно поле g3 · бял кон на черно поле b2 · бял топ на черно поле a1 · бял топ на бяло поле d1 · бял цар на черно поле g1 | бяла пешка на бяло поле a8 · черен кон на бяло поле e8 · черна пешка на черно поле c7 · черен офицер на бяло поле d7 · черна дама на черно поле e7 · черен топ на черно поле g7 · черен кон на бяло поле h7 · бял офицер на бяло поле a6 · черна пешка на черно поле b6 · черен цар на бяло поле c6 · черна пешка на черно поле f6 · черен офицер на черно поле h6 · черен топ на черно поле c5 · бяла пешка на бяло поле c4 · бяла пешка на черно поле f4 · черна пешка на бяло поле g4 · бял офицер на черно поле h4 · бял кон на черно поле a3 · бяла дама на бяло поле d3 · бяла пешка на черно поле g3 · бял кон на черно поле b2 · бял топ на черно поле a1 · бял топ на бяло поле d1 · бял цар на черно поле g1 | бяла пешка на бяло поле a8 · черен кон на бяло поле e8 · черна пешка на черно поле c7 · черен офицер на бяло поле d7 · черна дама на черно поле e7 · черен топ на черно поле g7 · черен кон на бяло поле h7 · бял офицер на бяло поле a6 · черна пешка на черно поле b6 · черен цар на бяло поле c6 · черна пешка на черно поле f6 · черен офицер на черно поле h6 · черен топ на черно поле c5 · бяла пешка на бяло поле c4 · бяла пешка на черно поле f4 · черна пешка на бяло поле g4 · бял офицер на черно поле h4 · бял кон на черно поле a3 · бяла дама на бяло поле d3 · бяла пешка на черно поле g3 · бял кон на черно поле b2 · бял топ на черно поле a1 · бял топ на бяло поле d1 · бял цар на черно поле g1 | бяла пешка на бяло поле a8 · черен кон на бяло поле e8 · черна пешка на черно поле c7 · черен офицер на бяло поле d7 · черна дама на черно поле e7 · черен топ на черно поле g7 · черен кон на бяло поле h7 · бял офицер на бяло поле a6 · черна пешка на черно поле b6 · черен цар на бяло поле c6 · черна пешка на черно поле f6 · черен офицер на черно поле h6 · черен топ на черно поле c5 · бяла пешка на бяло поле c4 · бяла пешка на черно поле f4 · черна пешка на бяло поле g4 · бял офицер на черно поле h4 · бял кон на черно поле a3 · бяла дама на бяло поле d3 · бяла пешка на черно поле g3 · бял кон на черно поле b2 · бял топ на черно поле a1 · бял топ на бяло поле d1 · бял цар на черно поле g1 | бяла пешка на бяло поле a8 · черен кон на бяло поле e8 · черна пешка на черно поле c7 · черен офицер на бяло поле d7 · черна дама на черно поле e7 · черен топ на черно поле g7 · черен кон на бяло поле h7 · бял офицер на бяло поле a6 · черна пешка на черно поле b6 · черен цар на бяло поле c6 · черна пешка на черно поле f6 · черен офицер на черно поле h6 · черен топ на черно поле c5 · бяла пешка на бяло поле c4 · бяла пешка на черно поле f4 · черна пешка на бяло поле g4 · бял офицер на черно поле h4 · бял кон на черно поле a3 · бяла дама на бяло поле d3 · бяла пешка на черно поле g3 · бял кон на черно поле b2 · бял топ на черно поле a1 · бял топ на бяло поле d1 · бял цар на черно поле g1 | бяла пешка на бяло поле a8 · черен кон на бяло поле e8 · черна пешка на черно поле c7 · черен офицер на бяло поле d7 · черна дама на черно поле e7 · черен топ на черно поле g7 · черен кон на бяло поле h7 · бял офицер на бяло поле a6 · черна пешка на черно поле b6 · черен цар на бяло поле c6 · черна пешка на черно поле f6 · черен офицер на черно поле h6 · черен топ на черно поле c5 · бяла пешка на бяло поле c4 · бяла пешка на черно поле f4 · черна пешка на бяло поле g4 · бял офицер на черно поле h4 · бял кон на черно поле a3 · бяла дама на бяло поле d3 · бяла пешка на черно поле g3 · бял кон на черно поле b2 · бял топ на черно поле a1 · бял топ на бяло поле d1 · бял цар на черно поле g1 | бяла пешка на бяло поле a8 · черен кон на бяло поле e8 · черна пешка на черно поле c7 · черен офицер на бяло поле d7 · черна дама на черно поле e7 · черен топ на черно поле g7 · черен кон на бяло поле h7 · бял офицер на бяло поле a6 · черна пешка на черно поле b6 · черен цар на бяло поле c6 · черна пешка на черно поле f6 · черен офицер на черно поле h6 · черен топ на черно поле c5 · бяла пешка на бяло поле c4 · бяла пешка на черно поле f4 · черна пешка на бяло поле g4 · бял офицер на черно поле h4 · бял кон на черно поле a3 · бяла дама на бяло поле d3 · бяла пешка на черно поле g3 · бял кон на черно поле b2 · бял топ на черно поле a1 · бял топ на бяло поле d1 · бял цар на черно поле g1 | 4 |
| 3 | бяла пешка на бяло поле a8 · черен кон на бяло поле e8 · черна пешка на черно поле c7 · черен офицер на бяло поле d7 · черна дама на черно поле e7 · черен топ на черно поле g7 · черен кон на бяло поле h7 · бял офицер на бяло поле a6 · черна пешка на черно поле b6 · черен цар на бяло поле c6 · черна пешка на черно поле f6 · черен офицер на черно поле h6 · черен топ на черно поле c5 · бяла пешка на бяло поле c4 · бяла пешка на черно поле f4 · черна пешка на бяло поле g4 · бял офицер на черно поле h4 · бял кон на черно поле a3 · бяла дама на бяло поле d3 · бяла пешка на черно поле g3 · бял кон на черно поле b2 · бял топ на черно поле a1 · бял топ на бяло поле d1 · бял цар на черно поле g1 | бяла пешка на бяло поле a8 · черен кон на бяло поле e8 · черна пешка на черно поле c7 · черен офицер на бяло поле d7 · черна дама на черно поле e7 · черен топ на черно поле g7 · черен кон на бяло поле h7 · бял офицер на бяло поле a6 · черна пешка на черно поле b6 · черен цар на бяло поле c6 · черна пешка на черно поле f6 · черен офицер на черно поле h6 · черен топ на черно поле c5 · бяла пешка на бяло поле c4 · бяла пешка на черно поле f4 · черна пешка на бяло поле g4 · бял офицер на черно поле h4 · бял кон на черно поле a3 · бяла дама на бяло поле d3 · бяла пешка на черно поле g3 · бял кон на черно поле b2 · бял топ на черно поле a1 · бял топ на бяло поле d1 · бял цар на черно поле g1 | бяла пешка на бяло поле a8 · черен кон на бяло поле e8 · черна пешка на черно поле c7 · черен офицер на бяло поле d7 · черна дама на черно поле e7 · черен топ на черно поле g7 · черен кон на бяло поле h7 · бял офицер на бяло поле a6 · черна пешка на черно поле b6 · черен цар на бяло поле c6 · черна пешка на черно поле f6 · черен офицер на черно поле h6 · черен топ на черно поле c5 · бяла пешка на бяло поле c4 · бяла пешка на черно поле f4 · черна пешка на бяло поле g4 · бял офицер на черно поле h4 · бял кон на черно поле a3 · бяла дама на бяло поле d3 · бяла пешка на черно поле g3 · бял кон на черно поле b2 · бял топ на черно поле a1 · бял топ на бяло поле d1 · бял цар на черно поле g1 | бяла пешка на бяло поле a8 · черен кон на бяло поле e8 · черна пешка на черно поле c7 · черен офицер на бяло поле d7 · черна дама на черно поле e7 · черен топ на черно поле g7 · черен кон на бяло поле h7 · бял офицер на бяло поле a6 · черна пешка на черно поле b6 · черен цар на бяло поле c6 · черна пешка на черно поле f6 · черен офицер на черно поле h6 · черен топ на черно поле c5 · бяла пешка на бяло поле c4 · бяла пешка на черно поле f4 · черна пешка на бяло поле g4 · бял офицер на черно поле h4 · бял кон на черно поле a3 · бяла дама на бяло поле d3 · бяла пешка на черно поле g3 · бял кон на черно поле b2 · бял топ на черно поле a1 · бял топ на бяло поле d1 · бял цар на черно поле g1 | бяла пешка на бяло поле a8 · черен кон на бяло поле e8 · черна пешка на черно поле c7 · черен офицер на бяло поле d7 · черна дама на черно поле e7 · черен топ на черно поле g7 · черен кон на бяло поле h7 · бял офицер на бяло поле a6 · черна пешка на черно поле b6 · черен цар на бяло поле c6 · черна пешка на черно поле f6 · черен офицер на черно поле h6 · черен топ на черно поле c5 · бяла пешка на бяло поле c4 · бяла пешка на черно поле f4 · черна пешка на бяло поле g4 · бял офицер на черно поле h4 · бял кон на черно поле a3 · бяла дама на бяло поле d3 · бяла пешка на черно поле g3 · бял кон на черно поле b2 · бял топ на черно поле a1 · бял топ на бяло поле d1 · бял цар на черно поле g1 | бяла пешка на бяло поле a8 · черен кон на бяло поле e8 · черна пешка на черно поле c7 · черен офицер на бяло поле d7 · черна дама на черно поле e7 · черен топ на черно поле g7 · черен кон на бяло поле h7 · бял офицер на бяло поле a6 · черна пешка на черно поле b6 · черен цар на бяло поле c6 · черна пешка на черно поле f6 · черен офицер на черно поле h6 · черен топ на черно поле c5 · бяла пешка на бяло поле c4 · бяла пешка на черно поле f4 · черна пешка на бяло поле g4 · бял офицер на черно поле h4 · бял кон на черно поле a3 · бяла дама на бяло поле d3 · бяла пешка на черно поле g3 · бял кон на черно поле b2 · бял топ на черно поле a1 · бял топ на бяло поле d1 · бял цар на черно поле g1 | бяла пешка на бяло поле a8 · черен кон на бяло поле e8 · черна пешка на черно поле c7 · черен офицер на бяло поле d7 · черна дама на черно поле e7 · черен топ на черно поле g7 · черен кон на бяло поле h7 · бял офицер на бяло поле a6 · черна пешка на черно поле b6 · черен цар на бяло поле c6 · черна пешка на черно поле f6 · черен офицер на черно поле h6 · черен топ на черно поле c5 · бяла пешка на бяло поле c4 · бяла пешка на черно поле f4 · черна пешка на бяло поле g4 · бял офицер на черно поле h4 · бял кон на черно поле a3 · бяла дама на бяло поле d3 · бяла пешка на черно поле g3 · бял кон на черно поле b2 · бял топ на черно поле a1 · бял топ на бяло поле d1 · бял цар на черно поле g1 | бяла пешка на бяло поле a8 · черен кон на бяло поле e8 · черна пешка на черно поле c7 · черен офицер на бяло поле d7 · черна дама на черно поле e7 · черен топ на черно поле g7 · черен кон на бяло поле h7 · бял офицер на бяло поле a6 · черна пешка на черно поле b6 · черен цар на бяло поле c6 · черна пешка на черно поле f6 · черен офицер на черно поле h6 · черен топ на черно поле c5 · бяла пешка на бяло поле c4 · бяла пешка на черно поле f4 · черна пешка на бяло поле g4 · бял офицер на черно поле h4 · бял кон на черно поле a3 · бяла дама на бяло поле d3 · бяла пешка на черно поле g3 · бял кон на черно поле b2 · бял топ на черно поле a1 · бял топ на бяло поле d1 · бял цар на черно поле g1 | 3 |
| 2 | бяла пешка на бяло поле a8 · черен кон на бяло поле e8 · черна пешка на черно поле c7 · черен офицер на бяло поле d7 · черна дама на черно поле e7 · черен топ на черно поле g7 · черен кон на бяло поле h7 · бял офицер на бяло поле a6 · черна пешка на черно поле b6 · черен цар на бяло поле c6 · черна пешка на черно поле f6 · черен офицер на черно поле h6 · черен топ на черно поле c5 · бяла пешка на бяло поле c4 · бяла пешка на черно поле f4 · черна пешка на бяло поле g4 · бял офицер на черно поле h4 · бял кон на черно поле a3 · бяла дама на бяло поле d3 · бяла пешка на черно поле g3 · бял кон на черно поле b2 · бял топ на черно поле a1 · бял топ на бяло поле d1 · бял цар на черно поле g1 | бяла пешка на бяло поле a8 · черен кон на бяло поле e8 · черна пешка на черно поле c7 · черен офицер на бяло поле d7 · черна дама на черно поле e7 · черен топ на черно поле g7 · черен кон на бяло поле h7 · бял офицер на бяло поле a6 · черна пешка на черно поле b6 · черен цар на бяло поле c6 · черна пешка на черно поле f6 · черен офицер на черно поле h6 · черен топ на черно поле c5 · бяла пешка на бяло поле c4 · бяла пешка на черно поле f4 · черна пешка на бяло поле g4 · бял офицер на черно поле h4 · бял кон на черно поле a3 · бяла дама на бяло поле d3 · бяла пешка на черно поле g3 · бял кон на черно поле b2 · бял топ на черно поле a1 · бял топ на бяло поле d1 · бял цар на черно поле g1 | бяла пешка на бяло поле a8 · черен кон на бяло поле e8 · черна пешка на черно поле c7 · черен офицер на бяло поле d7 · черна дама на черно поле e7 · черен топ на черно поле g7 · черен кон на бяло поле h7 · бял офицер на бяло поле a6 · черна пешка на черно поле b6 · черен цар на бяло поле c6 · черна пешка на черно поле f6 · черен офицер на черно поле h6 · черен топ на черно поле c5 · бяла пешка на бяло поле c4 · бяла пешка на черно поле f4 · черна пешка на бяло поле g4 · бял офицер на черно поле h4 · бял кон на черно поле a3 · бяла дама на бяло поле d3 · бяла пешка на черно поле g3 · бял кон на черно поле b2 · бял топ на черно поле a1 · бял топ на бяло поле d1 · бял цар на черно поле g1 | бяла пешка на бяло поле a8 · черен кон на бяло поле e8 · черна пешка на черно поле c7 · черен офицер на бяло поле d7 · черна дама на черно поле e7 · черен топ на черно поле g7 · черен кон на бяло поле h7 · бял офицер на бяло поле a6 · черна пешка на черно поле b6 · черен цар на бяло поле c6 · черна пешка на черно поле f6 · черен офицер на черно поле h6 · черен топ на черно поле c5 · бяла пешка на бяло поле c4 · бяла пешка на черно поле f4 · черна пешка на бяло поле g4 · бял офицер на черно поле h4 · бял кон на черно поле a3 · бяла дама на бяло поле d3 · бяла пешка на черно поле g3 · бял кон на черно поле b2 · бял топ на черно поле a1 · бял топ на бяло поле d1 · бял цар на черно поле g1 | бяла пешка на бяло поле a8 · черен кон на бяло поле e8 · черна пешка на черно поле c7 · черен офицер на бяло поле d7 · черна дама на черно поле e7 · черен топ на черно поле g7 · черен кон на бяло поле h7 · бял офицер на бяло поле a6 · черна пешка на черно поле b6 · черен цар на бяло поле c6 · черна пешка на черно поле f6 · черен офицер на черно поле h6 · черен топ на черно поле c5 · бяла пешка на бяло поле c4 · бяла пешка на черно поле f4 · черна пешка на бяло поле g4 · бял офицер на черно поле h4 · бял кон на черно поле a3 · бяла дама на бяло поле d3 · бяла пешка на черно поле g3 · бял кон на черно поле b2 · бял топ на черно поле a1 · бял топ на бяло поле d1 · бял цар на черно поле g1 | бяла пешка на бяло поле a8 · черен кон на бяло поле e8 · черна пешка на черно поле c7 · черен офицер на бяло поле d7 · черна дама на черно поле e7 · черен топ на черно поле g7 · черен кон на бяло поле h7 · бял офицер на бяло поле a6 · черна пешка на черно поле b6 · черен цар на бяло поле c6 · черна пешка на черно поле f6 · черен офицер на черно поле h6 · черен топ на черно поле c5 · бяла пешка на бяло поле c4 · бяла пешка на черно поле f4 · черна пешка на бяло поле g4 · бял офицер на черно поле h4 · бял кон на черно поле a3 · бяла дама на бяло поле d3 · бяла пешка на черно поле g3 · бял кон на черно поле b2 · бял топ на черно поле a1 · бял топ на бяло поле d1 · бял цар на черно поле g1 | бяла пешка на бяло поле a8 · черен кон на бяло поле e8 · черна пешка на черно поле c7 · черен офицер на бяло поле d7 · черна дама на черно поле e7 · черен топ на черно поле g7 · черен кон на бяло поле h7 · бял офицер на бяло поле a6 · черна пешка на черно поле b6 · черен цар на бяло поле c6 · черна пешка на черно поле f6 · черен офицер на черно поле h6 · черен топ на черно поле c5 · бяла пешка на бяло поле c4 · бяла пешка на черно поле f4 · черна пешка на бяло поле g4 · бял офицер на черно поле h4 · бял кон на черно поле a3 · бяла дама на бяло поле d3 · бяла пешка на черно поле g3 · бял кон на черно поле b2 · бял топ на черно поле a1 · бял топ на бяло поле d1 · бял цар на черно поле g1 | бяла пешка на бяло поле a8 · черен кон на бяло поле e8 · черна пешка на черно поле c7 · черен офицер на бяло поле d7 · черна дама на черно поле e7 · черен топ на черно поле g7 · черен кон на бяло поле h7 · бял офицер на бяло поле a6 · черна пешка на черно поле b6 · черен цар на бяло поле c6 · черна пешка на черно поле f6 · черен офицер на черно поле h6 · черен топ на черно поле c5 · бяла пешка на бяло поле c4 · бяла пешка на черно поле f4 · черна пешка на бяло поле g4 · бял офицер на черно поле h4 · бял кон на черно поле a3 · бяла дама на бяло поле d3 · бяла пешка на черно поле g3 · бял кон на черно поле b2 · бял топ на черно поле a1 · бял топ на бяло поле d1 · бял цар на черно поле g1 | 2 |
| 1 | бяла пешка на бяло поле a8 · черен кон на бяло поле e8 · черна пешка на черно поле c7 · черен офицер на бяло поле d7 · черна дама на черно поле e7 · черен топ на черно поле g7 · черен кон на бяло поле h7 · бял офицер на бяло поле a6 · черна пешка на черно поле b6 · черен цар на бяло поле c6 · черна пешка на черно поле f6 · черен офицер на черно поле h6 · черен топ на черно поле c5 · бяла пешка на бяло поле c4 · бяла пешка на черно поле f4 · черна пешка на бяло поле g4 · бял офицер на черно поле h4 · бял кон на черно поле a3 · бяла дама на бяло поле d3 · бяла пешка на черно поле g3 · бял кон на черно поле b2 · бял топ на черно поле a1 · бял топ на бяло поле d1 · бял цар на черно поле g1 | бяла пешка на бяло поле a8 · черен кон на бяло поле e8 · черна пешка на черно поле c7 · черен офицер на бяло поле d7 · черна дама на черно поле e7 · черен топ на черно поле g7 · черен кон на бяло поле h7 · бял офицер на бяло поле a6 · черна пешка на черно поле b6 · черен цар на бяло поле c6 · черна пешка на черно поле f6 · черен офицер на черно поле h6 · черен топ на черно поле c5 · бяла пешка на бяло поле c4 · бяла пешка на черно поле f4 · черна пешка на бяло поле g4 · бял офицер на черно поле h4 · бял кон на черно поле a3 · бяла дама на бяло поле d3 · бяла пешка на черно поле g3 · бял кон на черно поле b2 · бял топ на черно поле a1 · бял топ на бяло поле d1 · бял цар на черно поле g1 | бяла пешка на бяло поле a8 · черен кон на бяло поле e8 · черна пешка на черно поле c7 · черен офицер на бяло поле d7 · черна дама на черно поле e7 · черен топ на черно поле g7 · черен кон на бяло поле h7 · бял офицер на бяло поле a6 · черна пешка на черно поле b6 · черен цар на бяло поле c6 · черна пешка на черно поле f6 · черен офицер на черно поле h6 · черен топ на черно поле c5 · бяла пешка на бяло поле c4 · бяла пешка на черно поле f4 · черна пешка на бяло поле g4 · бял офицер на черно поле h4 · бял кон на черно поле a3 · бяла дама на бяло поле d3 · бяла пешка на черно поле g3 · бял кон на черно поле b2 · бял топ на черно поле a1 · бял топ на бяло поле d1 · бял цар на черно поле g1 | бяла пешка на бяло поле a8 · черен кон на бяло поле e8 · черна пешка на черно поле c7 · черен офицер на бяло поле d7 · черна дама на черно поле e7 · черен топ на черно поле g7 · черен кон на бяло поле h7 · бял офицер на бяло поле a6 · черна пешка на черно поле b6 · черен цар на бяло поле c6 · черна пешка на черно поле f6 · черен офицер на черно поле h6 · черен топ на черно поле c5 · бяла пешка на бяло поле c4 · бяла пешка на черно поле f4 · черна пешка на бяло поле g4 · бял офицер на черно поле h4 · бял кон на черно поле a3 · бяла дама на бяло поле d3 · бяла пешка на черно поле g3 · бял кон на черно поле b2 · бял топ на черно поле a1 · бял топ на бяло поле d1 · бял цар на черно поле g1 | бяла пешка на бяло поле a8 · черен кон на бяло поле e8 · черна пешка на черно поле c7 · черен офицер на бяло поле d7 · черна дама на черно поле e7 · черен топ на черно поле g7 · черен кон на бяло поле h7 · бял офицер на бяло поле a6 · черна пешка на черно поле b6 · черен цар на бяло поле c6 · черна пешка на черно поле f6 · черен офицер на черно поле h6 · черен топ на черно поле c5 · бяла пешка на бяло поле c4 · бяла пешка на черно поле f4 · черна пешка на бяло поле g4 · бял офицер на черно поле h4 · бял кон на черно поле a3 · бяла дама на бяло поле d3 · бяла пешка на черно поле g3 · бял кон на черно поле b2 · бял топ на черно поле a1 · бял топ на бяло поле d1 · бял цар на черно поле g1 | бяла пешка на бяло поле a8 · черен кон на бяло поле e8 · черна пешка на черно поле c7 · черен офицер на бяло поле d7 · черна дама на черно поле e7 · черен топ на черно поле g7 · черен кон на бяло поле h7 · бял офицер на бяло поле a6 · черна пешка на черно поле b6 · черен цар на бяло поле c6 · черна пешка на черно поле f6 · черен офицер на черно поле h6 · черен топ на черно поле c5 · бяла пешка на бяло поле c4 · бяла пешка на черно поле f4 · черна пешка на бяло поле g4 · бял офицер на черно поле h4 · бял кон на черно поле a3 · бяла дама на бяло поле d3 · бяла пешка на черно поле g3 · бял кон на черно поле b2 · бял топ на черно поле a1 · бял топ на бяло поле d1 · бял цар на черно поле g1 | бяла пешка на бяло поле a8 · черен кон на бяло поле e8 · черна пешка на черно поле c7 · черен офицер на бяло поле d7 · черна дама на черно поле e7 · черен топ на черно поле g7 · черен кон на бяло поле h7 · бял офицер на бяло поле a6 · черна пешка на черно поле b6 · черен цар на бяло поле c6 · черна пешка на черно поле f6 · черен офицер на черно поле h6 · черен топ на черно поле c5 · бяла пешка на бяло поле c4 · бяла пешка на черно поле f4 · черна пешка на бяло поле g4 · бял офицер на черно поле h4 · бял кон на черно поле a3 · бяла дама на бяло поле d3 · бяла пешка на черно поле g3 · бял кон на черно поле b2 · бял топ на черно поле a1 · бял топ на бяло поле d1 · бял цар на черно поле g1 | бяла пешка на бяло поле a8 · черен кон на бяло поле e8 · черна пешка на черно поле c7 · черен офицер на бяло поле d7 · черна дама на черно поле e7 · черен топ на черно поле g7 · черен кон на бяло поле h7 · бял офицер на бяло поле a6 · черна пешка на черно поле b6 · черен цар на бяло поле c6 · черна пешка на черно поле f6 · черен офицер на черно поле h6 · черен топ на черно поле c5 · бяла пешка на бяло поле c4 · бяла пешка на черно поле f4 · черна пешка на бяло поле g4 · бял офицер на черно поле h4 · бял кон на черно поле a3 · бяла дама на бяло поле d3 · бяла пешка на черно поле g3 · бял кон на черно поле b2 · бял топ на черно поле a1 · бял топ на бяло поле d1 · бял цар на черно поле g1 | 1 |
|   | a | b | c | d | e | f | g | h |   |

Още около 1840 г. правилото в немскоезичните страни е било, че на пешка е позволено само да се трансформира в фигура, която преди това е била взета и по този начин е свалена от дъската. Това може да доведе до фундаментални трудности, както демонстрира швейцарецът Йохан Конрад фон Орели (1788 – 1854) в книгата си за шах през 1840 г.
В позицията на диаграма 1 все още не е взета бяла фигура, поради което пешката на a8 все още не може да се преобразува съгласно горното правило. Следователно белите трябва да изчакат, докато една от фигурите им бъде взета, за да я разменят за пешката на a8. Проблем възниква, когато белите играят 1. Дd3-e4+. След 1. ... Дe7:e4+ 2. Цh2 , заловената бяла дама ще бъде заменена на a8 незабавно и черните са мат. Въпросът кое сега има приоритет и как този проблем може да бъде решен в крайна сметка остава без отговор.

## Стратегия
|   | a | b | c | d | e | f | g | h |   |
| 8 | черен топ на бяло поле a8 · черен кон на черно поле b8 · черен офицер на бяло поле c8 · черна дама на черно поле d8 · черен цар на бяло поле e8 · черен кон на бяло поле g8 · черен топ на черно поле h8 · черна пешка на черно поле a7 · черна пешка на бяло поле b7 · черна пешка на черно поле c7 · черна пешка на бяло поле f7 · черна пешка на черно поле g7 · черна пешка на бяло поле h7 · бяла пешка на черно поле e5 · бял офицер на черно поле b4 · бяла пешка на бяло поле c4 · бяла пешка на бяло поле a2 · бяла пешка на черно поле b2 · бял цар на бяло поле e2 · черна пешка на черно поле f2 · бяла пешка на бяло поле g2 · бяла пешка на черно поле h2 · бял топ на черно поле a1 · бял кон на бяло поле b1 · бяла дама на бяло поле d1 · бял офицер на бяло поле f1 · бял кон на черно поле g1 · бял топ на бяло поле h1 | черен топ на бяло поле a8 · черен кон на черно поле b8 · черен офицер на бяло поле c8 · черна дама на черно поле d8 · черен цар на бяло поле e8 · черен кон на бяло поле g8 · черен топ на черно поле h8 · черна пешка на черно поле a7 · черна пешка на бяло поле b7 · черна пешка на черно поле c7 · черна пешка на бяло поле f7 · черна пешка на черно поле g7 · черна пешка на бяло поле h7 · бяла пешка на черно поле e5 · бял офицер на черно поле b4 · бяла пешка на бяло поле c4 · бяла пешка на бяло поле a2 · бяла пешка на черно поле b2 · бял цар на бяло поле e2 · черна пешка на черно поле f2 · бяла пешка на бяло поле g2 · бяла пешка на черно поле h2 · бял топ на черно поле a1 · бял кон на бяло поле b1 · бяла дама на бяло поле d1 · бял офицер на бяло поле f1 · бял кон на черно поле g1 · бял топ на бяло поле h1 | черен топ на бяло поле a8 · черен кон на черно поле b8 · черен офицер на бяло поле c8 · черна дама на черно поле d8 · черен цар на бяло поле e8 · черен кон на бяло поле g8 · черен топ на черно поле h8 · черна пешка на черно поле a7 · черна пешка на бяло поле b7 · черна пешка на черно поле c7 · черна пешка на бяло поле f7 · черна пешка на черно поле g7 · черна пешка на бяло поле h7 · бяла пешка на черно поле e5 · бял офицер на черно поле b4 · бяла пешка на бяло поле c4 · бяла пешка на бяло поле a2 · бяла пешка на черно поле b2 · бял цар на бяло поле e2 · черна пешка на черно поле f2 · бяла пешка на бяло поле g2 · бяла пешка на черно поле h2 · бял топ на черно поле a1 · бял кон на бяло поле b1 · бяла дама на бяло поле d1 · бял офицер на бяло поле f1 · бял кон на черно поле g1 · бял топ на бяло поле h1 | черен топ на бяло поле a8 · черен кон на черно поле b8 · черен офицер на бяло поле c8 · черна дама на черно поле d8 · черен цар на бяло поле e8 · черен кон на бяло поле g8 · черен топ на черно поле h8 · черна пешка на черно поле a7 · черна пешка на бяло поле b7 · черна пешка на черно поле c7 · черна пешка на бяло поле f7 · черна пешка на черно поле g7 · черна пешка на бяло поле h7 · бяла пешка на черно поле e5 · бял офицер на черно поле b4 · бяла пешка на бяло поле c4 · бяла пешка на бяло поле a2 · бяла пешка на черно поле b2 · бял цар на бяло поле e2 · черна пешка на черно поле f2 · бяла пешка на бяло поле g2 · бяла пешка на черно поле h2 · бял топ на черно поле a1 · бял кон на бяло поле b1 · бяла дама на бяло поле d1 · бял офицер на бяло поле f1 · бял кон на черно поле g1 · бял топ на бяло поле h1 | черен топ на бяло поле a8 · черен кон на черно поле b8 · черен офицер на бяло поле c8 · черна дама на черно поле d8 · черен цар на бяло поле e8 · черен кон на бяло поле g8 · черен топ на черно поле h8 · черна пешка на черно поле a7 · черна пешка на бяло поле b7 · черна пешка на черно поле c7 · черна пешка на бяло поле f7 · черна пешка на черно поле g7 · черна пешка на бяло поле h7 · бяла пешка на черно поле e5 · бял офицер на черно поле b4 · бяла пешка на бяло поле c4 · бяла пешка на бяло поле a2 · бяла пешка на черно поле b2 · бял цар на бяло поле e2 · черна пешка на черно поле f2 · бяла пешка на бяло поле g2 · бяла пешка на черно поле h2 · бял топ на черно поле a1 · бял кон на бяло поле b1 · бяла дама на бяло поле d1 · бял офицер на бяло поле f1 · бял кон на черно поле g1 · бял топ на бяло поле h1 | черен топ на бяло поле a8 · черен кон на черно поле b8 · черен офицер на бяло поле c8 · черна дама на черно поле d8 · черен цар на бяло поле e8 · черен кон на бяло поле g8 · черен топ на черно поле h8 · черна пешка на черно поле a7 · черна пешка на бяло поле b7 · черна пешка на черно поле c7 · черна пешка на бяло поле f7 · черна пешка на черно поле g7 · черна пешка на бяло поле h7 · бяла пешка на черно поле e5 · бял офицер на черно поле b4 · бяла пешка на бяло поле c4 · бяла пешка на бяло поле a2 · бяла пешка на черно поле b2 · бял цар на бяло поле e2 · черна пешка на черно поле f2 · бяла пешка на бяло поле g2 · бяла пешка на черно поле h2 · бял топ на черно поле a1 · бял кон на бяло поле b1 · бяла дама на бяло поле d1 · бял офицер на бяло поле f1 · бял кон на черно поле g1 · бял топ на бяло поле h1 | черен топ на бяло поле a8 · черен кон на черно поле b8 · черен офицер на бяло поле c8 · черна дама на черно поле d8 · черен цар на бяло поле e8 · черен кон на бяло поле g8 · черен топ на черно поле h8 · черна пешка на черно поле a7 · черна пешка на бяло поле b7 · черна пешка на черно поле c7 · черна пешка на бяло поле f7 · черна пешка на черно поле g7 · черна пешка на бяло поле h7 · бяла пешка на черно поле e5 · бял офицер на черно поле b4 · бяла пешка на бяло поле c4 · бяла пешка на бяло поле a2 · бяла пешка на черно поле b2 · бял цар на бяло поле e2 · черна пешка на черно поле f2 · бяла пешка на бяло поле g2 · бяла пешка на черно поле h2 · бял топ на черно поле a1 · бял кон на бяло поле b1 · бяла дама на бяло поле d1 · бял офицер на бяло поле f1 · бял кон на черно поле g1 · бял топ на бяло поле h1 | черен топ на бяло поле a8 · черен кон на черно поле b8 · черен офицер на бяло поле c8 · черна дама на черно поле d8 · черен цар на бяло поле e8 · черен кон на бяло поле g8 · черен топ на черно поле h8 · черна пешка на черно поле a7 · черна пешка на бяло поле b7 · черна пешка на черно поле c7 · черна пешка на бяло поле f7 · черна пешка на черно поле g7 · черна пешка на бяло поле h7 · бяла пешка на черно поле e5 · бял офицер на черно поле b4 · бяла пешка на бяло поле c4 · бяла пешка на бяло поле a2 · бяла пешка на черно поле b2 · бял цар на бяло поле e2 · черна пешка на черно поле f2 · бяла пешка на бяло поле g2 · бяла пешка на черно поле h2 · бял топ на черно поле a1 · бял кон на бяло поле b1 · бяла дама на бяло поле d1 · бял офицер на бяло поле f1 · бял кон на черно поле g1 · бял топ на бяло поле h1 | 8 |
| 7 | черен топ на бяло поле a8 · черен кон на черно поле b8 · черен офицер на бяло поле c8 · черна дама на черно поле d8 · черен цар на бяло поле e8 · черен кон на бяло поле g8 · черен топ на черно поле h8 · черна пешка на черно поле a7 · черна пешка на бяло поле b7 · черна пешка на черно поле c7 · черна пешка на бяло поле f7 · черна пешка на черно поле g7 · черна пешка на бяло поле h7 · бяла пешка на черно поле e5 · бял офицер на черно поле b4 · бяла пешка на бяло поле c4 · бяла пешка на бяло поле a2 · бяла пешка на черно поле b2 · бял цар на бяло поле e2 · черна пешка на черно поле f2 · бяла пешка на бяло поле g2 · бяла пешка на черно поле h2 · бял топ на черно поле a1 · бял кон на бяло поле b1 · бяла дама на бяло поле d1 · бял офицер на бяло поле f1 · бял кон на черно поле g1 · бял топ на бяло поле h1 | черен топ на бяло поле a8 · черен кон на черно поле b8 · черен офицер на бяло поле c8 · черна дама на черно поле d8 · черен цар на бяло поле e8 · черен кон на бяло поле g8 · черен топ на черно поле h8 · черна пешка на черно поле a7 · черна пешка на бяло поле b7 · черна пешка на черно поле c7 · черна пешка на бяло поле f7 · черна пешка на черно поле g7 · черна пешка на бяло поле h7 · бяла пешка на черно поле e5 · бял офицер на черно поле b4 · бяла пешка на бяло поле c4 · бяла пешка на бяло поле a2 · бяла пешка на черно поле b2 · бял цар на бяло поле e2 · черна пешка на черно поле f2 · бяла пешка на бяло поле g2 · бяла пешка на черно поле h2 · бял топ на черно поле a1 · бял кон на бяло поле b1 · бяла дама на бяло поле d1 · бял офицер на бяло поле f1 · бял кон на черно поле g1 · бял топ на бяло поле h1 | черен топ на бяло поле a8 · черен кон на черно поле b8 · черен офицер на бяло поле c8 · черна дама на черно поле d8 · черен цар на бяло поле e8 · черен кон на бяло поле g8 · черен топ на черно поле h8 · черна пешка на черно поле a7 · черна пешка на бяло поле b7 · черна пешка на черно поле c7 · черна пешка на бяло поле f7 · черна пешка на черно поле g7 · черна пешка на бяло поле h7 · бяла пешка на черно поле e5 · бял офицер на черно поле b4 · бяла пешка на бяло поле c4 · бяла пешка на бяло поле a2 · бяла пешка на черно поле b2 · бял цар на бяло поле e2 · черна пешка на черно поле f2 · бяла пешка на бяло поле g2 · бяла пешка на черно поле h2 · бял топ на черно поле a1 · бял кон на бяло поле b1 · бяла дама на бяло поле d1 · бял офицер на бяло поле f1 · бял кон на черно поле g1 · бял топ на бяло поле h1 | черен топ на бяло поле a8 · черен кон на черно поле b8 · черен офицер на бяло поле c8 · черна дама на черно поле d8 · черен цар на бяло поле e8 · черен кон на бяло поле g8 · черен топ на черно поле h8 · черна пешка на черно поле a7 · черна пешка на бяло поле b7 · черна пешка на черно поле c7 · черна пешка на бяло поле f7 · черна пешка на черно поле g7 · черна пешка на бяло поле h7 · бяла пешка на черно поле e5 · бял офицер на черно поле b4 · бяла пешка на бяло поле c4 · бяла пешка на бяло поле a2 · бяла пешка на черно поле b2 · бял цар на бяло поле e2 · черна пешка на черно поле f2 · бяла пешка на бяло поле g2 · бяла пешка на черно поле h2 · бял топ на черно поле a1 · бял кон на бяло поле b1 · бяла дама на бяло поле d1 · бял офицер на бяло поле f1 · бял кон на черно поле g1 · бял топ на бяло поле h1 | черен топ на бяло поле a8 · черен кон на черно поле b8 · черен офицер на бяло поле c8 · черна дама на черно поле d8 · черен цар на бяло поле e8 · черен кон на бяло поле g8 · черен топ на черно поле h8 · черна пешка на черно поле a7 · черна пешка на бяло поле b7 · черна пешка на черно поле c7 · черна пешка на бяло поле f7 · черна пешка на черно поле g7 · черна пешка на бяло поле h7 · бяла пешка на черно поле e5 · бял офицер на черно поле b4 · бяла пешка на бяло поле c4 · бяла пешка на бяло поле a2 · бяла пешка на черно поле b2 · бял цар на бяло поле e2 · черна пешка на черно поле f2 · бяла пешка на бяло поле g2 · бяла пешка на черно поле h2 · бял топ на черно поле a1 · бял кон на бяло поле b1 · бяла дама на бяло поле d1 · бял офицер на бяло поле f1 · бял кон на черно поле g1 · бял топ на бяло поле h1 | черен топ на бяло поле a8 · черен кон на черно поле b8 · черен офицер на бяло поле c8 · черна дама на черно поле d8 · черен цар на бяло поле e8 · черен кон на бяло поле g8 · черен топ на черно поле h8 · черна пешка на черно поле a7 · черна пешка на бяло поле b7 · черна пешка на черно поле c7 · черна пешка на бяло поле f7 · черна пешка на черно поле g7 · черна пешка на бяло поле h7 · бяла пешка на черно поле e5 · бял офицер на черно поле b4 · бяла пешка на бяло поле c4 · бяла пешка на бяло поле a2 · бяла пешка на черно поле b2 · бял цар на бяло поле e2 · черна пешка на черно поле f2 · бяла пешка на бяло поле g2 · бяла пешка на черно поле h2 · бял топ на черно поле a1 · бял кон на бяло поле b1 · бяла дама на бяло поле d1 · бял офицер на бяло поле f1 · бял кон на черно поле g1 · бял топ на бяло поле h1 | черен топ на бяло поле a8 · черен кон на черно поле b8 · черен офицер на бяло поле c8 · черна дама на черно поле d8 · черен цар на бяло поле e8 · черен кон на бяло поле g8 · черен топ на черно поле h8 · черна пешка на черно поле a7 · черна пешка на бяло поле b7 · черна пешка на черно поле c7 · черна пешка на бяло поле f7 · черна пешка на черно поле g7 · черна пешка на бяло поле h7 · бяла пешка на черно поле e5 · бял офицер на черно поле b4 · бяла пешка на бяло поле c4 · бяла пешка на бяло поле a2 · бяла пешка на черно поле b2 · бял цар на бяло поле e2 · черна пешка на черно поле f2 · бяла пешка на бяло поле g2 · бяла пешка на черно поле h2 · бял топ на черно поле a1 · бял кон на бяло поле b1 · бяла дама на бяло поле d1 · бял офицер на бяло поле f1 · бял кон на черно поле g1 · бял топ на бяло поле h1 | черен топ на бяло поле a8 · черен кон на черно поле b8 · черен офицер на бяло поле c8 · черна дама на черно поле d8 · черен цар на бяло поле e8 · черен кон на бяло поле g8 · черен топ на черно поле h8 · черна пешка на черно поле a7 · черна пешка на бяло поле b7 · черна пешка на черно поле c7 · черна пешка на бяло поле f7 · черна пешка на черно поле g7 · черна пешка на бяло поле h7 · бяла пешка на черно поле e5 · бял офицер на черно поле b4 · бяла пешка на бяло поле c4 · бяла пешка на бяло поле a2 · бяла пешка на черно поле b2 · бял цар на бяло поле e2 · черна пешка на черно поле f2 · бяла пешка на бяло поле g2 · бяла пешка на черно поле h2 · бял топ на черно поле a1 · бял кон на бяло поле b1 · бяла дама на бяло поле d1 · бял офицер на бяло поле f1 · бял кон на черно поле g1 · бял топ на бяло поле h1 | 7 |
| 6 | черен топ на бяло поле a8 · черен кон на черно поле b8 · черен офицер на бяло поле c8 · черна дама на черно поле d8 · черен цар на бяло поле e8 · черен кон на бяло поле g8 · черен топ на черно поле h8 · черна пешка на черно поле a7 · черна пешка на бяло поле b7 · черна пешка на черно поле c7 · черна пешка на бяло поле f7 · черна пешка на черно поле g7 · черна пешка на бяло поле h7 · бяла пешка на черно поле e5 · бял офицер на черно поле b4 · бяла пешка на бяло поле c4 · бяла пешка на бяло поле a2 · бяла пешка на черно поле b2 · бял цар на бяло поле e2 · черна пешка на черно поле f2 · бяла пешка на бяло поле g2 · бяла пешка на черно поле h2 · бял топ на черно поле a1 · бял кон на бяло поле b1 · бяла дама на бяло поле d1 · бял офицер на бяло поле f1 · бял кон на черно поле g1 · бял топ на бяло поле h1 | черен топ на бяло поле a8 · черен кон на черно поле b8 · черен офицер на бяло поле c8 · черна дама на черно поле d8 · черен цар на бяло поле e8 · черен кон на бяло поле g8 · черен топ на черно поле h8 · черна пешка на черно поле a7 · черна пешка на бяло поле b7 · черна пешка на черно поле c7 · черна пешка на бяло поле f7 · черна пешка на черно поле g7 · черна пешка на бяло поле h7 · бяла пешка на черно поле e5 · бял офицер на черно поле b4 · бяла пешка на бяло поле c4 · бяла пешка на бяло поле a2 · бяла пешка на черно поле b2 · бял цар на бяло поле e2 · черна пешка на черно поле f2 · бяла пешка на бяло поле g2 · бяла пешка на черно поле h2 · бял топ на черно поле a1 · бял кон на бяло поле b1 · бяла дама на бяло поле d1 · бял офицер на бяло поле f1 · бял кон на черно поле g1 · бял топ на бяло поле h1 | черен топ на бяло поле a8 · черен кон на черно поле b8 · черен офицер на бяло поле c8 · черна дама на черно поле d8 · черен цар на бяло поле e8 · черен кон на бяло поле g8 · черен топ на черно поле h8 · черна пешка на черно поле a7 · черна пешка на бяло поле b7 · черна пешка на черно поле c7 · черна пешка на бяло поле f7 · черна пешка на черно поле g7 · черна пешка на бяло поле h7 · бяла пешка на черно поле e5 · бял офицер на черно поле b4 · бяла пешка на бяло поле c4 · бяла пешка на бяло поле a2 · бяла пешка на черно поле b2 · бял цар на бяло поле e2 · черна пешка на черно поле f2 · бяла пешка на бяло поле g2 · бяла пешка на черно поле h2 · бял топ на черно поле a1 · бял кон на бяло поле b1 · бяла дама на бяло поле d1 · бял офицер на бяло поле f1 · бял кон на черно поле g1 · бял топ на бяло поле h1 | черен топ на бяло поле a8 · черен кон на черно поле b8 · черен офицер на бяло поле c8 · черна дама на черно поле d8 · черен цар на бяло поле e8 · черен кон на бяло поле g8 · черен топ на черно поле h8 · черна пешка на черно поле a7 · черна пешка на бяло поле b7 · черна пешка на черно поле c7 · черна пешка на бяло поле f7 · черна пешка на черно поле g7 · черна пешка на бяло поле h7 · бяла пешка на черно поле e5 · бял офицер на черно поле b4 · бяла пешка на бяло поле c4 · бяла пешка на бяло поле a2 · бяла пешка на черно поле b2 · бял цар на бяло поле e2 · черна пешка на черно поле f2 · бяла пешка на бяло поле g2 · бяла пешка на черно поле h2 · бял топ на черно поле a1 · бял кон на бяло поле b1 · бяла дама на бяло поле d1 · бял офицер на бяло поле f1 · бял кон на черно поле g1 · бял топ на бяло поле h1 | черен топ на бяло поле a8 · черен кон на черно поле b8 · черен офицер на бяло поле c8 · черна дама на черно поле d8 · черен цар на бяло поле e8 · черен кон на бяло поле g8 · черен топ на черно поле h8 · черна пешка на черно поле a7 · черна пешка на бяло поле b7 · черна пешка на черно поле c7 · черна пешка на бяло поле f7 · черна пешка на черно поле g7 · черна пешка на бяло поле h7 · бяла пешка на черно поле e5 · бял офицер на черно поле b4 · бяла пешка на бяло поле c4 · бяла пешка на бяло поле a2 · бяла пешка на черно поле b2 · бял цар на бяло поле e2 · черна пешка на черно поле f2 · бяла пешка на бяло поле g2 · бяла пешка на черно поле h2 · бял топ на черно поле a1 · бял кон на бяло поле b1 · бяла дама на бяло поле d1 · бял офицер на бяло поле f1 · бял кон на черно поле g1 · бял топ на бяло поле h1 | черен топ на бяло поле a8 · черен кон на черно поле b8 · черен офицер на бяло поле c8 · черна дама на черно поле d8 · черен цар на бяло поле e8 · черен кон на бяло поле g8 · черен топ на черно поле h8 · черна пешка на черно поле a7 · черна пешка на бяло поле b7 · черна пешка на черно поле c7 · черна пешка на бяло поле f7 · черна пешка на черно поле g7 · черна пешка на бяло поле h7 · бяла пешка на черно поле e5 · бял офицер на черно поле b4 · бяла пешка на бяло поле c4 · бяла пешка на бяло поле a2 · бяла пешка на черно поле b2 · бял цар на бяло поле e2 · черна пешка на черно поле f2 · бяла пешка на бяло поле g2 · бяла пешка на черно поле h2 · бял топ на черно поле a1 · бял кон на бяло поле b1 · бяла дама на бяло поле d1 · бял офицер на бяло поле f1 · бял кон на черно поле g1 · бял топ на бяло поле h1 | черен топ на бяло поле a8 · черен кон на черно поле b8 · черен офицер на бяло поле c8 · черна дама на черно поле d8 · черен цар на бяло поле e8 · черен кон на бяло поле g8 · черен топ на черно поле h8 · черна пешка на черно поле a7 · черна пешка на бяло поле b7 · черна пешка на черно поле c7 · черна пешка на бяло поле f7 · черна пешка на черно поле g7 · черна пешка на бяло поле h7 · бяла пешка на черно поле e5 · бял офицер на черно поле b4 · бяла пешка на бяло поле c4 · бяла пешка на бяло поле a2 · бяла пешка на черно поле b2 · бял цар на бяло поле e2 · черна пешка на черно поле f2 · бяла пешка на бяло поле g2 · бяла пешка на черно поле h2 · бял топ на черно поле a1 · бял кон на бяло поле b1 · бяла дама на бяло поле d1 · бял офицер на бяло поле f1 · бял кон на черно поле g1 · бял топ на бяло поле h1 | черен топ на бяло поле a8 · черен кон на черно поле b8 · черен офицер на бяло поле c8 · черна дама на черно поле d8 · черен цар на бяло поле e8 · черен кон на бяло поле g8 · черен топ на черно поле h8 · черна пешка на черно поле a7 · черна пешка на бяло поле b7 · черна пешка на черно поле c7 · черна пешка на бяло поле f7 · черна пешка на черно поле g7 · черна пешка на бяло поле h7 · бяла пешка на черно поле e5 · бял офицер на черно поле b4 · бяла пешка на бяло поле c4 · бяла пешка на бяло поле a2 · бяла пешка на черно поле b2 · бял цар на бяло поле e2 · черна пешка на черно поле f2 · бяла пешка на бяло поле g2 · бяла пешка на черно поле h2 · бял топ на черно поле a1 · бял кон на бяло поле b1 · бяла дама на бяло поле d1 · бял офицер на бяло поле f1 · бял кон на черно поле g1 · бял топ на бяло поле h1 | 6 |
| 5 | черен топ на бяло поле a8 · черен кон на черно поле b8 · черен офицер на бяло поле c8 · черна дама на черно поле d8 · черен цар на бяло поле e8 · черен кон на бяло поле g8 · черен топ на черно поле h8 · черна пешка на черно поле a7 · черна пешка на бяло поле b7 · черна пешка на черно поле c7 · черна пешка на бяло поле f7 · черна пешка на черно поле g7 · черна пешка на бяло поле h7 · бяла пешка на черно поле e5 · бял офицер на черно поле b4 · бяла пешка на бяло поле c4 · бяла пешка на бяло поле a2 · бяла пешка на черно поле b2 · бял цар на бяло поле e2 · черна пешка на черно поле f2 · бяла пешка на бяло поле g2 · бяла пешка на черно поле h2 · бял топ на черно поле a1 · бял кон на бяло поле b1 · бяла дама на бяло поле d1 · бял офицер на бяло поле f1 · бял кон на черно поле g1 · бял топ на бяло поле h1 | черен топ на бяло поле a8 · черен кон на черно поле b8 · черен офицер на бяло поле c8 · черна дама на черно поле d8 · черен цар на бяло поле e8 · черен кон на бяло поле g8 · черен топ на черно поле h8 · черна пешка на черно поле a7 · черна пешка на бяло поле b7 · черна пешка на черно поле c7 · черна пешка на бяло поле f7 · черна пешка на черно поле g7 · черна пешка на бяло поле h7 · бяла пешка на черно поле e5 · бял офицер на черно поле b4 · бяла пешка на бяло поле c4 · бяла пешка на бяло поле a2 · бяла пешка на черно поле b2 · бял цар на бяло поле e2 · черна пешка на черно поле f2 · бяла пешка на бяло поле g2 · бяла пешка на черно поле h2 · бял топ на черно поле a1 · бял кон на бяло поле b1 · бяла дама на бяло поле d1 · бял офицер на бяло поле f1 · бял кон на черно поле g1 · бял топ на бяло поле h1 | черен топ на бяло поле a8 · черен кон на черно поле b8 · черен офицер на бяло поле c8 · черна дама на черно поле d8 · черен цар на бяло поле e8 · черен кон на бяло поле g8 · черен топ на черно поле h8 · черна пешка на черно поле a7 · черна пешка на бяло поле b7 · черна пешка на черно поле c7 · черна пешка на бяло поле f7 · черна пешка на черно поле g7 · черна пешка на бяло поле h7 · бяла пешка на черно поле e5 · бял офицер на черно поле b4 · бяла пешка на бяло поле c4 · бяла пешка на бяло поле a2 · бяла пешка на черно поле b2 · бял цар на бяло поле e2 · черна пешка на черно поле f2 · бяла пешка на бяло поле g2 · бяла пешка на черно поле h2 · бял топ на черно поле a1 · бял кон на бяло поле b1 · бяла дама на бяло поле d1 · бял офицер на бяло поле f1 · бял кон на черно поле g1 · бял топ на бяло поле h1 | черен топ на бяло поле a8 · черен кон на черно поле b8 · черен офицер на бяло поле c8 · черна дама на черно поле d8 · черен цар на бяло поле e8 · черен кон на бяло поле g8 · черен топ на черно поле h8 · черна пешка на черно поле a7 · черна пешка на бяло поле b7 · черна пешка на черно поле c7 · черна пешка на бяло поле f7 · черна пешка на черно поле g7 · черна пешка на бяло поле h7 · бяла пешка на черно поле e5 · бял офицер на черно поле b4 · бяла пешка на бяло поле c4 · бяла пешка на бяло поле a2 · бяла пешка на черно поле b2 · бял цар на бяло поле e2 · черна пешка на черно поле f2 · бяла пешка на бяло поле g2 · бяла пешка на черно поле h2 · бял топ на черно поле a1 · бял кон на бяло поле b1 · бяла дама на бяло поле d1 · бял офицер на бяло поле f1 · бял кон на черно поле g1 · бял топ на бяло поле h1 | черен топ на бяло поле a8 · черен кон на черно поле b8 · черен офицер на бяло поле c8 · черна дама на черно поле d8 · черен цар на бяло поле e8 · черен кон на бяло поле g8 · черен топ на черно поле h8 · черна пешка на черно поле a7 · черна пешка на бяло поле b7 · черна пешка на черно поле c7 · черна пешка на бяло поле f7 · черна пешка на черно поле g7 · черна пешка на бяло поле h7 · бяла пешка на черно поле e5 · бял офицер на черно поле b4 · бяла пешка на бяло поле c4 · бяла пешка на бяло поле a2 · бяла пешка на черно поле b2 · бял цар на бяло поле e2 · черна пешка на черно поле f2 · бяла пешка на бяло поле g2 · бяла пешка на черно поле h2 · бял топ на черно поле a1 · бял кон на бяло поле b1 · бяла дама на бяло поле d1 · бял офицер на бяло поле f1 · бял кон на черно поле g1 · бял топ на бяло поле h1 | черен топ на бяло поле a8 · черен кон на черно поле b8 · черен офицер на бяло поле c8 · черна дама на черно поле d8 · черен цар на бяло поле e8 · черен кон на бяло поле g8 · черен топ на черно поле h8 · черна пешка на черно поле a7 · черна пешка на бяло поле b7 · черна пешка на черно поле c7 · черна пешка на бяло поле f7 · черна пешка на черно поле g7 · черна пешка на бяло поле h7 · бяла пешка на черно поле e5 · бял офицер на черно поле b4 · бяла пешка на бяло поле c4 · бяла пешка на бяло поле a2 · бяла пешка на черно поле b2 · бял цар на бяло поле e2 · черна пешка на черно поле f2 · бяла пешка на бяло поле g2 · бяла пешка на черно поле h2 · бял топ на черно поле a1 · бял кон на бяло поле b1 · бяла дама на бяло поле d1 · бял офицер на бяло поле f1 · бял кон на черно поле g1 · бял топ на бяло поле h1 | черен топ на бяло поле a8 · черен кон на черно поле b8 · черен офицер на бяло поле c8 · черна дама на черно поле d8 · черен цар на бяло поле e8 · черен кон на бяло поле g8 · черен топ на черно поле h8 · черна пешка на черно поле a7 · черна пешка на бяло поле b7 · черна пешка на черно поле c7 · черна пешка на бяло поле f7 · черна пешка на черно поле g7 · черна пешка на бяло поле h7 · бяла пешка на черно поле e5 · бял офицер на черно поле b4 · бяла пешка на бяло поле c4 · бяла пешка на бяло поле a2 · бяла пешка на черно поле b2 · бял цар на бяло поле e2 · черна пешка на черно поле f2 · бяла пешка на бяло поле g2 · бяла пешка на черно поле h2 · бял топ на черно поле a1 · бял кон на бяло поле b1 · бяла дама на бяло поле d1 · бял офицер на бяло поле f1 · бял кон на черно поле g1 · бял топ на бяло поле h1 | черен топ на бяло поле a8 · черен кон на черно поле b8 · черен офицер на бяло поле c8 · черна дама на черно поле d8 · черен цар на бяло поле e8 · черен кон на бяло поле g8 · черен топ на черно поле h8 · черна пешка на черно поле a7 · черна пешка на бяло поле b7 · черна пешка на черно поле c7 · черна пешка на бяло поле f7 · черна пешка на черно поле g7 · черна пешка на бяло поле h7 · бяла пешка на черно поле e5 · бял офицер на черно поле b4 · бяла пешка на бяло поле c4 · бяла пешка на бяло поле a2 · бяла пешка на черно поле b2 · бял цар на бяло поле e2 · черна пешка на черно поле f2 · бяла пешка на бяло поле g2 · бяла пешка на черно поле h2 · бял топ на черно поле a1 · бял кон на бяло поле b1 · бяла дама на бяло поле d1 · бял офицер на бяло поле f1 · бял кон на черно поле g1 · бял топ на бяло поле h1 | 5 |
| 4 | черен топ на бяло поле a8 · черен кон на черно поле b8 · черен офицер на бяло поле c8 · черна дама на черно поле d8 · черен цар на бяло поле e8 · черен кон на бяло поле g8 · черен топ на черно поле h8 · черна пешка на черно поле a7 · черна пешка на бяло поле b7 · черна пешка на черно поле c7 · черна пешка на бяло поле f7 · черна пешка на черно поле g7 · черна пешка на бяло поле h7 · бяла пешка на черно поле e5 · бял офицер на черно поле b4 · бяла пешка на бяло поле c4 · бяла пешка на бяло поле a2 · бяла пешка на черно поле b2 · бял цар на бяло поле e2 · черна пешка на черно поле f2 · бяла пешка на бяло поле g2 · бяла пешка на черно поле h2 · бял топ на черно поле a1 · бял кон на бяло поле b1 · бяла дама на бяло поле d1 · бял офицер на бяло поле f1 · бял кон на черно поле g1 · бял топ на бяло поле h1 | черен топ на бяло поле a8 · черен кон на черно поле b8 · черен офицер на бяло поле c8 · черна дама на черно поле d8 · черен цар на бяло поле e8 · черен кон на бяло поле g8 · черен топ на черно поле h8 · черна пешка на черно поле a7 · черна пешка на бяло поле b7 · черна пешка на черно поле c7 · черна пешка на бяло поле f7 · черна пешка на черно поле g7 · черна пешка на бяло поле h7 · бяла пешка на черно поле e5 · бял офицер на черно поле b4 · бяла пешка на бяло поле c4 · бяла пешка на бяло поле a2 · бяла пешка на черно поле b2 · бял цар на бяло поле e2 · черна пешка на черно поле f2 · бяла пешка на бяло поле g2 · бяла пешка на черно поле h2 · бял топ на черно поле a1 · бял кон на бяло поле b1 · бяла дама на бяло поле d1 · бял офицер на бяло поле f1 · бял кон на черно поле g1 · бял топ на бяло поле h1 | черен топ на бяло поле a8 · черен кон на черно поле b8 · черен офицер на бяло поле c8 · черна дама на черно поле d8 · черен цар на бяло поле e8 · черен кон на бяло поле g8 · черен топ на черно поле h8 · черна пешка на черно поле a7 · черна пешка на бяло поле b7 · черна пешка на черно поле c7 · черна пешка на бяло поле f7 · черна пешка на черно поле g7 · черна пешка на бяло поле h7 · бяла пешка на черно поле e5 · бял офицер на черно поле b4 · бяла пешка на бяло поле c4 · бяла пешка на бяло поле a2 · бяла пешка на черно поле b2 · бял цар на бяло поле e2 · черна пешка на черно поле f2 · бяла пешка на бяло поле g2 · бяла пешка на черно поле h2 · бял топ на черно поле a1 · бял кон на бяло поле b1 · бяла дама на бяло поле d1 · бял офицер на бяло поле f1 · бял кон на черно поле g1 · бял топ на бяло поле h1 | черен топ на бяло поле a8 · черен кон на черно поле b8 · черен офицер на бяло поле c8 · черна дама на черно поле d8 · черен цар на бяло поле e8 · черен кон на бяло поле g8 · черен топ на черно поле h8 · черна пешка на черно поле a7 · черна пешка на бяло поле b7 · черна пешка на черно поле c7 · черна пешка на бяло поле f7 · черна пешка на черно поле g7 · черна пешка на бяло поле h7 · бяла пешка на черно поле e5 · бял офицер на черно поле b4 · бяла пешка на бяло поле c4 · бяла пешка на бяло поле a2 · бяла пешка на черно поле b2 · бял цар на бяло поле e2 · черна пешка на черно поле f2 · бяла пешка на бяло поле g2 · бяла пешка на черно поле h2 · бял топ на черно поле a1 · бял кон на бяло поле b1 · бяла дама на бяло поле d1 · бял офицер на бяло поле f1 · бял кон на черно поле g1 · бял топ на бяло поле h1 | черен топ на бяло поле a8 · черен кон на черно поле b8 · черен офицер на бяло поле c8 · черна дама на черно поле d8 · черен цар на бяло поле e8 · черен кон на бяло поле g8 · черен топ на черно поле h8 · черна пешка на черно поле a7 · черна пешка на бяло поле b7 · черна пешка на черно поле c7 · черна пешка на бяло поле f7 · черна пешка на черно поле g7 · черна пешка на бяло поле h7 · бяла пешка на черно поле e5 · бял офицер на черно поле b4 · бяла пешка на бяло поле c4 · бяла пешка на бяло поле a2 · бяла пешка на черно поле b2 · бял цар на бяло поле e2 · черна пешка на черно поле f2 · бяла пешка на бяло поле g2 · бяла пешка на черно поле h2 · бял топ на черно поле a1 · бял кон на бяло поле b1 · бяла дама на бяло поле d1 · бял офицер на бяло поле f1 · бял кон на черно поле g1 · бял топ на бяло поле h1 | черен топ на бяло поле a8 · черен кон на черно поле b8 · черен офицер на бяло поле c8 · черна дама на черно поле d8 · черен цар на бяло поле e8 · черен кон на бяло поле g8 · черен топ на черно поле h8 · черна пешка на черно поле a7 · черна пешка на бяло поле b7 · черна пешка на черно поле c7 · черна пешка на бяло поле f7 · черна пешка на черно поле g7 · черна пешка на бяло поле h7 · бяла пешка на черно поле e5 · бял офицер на черно поле b4 · бяла пешка на бяло поле c4 · бяла пешка на бяло поле a2 · бяла пешка на черно поле b2 · бял цар на бяло поле e2 · черна пешка на черно поле f2 · бяла пешка на бяло поле g2 · бяла пешка на черно поле h2 · бял топ на черно поле a1 · бял кон на бяло поле b1 · бяла дама на бяло поле d1 · бял офицер на бяло поле f1 · бял кон на черно поле g1 · бял топ на бяло поле h1 | черен топ на бяло поле a8 · черен кон на черно поле b8 · черен офицер на бяло поле c8 · черна дама на черно поле d8 · черен цар на бяло поле e8 · черен кон на бяло поле g8 · черен топ на черно поле h8 · черна пешка на черно поле a7 · черна пешка на бяло поле b7 · черна пешка на черно поле c7 · черна пешка на бяло поле f7 · черна пешка на черно поле g7 · черна пешка на бяло поле h7 · бяла пешка на черно поле e5 · бял офицер на черно поле b4 · бяла пешка на бяло поле c4 · бяла пешка на бяло поле a2 · бяла пешка на черно поле b2 · бял цар на бяло поле e2 · черна пешка на черно поле f2 · бяла пешка на бяло поле g2 · бяла пешка на черно поле h2 · бял топ на черно поле a1 · бял кон на бяло поле b1 · бяла дама на бяло поле d1 · бял офицер на бяло поле f1 · бял кон на черно поле g1 · бял топ на бяло поле h1 | черен топ на бяло поле a8 · черен кон на черно поле b8 · черен офицер на бяло поле c8 · черна дама на черно поле d8 · черен цар на бяло поле e8 · черен кон на бяло поле g8 · черен топ на черно поле h8 · черна пешка на черно поле a7 · черна пешка на бяло поле b7 · черна пешка на черно поле c7 · черна пешка на бяло поле f7 · черна пешка на черно поле g7 · черна пешка на бяло поле h7 · бяла пешка на черно поле e5 · бял офицер на черно поле b4 · бяла пешка на бяло поле c4 · бяла пешка на бяло поле a2 · бяла пешка на черно поле b2 · бял цар на бяло поле e2 · черна пешка на черно поле f2 · бяла пешка на бяло поле g2 · бяла пешка на черно поле h2 · бял топ на черно поле a1 · бял кон на бяло поле b1 · бяла дама на бяло поле d1 · бял офицер на бяло поле f1 · бял кон на черно поле g1 · бял топ на бяло поле h1 | 4 |
| 3 | черен топ на бяло поле a8 · черен кон на черно поле b8 · черен офицер на бяло поле c8 · черна дама на черно поле d8 · черен цар на бяло поле e8 · черен кон на бяло поле g8 · черен топ на черно поле h8 · черна пешка на черно поле a7 · черна пешка на бяло поле b7 · черна пешка на черно поле c7 · черна пешка на бяло поле f7 · черна пешка на черно поле g7 · черна пешка на бяло поле h7 · бяла пешка на черно поле e5 · бял офицер на черно поле b4 · бяла пешка на бяло поле c4 · бяла пешка на бяло поле a2 · бяла пешка на черно поле b2 · бял цар на бяло поле e2 · черна пешка на черно поле f2 · бяла пешка на бяло поле g2 · бяла пешка на черно поле h2 · бял топ на черно поле a1 · бял кон на бяло поле b1 · бяла дама на бяло поле d1 · бял офицер на бяло поле f1 · бял кон на черно поле g1 · бял топ на бяло поле h1 | черен топ на бяло поле a8 · черен кон на черно поле b8 · черен офицер на бяло поле c8 · черна дама на черно поле d8 · черен цар на бяло поле e8 · черен кон на бяло поле g8 · черен топ на черно поле h8 · черна пешка на черно поле a7 · черна пешка на бяло поле b7 · черна пешка на черно поле c7 · черна пешка на бяло поле f7 · черна пешка на черно поле g7 · черна пешка на бяло поле h7 · бяла пешка на черно поле e5 · бял офицер на черно поле b4 · бяла пешка на бяло поле c4 · бяла пешка на бяло поле a2 · бяла пешка на черно поле b2 · бял цар на бяло поле e2 · черна пешка на черно поле f2 · бяла пешка на бяло поле g2 · бяла пешка на черно поле h2 · бял топ на черно поле a1 · бял кон на бяло поле b1 · бяла дама на бяло поле d1 · бял офицер на бяло поле f1 · бял кон на черно поле g1 · бял топ на бяло поле h1 | черен топ на бяло поле a8 · черен кон на черно поле b8 · черен офицер на бяло поле c8 · черна дама на черно поле d8 · черен цар на бяло поле e8 · черен кон на бяло поле g8 · черен топ на черно поле h8 · черна пешка на черно поле a7 · черна пешка на бяло поле b7 · черна пешка на черно поле c7 · черна пешка на бяло поле f7 · черна пешка на черно поле g7 · черна пешка на бяло поле h7 · бяла пешка на черно поле e5 · бял офицер на черно поле b4 · бяла пешка на бяло поле c4 · бяла пешка на бяло поле a2 · бяла пешка на черно поле b2 · бял цар на бяло поле e2 · черна пешка на черно поле f2 · бяла пешка на бяло поле g2 · бяла пешка на черно поле h2 · бял топ на черно поле a1 · бял кон на бяло поле b1 · бяла дама на бяло поле d1 · бял офицер на бяло поле f1 · бял кон на черно поле g1 · бял топ на бяло поле h1 | черен топ на бяло поле a8 · черен кон на черно поле b8 · черен офицер на бяло поле c8 · черна дама на черно поле d8 · черен цар на бяло поле e8 · черен кон на бяло поле g8 · черен топ на черно поле h8 · черна пешка на черно поле a7 · черна пешка на бяло поле b7 · черна пешка на черно поле c7 · черна пешка на бяло поле f7 · черна пешка на черно поле g7 · черна пешка на бяло поле h7 · бяла пешка на черно поле e5 · бял офицер на черно поле b4 · бяла пешка на бяло поле c4 · бяла пешка на бяло поле a2 · бяла пешка на черно поле b2 · бял цар на бяло поле e2 · черна пешка на черно поле f2 · бяла пешка на бяло поле g2 · бяла пешка на черно поле h2 · бял топ на черно поле a1 · бял кон на бяло поле b1 · бяла дама на бяло поле d1 · бял офицер на бяло поле f1 · бял кон на черно поле g1 · бял топ на бяло поле h1 | черен топ на бяло поле a8 · черен кон на черно поле b8 · черен офицер на бяло поле c8 · черна дама на черно поле d8 · черен цар на бяло поле e8 · черен кон на бяло поле g8 · черен топ на черно поле h8 · черна пешка на черно поле a7 · черна пешка на бяло поле b7 · черна пешка на черно поле c7 · черна пешка на бяло поле f7 · черна пешка на черно поле g7 · черна пешка на бяло поле h7 · бяла пешка на черно поле e5 · бял офицер на черно поле b4 · бяла пешка на бяло поле c4 · бяла пешка на бяло поле a2 · бяла пешка на черно поле b2 · бял цар на бяло поле e2 · черна пешка на черно поле f2 · бяла пешка на бяло поле g2 · бяла пешка на черно поле h2 · бял топ на черно поле a1 · бял кон на бяло поле b1 · бяла дама на бяло поле d1 · бял офицер на бяло поле f1 · бял кон на черно поле g1 · бял топ на бяло поле h1 | черен топ на бяло поле a8 · черен кон на черно поле b8 · черен офицер на бяло поле c8 · черна дама на черно поле d8 · черен цар на бяло поле e8 · черен кон на бяло поле g8 · черен топ на черно поле h8 · черна пешка на черно поле a7 · черна пешка на бяло поле b7 · черна пешка на черно поле c7 · черна пешка на бяло поле f7 · черна пешка на черно поле g7 · черна пешка на бяло поле h7 · бяла пешка на черно поле e5 · бял офицер на черно поле b4 · бяла пешка на бяло поле c4 · бяла пешка на бяло поле a2 · бяла пешка на черно поле b2 · бял цар на бяло поле e2 · черна пешка на черно поле f2 · бяла пешка на бяло поле g2 · бяла пешка на черно поле h2 · бял топ на черно поле a1 · бял кон на бяло поле b1 · бяла дама на бяло поле d1 · бял офицер на бяло поле f1 · бял кон на черно поле g1 · бял топ на бяло поле h1 | черен топ на бяло поле a8 · черен кон на черно поле b8 · черен офицер на бяло поле c8 · черна дама на черно поле d8 · черен цар на бяло поле e8 · черен кон на бяло поле g8 · черен топ на черно поле h8 · черна пешка на черно поле a7 · черна пешка на бяло поле b7 · черна пешка на черно поле c7 · черна пешка на бяло поле f7 · черна пешка на черно поле g7 · черна пешка на бяло поле h7 · бяла пешка на черно поле e5 · бял офицер на черно поле b4 · бяла пешка на бяло поле c4 · бяла пешка на бяло поле a2 · бяла пешка на черно поле b2 · бял цар на бяло поле e2 · черна пешка на черно поле f2 · бяла пешка на бяло поле g2 · бяла пешка на черно поле h2 · бял топ на черно поле a1 · бял кон на бяло поле b1 · бяла дама на бяло поле d1 · бял офицер на бяло поле f1 · бял кон на черно поле g1 · бял топ на бяло поле h1 | черен топ на бяло поле a8 · черен кон на черно поле b8 · черен офицер на бяло поле c8 · черна дама на черно поле d8 · черен цар на бяло поле e8 · черен кон на бяло поле g8 · черен топ на черно поле h8 · черна пешка на черно поле a7 · черна пешка на бяло поле b7 · черна пешка на черно поле c7 · черна пешка на бяло поле f7 · черна пешка на черно поле g7 · черна пешка на бяло поле h7 · бяла пешка на черно поле e5 · бял офицер на черно поле b4 · бяла пешка на бяло поле c4 · бяла пешка на бяло поле a2 · бяла пешка на черно поле b2 · бял цар на бяло поле e2 · черна пешка на черно поле f2 · бяла пешка на бяло поле g2 · бяла пешка на черно поле h2 · бял топ на черно поле a1 · бял кон на бяло поле b1 · бяла дама на бяло поле d1 · бял офицер на бяло поле f1 · бял кон на черно поле g1 · бял топ на бяло поле h1 | 3 |
| 2 | черен топ на бяло поле a8 · черен кон на черно поле b8 · черен офицер на бяло поле c8 · черна дама на черно поле d8 · черен цар на бяло поле e8 · черен кон на бяло поле g8 · черен топ на черно поле h8 · черна пешка на черно поле a7 · черна пешка на бяло поле b7 · черна пешка на черно поле c7 · черна пешка на бяло поле f7 · черна пешка на черно поле g7 · черна пешка на бяло поле h7 · бяла пешка на черно поле e5 · бял офицер на черно поле b4 · бяла пешка на бяло поле c4 · бяла пешка на бяло поле a2 · бяла пешка на черно поле b2 · бял цар на бяло поле e2 · черна пешка на черно поле f2 · бяла пешка на бяло поле g2 · бяла пешка на черно поле h2 · бял топ на черно поле a1 · бял кон на бяло поле b1 · бяла дама на бяло поле d1 · бял офицер на бяло поле f1 · бял кон на черно поле g1 · бял топ на бяло поле h1 | черен топ на бяло поле a8 · черен кон на черно поле b8 · черен офицер на бяло поле c8 · черна дама на черно поле d8 · черен цар на бяло поле e8 · черен кон на бяло поле g8 · черен топ на черно поле h8 · черна пешка на черно поле a7 · черна пешка на бяло поле b7 · черна пешка на черно поле c7 · черна пешка на бяло поле f7 · черна пешка на черно поле g7 · черна пешка на бяло поле h7 · бяла пешка на черно поле e5 · бял офицер на черно поле b4 · бяла пешка на бяло поле c4 · бяла пешка на бяло поле a2 · бяла пешка на черно поле b2 · бял цар на бяло поле e2 · черна пешка на черно поле f2 · бяла пешка на бяло поле g2 · бяла пешка на черно поле h2 · бял топ на черно поле a1 · бял кон на бяло поле b1 · бяла дама на бяло поле d1 · бял офицер на бяло поле f1 · бял кон на черно поле g1 · бял топ на бяло поле h1 | черен топ на бяло поле a8 · черен кон на черно поле b8 · черен офицер на бяло поле c8 · черна дама на черно поле d8 · черен цар на бяло поле e8 · черен кон на бяло поле g8 · черен топ на черно поле h8 · черна пешка на черно поле a7 · черна пешка на бяло поле b7 · черна пешка на черно поле c7 · черна пешка на бяло поле f7 · черна пешка на черно поле g7 · черна пешка на бяло поле h7 · бяла пешка на черно поле e5 · бял офицер на черно поле b4 · бяла пешка на бяло поле c4 · бяла пешка на бяло поле a2 · бяла пешка на черно поле b2 · бял цар на бяло поле e2 · черна пешка на черно поле f2 · бяла пешка на бяло поле g2 · бяла пешка на черно поле h2 · бял топ на черно поле a1 · бял кон на бяло поле b1 · бяла дама на бяло поле d1 · бял офицер на бяло поле f1 · бял кон на черно поле g1 · бял топ на бяло поле h1 | черен топ на бяло поле a8 · черен кон на черно поле b8 · черен офицер на бяло поле c8 · черна дама на черно поле d8 · черен цар на бяло поле e8 · черен кон на бяло поле g8 · черен топ на черно поле h8 · черна пешка на черно поле a7 · черна пешка на бяло поле b7 · черна пешка на черно поле c7 · черна пешка на бяло поле f7 · черна пешка на черно поле g7 · черна пешка на бяло поле h7 · бяла пешка на черно поле e5 · бял офицер на черно поле b4 · бяла пешка на бяло поле c4 · бяла пешка на бяло поле a2 · бяла пешка на черно поле b2 · бял цар на бяло поле e2 · черна пешка на черно поле f2 · бяла пешка на бяло поле g2 · бяла пешка на черно поле h2 · бял топ на черно поле a1 · бял кон на бяло поле b1 · бяла дама на бяло поле d1 · бял офицер на бяло поле f1 · бял кон на черно поле g1 · бял топ на бяло поле h1 | черен топ на бяло поле a8 · черен кон на черно поле b8 · черен офицер на бяло поле c8 · черна дама на черно поле d8 · черен цар на бяло поле e8 · черен кон на бяло поле g8 · черен топ на черно поле h8 · черна пешка на черно поле a7 · черна пешка на бяло поле b7 · черна пешка на черно поле c7 · черна пешка на бяло поле f7 · черна пешка на черно поле g7 · черна пешка на бяло поле h7 · бяла пешка на черно поле e5 · бял офицер на черно поле b4 · бяла пешка на бяло поле c4 · бяла пешка на бяло поле a2 · бяла пешка на черно поле b2 · бял цар на бяло поле e2 · черна пешка на черно поле f2 · бяла пешка на бяло поле g2 · бяла пешка на черно поле h2 · бял топ на черно поле a1 · бял кон на бяло поле b1 · бяла дама на бяло поле d1 · бял офицер на бяло поле f1 · бял кон на черно поле g1 · бял топ на бяло поле h1 | черен топ на бяло поле a8 · черен кон на черно поле b8 · черен офицер на бяло поле c8 · черна дама на черно поле d8 · черен цар на бяло поле e8 · черен кон на бяло поле g8 · черен топ на черно поле h8 · черна пешка на черно поле a7 · черна пешка на бяло поле b7 · черна пешка на черно поле c7 · черна пешка на бяло поле f7 · черна пешка на черно поле g7 · черна пешка на бяло поле h7 · бяла пешка на черно поле e5 · бял офицер на черно поле b4 · бяла пешка на бяло поле c4 · бяла пешка на бяло поле a2 · бяла пешка на черно поле b2 · бял цар на бяло поле e2 · черна пешка на черно поле f2 · бяла пешка на бяло поле g2 · бяла пешка на черно поле h2 · бял топ на черно поле a1 · бял кон на бяло поле b1 · бяла дама на бяло поле d1 · бял офицер на бяло поле f1 · бял кон на черно поле g1 · бял топ на бяло поле h1 | черен топ на бяло поле a8 · черен кон на черно поле b8 · черен офицер на бяло поле c8 · черна дама на черно поле d8 · черен цар на бяло поле e8 · черен кон на бяло поле g8 · черен топ на черно поле h8 · черна пешка на черно поле a7 · черна пешка на бяло поле b7 · черна пешка на черно поле c7 · черна пешка на бяло поле f7 · черна пешка на черно поле g7 · черна пешка на бяло поле h7 · бяла пешка на черно поле e5 · бял офицер на черно поле b4 · бяла пешка на бяло поле c4 · бяла пешка на бяло поле a2 · бяла пешка на черно поле b2 · бял цар на бяло поле e2 · черна пешка на черно поле f2 · бяла пешка на бяло поле g2 · бяла пешка на черно поле h2 · бял топ на черно поле a1 · бял кон на бяло поле b1 · бяла дама на бяло поле d1 · бял офицер на бяло поле f1 · бял кон на черно поле g1 · бял топ на бяло поле h1 | черен топ на бяло поле a8 · черен кон на черно поле b8 · черен офицер на бяло поле c8 · черна дама на черно поле d8 · черен цар на бяло поле e8 · черен кон на бяло поле g8 · черен топ на черно поле h8 · черна пешка на черно поле a7 · черна пешка на бяло поле b7 · черна пешка на черно поле c7 · черна пешка на бяло поле f7 · черна пешка на черно поле g7 · черна пешка на бяло поле h7 · бяла пешка на черно поле e5 · бял офицер на черно поле b4 · бяла пешка на бяло поле c4 · бяла пешка на бяло поле a2 · бяла пешка на черно поле b2 · бял цар на бяло поле e2 · черна пешка на черно поле f2 · бяла пешка на бяло поле g2 · бяла пешка на черно поле h2 · бял топ на черно поле a1 · бял кон на бяло поле b1 · бяла дама на бяло поле d1 · бял офицер на бяло поле f1 · бял кон на черно поле g1 · бял топ на бяло поле h1 | 2 |
| 1 | черен топ на бяло поле a8 · черен кон на черно поле b8 · черен офицер на бяло поле c8 · черна дама на черно поле d8 · черен цар на бяло поле e8 · черен кон на бяло поле g8 · черен топ на черно поле h8 · черна пешка на черно поле a7 · черна пешка на бяло поле b7 · черна пешка на черно поле c7 · черна пешка на бяло поле f7 · черна пешка на черно поле g7 · черна пешка на бяло поле h7 · бяла пешка на черно поле e5 · бял офицер на черно поле b4 · бяла пешка на бяло поле c4 · бяла пешка на бяло поле a2 · бяла пешка на черно поле b2 · бял цар на бяло поле e2 · черна пешка на черно поле f2 · бяла пешка на бяло поле g2 · бяла пешка на черно поле h2 · бял топ на черно поле a1 · бял кон на бяло поле b1 · бяла дама на бяло поле d1 · бял офицер на бяло поле f1 · бял кон на черно поле g1 · бял топ на бяло поле h1 | черен топ на бяло поле a8 · черен кон на черно поле b8 · черен офицер на бяло поле c8 · черна дама на черно поле d8 · черен цар на бяло поле e8 · черен кон на бяло поле g8 · черен топ на черно поле h8 · черна пешка на черно поле a7 · черна пешка на бяло поле b7 · черна пешка на черно поле c7 · черна пешка на бяло поле f7 · черна пешка на черно поле g7 · черна пешка на бяло поле h7 · бяла пешка на черно поле e5 · бял офицер на черно поле b4 · бяла пешка на бяло поле c4 · бяла пешка на бяло поле a2 · бяла пешка на черно поле b2 · бял цар на бяло поле e2 · черна пешка на черно поле f2 · бяла пешка на бяло поле g2 · бяла пешка на черно поле h2 · бял топ на черно поле a1 · бял кон на бяло поле b1 · бяла дама на бяло поле d1 · бял офицер на бяло поле f1 · бял кон на черно поле g1 · бял топ на бяло поле h1 | черен топ на бяло поле a8 · черен кон на черно поле b8 · черен офицер на бяло поле c8 · черна дама на черно поле d8 · черен цар на бяло поле e8 · черен кон на бяло поле g8 · черен топ на черно поле h8 · черна пешка на черно поле a7 · черна пешка на бяло поле b7 · черна пешка на черно поле c7 · черна пешка на бяло поле f7 · черна пешка на черно поле g7 · черна пешка на бяло поле h7 · бяла пешка на черно поле e5 · бял офицер на черно поле b4 · бяла пешка на бяло поле c4 · бяла пешка на бяло поле a2 · бяла пешка на черно поле b2 · бял цар на бяло поле e2 · черна пешка на черно поле f2 · бяла пешка на бяло поле g2 · бяла пешка на черно поле h2 · бял топ на черно поле a1 · бял кон на бяло поле b1 · бяла дама на бяло поле d1 · бял офицер на бяло поле f1 · бял кон на черно поле g1 · бял топ на бяло поле h1 | черен топ на бяло поле a8 · черен кон на черно поле b8 · черен офицер на бяло поле c8 · черна дама на черно поле d8 · черен цар на бяло поле e8 · черен кон на бяло поле g8 · черен топ на черно поле h8 · черна пешка на черно поле a7 · черна пешка на бяло поле b7 · черна пешка на черно поле c7 · черна пешка на бяло поле f7 · черна пешка на черно поле g7 · черна пешка на бяло поле h7 · бяла пешка на черно поле e5 · бял офицер на черно поле b4 · бяла пешка на бяло поле c4 · бяла пешка на бяло поле a2 · бяла пешка на черно поле b2 · бял цар на бяло поле e2 · черна пешка на черно поле f2 · бяла пешка на бяло поле g2 · бяла пешка на черно поле h2 · бял топ на черно поле a1 · бял кон на бяло поле b1 · бяла дама на бяло поле d1 · бял офицер на бяло поле f1 · бял кон на черно поле g1 · бял топ на бяло поле h1 | черен топ на бяло поле a8 · черен кон на черно поле b8 · черен офицер на бяло поле c8 · черна дама на черно поле d8 · черен цар на бяло поле e8 · черен кон на бяло поле g8 · черен топ на черно поле h8 · черна пешка на черно поле a7 · черна пешка на бяло поле b7 · черна пешка на черно поле c7 · черна пешка на бяло поле f7 · черна пешка на черно поле g7 · черна пешка на бяло поле h7 · бяла пешка на черно поле e5 · бял офицер на черно поле b4 · бяла пешка на бяло поле c4 · бяла пешка на бяло поле a2 · бяла пешка на черно поле b2 · бял цар на бяло поле e2 · черна пешка на черно поле f2 · бяла пешка на бяло поле g2 · бяла пешка на черно поле h2 · бял топ на черно поле a1 · бял кон на бяло поле b1 · бяла дама на бяло поле d1 · бял офицер на бяло поле f1 · бял кон на черно поле g1 · бял топ на бяло поле h1 | черен топ на бяло поле a8 · черен кон на черно поле b8 · черен офицер на бяло поле c8 · черна дама на черно поле d8 · черен цар на бяло поле e8 · черен кон на бяло поле g8 · черен топ на черно поле h8 · черна пешка на черно поле a7 · черна пешка на бяло поле b7 · черна пешка на черно поле c7 · черна пешка на бяло поле f7 · черна пешка на черно поле g7 · черна пешка на бяло поле h7 · бяла пешка на черно поле e5 · бял офицер на черно поле b4 · бяла пешка на бяло поле c4 · бяла пешка на бяло поле a2 · бяла пешка на черно поле b2 · бял цар на бяло поле e2 · черна пешка на черно поле f2 · бяла пешка на бяло поле g2 · бяла пешка на черно поле h2 · бял топ на черно поле a1 · бял кон на бяло поле b1 · бяла дама на бяло поле d1 · бял офицер на бяло поле f1 · бял кон на черно поле g1 · бял топ на бяло поле h1 | черен топ на бяло поле a8 · черен кон на черно поле b8 · черен офицер на бяло поле c8 · черна дама на черно поле d8 · черен цар на бяло поле e8 · черен кон на бяло поле g8 · черен топ на черно поле h8 · черна пешка на черно поле a7 · черна пешка на бяло поле b7 · черна пешка на черно поле c7 · черна пешка на бяло поле f7 · черна пешка на черно поле g7 · черна пешка на бяло поле h7 · бяла пешка на черно поле e5 · бял офицер на черно поле b4 · бяла пешка на бяло поле c4 · бяла пешка на бяло поле a2 · бяла пешка на черно поле b2 · бял цар на бяло поле e2 · черна пешка на черно поле f2 · бяла пешка на бяло поле g2 · бяла пешка на черно поле h2 · бял топ на черно поле a1 · бял кон на бяло поле b1 · бяла дама на бяло поле d1 · бял офицер на бяло поле f1 · бял кон на черно поле g1 · бял топ на бяло поле h1 | черен топ на бяло поле a8 · черен кон на черно поле b8 · черен офицер на бяло поле c8 · черна дама на черно поле d8 · черен цар на бяло поле e8 · черен кон на бяло поле g8 · черен топ на черно поле h8 · черна пешка на черно поле a7 · черна пешка на бяло поле b7 · черна пешка на черно поле c7 · черна пешка на бяло поле f7 · черна пешка на черно поле g7 · черна пешка на бяло поле h7 · бяла пешка на черно поле e5 · бял офицер на черно поле b4 · бяла пешка на бяло поле c4 · бяла пешка на бяло поле a2 · бяла пешка на черно поле b2 · бял цар на бяло поле e2 · черна пешка на черно поле f2 · бяла пешка на бяло поле g2 · бяла пешка на черно поле h2 · бял топ на черно поле a1 · бял кон на бяло поле b1 · бяла дама на бяло поле d1 · бял офицер на бяло поле f1 · бял кон на черно поле g1 · бял топ на бяло поле h1 | 1 |
|   | a | b | c | d | e | f | g | h |   |

Способността за произвеждане често е критичен фактор в крайната фаза на играта (ендшпила) и по този начин е важно съображение при отварянето на линии и стратегията в средната фаза на играта (мителшпила). Почти всички произвеждания се случват в ендшпила, но се срещат и в промоцията в мителшпила.
Произвеждането понякога се случва дори в началото, често след като едната страна допусне груба грешка. Така е в капана на Ласкер в Контрагамбит Албин, който се характеризира с произвеждане на кон на 7-ия ход: 1.d4 d5 2.c4 e5 3.d:e5 d4 4.e3? Оb4+ 5.Оd2 d:e3! 6.О:b4?? Груба грешка. Можеше просто 6.а3. Разкриването на линията d e неблагоприятно за белите, защото царят им трябва да пази дамата и не може да вземе атакуващата черна пешка: 6... e:f2+! 7.Цe2 В тази позиция, показана на диаграма 2, черните възпрепятстват размяната на дамите чрез оригиналния ход 7... f:g1К+! и след 8. Це1 Дh4+ 9. Цg1 Дg5+ 10.Цс2 Of4+ 11.Цb3 Де3+ 12.Кс3 Кс6 остават с фигура повече.
В партията Шлехтер – Перлис, Карлсбад 1911 г. е можело да се произведе дама на ход 11-ия ход: 1.d4 d5 2.c4 c6 3.Кf3 Кf6 4.e3 Оf5 5.Дb3 Дb6 6.c:d5 Д:b3 7.a:b3 О:b1? 8.d:c6! Оe4?? 9.Т:a7! Т:a7 10.c7 заплашва и 11.c:b8Д и 11.c8Д.  Перлис избягва капана с 8 ... К:c6 !, губейки по-бавно. 
Британският гросмайстор Джо Галахър реализира ход по-рано в Терентиев – Галахър, Лихтенщайн 1990: 1.d4 Кf6 2.Оg5 Кe4 3.Оf4 c5 4.c3 Дb6 5.Дb3 c:d4 6.Д:b6 a:b6 7. О:b8? d:c3 8.Оe5?? Т:a2! и сега белите може да се предават, тъй като ако 9.Т:a2, ... c2 произвежда фигура (Галахър 1996: 121).
|   | a | b | c | d | e | f | g | h |   |
| 8 | черен топ на бяло поле a8 · черна дама на черно поле d8 · черен цар на бяло поле e8 · черен офицер на черно поле f8 · черен топ на черно поле h8 · черна пешка на черно поле a7 · черен офицер на бяло поле b7 · черен кон на бяло поле d7 · черна пешка на бяло поле f7 · черна пешка на черно поле g7 · черна пешка на бяло поле h7 · черна пешка на бяло поле c6 · черна пешка на бяло поле e6 · черен кон на черно поле f6 · бяла пешка на черно поле e5 · черна пешка на черно поле b4 · бяла пешка на черно поле d4 · бял кон на черно поле c3 · бял кон на бяло поле f3 · бяла пешка на бяло поле a2 · бяла пешка на черно поле b2 · бял офицер на бяло поле e2 · бяла пешка на черно поле f2 · бяла пешка на бяло поле g2 · бяла пешка на черно поле h2 · бял топ на черно поле a1 · бял офицер на черно поле c1 · бяла дама на бяло поле d1 · бял цар на черно поле e1 · бял топ на бяло поле h1 | черен топ на бяло поле a8 · черна дама на черно поле d8 · черен цар на бяло поле e8 · черен офицер на черно поле f8 · черен топ на черно поле h8 · черна пешка на черно поле a7 · черен офицер на бяло поле b7 · черен кон на бяло поле d7 · черна пешка на бяло поле f7 · черна пешка на черно поле g7 · черна пешка на бяло поле h7 · черна пешка на бяло поле c6 · черна пешка на бяло поле e6 · черен кон на черно поле f6 · бяла пешка на черно поле e5 · черна пешка на черно поле b4 · бяла пешка на черно поле d4 · бял кон на черно поле c3 · бял кон на бяло поле f3 · бяла пешка на бяло поле a2 · бяла пешка на черно поле b2 · бял офицер на бяло поле e2 · бяла пешка на черно поле f2 · бяла пешка на бяло поле g2 · бяла пешка на черно поле h2 · бял топ на черно поле a1 · бял офицер на черно поле c1 · бяла дама на бяло поле d1 · бял цар на черно поле e1 · бял топ на бяло поле h1 | черен топ на бяло поле a8 · черна дама на черно поле d8 · черен цар на бяло поле e8 · черен офицер на черно поле f8 · черен топ на черно поле h8 · черна пешка на черно поле a7 · черен офицер на бяло поле b7 · черен кон на бяло поле d7 · черна пешка на бяло поле f7 · черна пешка на черно поле g7 · черна пешка на бяло поле h7 · черна пешка на бяло поле c6 · черна пешка на бяло поле e6 · черен кон на черно поле f6 · бяла пешка на черно поле e5 · черна пешка на черно поле b4 · бяла пешка на черно поле d4 · бял кон на черно поле c3 · бял кон на бяло поле f3 · бяла пешка на бяло поле a2 · бяла пешка на черно поле b2 · бял офицер на бяло поле e2 · бяла пешка на черно поле f2 · бяла пешка на бяло поле g2 · бяла пешка на черно поле h2 · бял топ на черно поле a1 · бял офицер на черно поле c1 · бяла дама на бяло поле d1 · бял цар на черно поле e1 · бял топ на бяло поле h1 | черен топ на бяло поле a8 · черна дама на черно поле d8 · черен цар на бяло поле e8 · черен офицер на черно поле f8 · черен топ на черно поле h8 · черна пешка на черно поле a7 · черен офицер на бяло поле b7 · черен кон на бяло поле d7 · черна пешка на бяло поле f7 · черна пешка на черно поле g7 · черна пешка на бяло поле h7 · черна пешка на бяло поле c6 · черна пешка на бяло поле e6 · черен кон на черно поле f6 · бяла пешка на черно поле e5 · черна пешка на черно поле b4 · бяла пешка на черно поле d4 · бял кон на черно поле c3 · бял кон на бяло поле f3 · бяла пешка на бяло поле a2 · бяла пешка на черно поле b2 · бял офицер на бяло поле e2 · бяла пешка на черно поле f2 · бяла пешка на бяло поле g2 · бяла пешка на черно поле h2 · бял топ на черно поле a1 · бял офицер на черно поле c1 · бяла дама на бяло поле d1 · бял цар на черно поле e1 · бял топ на бяло поле h1 | черен топ на бяло поле a8 · черна дама на черно поле d8 · черен цар на бяло поле e8 · черен офицер на черно поле f8 · черен топ на черно поле h8 · черна пешка на черно поле a7 · черен офицер на бяло поле b7 · черен кон на бяло поле d7 · черна пешка на бяло поле f7 · черна пешка на черно поле g7 · черна пешка на бяло поле h7 · черна пешка на бяло поле c6 · черна пешка на бяло поле e6 · черен кон на черно поле f6 · бяла пешка на черно поле e5 · черна пешка на черно поле b4 · бяла пешка на черно поле d4 · бял кон на черно поле c3 · бял кон на бяло поле f3 · бяла пешка на бяло поле a2 · бяла пешка на черно поле b2 · бял офицер на бяло поле e2 · бяла пешка на черно поле f2 · бяла пешка на бяло поле g2 · бяла пешка на черно поле h2 · бял топ на черно поле a1 · бял офицер на черно поле c1 · бяла дама на бяло поле d1 · бял цар на черно поле e1 · бял топ на бяло поле h1 | черен топ на бяло поле a8 · черна дама на черно поле d8 · черен цар на бяло поле e8 · черен офицер на черно поле f8 · черен топ на черно поле h8 · черна пешка на черно поле a7 · черен офицер на бяло поле b7 · черен кон на бяло поле d7 · черна пешка на бяло поле f7 · черна пешка на черно поле g7 · черна пешка на бяло поле h7 · черна пешка на бяло поле c6 · черна пешка на бяло поле e6 · черен кон на черно поле f6 · бяла пешка на черно поле e5 · черна пешка на черно поле b4 · бяла пешка на черно поле d4 · бял кон на черно поле c3 · бял кон на бяло поле f3 · бяла пешка на бяло поле a2 · бяла пешка на черно поле b2 · бял офицер на бяло поле e2 · бяла пешка на черно поле f2 · бяла пешка на бяло поле g2 · бяла пешка на черно поле h2 · бял топ на черно поле a1 · бял офицер на черно поле c1 · бяла дама на бяло поле d1 · бял цар на черно поле e1 · бял топ на бяло поле h1 | черен топ на бяло поле a8 · черна дама на черно поле d8 · черен цар на бяло поле e8 · черен офицер на черно поле f8 · черен топ на черно поле h8 · черна пешка на черно поле a7 · черен офицер на бяло поле b7 · черен кон на бяло поле d7 · черна пешка на бяло поле f7 · черна пешка на черно поле g7 · черна пешка на бяло поле h7 · черна пешка на бяло поле c6 · черна пешка на бяло поле e6 · черен кон на черно поле f6 · бяла пешка на черно поле e5 · черна пешка на черно поле b4 · бяла пешка на черно поле d4 · бял кон на черно поле c3 · бял кон на бяло поле f3 · бяла пешка на бяло поле a2 · бяла пешка на черно поле b2 · бял офицер на бяло поле e2 · бяла пешка на черно поле f2 · бяла пешка на бяло поле g2 · бяла пешка на черно поле h2 · бял топ на черно поле a1 · бял офицер на черно поле c1 · бяла дама на бяло поле d1 · бял цар на черно поле e1 · бял топ на бяло поле h1 | черен топ на бяло поле a8 · черна дама на черно поле d8 · черен цар на бяло поле e8 · черен офицер на черно поле f8 · черен топ на черно поле h8 · черна пешка на черно поле a7 · черен офицер на бяло поле b7 · черен кон на бяло поле d7 · черна пешка на бяло поле f7 · черна пешка на черно поле g7 · черна пешка на бяло поле h7 · черна пешка на бяло поле c6 · черна пешка на бяло поле e6 · черен кон на черно поле f6 · бяла пешка на черно поле e5 · черна пешка на черно поле b4 · бяла пешка на черно поле d4 · бял кон на черно поле c3 · бял кон на бяло поле f3 · бяла пешка на бяло поле a2 · бяла пешка на черно поле b2 · бял офицер на бяло поле e2 · бяла пешка на черно поле f2 · бяла пешка на бяло поле g2 · бяла пешка на черно поле h2 · бял топ на черно поле a1 · бял офицер на черно поле c1 · бяла дама на бяло поле d1 · бял цар на черно поле e1 · бял топ на бяло поле h1 | 8 |
| 7 | черен топ на бяло поле a8 · черна дама на черно поле d8 · черен цар на бяло поле e8 · черен офицер на черно поле f8 · черен топ на черно поле h8 · черна пешка на черно поле a7 · черен офицер на бяло поле b7 · черен кон на бяло поле d7 · черна пешка на бяло поле f7 · черна пешка на черно поле g7 · черна пешка на бяло поле h7 · черна пешка на бяло поле c6 · черна пешка на бяло поле e6 · черен кон на черно поле f6 · бяла пешка на черно поле e5 · черна пешка на черно поле b4 · бяла пешка на черно поле d4 · бял кон на черно поле c3 · бял кон на бяло поле f3 · бяла пешка на бяло поле a2 · бяла пешка на черно поле b2 · бял офицер на бяло поле e2 · бяла пешка на черно поле f2 · бяла пешка на бяло поле g2 · бяла пешка на черно поле h2 · бял топ на черно поле a1 · бял офицер на черно поле c1 · бяла дама на бяло поле d1 · бял цар на черно поле e1 · бял топ на бяло поле h1 | черен топ на бяло поле a8 · черна дама на черно поле d8 · черен цар на бяло поле e8 · черен офицер на черно поле f8 · черен топ на черно поле h8 · черна пешка на черно поле a7 · черен офицер на бяло поле b7 · черен кон на бяло поле d7 · черна пешка на бяло поле f7 · черна пешка на черно поле g7 · черна пешка на бяло поле h7 · черна пешка на бяло поле c6 · черна пешка на бяло поле e6 · черен кон на черно поле f6 · бяла пешка на черно поле e5 · черна пешка на черно поле b4 · бяла пешка на черно поле d4 · бял кон на черно поле c3 · бял кон на бяло поле f3 · бяла пешка на бяло поле a2 · бяла пешка на черно поле b2 · бял офицер на бяло поле e2 · бяла пешка на черно поле f2 · бяла пешка на бяло поле g2 · бяла пешка на черно поле h2 · бял топ на черно поле a1 · бял офицер на черно поле c1 · бяла дама на бяло поле d1 · бял цар на черно поле e1 · бял топ на бяло поле h1 | черен топ на бяло поле a8 · черна дама на черно поле d8 · черен цар на бяло поле e8 · черен офицер на черно поле f8 · черен топ на черно поле h8 · черна пешка на черно поле a7 · черен офицер на бяло поле b7 · черен кон на бяло поле d7 · черна пешка на бяло поле f7 · черна пешка на черно поле g7 · черна пешка на бяло поле h7 · черна пешка на бяло поле c6 · черна пешка на бяло поле e6 · черен кон на черно поле f6 · бяла пешка на черно поле e5 · черна пешка на черно поле b4 · бяла пешка на черно поле d4 · бял кон на черно поле c3 · бял кон на бяло поле f3 · бяла пешка на бяло поле a2 · бяла пешка на черно поле b2 · бял офицер на бяло поле e2 · бяла пешка на черно поле f2 · бяла пешка на бяло поле g2 · бяла пешка на черно поле h2 · бял топ на черно поле a1 · бял офицер на черно поле c1 · бяла дама на бяло поле d1 · бял цар на черно поле e1 · бял топ на бяло поле h1 | черен топ на бяло поле a8 · черна дама на черно поле d8 · черен цар на бяло поле e8 · черен офицер на черно поле f8 · черен топ на черно поле h8 · черна пешка на черно поле a7 · черен офицер на бяло поле b7 · черен кон на бяло поле d7 · черна пешка на бяло поле f7 · черна пешка на черно поле g7 · черна пешка на бяло поле h7 · черна пешка на бяло поле c6 · черна пешка на бяло поле e6 · черен кон на черно поле f6 · бяла пешка на черно поле e5 · черна пешка на черно поле b4 · бяла пешка на черно поле d4 · бял кон на черно поле c3 · бял кон на бяло поле f3 · бяла пешка на бяло поле a2 · бяла пешка на черно поле b2 · бял офицер на бяло поле e2 · бяла пешка на черно поле f2 · бяла пешка на бяло поле g2 · бяла пешка на черно поле h2 · бял топ на черно поле a1 · бял офицер на черно поле c1 · бяла дама на бяло поле d1 · бял цар на черно поле e1 · бял топ на бяло поле h1 | черен топ на бяло поле a8 · черна дама на черно поле d8 · черен цар на бяло поле e8 · черен офицер на черно поле f8 · черен топ на черно поле h8 · черна пешка на черно поле a7 · черен офицер на бяло поле b7 · черен кон на бяло поле d7 · черна пешка на бяло поле f7 · черна пешка на черно поле g7 · черна пешка на бяло поле h7 · черна пешка на бяло поле c6 · черна пешка на бяло поле e6 · черен кон на черно поле f6 · бяла пешка на черно поле e5 · черна пешка на черно поле b4 · бяла пешка на черно поле d4 · бял кон на черно поле c3 · бял кон на бяло поле f3 · бяла пешка на бяло поле a2 · бяла пешка на черно поле b2 · бял офицер на бяло поле e2 · бяла пешка на черно поле f2 · бяла пешка на бяло поле g2 · бяла пешка на черно поле h2 · бял топ на черно поле a1 · бял офицер на черно поле c1 · бяла дама на бяло поле d1 · бял цар на черно поле e1 · бял топ на бяло поле h1 | черен топ на бяло поле a8 · черна дама на черно поле d8 · черен цар на бяло поле e8 · черен офицер на черно поле f8 · черен топ на черно поле h8 · черна пешка на черно поле a7 · черен офицер на бяло поле b7 · черен кон на бяло поле d7 · черна пешка на бяло поле f7 · черна пешка на черно поле g7 · черна пешка на бяло поле h7 · черна пешка на бяло поле c6 · черна пешка на бяло поле e6 · черен кон на черно поле f6 · бяла пешка на черно поле e5 · черна пешка на черно поле b4 · бяла пешка на черно поле d4 · бял кон на черно поле c3 · бял кон на бяло поле f3 · бяла пешка на бяло поле a2 · бяла пешка на черно поле b2 · бял офицер на бяло поле e2 · бяла пешка на черно поле f2 · бяла пешка на бяло поле g2 · бяла пешка на черно поле h2 · бял топ на черно поле a1 · бял офицер на черно поле c1 · бяла дама на бяло поле d1 · бял цар на черно поле e1 · бял топ на бяло поле h1 | черен топ на бяло поле a8 · черна дама на черно поле d8 · черен цар на бяло поле e8 · черен офицер на черно поле f8 · черен топ на черно поле h8 · черна пешка на черно поле a7 · черен офицер на бяло поле b7 · черен кон на бяло поле d7 · черна пешка на бяло поле f7 · черна пешка на черно поле g7 · черна пешка на бяло поле h7 · черна пешка на бяло поле c6 · черна пешка на бяло поле e6 · черен кон на черно поле f6 · бяла пешка на черно поле e5 · черна пешка на черно поле b4 · бяла пешка на черно поле d4 · бял кон на черно поле c3 · бял кон на бяло поле f3 · бяла пешка на бяло поле a2 · бяла пешка на черно поле b2 · бял офицер на бяло поле e2 · бяла пешка на черно поле f2 · бяла пешка на бяло поле g2 · бяла пешка на черно поле h2 · бял топ на черно поле a1 · бял офицер на черно поле c1 · бяла дама на бяло поле d1 · бял цар на черно поле e1 · бял топ на бяло поле h1 | черен топ на бяло поле a8 · черна дама на черно поле d8 · черен цар на бяло поле e8 · черен офицер на черно поле f8 · черен топ на черно поле h8 · черна пешка на черно поле a7 · черен офицер на бяло поле b7 · черен кон на бяло поле d7 · черна пешка на бяло поле f7 · черна пешка на черно поле g7 · черна пешка на бяло поле h7 · черна пешка на бяло поле c6 · черна пешка на бяло поле e6 · черен кон на черно поле f6 · бяла пешка на черно поле e5 · черна пешка на черно поле b4 · бяла пешка на черно поле d4 · бял кон на черно поле c3 · бял кон на бяло поле f3 · бяла пешка на бяло поле a2 · бяла пешка на черно поле b2 · бял офицер на бяло поле e2 · бяла пешка на черно поле f2 · бяла пешка на бяло поле g2 · бяла пешка на черно поле h2 · бял топ на черно поле a1 · бял офицер на черно поле c1 · бяла дама на бяло поле d1 · бял цар на черно поле e1 · бял топ на бяло поле h1 | 7 |
| 6 | черен топ на бяло поле a8 · черна дама на черно поле d8 · черен цар на бяло поле e8 · черен офицер на черно поле f8 · черен топ на черно поле h8 · черна пешка на черно поле a7 · черен офицер на бяло поле b7 · черен кон на бяло поле d7 · черна пешка на бяло поле f7 · черна пешка на черно поле g7 · черна пешка на бяло поле h7 · черна пешка на бяло поле c6 · черна пешка на бяло поле e6 · черен кон на черно поле f6 · бяла пешка на черно поле e5 · черна пешка на черно поле b4 · бяла пешка на черно поле d4 · бял кон на черно поле c3 · бял кон на бяло поле f3 · бяла пешка на бяло поле a2 · бяла пешка на черно поле b2 · бял офицер на бяло поле e2 · бяла пешка на черно поле f2 · бяла пешка на бяло поле g2 · бяла пешка на черно поле h2 · бял топ на черно поле a1 · бял офицер на черно поле c1 · бяла дама на бяло поле d1 · бял цар на черно поле e1 · бял топ на бяло поле h1 | черен топ на бяло поле a8 · черна дама на черно поле d8 · черен цар на бяло поле e8 · черен офицер на черно поле f8 · черен топ на черно поле h8 · черна пешка на черно поле a7 · черен офицер на бяло поле b7 · черен кон на бяло поле d7 · черна пешка на бяло поле f7 · черна пешка на черно поле g7 · черна пешка на бяло поле h7 · черна пешка на бяло поле c6 · черна пешка на бяло поле e6 · черен кон на черно поле f6 · бяла пешка на черно поле e5 · черна пешка на черно поле b4 · бяла пешка на черно поле d4 · бял кон на черно поле c3 · бял кон на бяло поле f3 · бяла пешка на бяло поле a2 · бяла пешка на черно поле b2 · бял офицер на бяло поле e2 · бяла пешка на черно поле f2 · бяла пешка на бяло поле g2 · бяла пешка на черно поле h2 · бял топ на черно поле a1 · бял офицер на черно поле c1 · бяла дама на бяло поле d1 · бял цар на черно поле e1 · бял топ на бяло поле h1 | черен топ на бяло поле a8 · черна дама на черно поле d8 · черен цар на бяло поле e8 · черен офицер на черно поле f8 · черен топ на черно поле h8 · черна пешка на черно поле a7 · черен офицер на бяло поле b7 · черен кон на бяло поле d7 · черна пешка на бяло поле f7 · черна пешка на черно поле g7 · черна пешка на бяло поле h7 · черна пешка на бяло поле c6 · черна пешка на бяло поле e6 · черен кон на черно поле f6 · бяла пешка на черно поле e5 · черна пешка на черно поле b4 · бяла пешка на черно поле d4 · бял кон на черно поле c3 · бял кон на бяло поле f3 · бяла пешка на бяло поле a2 · бяла пешка на черно поле b2 · бял офицер на бяло поле e2 · бяла пешка на черно поле f2 · бяла пешка на бяло поле g2 · бяла пешка на черно поле h2 · бял топ на черно поле a1 · бял офицер на черно поле c1 · бяла дама на бяло поле d1 · бял цар на черно поле e1 · бял топ на бяло поле h1 | черен топ на бяло поле a8 · черна дама на черно поле d8 · черен цар на бяло поле e8 · черен офицер на черно поле f8 · черен топ на черно поле h8 · черна пешка на черно поле a7 · черен офицер на бяло поле b7 · черен кон на бяло поле d7 · черна пешка на бяло поле f7 · черна пешка на черно поле g7 · черна пешка на бяло поле h7 · черна пешка на бяло поле c6 · черна пешка на бяло поле e6 · черен кон на черно поле f6 · бяла пешка на черно поле e5 · черна пешка на черно поле b4 · бяла пешка на черно поле d4 · бял кон на черно поле c3 · бял кон на бяло поле f3 · бяла пешка на бяло поле a2 · бяла пешка на черно поле b2 · бял офицер на бяло поле e2 · бяла пешка на черно поле f2 · бяла пешка на бяло поле g2 · бяла пешка на черно поле h2 · бял топ на черно поле a1 · бял офицер на черно поле c1 · бяла дама на бяло поле d1 · бял цар на черно поле e1 · бял топ на бяло поле h1 | черен топ на бяло поле a8 · черна дама на черно поле d8 · черен цар на бяло поле e8 · черен офицер на черно поле f8 · черен топ на черно поле h8 · черна пешка на черно поле a7 · черен офицер на бяло поле b7 · черен кон на бяло поле d7 · черна пешка на бяло поле f7 · черна пешка на черно поле g7 · черна пешка на бяло поле h7 · черна пешка на бяло поле c6 · черна пешка на бяло поле e6 · черен кон на черно поле f6 · бяла пешка на черно поле e5 · черна пешка на черно поле b4 · бяла пешка на черно поле d4 · бял кон на черно поле c3 · бял кон на бяло поле f3 · бяла пешка на бяло поле a2 · бяла пешка на черно поле b2 · бял офицер на бяло поле e2 · бяла пешка на черно поле f2 · бяла пешка на бяло поле g2 · бяла пешка на черно поле h2 · бял топ на черно поле a1 · бял офицер на черно поле c1 · бяла дама на бяло поле d1 · бял цар на черно поле e1 · бял топ на бяло поле h1 | черен топ на бяло поле a8 · черна дама на черно поле d8 · черен цар на бяло поле e8 · черен офицер на черно поле f8 · черен топ на черно поле h8 · черна пешка на черно поле a7 · черен офицер на бяло поле b7 · черен кон на бяло поле d7 · черна пешка на бяло поле f7 · черна пешка на черно поле g7 · черна пешка на бяло поле h7 · черна пешка на бяло поле c6 · черна пешка на бяло поле e6 · черен кон на черно поле f6 · бяла пешка на черно поле e5 · черна пешка на черно поле b4 · бяла пешка на черно поле d4 · бял кон на черно поле c3 · бял кон на бяло поле f3 · бяла пешка на бяло поле a2 · бяла пешка на черно поле b2 · бял офицер на бяло поле e2 · бяла пешка на черно поле f2 · бяла пешка на бяло поле g2 · бяла пешка на черно поле h2 · бял топ на черно поле a1 · бял офицер на черно поле c1 · бяла дама на бяло поле d1 · бял цар на черно поле e1 · бял топ на бяло поле h1 | черен топ на бяло поле a8 · черна дама на черно поле d8 · черен цар на бяло поле e8 · черен офицер на черно поле f8 · черен топ на черно поле h8 · черна пешка на черно поле a7 · черен офицер на бяло поле b7 · черен кон на бяло поле d7 · черна пешка на бяло поле f7 · черна пешка на черно поле g7 · черна пешка на бяло поле h7 · черна пешка на бяло поле c6 · черна пешка на бяло поле e6 · черен кон на черно поле f6 · бяла пешка на черно поле e5 · черна пешка на черно поле b4 · бяла пешка на черно поле d4 · бял кон на черно поле c3 · бял кон на бяло поле f3 · бяла пешка на бяло поле a2 · бяла пешка на черно поле b2 · бял офицер на бяло поле e2 · бяла пешка на черно поле f2 · бяла пешка на бяло поле g2 · бяла пешка на черно поле h2 · бял топ на черно поле a1 · бял офицер на черно поле c1 · бяла дама на бяло поле d1 · бял цар на черно поле e1 · бял топ на бяло поле h1 | черен топ на бяло поле a8 · черна дама на черно поле d8 · черен цар на бяло поле e8 · черен офицер на черно поле f8 · черен топ на черно поле h8 · черна пешка на черно поле a7 · черен офицер на бяло поле b7 · черен кон на бяло поле d7 · черна пешка на бяло поле f7 · черна пешка на черно поле g7 · черна пешка на бяло поле h7 · черна пешка на бяло поле c6 · черна пешка на бяло поле e6 · черен кон на черно поле f6 · бяла пешка на черно поле e5 · черна пешка на черно поле b4 · бяла пешка на черно поле d4 · бял кон на черно поле c3 · бял кон на бяло поле f3 · бяла пешка на бяло поле a2 · бяла пешка на черно поле b2 · бял офицер на бяло поле e2 · бяла пешка на черно поле f2 · бяла пешка на бяло поле g2 · бяла пешка на черно поле h2 · бял топ на черно поле a1 · бял офицер на черно поле c1 · бяла дама на бяло поле d1 · бял цар на черно поле e1 · бял топ на бяло поле h1 | 6 |
| 5 | черен топ на бяло поле a8 · черна дама на черно поле d8 · черен цар на бяло поле e8 · черен офицер на черно поле f8 · черен топ на черно поле h8 · черна пешка на черно поле a7 · черен офицер на бяло поле b7 · черен кон на бяло поле d7 · черна пешка на бяло поле f7 · черна пешка на черно поле g7 · черна пешка на бяло поле h7 · черна пешка на бяло поле c6 · черна пешка на бяло поле e6 · черен кон на черно поле f6 · бяла пешка на черно поле e5 · черна пешка на черно поле b4 · бяла пешка на черно поле d4 · бял кон на черно поле c3 · бял кон на бяло поле f3 · бяла пешка на бяло поле a2 · бяла пешка на черно поле b2 · бял офицер на бяло поле e2 · бяла пешка на черно поле f2 · бяла пешка на бяло поле g2 · бяла пешка на черно поле h2 · бял топ на черно поле a1 · бял офицер на черно поле c1 · бяла дама на бяло поле d1 · бял цар на черно поле e1 · бял топ на бяло поле h1 | черен топ на бяло поле a8 · черна дама на черно поле d8 · черен цар на бяло поле e8 · черен офицер на черно поле f8 · черен топ на черно поле h8 · черна пешка на черно поле a7 · черен офицер на бяло поле b7 · черен кон на бяло поле d7 · черна пешка на бяло поле f7 · черна пешка на черно поле g7 · черна пешка на бяло поле h7 · черна пешка на бяло поле c6 · черна пешка на бяло поле e6 · черен кон на черно поле f6 · бяла пешка на черно поле e5 · черна пешка на черно поле b4 · бяла пешка на черно поле d4 · бял кон на черно поле c3 · бял кон на бяло поле f3 · бяла пешка на бяло поле a2 · бяла пешка на черно поле b2 · бял офицер на бяло поле e2 · бяла пешка на черно поле f2 · бяла пешка на бяло поле g2 · бяла пешка на черно поле h2 · бял топ на черно поле a1 · бял офицер на черно поле c1 · бяла дама на бяло поле d1 · бял цар на черно поле e1 · бял топ на бяло поле h1 | черен топ на бяло поле a8 · черна дама на черно поле d8 · черен цар на бяло поле e8 · черен офицер на черно поле f8 · черен топ на черно поле h8 · черна пешка на черно поле a7 · черен офицер на бяло поле b7 · черен кон на бяло поле d7 · черна пешка на бяло поле f7 · черна пешка на черно поле g7 · черна пешка на бяло поле h7 · черна пешка на бяло поле c6 · черна пешка на бяло поле e6 · черен кон на черно поле f6 · бяла пешка на черно поле e5 · черна пешка на черно поле b4 · бяла пешка на черно поле d4 · бял кон на черно поле c3 · бял кон на бяло поле f3 · бяла пешка на бяло поле a2 · бяла пешка на черно поле b2 · бял офицер на бяло поле e2 · бяла пешка на черно поле f2 · бяла пешка на бяло поле g2 · бяла пешка на черно поле h2 · бял топ на черно поле a1 · бял офицер на черно поле c1 · бяла дама на бяло поле d1 · бял цар на черно поле e1 · бял топ на бяло поле h1 | черен топ на бяло поле a8 · черна дама на черно поле d8 · черен цар на бяло поле e8 · черен офицер на черно поле f8 · черен топ на черно поле h8 · черна пешка на черно поле a7 · черен офицер на бяло поле b7 · черен кон на бяло поле d7 · черна пешка на бяло поле f7 · черна пешка на черно поле g7 · черна пешка на бяло поле h7 · черна пешка на бяло поле c6 · черна пешка на бяло поле e6 · черен кон на черно поле f6 · бяла пешка на черно поле e5 · черна пешка на черно поле b4 · бяла пешка на черно поле d4 · бял кон на черно поле c3 · бял кон на бяло поле f3 · бяла пешка на бяло поле a2 · бяла пешка на черно поле b2 · бял офицер на бяло поле e2 · бяла пешка на черно поле f2 · бяла пешка на бяло поле g2 · бяла пешка на черно поле h2 · бял топ на черно поле a1 · бял офицер на черно поле c1 · бяла дама на бяло поле d1 · бял цар на черно поле e1 · бял топ на бяло поле h1 | черен топ на бяло поле a8 · черна дама на черно поле d8 · черен цар на бяло поле e8 · черен офицер на черно поле f8 · черен топ на черно поле h8 · черна пешка на черно поле a7 · черен офицер на бяло поле b7 · черен кон на бяло поле d7 · черна пешка на бяло поле f7 · черна пешка на черно поле g7 · черна пешка на бяло поле h7 · черна пешка на бяло поле c6 · черна пешка на бяло поле e6 · черен кон на черно поле f6 · бяла пешка на черно поле e5 · черна пешка на черно поле b4 · бяла пешка на черно поле d4 · бял кон на черно поле c3 · бял кон на бяло поле f3 · бяла пешка на бяло поле a2 · бяла пешка на черно поле b2 · бял офицер на бяло поле e2 · бяла пешка на черно поле f2 · бяла пешка на бяло поле g2 · бяла пешка на черно поле h2 · бял топ на черно поле a1 · бял офицер на черно поле c1 · бяла дама на бяло поле d1 · бял цар на черно поле e1 · бял топ на бяло поле h1 | черен топ на бяло поле a8 · черна дама на черно поле d8 · черен цар на бяло поле e8 · черен офицер на черно поле f8 · черен топ на черно поле h8 · черна пешка на черно поле a7 · черен офицер на бяло поле b7 · черен кон на бяло поле d7 · черна пешка на бяло поле f7 · черна пешка на черно поле g7 · черна пешка на бяло поле h7 · черна пешка на бяло поле c6 · черна пешка на бяло поле e6 · черен кон на черно поле f6 · бяла пешка на черно поле e5 · черна пешка на черно поле b4 · бяла пешка на черно поле d4 · бял кон на черно поле c3 · бял кон на бяло поле f3 · бяла пешка на бяло поле a2 · бяла пешка на черно поле b2 · бял офицер на бяло поле e2 · бяла пешка на черно поле f2 · бяла пешка на бяло поле g2 · бяла пешка на черно поле h2 · бял топ на черно поле a1 · бял офицер на черно поле c1 · бяла дама на бяло поле d1 · бял цар на черно поле e1 · бял топ на бяло поле h1 | черен топ на бяло поле a8 · черна дама на черно поле d8 · черен цар на бяло поле e8 · черен офицер на черно поле f8 · черен топ на черно поле h8 · черна пешка на черно поле a7 · черен офицер на бяло поле b7 · черен кон на бяло поле d7 · черна пешка на бяло поле f7 · черна пешка на черно поле g7 · черна пешка на бяло поле h7 · черна пешка на бяло поле c6 · черна пешка на бяло поле e6 · черен кон на черно поле f6 · бяла пешка на черно поле e5 · черна пешка на черно поле b4 · бяла пешка на черно поле d4 · бял кон на черно поле c3 · бял кон на бяло поле f3 · бяла пешка на бяло поле a2 · бяла пешка на черно поле b2 · бял офицер на бяло поле e2 · бяла пешка на черно поле f2 · бяла пешка на бяло поле g2 · бяла пешка на черно поле h2 · бял топ на черно поле a1 · бял офицер на черно поле c1 · бяла дама на бяло поле d1 · бял цар на черно поле e1 · бял топ на бяло поле h1 | черен топ на бяло поле a8 · черна дама на черно поле d8 · черен цар на бяло поле e8 · черен офицер на черно поле f8 · черен топ на черно поле h8 · черна пешка на черно поле a7 · черен офицер на бяло поле b7 · черен кон на бяло поле d7 · черна пешка на бяло поле f7 · черна пешка на черно поле g7 · черна пешка на бяло поле h7 · черна пешка на бяло поле c6 · черна пешка на бяло поле e6 · черен кон на черно поле f6 · бяла пешка на черно поле e5 · черна пешка на черно поле b4 · бяла пешка на черно поле d4 · бял кон на черно поле c3 · бял кон на бяло поле f3 · бяла пешка на бяло поле a2 · бяла пешка на черно поле b2 · бял офицер на бяло поле e2 · бяла пешка на черно поле f2 · бяла пешка на бяло поле g2 · бяла пешка на черно поле h2 · бял топ на черно поле a1 · бял офицер на черно поле c1 · бяла дама на бяло поле d1 · бял цар на черно поле e1 · бял топ на бяло поле h1 | 5 |
| 4 | черен топ на бяло поле a8 · черна дама на черно поле d8 · черен цар на бяло поле e8 · черен офицер на черно поле f8 · черен топ на черно поле h8 · черна пешка на черно поле a7 · черен офицер на бяло поле b7 · черен кон на бяло поле d7 · черна пешка на бяло поле f7 · черна пешка на черно поле g7 · черна пешка на бяло поле h7 · черна пешка на бяло поле c6 · черна пешка на бяло поле e6 · черен кон на черно поле f6 · бяла пешка на черно поле e5 · черна пешка на черно поле b4 · бяла пешка на черно поле d4 · бял кон на черно поле c3 · бял кон на бяло поле f3 · бяла пешка на бяло поле a2 · бяла пешка на черно поле b2 · бял офицер на бяло поле e2 · бяла пешка на черно поле f2 · бяла пешка на бяло поле g2 · бяла пешка на черно поле h2 · бял топ на черно поле a1 · бял офицер на черно поле c1 · бяла дама на бяло поле d1 · бял цар на черно поле e1 · бял топ на бяло поле h1 | черен топ на бяло поле a8 · черна дама на черно поле d8 · черен цар на бяло поле e8 · черен офицер на черно поле f8 · черен топ на черно поле h8 · черна пешка на черно поле a7 · черен офицер на бяло поле b7 · черен кон на бяло поле d7 · черна пешка на бяло поле f7 · черна пешка на черно поле g7 · черна пешка на бяло поле h7 · черна пешка на бяло поле c6 · черна пешка на бяло поле e6 · черен кон на черно поле f6 · бяла пешка на черно поле e5 · черна пешка на черно поле b4 · бяла пешка на черно поле d4 · бял кон на черно поле c3 · бял кон на бяло поле f3 · бяла пешка на бяло поле a2 · бяла пешка на черно поле b2 · бял офицер на бяло поле e2 · бяла пешка на черно поле f2 · бяла пешка на бяло поле g2 · бяла пешка на черно поле h2 · бял топ на черно поле a1 · бял офицер на черно поле c1 · бяла дама на бяло поле d1 · бял цар на черно поле e1 · бял топ на бяло поле h1 | черен топ на бяло поле a8 · черна дама на черно поле d8 · черен цар на бяло поле e8 · черен офицер на черно поле f8 · черен топ на черно поле h8 · черна пешка на черно поле a7 · черен офицер на бяло поле b7 · черен кон на бяло поле d7 · черна пешка на бяло поле f7 · черна пешка на черно поле g7 · черна пешка на бяло поле h7 · черна пешка на бяло поле c6 · черна пешка на бяло поле e6 · черен кон на черно поле f6 · бяла пешка на черно поле e5 · черна пешка на черно поле b4 · бяла пешка на черно поле d4 · бял кон на черно поле c3 · бял кон на бяло поле f3 · бяла пешка на бяло поле a2 · бяла пешка на черно поле b2 · бял офицер на бяло поле e2 · бяла пешка на черно поле f2 · бяла пешка на бяло поле g2 · бяла пешка на черно поле h2 · бял топ на черно поле a1 · бял офицер на черно поле c1 · бяла дама на бяло поле d1 · бял цар на черно поле e1 · бял топ на бяло поле h1 | черен топ на бяло поле a8 · черна дама на черно поле d8 · черен цар на бяло поле e8 · черен офицер на черно поле f8 · черен топ на черно поле h8 · черна пешка на черно поле a7 · черен офицер на бяло поле b7 · черен кон на бяло поле d7 · черна пешка на бяло поле f7 · черна пешка на черно поле g7 · черна пешка на бяло поле h7 · черна пешка на бяло поле c6 · черна пешка на бяло поле e6 · черен кон на черно поле f6 · бяла пешка на черно поле e5 · черна пешка на черно поле b4 · бяла пешка на черно поле d4 · бял кон на черно поле c3 · бял кон на бяло поле f3 · бяла пешка на бяло поле a2 · бяла пешка на черно поле b2 · бял офицер на бяло поле e2 · бяла пешка на черно поле f2 · бяла пешка на бяло поле g2 · бяла пешка на черно поле h2 · бял топ на черно поле a1 · бял офицер на черно поле c1 · бяла дама на бяло поле d1 · бял цар на черно поле e1 · бял топ на бяло поле h1 | черен топ на бяло поле a8 · черна дама на черно поле d8 · черен цар на бяло поле e8 · черен офицер на черно поле f8 · черен топ на черно поле h8 · черна пешка на черно поле a7 · черен офицер на бяло поле b7 · черен кон на бяло поле d7 · черна пешка на бяло поле f7 · черна пешка на черно поле g7 · черна пешка на бяло поле h7 · черна пешка на бяло поле c6 · черна пешка на бяло поле e6 · черен кон на черно поле f6 · бяла пешка на черно поле e5 · черна пешка на черно поле b4 · бяла пешка на черно поле d4 · бял кон на черно поле c3 · бял кон на бяло поле f3 · бяла пешка на бяло поле a2 · бяла пешка на черно поле b2 · бял офицер на бяло поле e2 · бяла пешка на черно поле f2 · бяла пешка на бяло поле g2 · бяла пешка на черно поле h2 · бял топ на черно поле a1 · бял офицер на черно поле c1 · бяла дама на бяло поле d1 · бял цар на черно поле e1 · бял топ на бяло поле h1 | черен топ на бяло поле a8 · черна дама на черно поле d8 · черен цар на бяло поле e8 · черен офицер на черно поле f8 · черен топ на черно поле h8 · черна пешка на черно поле a7 · черен офицер на бяло поле b7 · черен кон на бяло поле d7 · черна пешка на бяло поле f7 · черна пешка на черно поле g7 · черна пешка на бяло поле h7 · черна пешка на бяло поле c6 · черна пешка на бяло поле e6 · черен кон на черно поле f6 · бяла пешка на черно поле e5 · черна пешка на черно поле b4 · бяла пешка на черно поле d4 · бял кон на черно поле c3 · бял кон на бяло поле f3 · бяла пешка на бяло поле a2 · бяла пешка на черно поле b2 · бял офицер на бяло поле e2 · бяла пешка на черно поле f2 · бяла пешка на бяло поле g2 · бяла пешка на черно поле h2 · бял топ на черно поле a1 · бял офицер на черно поле c1 · бяла дама на бяло поле d1 · бял цар на черно поле e1 · бял топ на бяло поле h1 | черен топ на бяло поле a8 · черна дама на черно поле d8 · черен цар на бяло поле e8 · черен офицер на черно поле f8 · черен топ на черно поле h8 · черна пешка на черно поле a7 · черен офицер на бяло поле b7 · черен кон на бяло поле d7 · черна пешка на бяло поле f7 · черна пешка на черно поле g7 · черна пешка на бяло поле h7 · черна пешка на бяло поле c6 · черна пешка на бяло поле e6 · черен кон на черно поле f6 · бяла пешка на черно поле e5 · черна пешка на черно поле b4 · бяла пешка на черно поле d4 · бял кон на черно поле c3 · бял кон на бяло поле f3 · бяла пешка на бяло поле a2 · бяла пешка на черно поле b2 · бял офицер на бяло поле e2 · бяла пешка на черно поле f2 · бяла пешка на бяло поле g2 · бяла пешка на черно поле h2 · бял топ на черно поле a1 · бял офицер на черно поле c1 · бяла дама на бяло поле d1 · бял цар на черно поле e1 · бял топ на бяло поле h1 | черен топ на бяло поле a8 · черна дама на черно поле d8 · черен цар на бяло поле e8 · черен офицер на черно поле f8 · черен топ на черно поле h8 · черна пешка на черно поле a7 · черен офицер на бяло поле b7 · черен кон на бяло поле d7 · черна пешка на бяло поле f7 · черна пешка на черно поле g7 · черна пешка на бяло поле h7 · черна пешка на бяло поле c6 · черна пешка на бяло поле e6 · черен кон на черно поле f6 · бяла пешка на черно поле e5 · черна пешка на черно поле b4 · бяла пешка на черно поле d4 · бял кон на черно поле c3 · бял кон на бяло поле f3 · бяла пешка на бяло поле a2 · бяла пешка на черно поле b2 · бял офицер на бяло поле e2 · бяла пешка на черно поле f2 · бяла пешка на бяло поле g2 · бяла пешка на черно поле h2 · бял топ на черно поле a1 · бял офицер на черно поле c1 · бяла дама на бяло поле d1 · бял цар на черно поле e1 · бял топ на бяло поле h1 | 4 |
| 3 | черен топ на бяло поле a8 · черна дама на черно поле d8 · черен цар на бяло поле e8 · черен офицер на черно поле f8 · черен топ на черно поле h8 · черна пешка на черно поле a7 · черен офицер на бяло поле b7 · черен кон на бяло поле d7 · черна пешка на бяло поле f7 · черна пешка на черно поле g7 · черна пешка на бяло поле h7 · черна пешка на бяло поле c6 · черна пешка на бяло поле e6 · черен кон на черно поле f6 · бяла пешка на черно поле e5 · черна пешка на черно поле b4 · бяла пешка на черно поле d4 · бял кон на черно поле c3 · бял кон на бяло поле f3 · бяла пешка на бяло поле a2 · бяла пешка на черно поле b2 · бял офицер на бяло поле e2 · бяла пешка на черно поле f2 · бяла пешка на бяло поле g2 · бяла пешка на черно поле h2 · бял топ на черно поле a1 · бял офицер на черно поле c1 · бяла дама на бяло поле d1 · бял цар на черно поле e1 · бял топ на бяло поле h1 | черен топ на бяло поле a8 · черна дама на черно поле d8 · черен цар на бяло поле e8 · черен офицер на черно поле f8 · черен топ на черно поле h8 · черна пешка на черно поле a7 · черен офицер на бяло поле b7 · черен кон на бяло поле d7 · черна пешка на бяло поле f7 · черна пешка на черно поле g7 · черна пешка на бяло поле h7 · черна пешка на бяло поле c6 · черна пешка на бяло поле e6 · черен кон на черно поле f6 · бяла пешка на черно поле e5 · черна пешка на черно поле b4 · бяла пешка на черно поле d4 · бял кон на черно поле c3 · бял кон на бяло поле f3 · бяла пешка на бяло поле a2 · бяла пешка на черно поле b2 · бял офицер на бяло поле e2 · бяла пешка на черно поле f2 · бяла пешка на бяло поле g2 · бяла пешка на черно поле h2 · бял топ на черно поле a1 · бял офицер на черно поле c1 · бяла дама на бяло поле d1 · бял цар на черно поле e1 · бял топ на бяло поле h1 | черен топ на бяло поле a8 · черна дама на черно поле d8 · черен цар на бяло поле e8 · черен офицер на черно поле f8 · черен топ на черно поле h8 · черна пешка на черно поле a7 · черен офицер на бяло поле b7 · черен кон на бяло поле d7 · черна пешка на бяло поле f7 · черна пешка на черно поле g7 · черна пешка на бяло поле h7 · черна пешка на бяло поле c6 · черна пешка на бяло поле e6 · черен кон на черно поле f6 · бяла пешка на черно поле e5 · черна пешка на черно поле b4 · бяла пешка на черно поле d4 · бял кон на черно поле c3 · бял кон на бяло поле f3 · бяла пешка на бяло поле a2 · бяла пешка на черно поле b2 · бял офицер на бяло поле e2 · бяла пешка на черно поле f2 · бяла пешка на бяло поле g2 · бяла пешка на черно поле h2 · бял топ на черно поле a1 · бял офицер на черно поле c1 · бяла дама на бяло поле d1 · бял цар на черно поле e1 · бял топ на бяло поле h1 | черен топ на бяло поле a8 · черна дама на черно поле d8 · черен цар на бяло поле e8 · черен офицер на черно поле f8 · черен топ на черно поле h8 · черна пешка на черно поле a7 · черен офицер на бяло поле b7 · черен кон на бяло поле d7 · черна пешка на бяло поле f7 · черна пешка на черно поле g7 · черна пешка на бяло поле h7 · черна пешка на бяло поле c6 · черна пешка на бяло поле e6 · черен кон на черно поле f6 · бяла пешка на черно поле e5 · черна пешка на черно поле b4 · бяла пешка на черно поле d4 · бял кон на черно поле c3 · бял кон на бяло поле f3 · бяла пешка на бяло поле a2 · бяла пешка на черно поле b2 · бял офицер на бяло поле e2 · бяла пешка на черно поле f2 · бяла пешка на бяло поле g2 · бяла пешка на черно поле h2 · бял топ на черно поле a1 · бял офицер на черно поле c1 · бяла дама на бяло поле d1 · бял цар на черно поле e1 · бял топ на бяло поле h1 | черен топ на бяло поле a8 · черна дама на черно поле d8 · черен цар на бяло поле e8 · черен офицер на черно поле f8 · черен топ на черно поле h8 · черна пешка на черно поле a7 · черен офицер на бяло поле b7 · черен кон на бяло поле d7 · черна пешка на бяло поле f7 · черна пешка на черно поле g7 · черна пешка на бяло поле h7 · черна пешка на бяло поле c6 · черна пешка на бяло поле e6 · черен кон на черно поле f6 · бяла пешка на черно поле e5 · черна пешка на черно поле b4 · бяла пешка на черно поле d4 · бял кон на черно поле c3 · бял кон на бяло поле f3 · бяла пешка на бяло поле a2 · бяла пешка на черно поле b2 · бял офицер на бяло поле e2 · бяла пешка на черно поле f2 · бяла пешка на бяло поле g2 · бяла пешка на черно поле h2 · бял топ на черно поле a1 · бял офицер на черно поле c1 · бяла дама на бяло поле d1 · бял цар на черно поле e1 · бял топ на бяло поле h1 | черен топ на бяло поле a8 · черна дама на черно поле d8 · черен цар на бяло поле e8 · черен офицер на черно поле f8 · черен топ на черно поле h8 · черна пешка на черно поле a7 · черен офицер на бяло поле b7 · черен кон на бяло поле d7 · черна пешка на бяло поле f7 · черна пешка на черно поле g7 · черна пешка на бяло поле h7 · черна пешка на бяло поле c6 · черна пешка на бяло поле e6 · черен кон на черно поле f6 · бяла пешка на черно поле e5 · черна пешка на черно поле b4 · бяла пешка на черно поле d4 · бял кон на черно поле c3 · бял кон на бяло поле f3 · бяла пешка на бяло поле a2 · бяла пешка на черно поле b2 · бял офицер на бяло поле e2 · бяла пешка на черно поле f2 · бяла пешка на бяло поле g2 · бяла пешка на черно поле h2 · бял топ на черно поле a1 · бял офицер на черно поле c1 · бяла дама на бяло поле d1 · бял цар на черно поле e1 · бял топ на бяло поле h1 | черен топ на бяло поле a8 · черна дама на черно поле d8 · черен цар на бяло поле e8 · черен офицер на черно поле f8 · черен топ на черно поле h8 · черна пешка на черно поле a7 · черен офицер на бяло поле b7 · черен кон на бяло поле d7 · черна пешка на бяло поле f7 · черна пешка на черно поле g7 · черна пешка на бяло поле h7 · черна пешка на бяло поле c6 · черна пешка на бяло поле e6 · черен кон на черно поле f6 · бяла пешка на черно поле e5 · черна пешка на черно поле b4 · бяла пешка на черно поле d4 · бял кон на черно поле c3 · бял кон на бяло поле f3 · бяла пешка на бяло поле a2 · бяла пешка на черно поле b2 · бял офицер на бяло поле e2 · бяла пешка на черно поле f2 · бяла пешка на бяло поле g2 · бяла пешка на черно поле h2 · бял топ на черно поле a1 · бял офицер на черно поле c1 · бяла дама на бяло поле d1 · бял цар на черно поле e1 · бял топ на бяло поле h1 | черен топ на бяло поле a8 · черна дама на черно поле d8 · черен цар на бяло поле e8 · черен офицер на черно поле f8 · черен топ на черно поле h8 · черна пешка на черно поле a7 · черен офицер на бяло поле b7 · черен кон на бяло поле d7 · черна пешка на бяло поле f7 · черна пешка на черно поле g7 · черна пешка на бяло поле h7 · черна пешка на бяло поле c6 · черна пешка на бяло поле e6 · черен кон на черно поле f6 · бяла пешка на черно поле e5 · черна пешка на черно поле b4 · бяла пешка на черно поле d4 · бял кон на черно поле c3 · бял кон на бяло поле f3 · бяла пешка на бяло поле a2 · бяла пешка на черно поле b2 · бял офицер на бяло поле e2 · бяла пешка на черно поле f2 · бяла пешка на бяло поле g2 · бяла пешка на черно поле h2 · бял топ на черно поле a1 · бял офицер на черно поле c1 · бяла дама на бяло поле d1 · бял цар на черно поле e1 · бял топ на бяло поле h1 | 3 |
| 2 | черен топ на бяло поле a8 · черна дама на черно поле d8 · черен цар на бяло поле e8 · черен офицер на черно поле f8 · черен топ на черно поле h8 · черна пешка на черно поле a7 · черен офицер на бяло поле b7 · черен кон на бяло поле d7 · черна пешка на бяло поле f7 · черна пешка на черно поле g7 · черна пешка на бяло поле h7 · черна пешка на бяло поле c6 · черна пешка на бяло поле e6 · черен кон на черно поле f6 · бяла пешка на черно поле e5 · черна пешка на черно поле b4 · бяла пешка на черно поле d4 · бял кон на черно поле c3 · бял кон на бяло поле f3 · бяла пешка на бяло поле a2 · бяла пешка на черно поле b2 · бял офицер на бяло поле e2 · бяла пешка на черно поле f2 · бяла пешка на бяло поле g2 · бяла пешка на черно поле h2 · бял топ на черно поле a1 · бял офицер на черно поле c1 · бяла дама на бяло поле d1 · бял цар на черно поле e1 · бял топ на бяло поле h1 | черен топ на бяло поле a8 · черна дама на черно поле d8 · черен цар на бяло поле e8 · черен офицер на черно поле f8 · черен топ на черно поле h8 · черна пешка на черно поле a7 · черен офицер на бяло поле b7 · черен кон на бяло поле d7 · черна пешка на бяло поле f7 · черна пешка на черно поле g7 · черна пешка на бяло поле h7 · черна пешка на бяло поле c6 · черна пешка на бяло поле e6 · черен кон на черно поле f6 · бяла пешка на черно поле e5 · черна пешка на черно поле b4 · бяла пешка на черно поле d4 · бял кон на черно поле c3 · бял кон на бяло поле f3 · бяла пешка на бяло поле a2 · бяла пешка на черно поле b2 · бял офицер на бяло поле e2 · бяла пешка на черно поле f2 · бяла пешка на бяло поле g2 · бяла пешка на черно поле h2 · бял топ на черно поле a1 · бял офицер на черно поле c1 · бяла дама на бяло поле d1 · бял цар на черно поле e1 · бял топ на бяло поле h1 | черен топ на бяло поле a8 · черна дама на черно поле d8 · черен цар на бяло поле e8 · черен офицер на черно поле f8 · черен топ на черно поле h8 · черна пешка на черно поле a7 · черен офицер на бяло поле b7 · черен кон на бяло поле d7 · черна пешка на бяло поле f7 · черна пешка на черно поле g7 · черна пешка на бяло поле h7 · черна пешка на бяло поле c6 · черна пешка на бяло поле e6 · черен кон на черно поле f6 · бяла пешка на черно поле e5 · черна пешка на черно поле b4 · бяла пешка на черно поле d4 · бял кон на черно поле c3 · бял кон на бяло поле f3 · бяла пешка на бяло поле a2 · бяла пешка на черно поле b2 · бял офицер на бяло поле e2 · бяла пешка на черно поле f2 · бяла пешка на бяло поле g2 · бяла пешка на черно поле h2 · бял топ на черно поле a1 · бял офицер на черно поле c1 · бяла дама на бяло поле d1 · бял цар на черно поле e1 · бял топ на бяло поле h1 | черен топ на бяло поле a8 · черна дама на черно поле d8 · черен цар на бяло поле e8 · черен офицер на черно поле f8 · черен топ на черно поле h8 · черна пешка на черно поле a7 · черен офицер на бяло поле b7 · черен кон на бяло поле d7 · черна пешка на бяло поле f7 · черна пешка на черно поле g7 · черна пешка на бяло поле h7 · черна пешка на бяло поле c6 · черна пешка на бяло поле e6 · черен кон на черно поле f6 · бяла пешка на черно поле e5 · черна пешка на черно поле b4 · бяла пешка на черно поле d4 · бял кон на черно поле c3 · бял кон на бяло поле f3 · бяла пешка на бяло поле a2 · бяла пешка на черно поле b2 · бял офицер на бяло поле e2 · бяла пешка на черно поле f2 · бяла пешка на бяло поле g2 · бяла пешка на черно поле h2 · бял топ на черно поле a1 · бял офицер на черно поле c1 · бяла дама на бяло поле d1 · бял цар на черно поле e1 · бял топ на бяло поле h1 | черен топ на бяло поле a8 · черна дама на черно поле d8 · черен цар на бяло поле e8 · черен офицер на черно поле f8 · черен топ на черно поле h8 · черна пешка на черно поле a7 · черен офицер на бяло поле b7 · черен кон на бяло поле d7 · черна пешка на бяло поле f7 · черна пешка на черно поле g7 · черна пешка на бяло поле h7 · черна пешка на бяло поле c6 · черна пешка на бяло поле e6 · черен кон на черно поле f6 · бяла пешка на черно поле e5 · черна пешка на черно поле b4 · бяла пешка на черно поле d4 · бял кон на черно поле c3 · бял кон на бяло поле f3 · бяла пешка на бяло поле a2 · бяла пешка на черно поле b2 · бял офицер на бяло поле e2 · бяла пешка на черно поле f2 · бяла пешка на бяло поле g2 · бяла пешка на черно поле h2 · бял топ на черно поле a1 · бял офицер на черно поле c1 · бяла дама на бяло поле d1 · бял цар на черно поле e1 · бял топ на бяло поле h1 | черен топ на бяло поле a8 · черна дама на черно поле d8 · черен цар на бяло поле e8 · черен офицер на черно поле f8 · черен топ на черно поле h8 · черна пешка на черно поле a7 · черен офицер на бяло поле b7 · черен кон на бяло поле d7 · черна пешка на бяло поле f7 · черна пешка на черно поле g7 · черна пешка на бяло поле h7 · черна пешка на бяло поле c6 · черна пешка на бяло поле e6 · черен кон на черно поле f6 · бяла пешка на черно поле e5 · черна пешка на черно поле b4 · бяла пешка на черно поле d4 · бял кон на черно поле c3 · бял кон на бяло поле f3 · бяла пешка на бяло поле a2 · бяла пешка на черно поле b2 · бял офицер на бяло поле e2 · бяла пешка на черно поле f2 · бяла пешка на бяло поле g2 · бяла пешка на черно поле h2 · бял топ на черно поле a1 · бял офицер на черно поле c1 · бяла дама на бяло поле d1 · бял цар на черно поле e1 · бял топ на бяло поле h1 | черен топ на бяло поле a8 · черна дама на черно поле d8 · черен цар на бяло поле e8 · черен офицер на черно поле f8 · черен топ на черно поле h8 · черна пешка на черно поле a7 · черен офицер на бяло поле b7 · черен кон на бяло поле d7 · черна пешка на бяло поле f7 · черна пешка на черно поле g7 · черна пешка на бяло поле h7 · черна пешка на бяло поле c6 · черна пешка на бяло поле e6 · черен кон на черно поле f6 · бяла пешка на черно поле e5 · черна пешка на черно поле b4 · бяла пешка на черно поле d4 · бял кон на черно поле c3 · бял кон на бяло поле f3 · бяла пешка на бяло поле a2 · бяла пешка на черно поле b2 · бял офицер на бяло поле e2 · бяла пешка на черно поле f2 · бяла пешка на бяло поле g2 · бяла пешка на черно поле h2 · бял топ на черно поле a1 · бял офицер на черно поле c1 · бяла дама на бяло поле d1 · бял цар на черно поле e1 · бял топ на бяло поле h1 | черен топ на бяло поле a8 · черна дама на черно поле d8 · черен цар на бяло поле e8 · черен офицер на черно поле f8 · черен топ на черно поле h8 · черна пешка на черно поле a7 · черен офицер на бяло поле b7 · черен кон на бяло поле d7 · черна пешка на бяло поле f7 · черна пешка на черно поле g7 · черна пешка на бяло поле h7 · черна пешка на бяло поле c6 · черна пешка на бяло поле e6 · черен кон на черно поле f6 · бяла пешка на черно поле e5 · черна пешка на черно поле b4 · бяла пешка на черно поле d4 · бял кон на черно поле c3 · бял кон на бяло поле f3 · бяла пешка на бяло поле a2 · бяла пешка на черно поле b2 · бял офицер на бяло поле e2 · бяла пешка на черно поле f2 · бяла пешка на бяло поле g2 · бяла пешка на черно поле h2 · бял топ на черно поле a1 · бял офицер на черно поле c1 · бяла дама на бяло поле d1 · бял цар на черно поле e1 · бял топ на бяло поле h1 | 2 |
| 1 | черен топ на бяло поле a8 · черна дама на черно поле d8 · черен цар на бяло поле e8 · черен офицер на черно поле f8 · черен топ на черно поле h8 · черна пешка на черно поле a7 · черен офицер на бяло поле b7 · черен кон на бяло поле d7 · черна пешка на бяло поле f7 · черна пешка на черно поле g7 · черна пешка на бяло поле h7 · черна пешка на бяло поле c6 · черна пешка на бяло поле e6 · черен кон на черно поле f6 · бяла пешка на черно поле e5 · черна пешка на черно поле b4 · бяла пешка на черно поле d4 · бял кон на черно поле c3 · бял кон на бяло поле f3 · бяла пешка на бяло поле a2 · бяла пешка на черно поле b2 · бял офицер на бяло поле e2 · бяла пешка на черно поле f2 · бяла пешка на бяло поле g2 · бяла пешка на черно поле h2 · бял топ на черно поле a1 · бял офицер на черно поле c1 · бяла дама на бяло поле d1 · бял цар на черно поле e1 · бял топ на бяло поле h1 | черен топ на бяло поле a8 · черна дама на черно поле d8 · черен цар на бяло поле e8 · черен офицер на черно поле f8 · черен топ на черно поле h8 · черна пешка на черно поле a7 · черен офицер на бяло поле b7 · черен кон на бяло поле d7 · черна пешка на бяло поле f7 · черна пешка на черно поле g7 · черна пешка на бяло поле h7 · черна пешка на бяло поле c6 · черна пешка на бяло поле e6 · черен кон на черно поле f6 · бяла пешка на черно поле e5 · черна пешка на черно поле b4 · бяла пешка на черно поле d4 · бял кон на черно поле c3 · бял кон на бяло поле f3 · бяла пешка на бяло поле a2 · бяла пешка на черно поле b2 · бял офицер на бяло поле e2 · бяла пешка на черно поле f2 · бяла пешка на бяло поле g2 · бяла пешка на черно поле h2 · бял топ на черно поле a1 · бял офицер на черно поле c1 · бяла дама на бяло поле d1 · бял цар на черно поле e1 · бял топ на бяло поле h1 | черен топ на бяло поле a8 · черна дама на черно поле d8 · черен цар на бяло поле e8 · черен офицер на черно поле f8 · черен топ на черно поле h8 · черна пешка на черно поле a7 · черен офицер на бяло поле b7 · черен кон на бяло поле d7 · черна пешка на бяло поле f7 · черна пешка на черно поле g7 · черна пешка на бяло поле h7 · черна пешка на бяло поле c6 · черна пешка на бяло поле e6 · черен кон на черно поле f6 · бяла пешка на черно поле e5 · черна пешка на черно поле b4 · бяла пешка на черно поле d4 · бял кон на черно поле c3 · бял кон на бяло поле f3 · бяла пешка на бяло поле a2 · бяла пешка на черно поле b2 · бял офицер на бяло поле e2 · бяла пешка на черно поле f2 · бяла пешка на бяло поле g2 · бяла пешка на черно поле h2 · бял топ на черно поле a1 · бял офицер на черно поле c1 · бяла дама на бяло поле d1 · бял цар на черно поле e1 · бял топ на бяло поле h1 | черен топ на бяло поле a8 · черна дама на черно поле d8 · черен цар на бяло поле e8 · черен офицер на черно поле f8 · черен топ на черно поле h8 · черна пешка на черно поле a7 · черен офицер на бяло поле b7 · черен кон на бяло поле d7 · черна пешка на бяло поле f7 · черна пешка на черно поле g7 · черна пешка на бяло поле h7 · черна пешка на бяло поле c6 · черна пешка на бяло поле e6 · черен кон на черно поле f6 · бяла пешка на черно поле e5 · черна пешка на черно поле b4 · бяла пешка на черно поле d4 · бял кон на черно поле c3 · бял кон на бяло поле f3 · бяла пешка на бяло поле a2 · бяла пешка на черно поле b2 · бял офицер на бяло поле e2 · бяла пешка на черно поле f2 · бяла пешка на бяло поле g2 · бяла пешка на черно поле h2 · бял топ на черно поле a1 · бял офицер на черно поле c1 · бяла дама на бяло поле d1 · бял цар на черно поле e1 · бял топ на бяло поле h1 | черен топ на бяло поле a8 · черна дама на черно поле d8 · черен цар на бяло поле e8 · черен офицер на черно поле f8 · черен топ на черно поле h8 · черна пешка на черно поле a7 · черен офицер на бяло поле b7 · черен кон на бяло поле d7 · черна пешка на бяло поле f7 · черна пешка на черно поле g7 · черна пешка на бяло поле h7 · черна пешка на бяло поле c6 · черна пешка на бяло поле e6 · черен кон на черно поле f6 · бяла пешка на черно поле e5 · черна пешка на черно поле b4 · бяла пешка на черно поле d4 · бял кон на черно поле c3 · бял кон на бяло поле f3 · бяла пешка на бяло поле a2 · бяла пешка на черно поле b2 · бял офицер на бяло поле e2 · бяла пешка на черно поле f2 · бяла пешка на бяло поле g2 · бяла пешка на черно поле h2 · бял топ на черно поле a1 · бял офицер на черно поле c1 · бяла дама на бяло поле d1 · бял цар на черно поле e1 · бял топ на бяло поле h1 | черен топ на бяло поле a8 · черна дама на черно поле d8 · черен цар на бяло поле e8 · черен офицер на черно поле f8 · черен топ на черно поле h8 · черна пешка на черно поле a7 · черен офицер на бяло поле b7 · черен кон на бяло поле d7 · черна пешка на бяло поле f7 · черна пешка на черно поле g7 · черна пешка на бяло поле h7 · черна пешка на бяло поле c6 · черна пешка на бяло поле e6 · черен кон на черно поле f6 · бяла пешка на черно поле e5 · черна пешка на черно поле b4 · бяла пешка на черно поле d4 · бял кон на черно поле c3 · бял кон на бяло поле f3 · бяла пешка на бяло поле a2 · бяла пешка на черно поле b2 · бял офицер на бяло поле e2 · бяла пешка на черно поле f2 · бяла пешка на бяло поле g2 · бяла пешка на черно поле h2 · бял топ на черно поле a1 · бял офицер на черно поле c1 · бяла дама на бяло поле d1 · бял цар на черно поле e1 · бял топ на бяло поле h1 | черен топ на бяло поле a8 · черна дама на черно поле d8 · черен цар на бяло поле e8 · черен офицер на черно поле f8 · черен топ на черно поле h8 · черна пешка на черно поле a7 · черен офицер на бяло поле b7 · черен кон на бяло поле d7 · черна пешка на бяло поле f7 · черна пешка на черно поле g7 · черна пешка на бяло поле h7 · черна пешка на бяло поле c6 · черна пешка на бяло поле e6 · черен кон на черно поле f6 · бяла пешка на черно поле e5 · черна пешка на черно поле b4 · бяла пешка на черно поле d4 · бял кон на черно поле c3 · бял кон на бяло поле f3 · бяла пешка на бяло поле a2 · бяла пешка на черно поле b2 · бял офицер на бяло поле e2 · бяла пешка на черно поле f2 · бяла пешка на бяло поле g2 · бяла пешка на черно поле h2 · бял топ на черно поле a1 · бял офицер на черно поле c1 · бяла дама на бяло поле d1 · бял цар на черно поле e1 · бял топ на бяло поле h1 | черен топ на бяло поле a8 · черна дама на черно поле d8 · черен цар на бяло поле e8 · черен офицер на черно поле f8 · черен топ на черно поле h8 · черна пешка на черно поле a7 · черен офицер на бяло поле b7 · черен кон на бяло поле d7 · черна пешка на бяло поле f7 · черна пешка на черно поле g7 · черна пешка на бяло поле h7 · черна пешка на бяло поле c6 · черна пешка на бяло поле e6 · черен кон на черно поле f6 · бяла пешка на черно поле e5 · черна пешка на черно поле b4 · бяла пешка на черно поле d4 · бял кон на черно поле c3 · бял кон на бяло поле f3 · бяла пешка на бяло поле a2 · бяла пешка на черно поле b2 · бял офицер на бяло поле e2 · бяла пешка на черно поле f2 · бяла пешка на бяло поле g2 · бяла пешка на черно поле h2 · бял топ на черно поле a1 · бял офицер на черно поле c1 · бяла дама на бяло поле d1 · бял цар на черно поле e1 · бял топ на бяло поле h1 | 1 |
|   | a | b | c | d | e | f | g | h |   |

Друг пример възниква след 1.e4 c6 2.d4 d5 3.Кc3 d:e4 4.К:e4 Кf6 5.Кg3 h5 6.Оg5 ?! h4 7.О:f6?? h:g3 8.Оe5 Т:h2! 9. Т:h2 Дa5+! 10.c3 Д:e5+! 11.d:e5 g:h2, с двойната заплаха от 12 ... h:g1Д и 12 ... h1Д, както в Шустер - Карлс, Брeмeн 1914 и ХХ - Toрe, Мексико 1928 (Бургeс 1998: 72). Обърнете внимание, че 10.Дd2 (вместо 10.c3) би било последвано от 10 ... e:f2+! 11.Цd1 (11.Ц:f2 Д:d2+) Д:d2+ 12.Ц:d2 f:g1Д вместо 10 ... Д:e5 11.d:e5 g:h2 12.Кf3 h1Д 13.0-0-0 със силна атака (Нейщадт 1996: 94–96).
Има и някои взаимно остри позиции с отворени линии, където всяка страна получава отчаяна пешка, която преминава в завладяващ поход и се превръща във фигура. Такава е позицията на диаграма 3 от партията Филип Шoрт – Колм Дейли за Ирландското първенство по шах, 2006 г., където играта продължава 10 ... b:c3 11. e:f6 c:b2 12. f:g7 b:a1Д 13. g:h8Д. 

Друг пример е партията Каспър – Хекерт, в която и двамата играчи произвеждат дами на седмия ход: 1.e4 Кf6 2.Кc3 d5 3.e5 d4 4.e:f6 d:c3 5.d4 c:b2 6.f:g7 b:a1Д 7.g:h8Д. 
Красноречив пример за печаливша стратегия с производство на дама е победата на световния шампион Борис Спаски срещу Бент Ларсен само за 17 хода в първата партия на първа дъска от Мача на XX век СССР – Останалия свят през 1970 г. в Белград.

1. b3? e5 2. Оb2 Ларсен прави дебютен експеримент, който не повтаря никога повече. 2. ...Кc6 3. c4 Кf6 4. Кf3 e4 5. Кd4 Оc5 6. Кc6 d:c6 7. e3 Оf5 8. Дc2? Белите фигури заемат неудачни позиции встрани от наближаващата буря. Датският шахматист не вижда опасността, а дамският му фланг остава недоразвит. Особено впечатляващи са пасивните централни пешки d2 и е3. 8. ...Дe7 9. Оe2 O-O-O 10. f4? Наложително беше 10. Кс3 и 11. O-O-O.
|   | a | b | c | d | e | f | g | h |   |
| 8 | черен цар на бяло поле c8 · черен топ на черно поле d8 · черен топ на черно поле h8 · черна пешка на черно поле a7 · черна пешка на бяло поле b7 · черна пешка на черно поле c7 · черна дама на черно поле e7 · черна пешка на бяло поле f7 · черна пешка на черно поле g7 · черна пешка на бяло поле c6 · черен офицер на черно поле c5 · черен офицер на бяло поле f5 · черна пешка на бяло поле h5 · бяла пешка на бяло поле c4 · черна пешка на бяло поле e4 · бяла пешка на черно поле f4 · черен кон на бяло поле g4 · бяла пешка на бяло поле b3 · бяла пешка на черно поле e3 · бяла пешка на черно поле g3 · бяла пешка на бяло поле h3 · бяла пешка на бяло поле a2 · бял офицер на черно поле b2 · бяла дама на бяло поле c2 · бяла пешка на черно поле d2 · бял офицер на бяло поле e2 · бял топ на черно поле a1 · бял кон на бяло поле b1 · бял цар на черно поле e1 · бял топ на бяло поле h1 | черен цар на бяло поле c8 · черен топ на черно поле d8 · черен топ на черно поле h8 · черна пешка на черно поле a7 · черна пешка на бяло поле b7 · черна пешка на черно поле c7 · черна дама на черно поле e7 · черна пешка на бяло поле f7 · черна пешка на черно поле g7 · черна пешка на бяло поле c6 · черен офицер на черно поле c5 · черен офицер на бяло поле f5 · черна пешка на бяло поле h5 · бяла пешка на бяло поле c4 · черна пешка на бяло поле e4 · бяла пешка на черно поле f4 · черен кон на бяло поле g4 · бяла пешка на бяло поле b3 · бяла пешка на черно поле e3 · бяла пешка на черно поле g3 · бяла пешка на бяло поле h3 · бяла пешка на бяло поле a2 · бял офицер на черно поле b2 · бяла дама на бяло поле c2 · бяла пешка на черно поле d2 · бял офицер на бяло поле e2 · бял топ на черно поле a1 · бял кон на бяло поле b1 · бял цар на черно поле e1 · бял топ на бяло поле h1 | черен цар на бяло поле c8 · черен топ на черно поле d8 · черен топ на черно поле h8 · черна пешка на черно поле a7 · черна пешка на бяло поле b7 · черна пешка на черно поле c7 · черна дама на черно поле e7 · черна пешка на бяло поле f7 · черна пешка на черно поле g7 · черна пешка на бяло поле c6 · черен офицер на черно поле c5 · черен офицер на бяло поле f5 · черна пешка на бяло поле h5 · бяла пешка на бяло поле c4 · черна пешка на бяло поле e4 · бяла пешка на черно поле f4 · черен кон на бяло поле g4 · бяла пешка на бяло поле b3 · бяла пешка на черно поле e3 · бяла пешка на черно поле g3 · бяла пешка на бяло поле h3 · бяла пешка на бяло поле a2 · бял офицер на черно поле b2 · бяла дама на бяло поле c2 · бяла пешка на черно поле d2 · бял офицер на бяло поле e2 · бял топ на черно поле a1 · бял кон на бяло поле b1 · бял цар на черно поле e1 · бял топ на бяло поле h1 | черен цар на бяло поле c8 · черен топ на черно поле d8 · черен топ на черно поле h8 · черна пешка на черно поле a7 · черна пешка на бяло поле b7 · черна пешка на черно поле c7 · черна дама на черно поле e7 · черна пешка на бяло поле f7 · черна пешка на черно поле g7 · черна пешка на бяло поле c6 · черен офицер на черно поле c5 · черен офицер на бяло поле f5 · черна пешка на бяло поле h5 · бяла пешка на бяло поле c4 · черна пешка на бяло поле e4 · бяла пешка на черно поле f4 · черен кон на бяло поле g4 · бяла пешка на бяло поле b3 · бяла пешка на черно поле e3 · бяла пешка на черно поле g3 · бяла пешка на бяло поле h3 · бяла пешка на бяло поле a2 · бял офицер на черно поле b2 · бяла дама на бяло поле c2 · бяла пешка на черно поле d2 · бял офицер на бяло поле e2 · бял топ на черно поле a1 · бял кон на бяло поле b1 · бял цар на черно поле e1 · бял топ на бяло поле h1 | черен цар на бяло поле c8 · черен топ на черно поле d8 · черен топ на черно поле h8 · черна пешка на черно поле a7 · черна пешка на бяло поле b7 · черна пешка на черно поле c7 · черна дама на черно поле e7 · черна пешка на бяло поле f7 · черна пешка на черно поле g7 · черна пешка на бяло поле c6 · черен офицер на черно поле c5 · черен офицер на бяло поле f5 · черна пешка на бяло поле h5 · бяла пешка на бяло поле c4 · черна пешка на бяло поле e4 · бяла пешка на черно поле f4 · черен кон на бяло поле g4 · бяла пешка на бяло поле b3 · бяла пешка на черно поле e3 · бяла пешка на черно поле g3 · бяла пешка на бяло поле h3 · бяла пешка на бяло поле a2 · бял офицер на черно поле b2 · бяла дама на бяло поле c2 · бяла пешка на черно поле d2 · бял офицер на бяло поле e2 · бял топ на черно поле a1 · бял кон на бяло поле b1 · бял цар на черно поле e1 · бял топ на бяло поле h1 | черен цар на бяло поле c8 · черен топ на черно поле d8 · черен топ на черно поле h8 · черна пешка на черно поле a7 · черна пешка на бяло поле b7 · черна пешка на черно поле c7 · черна дама на черно поле e7 · черна пешка на бяло поле f7 · черна пешка на черно поле g7 · черна пешка на бяло поле c6 · черен офицер на черно поле c5 · черен офицер на бяло поле f5 · черна пешка на бяло поле h5 · бяла пешка на бяло поле c4 · черна пешка на бяло поле e4 · бяла пешка на черно поле f4 · черен кон на бяло поле g4 · бяла пешка на бяло поле b3 · бяла пешка на черно поле e3 · бяла пешка на черно поле g3 · бяла пешка на бяло поле h3 · бяла пешка на бяло поле a2 · бял офицер на черно поле b2 · бяла дама на бяло поле c2 · бяла пешка на черно поле d2 · бял офицер на бяло поле e2 · бял топ на черно поле a1 · бял кон на бяло поле b1 · бял цар на черно поле e1 · бял топ на бяло поле h1 | черен цар на бяло поле c8 · черен топ на черно поле d8 · черен топ на черно поле h8 · черна пешка на черно поле a7 · черна пешка на бяло поле b7 · черна пешка на черно поле c7 · черна дама на черно поле e7 · черна пешка на бяло поле f7 · черна пешка на черно поле g7 · черна пешка на бяло поле c6 · черен офицер на черно поле c5 · черен офицер на бяло поле f5 · черна пешка на бяло поле h5 · бяла пешка на бяло поле c4 · черна пешка на бяло поле e4 · бяла пешка на черно поле f4 · черен кон на бяло поле g4 · бяла пешка на бяло поле b3 · бяла пешка на черно поле e3 · бяла пешка на черно поле g3 · бяла пешка на бяло поле h3 · бяла пешка на бяло поле a2 · бял офицер на черно поле b2 · бяла дама на бяло поле c2 · бяла пешка на черно поле d2 · бял офицер на бяло поле e2 · бял топ на черно поле a1 · бял кон на бяло поле b1 · бял цар на черно поле e1 · бял топ на бяло поле h1 | черен цар на бяло поле c8 · черен топ на черно поле d8 · черен топ на черно поле h8 · черна пешка на черно поле a7 · черна пешка на бяло поле b7 · черна пешка на черно поле c7 · черна дама на черно поле e7 · черна пешка на бяло поле f7 · черна пешка на черно поле g7 · черна пешка на бяло поле c6 · черен офицер на черно поле c5 · черен офицер на бяло поле f5 · черна пешка на бяло поле h5 · бяла пешка на бяло поле c4 · черна пешка на бяло поле e4 · бяла пешка на черно поле f4 · черен кон на бяло поле g4 · бяла пешка на бяло поле b3 · бяла пешка на черно поле e3 · бяла пешка на черно поле g3 · бяла пешка на бяло поле h3 · бяла пешка на бяло поле a2 · бял офицер на черно поле b2 · бяла дама на бяло поле c2 · бяла пешка на черно поле d2 · бял офицер на бяло поле e2 · бял топ на черно поле a1 · бял кон на бяло поле b1 · бял цар на черно поле e1 · бял топ на бяло поле h1 | 8 |
| 7 | черен цар на бяло поле c8 · черен топ на черно поле d8 · черен топ на черно поле h8 · черна пешка на черно поле a7 · черна пешка на бяло поле b7 · черна пешка на черно поле c7 · черна дама на черно поле e7 · черна пешка на бяло поле f7 · черна пешка на черно поле g7 · черна пешка на бяло поле c6 · черен офицер на черно поле c5 · черен офицер на бяло поле f5 · черна пешка на бяло поле h5 · бяла пешка на бяло поле c4 · черна пешка на бяло поле e4 · бяла пешка на черно поле f4 · черен кон на бяло поле g4 · бяла пешка на бяло поле b3 · бяла пешка на черно поле e3 · бяла пешка на черно поле g3 · бяла пешка на бяло поле h3 · бяла пешка на бяло поле a2 · бял офицер на черно поле b2 · бяла дама на бяло поле c2 · бяла пешка на черно поле d2 · бял офицер на бяло поле e2 · бял топ на черно поле a1 · бял кон на бяло поле b1 · бял цар на черно поле e1 · бял топ на бяло поле h1 | черен цар на бяло поле c8 · черен топ на черно поле d8 · черен топ на черно поле h8 · черна пешка на черно поле a7 · черна пешка на бяло поле b7 · черна пешка на черно поле c7 · черна дама на черно поле e7 · черна пешка на бяло поле f7 · черна пешка на черно поле g7 · черна пешка на бяло поле c6 · черен офицер на черно поле c5 · черен офицер на бяло поле f5 · черна пешка на бяло поле h5 · бяла пешка на бяло поле c4 · черна пешка на бяло поле e4 · бяла пешка на черно поле f4 · черен кон на бяло поле g4 · бяла пешка на бяло поле b3 · бяла пешка на черно поле e3 · бяла пешка на черно поле g3 · бяла пешка на бяло поле h3 · бяла пешка на бяло поле a2 · бял офицер на черно поле b2 · бяла дама на бяло поле c2 · бяла пешка на черно поле d2 · бял офицер на бяло поле e2 · бял топ на черно поле a1 · бял кон на бяло поле b1 · бял цар на черно поле e1 · бял топ на бяло поле h1 | черен цар на бяло поле c8 · черен топ на черно поле d8 · черен топ на черно поле h8 · черна пешка на черно поле a7 · черна пешка на бяло поле b7 · черна пешка на черно поле c7 · черна дама на черно поле e7 · черна пешка на бяло поле f7 · черна пешка на черно поле g7 · черна пешка на бяло поле c6 · черен офицер на черно поле c5 · черен офицер на бяло поле f5 · черна пешка на бяло поле h5 · бяла пешка на бяло поле c4 · черна пешка на бяло поле e4 · бяла пешка на черно поле f4 · черен кон на бяло поле g4 · бяла пешка на бяло поле b3 · бяла пешка на черно поле e3 · бяла пешка на черно поле g3 · бяла пешка на бяло поле h3 · бяла пешка на бяло поле a2 · бял офицер на черно поле b2 · бяла дама на бяло поле c2 · бяла пешка на черно поле d2 · бял офицер на бяло поле e2 · бял топ на черно поле a1 · бял кон на бяло поле b1 · бял цар на черно поле e1 · бял топ на бяло поле h1 | черен цар на бяло поле c8 · черен топ на черно поле d8 · черен топ на черно поле h8 · черна пешка на черно поле a7 · черна пешка на бяло поле b7 · черна пешка на черно поле c7 · черна дама на черно поле e7 · черна пешка на бяло поле f7 · черна пешка на черно поле g7 · черна пешка на бяло поле c6 · черен офицер на черно поле c5 · черен офицер на бяло поле f5 · черна пешка на бяло поле h5 · бяла пешка на бяло поле c4 · черна пешка на бяло поле e4 · бяла пешка на черно поле f4 · черен кон на бяло поле g4 · бяла пешка на бяло поле b3 · бяла пешка на черно поле e3 · бяла пешка на черно поле g3 · бяла пешка на бяло поле h3 · бяла пешка на бяло поле a2 · бял офицер на черно поле b2 · бяла дама на бяло поле c2 · бяла пешка на черно поле d2 · бял офицер на бяло поле e2 · бял топ на черно поле a1 · бял кон на бяло поле b1 · бял цар на черно поле e1 · бял топ на бяло поле h1 | черен цар на бяло поле c8 · черен топ на черно поле d8 · черен топ на черно поле h8 · черна пешка на черно поле a7 · черна пешка на бяло поле b7 · черна пешка на черно поле c7 · черна дама на черно поле e7 · черна пешка на бяло поле f7 · черна пешка на черно поле g7 · черна пешка на бяло поле c6 · черен офицер на черно поле c5 · черен офицер на бяло поле f5 · черна пешка на бяло поле h5 · бяла пешка на бяло поле c4 · черна пешка на бяло поле e4 · бяла пешка на черно поле f4 · черен кон на бяло поле g4 · бяла пешка на бяло поле b3 · бяла пешка на черно поле e3 · бяла пешка на черно поле g3 · бяла пешка на бяло поле h3 · бяла пешка на бяло поле a2 · бял офицер на черно поле b2 · бяла дама на бяло поле c2 · бяла пешка на черно поле d2 · бял офицер на бяло поле e2 · бял топ на черно поле a1 · бял кон на бяло поле b1 · бял цар на черно поле e1 · бял топ на бяло поле h1 | черен цар на бяло поле c8 · черен топ на черно поле d8 · черен топ на черно поле h8 · черна пешка на черно поле a7 · черна пешка на бяло поле b7 · черна пешка на черно поле c7 · черна дама на черно поле e7 · черна пешка на бяло поле f7 · черна пешка на черно поле g7 · черна пешка на бяло поле c6 · черен офицер на черно поле c5 · черен офицер на бяло поле f5 · черна пешка на бяло поле h5 · бяла пешка на бяло поле c4 · черна пешка на бяло поле e4 · бяла пешка на черно поле f4 · черен кон на бяло поле g4 · бяла пешка на бяло поле b3 · бяла пешка на черно поле e3 · бяла пешка на черно поле g3 · бяла пешка на бяло поле h3 · бяла пешка на бяло поле a2 · бял офицер на черно поле b2 · бяла дама на бяло поле c2 · бяла пешка на черно поле d2 · бял офицер на бяло поле e2 · бял топ на черно поле a1 · бял кон на бяло поле b1 · бял цар на черно поле e1 · бял топ на бяло поле h1 | черен цар на бяло поле c8 · черен топ на черно поле d8 · черен топ на черно поле h8 · черна пешка на черно поле a7 · черна пешка на бяло поле b7 · черна пешка на черно поле c7 · черна дама на черно поле e7 · черна пешка на бяло поле f7 · черна пешка на черно поле g7 · черна пешка на бяло поле c6 · черен офицер на черно поле c5 · черен офицер на бяло поле f5 · черна пешка на бяло поле h5 · бяла пешка на бяло поле c4 · черна пешка на бяло поле e4 · бяла пешка на черно поле f4 · черен кон на бяло поле g4 · бяла пешка на бяло поле b3 · бяла пешка на черно поле e3 · бяла пешка на черно поле g3 · бяла пешка на бяло поле h3 · бяла пешка на бяло поле a2 · бял офицер на черно поле b2 · бяла дама на бяло поле c2 · бяла пешка на черно поле d2 · бял офицер на бяло поле e2 · бял топ на черно поле a1 · бял кон на бяло поле b1 · бял цар на черно поле e1 · бял топ на бяло поле h1 | черен цар на бяло поле c8 · черен топ на черно поле d8 · черен топ на черно поле h8 · черна пешка на черно поле a7 · черна пешка на бяло поле b7 · черна пешка на черно поле c7 · черна дама на черно поле e7 · черна пешка на бяло поле f7 · черна пешка на черно поле g7 · черна пешка на бяло поле c6 · черен офицер на черно поле c5 · черен офицер на бяло поле f5 · черна пешка на бяло поле h5 · бяла пешка на бяло поле c4 · черна пешка на бяло поле e4 · бяла пешка на черно поле f4 · черен кон на бяло поле g4 · бяла пешка на бяло поле b3 · бяла пешка на черно поле e3 · бяла пешка на черно поле g3 · бяла пешка на бяло поле h3 · бяла пешка на бяло поле a2 · бял офицер на черно поле b2 · бяла дама на бяло поле c2 · бяла пешка на черно поле d2 · бял офицер на бяло поле e2 · бял топ на черно поле a1 · бял кон на бяло поле b1 · бял цар на черно поле e1 · бял топ на бяло поле h1 | 7 |
| 6 | черен цар на бяло поле c8 · черен топ на черно поле d8 · черен топ на черно поле h8 · черна пешка на черно поле a7 · черна пешка на бяло поле b7 · черна пешка на черно поле c7 · черна дама на черно поле e7 · черна пешка на бяло поле f7 · черна пешка на черно поле g7 · черна пешка на бяло поле c6 · черен офицер на черно поле c5 · черен офицер на бяло поле f5 · черна пешка на бяло поле h5 · бяла пешка на бяло поле c4 · черна пешка на бяло поле e4 · бяла пешка на черно поле f4 · черен кон на бяло поле g4 · бяла пешка на бяло поле b3 · бяла пешка на черно поле e3 · бяла пешка на черно поле g3 · бяла пешка на бяло поле h3 · бяла пешка на бяло поле a2 · бял офицер на черно поле b2 · бяла дама на бяло поле c2 · бяла пешка на черно поле d2 · бял офицер на бяло поле e2 · бял топ на черно поле a1 · бял кон на бяло поле b1 · бял цар на черно поле e1 · бял топ на бяло поле h1 | черен цар на бяло поле c8 · черен топ на черно поле d8 · черен топ на черно поле h8 · черна пешка на черно поле a7 · черна пешка на бяло поле b7 · черна пешка на черно поле c7 · черна дама на черно поле e7 · черна пешка на бяло поле f7 · черна пешка на черно поле g7 · черна пешка на бяло поле c6 · черен офицер на черно поле c5 · черен офицер на бяло поле f5 · черна пешка на бяло поле h5 · бяла пешка на бяло поле c4 · черна пешка на бяло поле e4 · бяла пешка на черно поле f4 · черен кон на бяло поле g4 · бяла пешка на бяло поле b3 · бяла пешка на черно поле e3 · бяла пешка на черно поле g3 · бяла пешка на бяло поле h3 · бяла пешка на бяло поле a2 · бял офицер на черно поле b2 · бяла дама на бяло поле c2 · бяла пешка на черно поле d2 · бял офицер на бяло поле e2 · бял топ на черно поле a1 · бял кон на бяло поле b1 · бял цар на черно поле e1 · бял топ на бяло поле h1 | черен цар на бяло поле c8 · черен топ на черно поле d8 · черен топ на черно поле h8 · черна пешка на черно поле a7 · черна пешка на бяло поле b7 · черна пешка на черно поле c7 · черна дама на черно поле e7 · черна пешка на бяло поле f7 · черна пешка на черно поле g7 · черна пешка на бяло поле c6 · черен офицер на черно поле c5 · черен офицер на бяло поле f5 · черна пешка на бяло поле h5 · бяла пешка на бяло поле c4 · черна пешка на бяло поле e4 · бяла пешка на черно поле f4 · черен кон на бяло поле g4 · бяла пешка на бяло поле b3 · бяла пешка на черно поле e3 · бяла пешка на черно поле g3 · бяла пешка на бяло поле h3 · бяла пешка на бяло поле a2 · бял офицер на черно поле b2 · бяла дама на бяло поле c2 · бяла пешка на черно поле d2 · бял офицер на бяло поле e2 · бял топ на черно поле a1 · бял кон на бяло поле b1 · бял цар на черно поле e1 · бял топ на бяло поле h1 | черен цар на бяло поле c8 · черен топ на черно поле d8 · черен топ на черно поле h8 · черна пешка на черно поле a7 · черна пешка на бяло поле b7 · черна пешка на черно поле c7 · черна дама на черно поле e7 · черна пешка на бяло поле f7 · черна пешка на черно поле g7 · черна пешка на бяло поле c6 · черен офицер на черно поле c5 · черен офицер на бяло поле f5 · черна пешка на бяло поле h5 · бяла пешка на бяло поле c4 · черна пешка на бяло поле e4 · бяла пешка на черно поле f4 · черен кон на бяло поле g4 · бяла пешка на бяло поле b3 · бяла пешка на черно поле e3 · бяла пешка на черно поле g3 · бяла пешка на бяло поле h3 · бяла пешка на бяло поле a2 · бял офицер на черно поле b2 · бяла дама на бяло поле c2 · бяла пешка на черно поле d2 · бял офицер на бяло поле e2 · бял топ на черно поле a1 · бял кон на бяло поле b1 · бял цар на черно поле e1 · бял топ на бяло поле h1 | черен цар на бяло поле c8 · черен топ на черно поле d8 · черен топ на черно поле h8 · черна пешка на черно поле a7 · черна пешка на бяло поле b7 · черна пешка на черно поле c7 · черна дама на черно поле e7 · черна пешка на бяло поле f7 · черна пешка на черно поле g7 · черна пешка на бяло поле c6 · черен офицер на черно поле c5 · черен офицер на бяло поле f5 · черна пешка на бяло поле h5 · бяла пешка на бяло поле c4 · черна пешка на бяло поле e4 · бяла пешка на черно поле f4 · черен кон на бяло поле g4 · бяла пешка на бяло поле b3 · бяла пешка на черно поле e3 · бяла пешка на черно поле g3 · бяла пешка на бяло поле h3 · бяла пешка на бяло поле a2 · бял офицер на черно поле b2 · бяла дама на бяло поле c2 · бяла пешка на черно поле d2 · бял офицер на бяло поле e2 · бял топ на черно поле a1 · бял кон на бяло поле b1 · бял цар на черно поле e1 · бял топ на бяло поле h1 | черен цар на бяло поле c8 · черен топ на черно поле d8 · черен топ на черно поле h8 · черна пешка на черно поле a7 · черна пешка на бяло поле b7 · черна пешка на черно поле c7 · черна дама на черно поле e7 · черна пешка на бяло поле f7 · черна пешка на черно поле g7 · черна пешка на бяло поле c6 · черен офицер на черно поле c5 · черен офицер на бяло поле f5 · черна пешка на бяло поле h5 · бяла пешка на бяло поле c4 · черна пешка на бяло поле e4 · бяла пешка на черно поле f4 · черен кон на бяло поле g4 · бяла пешка на бяло поле b3 · бяла пешка на черно поле e3 · бяла пешка на черно поле g3 · бяла пешка на бяло поле h3 · бяла пешка на бяло поле a2 · бял офицер на черно поле b2 · бяла дама на бяло поле c2 · бяла пешка на черно поле d2 · бял офицер на бяло поле e2 · бял топ на черно поле a1 · бял кон на бяло поле b1 · бял цар на черно поле e1 · бял топ на бяло поле h1 | черен цар на бяло поле c8 · черен топ на черно поле d8 · черен топ на черно поле h8 · черна пешка на черно поле a7 · черна пешка на бяло поле b7 · черна пешка на черно поле c7 · черна дама на черно поле e7 · черна пешка на бяло поле f7 · черна пешка на черно поле g7 · черна пешка на бяло поле c6 · черен офицер на черно поле c5 · черен офицер на бяло поле f5 · черна пешка на бяло поле h5 · бяла пешка на бяло поле c4 · черна пешка на бяло поле e4 · бяла пешка на черно поле f4 · черен кон на бяло поле g4 · бяла пешка на бяло поле b3 · бяла пешка на черно поле e3 · бяла пешка на черно поле g3 · бяла пешка на бяло поле h3 · бяла пешка на бяло поле a2 · бял офицер на черно поле b2 · бяла дама на бяло поле c2 · бяла пешка на черно поле d2 · бял офицер на бяло поле e2 · бял топ на черно поле a1 · бял кон на бяло поле b1 · бял цар на черно поле e1 · бял топ на бяло поле h1 | черен цар на бяло поле c8 · черен топ на черно поле d8 · черен топ на черно поле h8 · черна пешка на черно поле a7 · черна пешка на бяло поле b7 · черна пешка на черно поле c7 · черна дама на черно поле e7 · черна пешка на бяло поле f7 · черна пешка на черно поле g7 · черна пешка на бяло поле c6 · черен офицер на черно поле c5 · черен офицер на бяло поле f5 · черна пешка на бяло поле h5 · бяла пешка на бяло поле c4 · черна пешка на бяло поле e4 · бяла пешка на черно поле f4 · черен кон на бяло поле g4 · бяла пешка на бяло поле b3 · бяла пешка на черно поле e3 · бяла пешка на черно поле g3 · бяла пешка на бяло поле h3 · бяла пешка на бяло поле a2 · бял офицер на черно поле b2 · бяла дама на бяло поле c2 · бяла пешка на черно поле d2 · бял офицер на бяло поле e2 · бял топ на черно поле a1 · бял кон на бяло поле b1 · бял цар на черно поле e1 · бял топ на бяло поле h1 | 6 |
| 5 | черен цар на бяло поле c8 · черен топ на черно поле d8 · черен топ на черно поле h8 · черна пешка на черно поле a7 · черна пешка на бяло поле b7 · черна пешка на черно поле c7 · черна дама на черно поле e7 · черна пешка на бяло поле f7 · черна пешка на черно поле g7 · черна пешка на бяло поле c6 · черен офицер на черно поле c5 · черен офицер на бяло поле f5 · черна пешка на бяло поле h5 · бяла пешка на бяло поле c4 · черна пешка на бяло поле e4 · бяла пешка на черно поле f4 · черен кон на бяло поле g4 · бяла пешка на бяло поле b3 · бяла пешка на черно поле e3 · бяла пешка на черно поле g3 · бяла пешка на бяло поле h3 · бяла пешка на бяло поле a2 · бял офицер на черно поле b2 · бяла дама на бяло поле c2 · бяла пешка на черно поле d2 · бял офицер на бяло поле e2 · бял топ на черно поле a1 · бял кон на бяло поле b1 · бял цар на черно поле e1 · бял топ на бяло поле h1 | черен цар на бяло поле c8 · черен топ на черно поле d8 · черен топ на черно поле h8 · черна пешка на черно поле a7 · черна пешка на бяло поле b7 · черна пешка на черно поле c7 · черна дама на черно поле e7 · черна пешка на бяло поле f7 · черна пешка на черно поле g7 · черна пешка на бяло поле c6 · черен офицер на черно поле c5 · черен офицер на бяло поле f5 · черна пешка на бяло поле h5 · бяла пешка на бяло поле c4 · черна пешка на бяло поле e4 · бяла пешка на черно поле f4 · черен кон на бяло поле g4 · бяла пешка на бяло поле b3 · бяла пешка на черно поле e3 · бяла пешка на черно поле g3 · бяла пешка на бяло поле h3 · бяла пешка на бяло поле a2 · бял офицер на черно поле b2 · бяла дама на бяло поле c2 · бяла пешка на черно поле d2 · бял офицер на бяло поле e2 · бял топ на черно поле a1 · бял кон на бяло поле b1 · бял цар на черно поле e1 · бял топ на бяло поле h1 | черен цар на бяло поле c8 · черен топ на черно поле d8 · черен топ на черно поле h8 · черна пешка на черно поле a7 · черна пешка на бяло поле b7 · черна пешка на черно поле c7 · черна дама на черно поле e7 · черна пешка на бяло поле f7 · черна пешка на черно поле g7 · черна пешка на бяло поле c6 · черен офицер на черно поле c5 · черен офицер на бяло поле f5 · черна пешка на бяло поле h5 · бяла пешка на бяло поле c4 · черна пешка на бяло поле e4 · бяла пешка на черно поле f4 · черен кон на бяло поле g4 · бяла пешка на бяло поле b3 · бяла пешка на черно поле e3 · бяла пешка на черно поле g3 · бяла пешка на бяло поле h3 · бяла пешка на бяло поле a2 · бял офицер на черно поле b2 · бяла дама на бяло поле c2 · бяла пешка на черно поле d2 · бял офицер на бяло поле e2 · бял топ на черно поле a1 · бял кон на бяло поле b1 · бял цар на черно поле e1 · бял топ на бяло поле h1 | черен цар на бяло поле c8 · черен топ на черно поле d8 · черен топ на черно поле h8 · черна пешка на черно поле a7 · черна пешка на бяло поле b7 · черна пешка на черно поле c7 · черна дама на черно поле e7 · черна пешка на бяло поле f7 · черна пешка на черно поле g7 · черна пешка на бяло поле c6 · черен офицер на черно поле c5 · черен офицер на бяло поле f5 · черна пешка на бяло поле h5 · бяла пешка на бяло поле c4 · черна пешка на бяло поле e4 · бяла пешка на черно поле f4 · черен кон на бяло поле g4 · бяла пешка на бяло поле b3 · бяла пешка на черно поле e3 · бяла пешка на черно поле g3 · бяла пешка на бяло поле h3 · бяла пешка на бяло поле a2 · бял офицер на черно поле b2 · бяла дама на бяло поле c2 · бяла пешка на черно поле d2 · бял офицер на бяло поле e2 · бял топ на черно поле a1 · бял кон на бяло поле b1 · бял цар на черно поле e1 · бял топ на бяло поле h1 | черен цар на бяло поле c8 · черен топ на черно поле d8 · черен топ на черно поле h8 · черна пешка на черно поле a7 · черна пешка на бяло поле b7 · черна пешка на черно поле c7 · черна дама на черно поле e7 · черна пешка на бяло поле f7 · черна пешка на черно поле g7 · черна пешка на бяло поле c6 · черен офицер на черно поле c5 · черен офицер на бяло поле f5 · черна пешка на бяло поле h5 · бяла пешка на бяло поле c4 · черна пешка на бяло поле e4 · бяла пешка на черно поле f4 · черен кон на бяло поле g4 · бяла пешка на бяло поле b3 · бяла пешка на черно поле e3 · бяла пешка на черно поле g3 · бяла пешка на бяло поле h3 · бяла пешка на бяло поле a2 · бял офицер на черно поле b2 · бяла дама на бяло поле c2 · бяла пешка на черно поле d2 · бял офицер на бяло поле e2 · бял топ на черно поле a1 · бял кон на бяло поле b1 · бял цар на черно поле e1 · бял топ на бяло поле h1 | черен цар на бяло поле c8 · черен топ на черно поле d8 · черен топ на черно поле h8 · черна пешка на черно поле a7 · черна пешка на бяло поле b7 · черна пешка на черно поле c7 · черна дама на черно поле e7 · черна пешка на бяло поле f7 · черна пешка на черно поле g7 · черна пешка на бяло поле c6 · черен офицер на черно поле c5 · черен офицер на бяло поле f5 · черна пешка на бяло поле h5 · бяла пешка на бяло поле c4 · черна пешка на бяло поле e4 · бяла пешка на черно поле f4 · черен кон на бяло поле g4 · бяла пешка на бяло поле b3 · бяла пешка на черно поле e3 · бяла пешка на черно поле g3 · бяла пешка на бяло поле h3 · бяла пешка на бяло поле a2 · бял офицер на черно поле b2 · бяла дама на бяло поле c2 · бяла пешка на черно поле d2 · бял офицер на бяло поле e2 · бял топ на черно поле a1 · бял кон на бяло поле b1 · бял цар на черно поле e1 · бял топ на бяло поле h1 | черен цар на бяло поле c8 · черен топ на черно поле d8 · черен топ на черно поле h8 · черна пешка на черно поле a7 · черна пешка на бяло поле b7 · черна пешка на черно поле c7 · черна дама на черно поле e7 · черна пешка на бяло поле f7 · черна пешка на черно поле g7 · черна пешка на бяло поле c6 · черен офицер на черно поле c5 · черен офицер на бяло поле f5 · черна пешка на бяло поле h5 · бяла пешка на бяло поле c4 · черна пешка на бяло поле e4 · бяла пешка на черно поле f4 · черен кон на бяло поле g4 · бяла пешка на бяло поле b3 · бяла пешка на черно поле e3 · бяла пешка на черно поле g3 · бяла пешка на бяло поле h3 · бяла пешка на бяло поле a2 · бял офицер на черно поле b2 · бяла дама на бяло поле c2 · бяла пешка на черно поле d2 · бял офицер на бяло поле e2 · бял топ на черно поле a1 · бял кон на бяло поле b1 · бял цар на черно поле e1 · бял топ на бяло поле h1 | черен цар на бяло поле c8 · черен топ на черно поле d8 · черен топ на черно поле h8 · черна пешка на черно поле a7 · черна пешка на бяло поле b7 · черна пешка на черно поле c7 · черна дама на черно поле e7 · черна пешка на бяло поле f7 · черна пешка на черно поле g7 · черна пешка на бяло поле c6 · черен офицер на черно поле c5 · черен офицер на бяло поле f5 · черна пешка на бяло поле h5 · бяла пешка на бяло поле c4 · черна пешка на бяло поле e4 · бяла пешка на черно поле f4 · черен кон на бяло поле g4 · бяла пешка на бяло поле b3 · бяла пешка на черно поле e3 · бяла пешка на черно поле g3 · бяла пешка на бяло поле h3 · бяла пешка на бяло поле a2 · бял офицер на черно поле b2 · бяла дама на бяло поле c2 · бяла пешка на черно поле d2 · бял офицер на бяло поле e2 · бял топ на черно поле a1 · бял кон на бяло поле b1 · бял цар на черно поле e1 · бял топ на бяло поле h1 | 5 |
| 4 | черен цар на бяло поле c8 · черен топ на черно поле d8 · черен топ на черно поле h8 · черна пешка на черно поле a7 · черна пешка на бяло поле b7 · черна пешка на черно поле c7 · черна дама на черно поле e7 · черна пешка на бяло поле f7 · черна пешка на черно поле g7 · черна пешка на бяло поле c6 · черен офицер на черно поле c5 · черен офицер на бяло поле f5 · черна пешка на бяло поле h5 · бяла пешка на бяло поле c4 · черна пешка на бяло поле e4 · бяла пешка на черно поле f4 · черен кон на бяло поле g4 · бяла пешка на бяло поле b3 · бяла пешка на черно поле e3 · бяла пешка на черно поле g3 · бяла пешка на бяло поле h3 · бяла пешка на бяло поле a2 · бял офицер на черно поле b2 · бяла дама на бяло поле c2 · бяла пешка на черно поле d2 · бял офицер на бяло поле e2 · бял топ на черно поле a1 · бял кон на бяло поле b1 · бял цар на черно поле e1 · бял топ на бяло поле h1 | черен цар на бяло поле c8 · черен топ на черно поле d8 · черен топ на черно поле h8 · черна пешка на черно поле a7 · черна пешка на бяло поле b7 · черна пешка на черно поле c7 · черна дама на черно поле e7 · черна пешка на бяло поле f7 · черна пешка на черно поле g7 · черна пешка на бяло поле c6 · черен офицер на черно поле c5 · черен офицер на бяло поле f5 · черна пешка на бяло поле h5 · бяла пешка на бяло поле c4 · черна пешка на бяло поле e4 · бяла пешка на черно поле f4 · черен кон на бяло поле g4 · бяла пешка на бяло поле b3 · бяла пешка на черно поле e3 · бяла пешка на черно поле g3 · бяла пешка на бяло поле h3 · бяла пешка на бяло поле a2 · бял офицер на черно поле b2 · бяла дама на бяло поле c2 · бяла пешка на черно поле d2 · бял офицер на бяло поле e2 · бял топ на черно поле a1 · бял кон на бяло поле b1 · бял цар на черно поле e1 · бял топ на бяло поле h1 | черен цар на бяло поле c8 · черен топ на черно поле d8 · черен топ на черно поле h8 · черна пешка на черно поле a7 · черна пешка на бяло поле b7 · черна пешка на черно поле c7 · черна дама на черно поле e7 · черна пешка на бяло поле f7 · черна пешка на черно поле g7 · черна пешка на бяло поле c6 · черен офицер на черно поле c5 · черен офицер на бяло поле f5 · черна пешка на бяло поле h5 · бяла пешка на бяло поле c4 · черна пешка на бяло поле e4 · бяла пешка на черно поле f4 · черен кон на бяло поле g4 · бяла пешка на бяло поле b3 · бяла пешка на черно поле e3 · бяла пешка на черно поле g3 · бяла пешка на бяло поле h3 · бяла пешка на бяло поле a2 · бял офицер на черно поле b2 · бяла дама на бяло поле c2 · бяла пешка на черно поле d2 · бял офицер на бяло поле e2 · бял топ на черно поле a1 · бял кон на бяло поле b1 · бял цар на черно поле e1 · бял топ на бяло поле h1 | черен цар на бяло поле c8 · черен топ на черно поле d8 · черен топ на черно поле h8 · черна пешка на черно поле a7 · черна пешка на бяло поле b7 · черна пешка на черно поле c7 · черна дама на черно поле e7 · черна пешка на бяло поле f7 · черна пешка на черно поле g7 · черна пешка на бяло поле c6 · черен офицер на черно поле c5 · черен офицер на бяло поле f5 · черна пешка на бяло поле h5 · бяла пешка на бяло поле c4 · черна пешка на бяло поле e4 · бяла пешка на черно поле f4 · черен кон на бяло поле g4 · бяла пешка на бяло поле b3 · бяла пешка на черно поле e3 · бяла пешка на черно поле g3 · бяла пешка на бяло поле h3 · бяла пешка на бяло поле a2 · бял офицер на черно поле b2 · бяла дама на бяло поле c2 · бяла пешка на черно поле d2 · бял офицер на бяло поле e2 · бял топ на черно поле a1 · бял кон на бяло поле b1 · бял цар на черно поле e1 · бял топ на бяло поле h1 | черен цар на бяло поле c8 · черен топ на черно поле d8 · черен топ на черно поле h8 · черна пешка на черно поле a7 · черна пешка на бяло поле b7 · черна пешка на черно поле c7 · черна дама на черно поле e7 · черна пешка на бяло поле f7 · черна пешка на черно поле g7 · черна пешка на бяло поле c6 · черен офицер на черно поле c5 · черен офицер на бяло поле f5 · черна пешка на бяло поле h5 · бяла пешка на бяло поле c4 · черна пешка на бяло поле e4 · бяла пешка на черно поле f4 · черен кон на бяло поле g4 · бяла пешка на бяло поле b3 · бяла пешка на черно поле e3 · бяла пешка на черно поле g3 · бяла пешка на бяло поле h3 · бяла пешка на бяло поле a2 · бял офицер на черно поле b2 · бяла дама на бяло поле c2 · бяла пешка на черно поле d2 · бял офицер на бяло поле e2 · бял топ на черно поле a1 · бял кон на бяло поле b1 · бял цар на черно поле e1 · бял топ на бяло поле h1 | черен цар на бяло поле c8 · черен топ на черно поле d8 · черен топ на черно поле h8 · черна пешка на черно поле a7 · черна пешка на бяло поле b7 · черна пешка на черно поле c7 · черна дама на черно поле e7 · черна пешка на бяло поле f7 · черна пешка на черно поле g7 · черна пешка на бяло поле c6 · черен офицер на черно поле c5 · черен офицер на бяло поле f5 · черна пешка на бяло поле h5 · бяла пешка на бяло поле c4 · черна пешка на бяло поле e4 · бяла пешка на черно поле f4 · черен кон на бяло поле g4 · бяла пешка на бяло поле b3 · бяла пешка на черно поле e3 · бяла пешка на черно поле g3 · бяла пешка на бяло поле h3 · бяла пешка на бяло поле a2 · бял офицер на черно поле b2 · бяла дама на бяло поле c2 · бяла пешка на черно поле d2 · бял офицер на бяло поле e2 · бял топ на черно поле a1 · бял кон на бяло поле b1 · бял цар на черно поле e1 · бял топ на бяло поле h1 | черен цар на бяло поле c8 · черен топ на черно поле d8 · черен топ на черно поле h8 · черна пешка на черно поле a7 · черна пешка на бяло поле b7 · черна пешка на черно поле c7 · черна дама на черно поле e7 · черна пешка на бяло поле f7 · черна пешка на черно поле g7 · черна пешка на бяло поле c6 · черен офицер на черно поле c5 · черен офицер на бяло поле f5 · черна пешка на бяло поле h5 · бяла пешка на бяло поле c4 · черна пешка на бяло поле e4 · бяла пешка на черно поле f4 · черен кон на бяло поле g4 · бяла пешка на бяло поле b3 · бяла пешка на черно поле e3 · бяла пешка на черно поле g3 · бяла пешка на бяло поле h3 · бяла пешка на бяло поле a2 · бял офицер на черно поле b2 · бяла дама на бяло поле c2 · бяла пешка на черно поле d2 · бял офицер на бяло поле e2 · бял топ на черно поле a1 · бял кон на бяло поле b1 · бял цар на черно поле e1 · бял топ на бяло поле h1 | черен цар на бяло поле c8 · черен топ на черно поле d8 · черен топ на черно поле h8 · черна пешка на черно поле a7 · черна пешка на бяло поле b7 · черна пешка на черно поле c7 · черна дама на черно поле e7 · черна пешка на бяло поле f7 · черна пешка на черно поле g7 · черна пешка на бяло поле c6 · черен офицер на черно поле c5 · черен офицер на бяло поле f5 · черна пешка на бяло поле h5 · бяла пешка на бяло поле c4 · черна пешка на бяло поле e4 · бяла пешка на черно поле f4 · черен кон на бяло поле g4 · бяла пешка на бяло поле b3 · бяла пешка на черно поле e3 · бяла пешка на черно поле g3 · бяла пешка на бяло поле h3 · бяла пешка на бяло поле a2 · бял офицер на черно поле b2 · бяла дама на бяло поле c2 · бяла пешка на черно поле d2 · бял офицер на бяло поле e2 · бял топ на черно поле a1 · бял кон на бяло поле b1 · бял цар на черно поле e1 · бял топ на бяло поле h1 | 4 |
| 3 | черен цар на бяло поле c8 · черен топ на черно поле d8 · черен топ на черно поле h8 · черна пешка на черно поле a7 · черна пешка на бяло поле b7 · черна пешка на черно поле c7 · черна дама на черно поле e7 · черна пешка на бяло поле f7 · черна пешка на черно поле g7 · черна пешка на бяло поле c6 · черен офицер на черно поле c5 · черен офицер на бяло поле f5 · черна пешка на бяло поле h5 · бяла пешка на бяло поле c4 · черна пешка на бяло поле e4 · бяла пешка на черно поле f4 · черен кон на бяло поле g4 · бяла пешка на бяло поле b3 · бяла пешка на черно поле e3 · бяла пешка на черно поле g3 · бяла пешка на бяло поле h3 · бяла пешка на бяло поле a2 · бял офицер на черно поле b2 · бяла дама на бяло поле c2 · бяла пешка на черно поле d2 · бял офицер на бяло поле e2 · бял топ на черно поле a1 · бял кон на бяло поле b1 · бял цар на черно поле e1 · бял топ на бяло поле h1 | черен цар на бяло поле c8 · черен топ на черно поле d8 · черен топ на черно поле h8 · черна пешка на черно поле a7 · черна пешка на бяло поле b7 · черна пешка на черно поле c7 · черна дама на черно поле e7 · черна пешка на бяло поле f7 · черна пешка на черно поле g7 · черна пешка на бяло поле c6 · черен офицер на черно поле c5 · черен офицер на бяло поле f5 · черна пешка на бяло поле h5 · бяла пешка на бяло поле c4 · черна пешка на бяло поле e4 · бяла пешка на черно поле f4 · черен кон на бяло поле g4 · бяла пешка на бяло поле b3 · бяла пешка на черно поле e3 · бяла пешка на черно поле g3 · бяла пешка на бяло поле h3 · бяла пешка на бяло поле a2 · бял офицер на черно поле b2 · бяла дама на бяло поле c2 · бяла пешка на черно поле d2 · бял офицер на бяло поле e2 · бял топ на черно поле a1 · бял кон на бяло поле b1 · бял цар на черно поле e1 · бял топ на бяло поле h1 | черен цар на бяло поле c8 · черен топ на черно поле d8 · черен топ на черно поле h8 · черна пешка на черно поле a7 · черна пешка на бяло поле b7 · черна пешка на черно поле c7 · черна дама на черно поле e7 · черна пешка на бяло поле f7 · черна пешка на черно поле g7 · черна пешка на бяло поле c6 · черен офицер на черно поле c5 · черен офицер на бяло поле f5 · черна пешка на бяло поле h5 · бяла пешка на бяло поле c4 · черна пешка на бяло поле e4 · бяла пешка на черно поле f4 · черен кон на бяло поле g4 · бяла пешка на бяло поле b3 · бяла пешка на черно поле e3 · бяла пешка на черно поле g3 · бяла пешка на бяло поле h3 · бяла пешка на бяло поле a2 · бял офицер на черно поле b2 · бяла дама на бяло поле c2 · бяла пешка на черно поле d2 · бял офицер на бяло поле e2 · бял топ на черно поле a1 · бял кон на бяло поле b1 · бял цар на черно поле e1 · бял топ на бяло поле h1 | черен цар на бяло поле c8 · черен топ на черно поле d8 · черен топ на черно поле h8 · черна пешка на черно поле a7 · черна пешка на бяло поле b7 · черна пешка на черно поле c7 · черна дама на черно поле e7 · черна пешка на бяло поле f7 · черна пешка на черно поле g7 · черна пешка на бяло поле c6 · черен офицер на черно поле c5 · черен офицер на бяло поле f5 · черна пешка на бяло поле h5 · бяла пешка на бяло поле c4 · черна пешка на бяло поле e4 · бяла пешка на черно поле f4 · черен кон на бяло поле g4 · бяла пешка на бяло поле b3 · бяла пешка на черно поле e3 · бяла пешка на черно поле g3 · бяла пешка на бяло поле h3 · бяла пешка на бяло поле a2 · бял офицер на черно поле b2 · бяла дама на бяло поле c2 · бяла пешка на черно поле d2 · бял офицер на бяло поле e2 · бял топ на черно поле a1 · бял кон на бяло поле b1 · бял цар на черно поле e1 · бял топ на бяло поле h1 | черен цар на бяло поле c8 · черен топ на черно поле d8 · черен топ на черно поле h8 · черна пешка на черно поле a7 · черна пешка на бяло поле b7 · черна пешка на черно поле c7 · черна дама на черно поле e7 · черна пешка на бяло поле f7 · черна пешка на черно поле g7 · черна пешка на бяло поле c6 · черен офицер на черно поле c5 · черен офицер на бяло поле f5 · черна пешка на бяло поле h5 · бяла пешка на бяло поле c4 · черна пешка на бяло поле e4 · бяла пешка на черно поле f4 · черен кон на бяло поле g4 · бяла пешка на бяло поле b3 · бяла пешка на черно поле e3 · бяла пешка на черно поле g3 · бяла пешка на бяло поле h3 · бяла пешка на бяло поле a2 · бял офицер на черно поле b2 · бяла дама на бяло поле c2 · бяла пешка на черно поле d2 · бял офицер на бяло поле e2 · бял топ на черно поле a1 · бял кон на бяло поле b1 · бял цар на черно поле e1 · бял топ на бяло поле h1 | черен цар на бяло поле c8 · черен топ на черно поле d8 · черен топ на черно поле h8 · черна пешка на черно поле a7 · черна пешка на бяло поле b7 · черна пешка на черно поле c7 · черна дама на черно поле e7 · черна пешка на бяло поле f7 · черна пешка на черно поле g7 · черна пешка на бяло поле c6 · черен офицер на черно поле c5 · черен офицер на бяло поле f5 · черна пешка на бяло поле h5 · бяла пешка на бяло поле c4 · черна пешка на бяло поле e4 · бяла пешка на черно поле f4 · черен кон на бяло поле g4 · бяла пешка на бяло поле b3 · бяла пешка на черно поле e3 · бяла пешка на черно поле g3 · бяла пешка на бяло поле h3 · бяла пешка на бяло поле a2 · бял офицер на черно поле b2 · бяла дама на бяло поле c2 · бяла пешка на черно поле d2 · бял офицер на бяло поле e2 · бял топ на черно поле a1 · бял кон на бяло поле b1 · бял цар на черно поле e1 · бял топ на бяло поле h1 | черен цар на бяло поле c8 · черен топ на черно поле d8 · черен топ на черно поле h8 · черна пешка на черно поле a7 · черна пешка на бяло поле b7 · черна пешка на черно поле c7 · черна дама на черно поле e7 · черна пешка на бяло поле f7 · черна пешка на черно поле g7 · черна пешка на бяло поле c6 · черен офицер на черно поле c5 · черен офицер на бяло поле f5 · черна пешка на бяло поле h5 · бяла пешка на бяло поле c4 · черна пешка на бяло поле e4 · бяла пешка на черно поле f4 · черен кон на бяло поле g4 · бяла пешка на бяло поле b3 · бяла пешка на черно поле e3 · бяла пешка на черно поле g3 · бяла пешка на бяло поле h3 · бяла пешка на бяло поле a2 · бял офицер на черно поле b2 · бяла дама на бяло поле c2 · бяла пешка на черно поле d2 · бял офицер на бяло поле e2 · бял топ на черно поле a1 · бял кон на бяло поле b1 · бял цар на черно поле e1 · бял топ на бяло поле h1 | черен цар на бяло поле c8 · черен топ на черно поле d8 · черен топ на черно поле h8 · черна пешка на черно поле a7 · черна пешка на бяло поле b7 · черна пешка на черно поле c7 · черна дама на черно поле e7 · черна пешка на бяло поле f7 · черна пешка на черно поле g7 · черна пешка на бяло поле c6 · черен офицер на черно поле c5 · черен офицер на бяло поле f5 · черна пешка на бяло поле h5 · бяла пешка на бяло поле c4 · черна пешка на бяло поле e4 · бяла пешка на черно поле f4 · черен кон на бяло поле g4 · бяла пешка на бяло поле b3 · бяла пешка на черно поле e3 · бяла пешка на черно поле g3 · бяла пешка на бяло поле h3 · бяла пешка на бяло поле a2 · бял офицер на черно поле b2 · бяла дама на бяло поле c2 · бяла пешка на черно поле d2 · бял офицер на бяло поле e2 · бял топ на черно поле a1 · бял кон на бяло поле b1 · бял цар на черно поле e1 · бял топ на бяло поле h1 | 3 |
| 2 | черен цар на бяло поле c8 · черен топ на черно поле d8 · черен топ на черно поле h8 · черна пешка на черно поле a7 · черна пешка на бяло поле b7 · черна пешка на черно поле c7 · черна дама на черно поле e7 · черна пешка на бяло поле f7 · черна пешка на черно поле g7 · черна пешка на бяло поле c6 · черен офицер на черно поле c5 · черен офицер на бяло поле f5 · черна пешка на бяло поле h5 · бяла пешка на бяло поле c4 · черна пешка на бяло поле e4 · бяла пешка на черно поле f4 · черен кон на бяло поле g4 · бяла пешка на бяло поле b3 · бяла пешка на черно поле e3 · бяла пешка на черно поле g3 · бяла пешка на бяло поле h3 · бяла пешка на бяло поле a2 · бял офицер на черно поле b2 · бяла дама на бяло поле c2 · бяла пешка на черно поле d2 · бял офицер на бяло поле e2 · бял топ на черно поле a1 · бял кон на бяло поле b1 · бял цар на черно поле e1 · бял топ на бяло поле h1 | черен цар на бяло поле c8 · черен топ на черно поле d8 · черен топ на черно поле h8 · черна пешка на черно поле a7 · черна пешка на бяло поле b7 · черна пешка на черно поле c7 · черна дама на черно поле e7 · черна пешка на бяло поле f7 · черна пешка на черно поле g7 · черна пешка на бяло поле c6 · черен офицер на черно поле c5 · черен офицер на бяло поле f5 · черна пешка на бяло поле h5 · бяла пешка на бяло поле c4 · черна пешка на бяло поле e4 · бяла пешка на черно поле f4 · черен кон на бяло поле g4 · бяла пешка на бяло поле b3 · бяла пешка на черно поле e3 · бяла пешка на черно поле g3 · бяла пешка на бяло поле h3 · бяла пешка на бяло поле a2 · бял офицер на черно поле b2 · бяла дама на бяло поле c2 · бяла пешка на черно поле d2 · бял офицер на бяло поле e2 · бял топ на черно поле a1 · бял кон на бяло поле b1 · бял цар на черно поле e1 · бял топ на бяло поле h1 | черен цар на бяло поле c8 · черен топ на черно поле d8 · черен топ на черно поле h8 · черна пешка на черно поле a7 · черна пешка на бяло поле b7 · черна пешка на черно поле c7 · черна дама на черно поле e7 · черна пешка на бяло поле f7 · черна пешка на черно поле g7 · черна пешка на бяло поле c6 · черен офицер на черно поле c5 · черен офицер на бяло поле f5 · черна пешка на бяло поле h5 · бяла пешка на бяло поле c4 · черна пешка на бяло поле e4 · бяла пешка на черно поле f4 · черен кон на бяло поле g4 · бяла пешка на бяло поле b3 · бяла пешка на черно поле e3 · бяла пешка на черно поле g3 · бяла пешка на бяло поле h3 · бяла пешка на бяло поле a2 · бял офицер на черно поле b2 · бяла дама на бяло поле c2 · бяла пешка на черно поле d2 · бял офицер на бяло поле e2 · бял топ на черно поле a1 · бял кон на бяло поле b1 · бял цар на черно поле e1 · бял топ на бяло поле h1 | черен цар на бяло поле c8 · черен топ на черно поле d8 · черен топ на черно поле h8 · черна пешка на черно поле a7 · черна пешка на бяло поле b7 · черна пешка на черно поле c7 · черна дама на черно поле e7 · черна пешка на бяло поле f7 · черна пешка на черно поле g7 · черна пешка на бяло поле c6 · черен офицер на черно поле c5 · черен офицер на бяло поле f5 · черна пешка на бяло поле h5 · бяла пешка на бяло поле c4 · черна пешка на бяло поле e4 · бяла пешка на черно поле f4 · черен кон на бяло поле g4 · бяла пешка на бяло поле b3 · бяла пешка на черно поле e3 · бяла пешка на черно поле g3 · бяла пешка на бяло поле h3 · бяла пешка на бяло поле a2 · бял офицер на черно поле b2 · бяла дама на бяло поле c2 · бяла пешка на черно поле d2 · бял офицер на бяло поле e2 · бял топ на черно поле a1 · бял кон на бяло поле b1 · бял цар на черно поле e1 · бял топ на бяло поле h1 | черен цар на бяло поле c8 · черен топ на черно поле d8 · черен топ на черно поле h8 · черна пешка на черно поле a7 · черна пешка на бяло поле b7 · черна пешка на черно поле c7 · черна дама на черно поле e7 · черна пешка на бяло поле f7 · черна пешка на черно поле g7 · черна пешка на бяло поле c6 · черен офицер на черно поле c5 · черен офицер на бяло поле f5 · черна пешка на бяло поле h5 · бяла пешка на бяло поле c4 · черна пешка на бяло поле e4 · бяла пешка на черно поле f4 · черен кон на бяло поле g4 · бяла пешка на бяло поле b3 · бяла пешка на черно поле e3 · бяла пешка на черно поле g3 · бяла пешка на бяло поле h3 · бяла пешка на бяло поле a2 · бял офицер на черно поле b2 · бяла дама на бяло поле c2 · бяла пешка на черно поле d2 · бял офицер на бяло поле e2 · бял топ на черно поле a1 · бял кон на бяло поле b1 · бял цар на черно поле e1 · бял топ на бяло поле h1 | черен цар на бяло поле c8 · черен топ на черно поле d8 · черен топ на черно поле h8 · черна пешка на черно поле a7 · черна пешка на бяло поле b7 · черна пешка на черно поле c7 · черна дама на черно поле e7 · черна пешка на бяло поле f7 · черна пешка на черно поле g7 · черна пешка на бяло поле c6 · черен офицер на черно поле c5 · черен офицер на бяло поле f5 · черна пешка на бяло поле h5 · бяла пешка на бяло поле c4 · черна пешка на бяло поле e4 · бяла пешка на черно поле f4 · черен кон на бяло поле g4 · бяла пешка на бяло поле b3 · бяла пешка на черно поле e3 · бяла пешка на черно поле g3 · бяла пешка на бяло поле h3 · бяла пешка на бяло поле a2 · бял офицер на черно поле b2 · бяла дама на бяло поле c2 · бяла пешка на черно поле d2 · бял офицер на бяло поле e2 · бял топ на черно поле a1 · бял кон на бяло поле b1 · бял цар на черно поле e1 · бял топ на бяло поле h1 | черен цар на бяло поле c8 · черен топ на черно поле d8 · черен топ на черно поле h8 · черна пешка на черно поле a7 · черна пешка на бяло поле b7 · черна пешка на черно поле c7 · черна дама на черно поле e7 · черна пешка на бяло поле f7 · черна пешка на черно поле g7 · черна пешка на бяло поле c6 · черен офицер на черно поле c5 · черен офицер на бяло поле f5 · черна пешка на бяло поле h5 · бяла пешка на бяло поле c4 · черна пешка на бяло поле e4 · бяла пешка на черно поле f4 · черен кон на бяло поле g4 · бяла пешка на бяло поле b3 · бяла пешка на черно поле e3 · бяла пешка на черно поле g3 · бяла пешка на бяло поле h3 · бяла пешка на бяло поле a2 · бял офицер на черно поле b2 · бяла дама на бяло поле c2 · бяла пешка на черно поле d2 · бял офицер на бяло поле e2 · бял топ на черно поле a1 · бял кон на бяло поле b1 · бял цар на черно поле e1 · бял топ на бяло поле h1 | черен цар на бяло поле c8 · черен топ на черно поле d8 · черен топ на черно поле h8 · черна пешка на черно поле a7 · черна пешка на бяло поле b7 · черна пешка на черно поле c7 · черна дама на черно поле e7 · черна пешка на бяло поле f7 · черна пешка на черно поле g7 · черна пешка на бяло поле c6 · черен офицер на черно поле c5 · черен офицер на бяло поле f5 · черна пешка на бяло поле h5 · бяла пешка на бяло поле c4 · черна пешка на бяло поле e4 · бяла пешка на черно поле f4 · черен кон на бяло поле g4 · бяла пешка на бяло поле b3 · бяла пешка на черно поле e3 · бяла пешка на черно поле g3 · бяла пешка на бяло поле h3 · бяла пешка на бяло поле a2 · бял офицер на черно поле b2 · бяла дама на бяло поле c2 · бяла пешка на черно поле d2 · бял офицер на бяло поле e2 · бял топ на черно поле a1 · бял кон на бяло поле b1 · бял цар на черно поле e1 · бял топ на бяло поле h1 | 2 |
| 1 | черен цар на бяло поле c8 · черен топ на черно поле d8 · черен топ на черно поле h8 · черна пешка на черно поле a7 · черна пешка на бяло поле b7 · черна пешка на черно поле c7 · черна дама на черно поле e7 · черна пешка на бяло поле f7 · черна пешка на черно поле g7 · черна пешка на бяло поле c6 · черен офицер на черно поле c5 · черен офицер на бяло поле f5 · черна пешка на бяло поле h5 · бяла пешка на бяло поле c4 · черна пешка на бяло поле e4 · бяла пешка на черно поле f4 · черен кон на бяло поле g4 · бяла пешка на бяло поле b3 · бяла пешка на черно поле e3 · бяла пешка на черно поле g3 · бяла пешка на бяло поле h3 · бяла пешка на бяло поле a2 · бял офицер на черно поле b2 · бяла дама на бяло поле c2 · бяла пешка на черно поле d2 · бял офицер на бяло поле e2 · бял топ на черно поле a1 · бял кон на бяло поле b1 · бял цар на черно поле e1 · бял топ на бяло поле h1 | черен цар на бяло поле c8 · черен топ на черно поле d8 · черен топ на черно поле h8 · черна пешка на черно поле a7 · черна пешка на бяло поле b7 · черна пешка на черно поле c7 · черна дама на черно поле e7 · черна пешка на бяло поле f7 · черна пешка на черно поле g7 · черна пешка на бяло поле c6 · черен офицер на черно поле c5 · черен офицер на бяло поле f5 · черна пешка на бяло поле h5 · бяла пешка на бяло поле c4 · черна пешка на бяло поле e4 · бяла пешка на черно поле f4 · черен кон на бяло поле g4 · бяла пешка на бяло поле b3 · бяла пешка на черно поле e3 · бяла пешка на черно поле g3 · бяла пешка на бяло поле h3 · бяла пешка на бяло поле a2 · бял офицер на черно поле b2 · бяла дама на бяло поле c2 · бяла пешка на черно поле d2 · бял офицер на бяло поле e2 · бял топ на черно поле a1 · бял кон на бяло поле b1 · бял цар на черно поле e1 · бял топ на бяло поле h1 | черен цар на бяло поле c8 · черен топ на черно поле d8 · черен топ на черно поле h8 · черна пешка на черно поле a7 · черна пешка на бяло поле b7 · черна пешка на черно поле c7 · черна дама на черно поле e7 · черна пешка на бяло поле f7 · черна пешка на черно поле g7 · черна пешка на бяло поле c6 · черен офицер на черно поле c5 · черен офицер на бяло поле f5 · черна пешка на бяло поле h5 · бяла пешка на бяло поле c4 · черна пешка на бяло поле e4 · бяла пешка на черно поле f4 · черен кон на бяло поле g4 · бяла пешка на бяло поле b3 · бяла пешка на черно поле e3 · бяла пешка на черно поле g3 · бяла пешка на бяло поле h3 · бяла пешка на бяло поле a2 · бял офицер на черно поле b2 · бяла дама на бяло поле c2 · бяла пешка на черно поле d2 · бял офицер на бяло поле e2 · бял топ на черно поле a1 · бял кон на бяло поле b1 · бял цар на черно поле e1 · бял топ на бяло поле h1 | черен цар на бяло поле c8 · черен топ на черно поле d8 · черен топ на черно поле h8 · черна пешка на черно поле a7 · черна пешка на бяло поле b7 · черна пешка на черно поле c7 · черна дама на черно поле e7 · черна пешка на бяло поле f7 · черна пешка на черно поле g7 · черна пешка на бяло поле c6 · черен офицер на черно поле c5 · черен офицер на бяло поле f5 · черна пешка на бяло поле h5 · бяла пешка на бяло поле c4 · черна пешка на бяло поле e4 · бяла пешка на черно поле f4 · черен кон на бяло поле g4 · бяла пешка на бяло поле b3 · бяла пешка на черно поле e3 · бяла пешка на черно поле g3 · бяла пешка на бяло поле h3 · бяла пешка на бяло поле a2 · бял офицер на черно поле b2 · бяла дама на бяло поле c2 · бяла пешка на черно поле d2 · бял офицер на бяло поле e2 · бял топ на черно поле a1 · бял кон на бяло поле b1 · бял цар на черно поле e1 · бял топ на бяло поле h1 | черен цар на бяло поле c8 · черен топ на черно поле d8 · черен топ на черно поле h8 · черна пешка на черно поле a7 · черна пешка на бяло поле b7 · черна пешка на черно поле c7 · черна дама на черно поле e7 · черна пешка на бяло поле f7 · черна пешка на черно поле g7 · черна пешка на бяло поле c6 · черен офицер на черно поле c5 · черен офицер на бяло поле f5 · черна пешка на бяло поле h5 · бяла пешка на бяло поле c4 · черна пешка на бяло поле e4 · бяла пешка на черно поле f4 · черен кон на бяло поле g4 · бяла пешка на бяло поле b3 · бяла пешка на черно поле e3 · бяла пешка на черно поле g3 · бяла пешка на бяло поле h3 · бяла пешка на бяло поле a2 · бял офицер на черно поле b2 · бяла дама на бяло поле c2 · бяла пешка на черно поле d2 · бял офицер на бяло поле e2 · бял топ на черно поле a1 · бял кон на бяло поле b1 · бял цар на черно поле e1 · бял топ на бяло поле h1 | черен цар на бяло поле c8 · черен топ на черно поле d8 · черен топ на черно поле h8 · черна пешка на черно поле a7 · черна пешка на бяло поле b7 · черна пешка на черно поле c7 · черна дама на черно поле e7 · черна пешка на бяло поле f7 · черна пешка на черно поле g7 · черна пешка на бяло поле c6 · черен офицер на черно поле c5 · черен офицер на бяло поле f5 · черна пешка на бяло поле h5 · бяла пешка на бяло поле c4 · черна пешка на бяло поле e4 · бяла пешка на черно поле f4 · черен кон на бяло поле g4 · бяла пешка на бяло поле b3 · бяла пешка на черно поле e3 · бяла пешка на черно поле g3 · бяла пешка на бяло поле h3 · бяла пешка на бяло поле a2 · бял офицер на черно поле b2 · бяла дама на бяло поле c2 · бяла пешка на черно поле d2 · бял офицер на бяло поле e2 · бял топ на черно поле a1 · бял кон на бяло поле b1 · бял цар на черно поле e1 · бял топ на бяло поле h1 | черен цар на бяло поле c8 · черен топ на черно поле d8 · черен топ на черно поле h8 · черна пешка на черно поле a7 · черна пешка на бяло поле b7 · черна пешка на черно поле c7 · черна дама на черно поле e7 · черна пешка на бяло поле f7 · черна пешка на черно поле g7 · черна пешка на бяло поле c6 · черен офицер на черно поле c5 · черен офицер на бяло поле f5 · черна пешка на бяло поле h5 · бяла пешка на бяло поле c4 · черна пешка на бяло поле e4 · бяла пешка на черно поле f4 · черен кон на бяло поле g4 · бяла пешка на бяло поле b3 · бяла пешка на черно поле e3 · бяла пешка на черно поле g3 · бяла пешка на бяло поле h3 · бяла пешка на бяло поле a2 · бял офицер на черно поле b2 · бяла дама на бяло поле c2 · бяла пешка на черно поле d2 · бял офицер на бяло поле e2 · бял топ на черно поле a1 · бял кон на бяло поле b1 · бял цар на черно поле e1 · бял топ на бяло поле h1 | черен цар на бяло поле c8 · черен топ на черно поле d8 · черен топ на черно поле h8 · черна пешка на черно поле a7 · черна пешка на бяло поле b7 · черна пешка на черно поле c7 · черна дама на черно поле e7 · черна пешка на бяло поле f7 · черна пешка на черно поле g7 · черна пешка на бяло поле c6 · черен офицер на черно поле c5 · черен офицер на бяло поле f5 · черна пешка на бяло поле h5 · бяла пешка на бяло поле c4 · черна пешка на бяло поле e4 · бяла пешка на черно поле f4 · черен кон на бяло поле g4 · бяла пешка на бяло поле b3 · бяла пешка на черно поле e3 · бяла пешка на черно поле g3 · бяла пешка на бяло поле h3 · бяла пешка на бяло поле a2 · бял офицер на черно поле b2 · бяла дама на бяло поле c2 · бяла пешка на черно поле d2 · бял офицер на бяло поле e2 · бял топ на черно поле a1 · бял кон на бяло поле b1 · бял цар на черно поле e1 · бял топ на бяло поле h1 | 1 |
|   | a | b | c | d | e | f | g | h |   |

|   | a | b | c | d | e | f | g | h |   |
| 8 | черен цар на бяло поле c8 · черен топ на черно поле d8 · черна пешка на черно поле a7 · черна пешка на бяло поле b7 · черна пешка на черно поле c7 · черна пешка на бяло поле f7 · черна пешка на черно поле g7 · черна пешка на бяло поле c6 · черен офицер на черно поле c5 · черен офицер на бяло поле f5 · бяла пешка на бяло поле c4 · черна пешка на бяло поле e4 · бяла пешка на черно поле f4 · бяла пешка на бяло поле g4 · черна дама на черно поле h4 · бяла пешка на бяло поле b3 · бяла пешка на черно поле e3 · бяла пешка на бяло поле a2 · бял офицер на черно поле b2 · бяла дама на бяло поле c2 · бяла пешка на черно поле d2 · бял офицер на бяло поле e2 · бял топ на черно поле a1 · бял кон на бяло поле b1 · бял цар на бяло поле d1 · черна дама на бяло поле f1 | черен цар на бяло поле c8 · черен топ на черно поле d8 · черна пешка на черно поле a7 · черна пешка на бяло поле b7 · черна пешка на черно поле c7 · черна пешка на бяло поле f7 · черна пешка на черно поле g7 · черна пешка на бяло поле c6 · черен офицер на черно поле c5 · черен офицер на бяло поле f5 · бяла пешка на бяло поле c4 · черна пешка на бяло поле e4 · бяла пешка на черно поле f4 · бяла пешка на бяло поле g4 · черна дама на черно поле h4 · бяла пешка на бяло поле b3 · бяла пешка на черно поле e3 · бяла пешка на бяло поле a2 · бял офицер на черно поле b2 · бяла дама на бяло поле c2 · бяла пешка на черно поле d2 · бял офицер на бяло поле e2 · бял топ на черно поле a1 · бял кон на бяло поле b1 · бял цар на бяло поле d1 · черна дама на бяло поле f1 | черен цар на бяло поле c8 · черен топ на черно поле d8 · черна пешка на черно поле a7 · черна пешка на бяло поле b7 · черна пешка на черно поле c7 · черна пешка на бяло поле f7 · черна пешка на черно поле g7 · черна пешка на бяло поле c6 · черен офицер на черно поле c5 · черен офицер на бяло поле f5 · бяла пешка на бяло поле c4 · черна пешка на бяло поле e4 · бяла пешка на черно поле f4 · бяла пешка на бяло поле g4 · черна дама на черно поле h4 · бяла пешка на бяло поле b3 · бяла пешка на черно поле e3 · бяла пешка на бяло поле a2 · бял офицер на черно поле b2 · бяла дама на бяло поле c2 · бяла пешка на черно поле d2 · бял офицер на бяло поле e2 · бял топ на черно поле a1 · бял кон на бяло поле b1 · бял цар на бяло поле d1 · черна дама на бяло поле f1 | черен цар на бяло поле c8 · черен топ на черно поле d8 · черна пешка на черно поле a7 · черна пешка на бяло поле b7 · черна пешка на черно поле c7 · черна пешка на бяло поле f7 · черна пешка на черно поле g7 · черна пешка на бяло поле c6 · черен офицер на черно поле c5 · черен офицер на бяло поле f5 · бяла пешка на бяло поле c4 · черна пешка на бяло поле e4 · бяла пешка на черно поле f4 · бяла пешка на бяло поле g4 · черна дама на черно поле h4 · бяла пешка на бяло поле b3 · бяла пешка на черно поле e3 · бяла пешка на бяло поле a2 · бял офицер на черно поле b2 · бяла дама на бяло поле c2 · бяла пешка на черно поле d2 · бял офицер на бяло поле e2 · бял топ на черно поле a1 · бял кон на бяло поле b1 · бял цар на бяло поле d1 · черна дама на бяло поле f1 | черен цар на бяло поле c8 · черен топ на черно поле d8 · черна пешка на черно поле a7 · черна пешка на бяло поле b7 · черна пешка на черно поле c7 · черна пешка на бяло поле f7 · черна пешка на черно поле g7 · черна пешка на бяло поле c6 · черен офицер на черно поле c5 · черен офицер на бяло поле f5 · бяла пешка на бяло поле c4 · черна пешка на бяло поле e4 · бяла пешка на черно поле f4 · бяла пешка на бяло поле g4 · черна дама на черно поле h4 · бяла пешка на бяло поле b3 · бяла пешка на черно поле e3 · бяла пешка на бяло поле a2 · бял офицер на черно поле b2 · бяла дама на бяло поле c2 · бяла пешка на черно поле d2 · бял офицер на бяло поле e2 · бял топ на черно поле a1 · бял кон на бяло поле b1 · бял цар на бяло поле d1 · черна дама на бяло поле f1 | черен цар на бяло поле c8 · черен топ на черно поле d8 · черна пешка на черно поле a7 · черна пешка на бяло поле b7 · черна пешка на черно поле c7 · черна пешка на бяло поле f7 · черна пешка на черно поле g7 · черна пешка на бяло поле c6 · черен офицер на черно поле c5 · черен офицер на бяло поле f5 · бяла пешка на бяло поле c4 · черна пешка на бяло поле e4 · бяла пешка на черно поле f4 · бяла пешка на бяло поле g4 · черна дама на черно поле h4 · бяла пешка на бяло поле b3 · бяла пешка на черно поле e3 · бяла пешка на бяло поле a2 · бял офицер на черно поле b2 · бяла дама на бяло поле c2 · бяла пешка на черно поле d2 · бял офицер на бяло поле e2 · бял топ на черно поле a1 · бял кон на бяло поле b1 · бял цар на бяло поле d1 · черна дама на бяло поле f1 | черен цар на бяло поле c8 · черен топ на черно поле d8 · черна пешка на черно поле a7 · черна пешка на бяло поле b7 · черна пешка на черно поле c7 · черна пешка на бяло поле f7 · черна пешка на черно поле g7 · черна пешка на бяло поле c6 · черен офицер на черно поле c5 · черен офицер на бяло поле f5 · бяла пешка на бяло поле c4 · черна пешка на бяло поле e4 · бяла пешка на черно поле f4 · бяла пешка на бяло поле g4 · черна дама на черно поле h4 · бяла пешка на бяло поле b3 · бяла пешка на черно поле e3 · бяла пешка на бяло поле a2 · бял офицер на черно поле b2 · бяла дама на бяло поле c2 · бяла пешка на черно поле d2 · бял офицер на бяло поле e2 · бял топ на черно поле a1 · бял кон на бяло поле b1 · бял цар на бяло поле d1 · черна дама на бяло поле f1 | черен цар на бяло поле c8 · черен топ на черно поле d8 · черна пешка на черно поле a7 · черна пешка на бяло поле b7 · черна пешка на черно поле c7 · черна пешка на бяло поле f7 · черна пешка на черно поле g7 · черна пешка на бяло поле c6 · черен офицер на черно поле c5 · черен офицер на бяло поле f5 · бяла пешка на бяло поле c4 · черна пешка на бяло поле e4 · бяла пешка на черно поле f4 · бяла пешка на бяло поле g4 · черна дама на черно поле h4 · бяла пешка на бяло поле b3 · бяла пешка на черно поле e3 · бяла пешка на бяло поле a2 · бял офицер на черно поле b2 · бяла дама на бяло поле c2 · бяла пешка на черно поле d2 · бял офицер на бяло поле e2 · бял топ на черно поле a1 · бял кон на бяло поле b1 · бял цар на бяло поле d1 · черна дама на бяло поле f1 | 8 |
| 7 | черен цар на бяло поле c8 · черен топ на черно поле d8 · черна пешка на черно поле a7 · черна пешка на бяло поле b7 · черна пешка на черно поле c7 · черна пешка на бяло поле f7 · черна пешка на черно поле g7 · черна пешка на бяло поле c6 · черен офицер на черно поле c5 · черен офицер на бяло поле f5 · бяла пешка на бяло поле c4 · черна пешка на бяло поле e4 · бяла пешка на черно поле f4 · бяла пешка на бяло поле g4 · черна дама на черно поле h4 · бяла пешка на бяло поле b3 · бяла пешка на черно поле e3 · бяла пешка на бяло поле a2 · бял офицер на черно поле b2 · бяла дама на бяло поле c2 · бяла пешка на черно поле d2 · бял офицер на бяло поле e2 · бял топ на черно поле a1 · бял кон на бяло поле b1 · бял цар на бяло поле d1 · черна дама на бяло поле f1 | черен цар на бяло поле c8 · черен топ на черно поле d8 · черна пешка на черно поле a7 · черна пешка на бяло поле b7 · черна пешка на черно поле c7 · черна пешка на бяло поле f7 · черна пешка на черно поле g7 · черна пешка на бяло поле c6 · черен офицер на черно поле c5 · черен офицер на бяло поле f5 · бяла пешка на бяло поле c4 · черна пешка на бяло поле e4 · бяла пешка на черно поле f4 · бяла пешка на бяло поле g4 · черна дама на черно поле h4 · бяла пешка на бяло поле b3 · бяла пешка на черно поле e3 · бяла пешка на бяло поле a2 · бял офицер на черно поле b2 · бяла дама на бяло поле c2 · бяла пешка на черно поле d2 · бял офицер на бяло поле e2 · бял топ на черно поле a1 · бял кон на бяло поле b1 · бял цар на бяло поле d1 · черна дама на бяло поле f1 | черен цар на бяло поле c8 · черен топ на черно поле d8 · черна пешка на черно поле a7 · черна пешка на бяло поле b7 · черна пешка на черно поле c7 · черна пешка на бяло поле f7 · черна пешка на черно поле g7 · черна пешка на бяло поле c6 · черен офицер на черно поле c5 · черен офицер на бяло поле f5 · бяла пешка на бяло поле c4 · черна пешка на бяло поле e4 · бяла пешка на черно поле f4 · бяла пешка на бяло поле g4 · черна дама на черно поле h4 · бяла пешка на бяло поле b3 · бяла пешка на черно поле e3 · бяла пешка на бяло поле a2 · бял офицер на черно поле b2 · бяла дама на бяло поле c2 · бяла пешка на черно поле d2 · бял офицер на бяло поле e2 · бял топ на черно поле a1 · бял кон на бяло поле b1 · бял цар на бяло поле d1 · черна дама на бяло поле f1 | черен цар на бяло поле c8 · черен топ на черно поле d8 · черна пешка на черно поле a7 · черна пешка на бяло поле b7 · черна пешка на черно поле c7 · черна пешка на бяло поле f7 · черна пешка на черно поле g7 · черна пешка на бяло поле c6 · черен офицер на черно поле c5 · черен офицер на бяло поле f5 · бяла пешка на бяло поле c4 · черна пешка на бяло поле e4 · бяла пешка на черно поле f4 · бяла пешка на бяло поле g4 · черна дама на черно поле h4 · бяла пешка на бяло поле b3 · бяла пешка на черно поле e3 · бяла пешка на бяло поле a2 · бял офицер на черно поле b2 · бяла дама на бяло поле c2 · бяла пешка на черно поле d2 · бял офицер на бяло поле e2 · бял топ на черно поле a1 · бял кон на бяло поле b1 · бял цар на бяло поле d1 · черна дама на бяло поле f1 | черен цар на бяло поле c8 · черен топ на черно поле d8 · черна пешка на черно поле a7 · черна пешка на бяло поле b7 · черна пешка на черно поле c7 · черна пешка на бяло поле f7 · черна пешка на черно поле g7 · черна пешка на бяло поле c6 · черен офицер на черно поле c5 · черен офицер на бяло поле f5 · бяла пешка на бяло поле c4 · черна пешка на бяло поле e4 · бяла пешка на черно поле f4 · бяла пешка на бяло поле g4 · черна дама на черно поле h4 · бяла пешка на бяло поле b3 · бяла пешка на черно поле e3 · бяла пешка на бяло поле a2 · бял офицер на черно поле b2 · бяла дама на бяло поле c2 · бяла пешка на черно поле d2 · бял офицер на бяло поле e2 · бял топ на черно поле a1 · бял кон на бяло поле b1 · бял цар на бяло поле d1 · черна дама на бяло поле f1 | черен цар на бяло поле c8 · черен топ на черно поле d8 · черна пешка на черно поле a7 · черна пешка на бяло поле b7 · черна пешка на черно поле c7 · черна пешка на бяло поле f7 · черна пешка на черно поле g7 · черна пешка на бяло поле c6 · черен офицер на черно поле c5 · черен офицер на бяло поле f5 · бяла пешка на бяло поле c4 · черна пешка на бяло поле e4 · бяла пешка на черно поле f4 · бяла пешка на бяло поле g4 · черна дама на черно поле h4 · бяла пешка на бяло поле b3 · бяла пешка на черно поле e3 · бяла пешка на бяло поле a2 · бял офицер на черно поле b2 · бяла дама на бяло поле c2 · бяла пешка на черно поле d2 · бял офицер на бяло поле e2 · бял топ на черно поле a1 · бял кон на бяло поле b1 · бял цар на бяло поле d1 · черна дама на бяло поле f1 | черен цар на бяло поле c8 · черен топ на черно поле d8 · черна пешка на черно поле a7 · черна пешка на бяло поле b7 · черна пешка на черно поле c7 · черна пешка на бяло поле f7 · черна пешка на черно поле g7 · черна пешка на бяло поле c6 · черен офицер на черно поле c5 · черен офицер на бяло поле f5 · бяла пешка на бяло поле c4 · черна пешка на бяло поле e4 · бяла пешка на черно поле f4 · бяла пешка на бяло поле g4 · черна дама на черно поле h4 · бяла пешка на бяло поле b3 · бяла пешка на черно поле e3 · бяла пешка на бяло поле a2 · бял офицер на черно поле b2 · бяла дама на бяло поле c2 · бяла пешка на черно поле d2 · бял офицер на бяло поле e2 · бял топ на черно поле a1 · бял кон на бяло поле b1 · бял цар на бяло поле d1 · черна дама на бяло поле f1 | черен цар на бяло поле c8 · черен топ на черно поле d8 · черна пешка на черно поле a7 · черна пешка на бяло поле b7 · черна пешка на черно поле c7 · черна пешка на бяло поле f7 · черна пешка на черно поле g7 · черна пешка на бяло поле c6 · черен офицер на черно поле c5 · черен офицер на бяло поле f5 · бяла пешка на бяло поле c4 · черна пешка на бяло поле e4 · бяла пешка на черно поле f4 · бяла пешка на бяло поле g4 · черна дама на черно поле h4 · бяла пешка на бяло поле b3 · бяла пешка на черно поле e3 · бяла пешка на бяло поле a2 · бял офицер на черно поле b2 · бяла дама на бяло поле c2 · бяла пешка на черно поле d2 · бял офицер на бяло поле e2 · бял топ на черно поле a1 · бял кон на бяло поле b1 · бял цар на бяло поле d1 · черна дама на бяло поле f1 | 7 |
| 6 | черен цар на бяло поле c8 · черен топ на черно поле d8 · черна пешка на черно поле a7 · черна пешка на бяло поле b7 · черна пешка на черно поле c7 · черна пешка на бяло поле f7 · черна пешка на черно поле g7 · черна пешка на бяло поле c6 · черен офицер на черно поле c5 · черен офицер на бяло поле f5 · бяла пешка на бяло поле c4 · черна пешка на бяло поле e4 · бяла пешка на черно поле f4 · бяла пешка на бяло поле g4 · черна дама на черно поле h4 · бяла пешка на бяло поле b3 · бяла пешка на черно поле e3 · бяла пешка на бяло поле a2 · бял офицер на черно поле b2 · бяла дама на бяло поле c2 · бяла пешка на черно поле d2 · бял офицер на бяло поле e2 · бял топ на черно поле a1 · бял кон на бяло поле b1 · бял цар на бяло поле d1 · черна дама на бяло поле f1 | черен цар на бяло поле c8 · черен топ на черно поле d8 · черна пешка на черно поле a7 · черна пешка на бяло поле b7 · черна пешка на черно поле c7 · черна пешка на бяло поле f7 · черна пешка на черно поле g7 · черна пешка на бяло поле c6 · черен офицер на черно поле c5 · черен офицер на бяло поле f5 · бяла пешка на бяло поле c4 · черна пешка на бяло поле e4 · бяла пешка на черно поле f4 · бяла пешка на бяло поле g4 · черна дама на черно поле h4 · бяла пешка на бяло поле b3 · бяла пешка на черно поле e3 · бяла пешка на бяло поле a2 · бял офицер на черно поле b2 · бяла дама на бяло поле c2 · бяла пешка на черно поле d2 · бял офицер на бяло поле e2 · бял топ на черно поле a1 · бял кон на бяло поле b1 · бял цар на бяло поле d1 · черна дама на бяло поле f1 | черен цар на бяло поле c8 · черен топ на черно поле d8 · черна пешка на черно поле a7 · черна пешка на бяло поле b7 · черна пешка на черно поле c7 · черна пешка на бяло поле f7 · черна пешка на черно поле g7 · черна пешка на бяло поле c6 · черен офицер на черно поле c5 · черен офицер на бяло поле f5 · бяла пешка на бяло поле c4 · черна пешка на бяло поле e4 · бяла пешка на черно поле f4 · бяла пешка на бяло поле g4 · черна дама на черно поле h4 · бяла пешка на бяло поле b3 · бяла пешка на черно поле e3 · бяла пешка на бяло поле a2 · бял офицер на черно поле b2 · бяла дама на бяло поле c2 · бяла пешка на черно поле d2 · бял офицер на бяло поле e2 · бял топ на черно поле a1 · бял кон на бяло поле b1 · бял цар на бяло поле d1 · черна дама на бяло поле f1 | черен цар на бяло поле c8 · черен топ на черно поле d8 · черна пешка на черно поле a7 · черна пешка на бяло поле b7 · черна пешка на черно поле c7 · черна пешка на бяло поле f7 · черна пешка на черно поле g7 · черна пешка на бяло поле c6 · черен офицер на черно поле c5 · черен офицер на бяло поле f5 · бяла пешка на бяло поле c4 · черна пешка на бяло поле e4 · бяла пешка на черно поле f4 · бяла пешка на бяло поле g4 · черна дама на черно поле h4 · бяла пешка на бяло поле b3 · бяла пешка на черно поле e3 · бяла пешка на бяло поле a2 · бял офицер на черно поле b2 · бяла дама на бяло поле c2 · бяла пешка на черно поле d2 · бял офицер на бяло поле e2 · бял топ на черно поле a1 · бял кон на бяло поле b1 · бял цар на бяло поле d1 · черна дама на бяло поле f1 | черен цар на бяло поле c8 · черен топ на черно поле d8 · черна пешка на черно поле a7 · черна пешка на бяло поле b7 · черна пешка на черно поле c7 · черна пешка на бяло поле f7 · черна пешка на черно поле g7 · черна пешка на бяло поле c6 · черен офицер на черно поле c5 · черен офицер на бяло поле f5 · бяла пешка на бяло поле c4 · черна пешка на бяло поле e4 · бяла пешка на черно поле f4 · бяла пешка на бяло поле g4 · черна дама на черно поле h4 · бяла пешка на бяло поле b3 · бяла пешка на черно поле e3 · бяла пешка на бяло поле a2 · бял офицер на черно поле b2 · бяла дама на бяло поле c2 · бяла пешка на черно поле d2 · бял офицер на бяло поле e2 · бял топ на черно поле a1 · бял кон на бяло поле b1 · бял цар на бяло поле d1 · черна дама на бяло поле f1 | черен цар на бяло поле c8 · черен топ на черно поле d8 · черна пешка на черно поле a7 · черна пешка на бяло поле b7 · черна пешка на черно поле c7 · черна пешка на бяло поле f7 · черна пешка на черно поле g7 · черна пешка на бяло поле c6 · черен офицер на черно поле c5 · черен офицер на бяло поле f5 · бяла пешка на бяло поле c4 · черна пешка на бяло поле e4 · бяла пешка на черно поле f4 · бяла пешка на бяло поле g4 · черна дама на черно поле h4 · бяла пешка на бяло поле b3 · бяла пешка на черно поле e3 · бяла пешка на бяло поле a2 · бял офицер на черно поле b2 · бяла дама на бяло поле c2 · бяла пешка на черно поле d2 · бял офицер на бяло поле e2 · бял топ на черно поле a1 · бял кон на бяло поле b1 · бял цар на бяло поле d1 · черна дама на бяло поле f1 | черен цар на бяло поле c8 · черен топ на черно поле d8 · черна пешка на черно поле a7 · черна пешка на бяло поле b7 · черна пешка на черно поле c7 · черна пешка на бяло поле f7 · черна пешка на черно поле g7 · черна пешка на бяло поле c6 · черен офицер на черно поле c5 · черен офицер на бяло поле f5 · бяла пешка на бяло поле c4 · черна пешка на бяло поле e4 · бяла пешка на черно поле f4 · бяла пешка на бяло поле g4 · черна дама на черно поле h4 · бяла пешка на бяло поле b3 · бяла пешка на черно поле e3 · бяла пешка на бяло поле a2 · бял офицер на черно поле b2 · бяла дама на бяло поле c2 · бяла пешка на черно поле d2 · бял офицер на бяло поле e2 · бял топ на черно поле a1 · бял кон на бяло поле b1 · бял цар на бяло поле d1 · черна дама на бяло поле f1 | черен цар на бяло поле c8 · черен топ на черно поле d8 · черна пешка на черно поле a7 · черна пешка на бяло поле b7 · черна пешка на черно поле c7 · черна пешка на бяло поле f7 · черна пешка на черно поле g7 · черна пешка на бяло поле c6 · черен офицер на черно поле c5 · черен офицер на бяло поле f5 · бяла пешка на бяло поле c4 · черна пешка на бяло поле e4 · бяла пешка на черно поле f4 · бяла пешка на бяло поле g4 · черна дама на черно поле h4 · бяла пешка на бяло поле b3 · бяла пешка на черно поле e3 · бяла пешка на бяло поле a2 · бял офицер на черно поле b2 · бяла дама на бяло поле c2 · бяла пешка на черно поле d2 · бял офицер на бяло поле e2 · бял топ на черно поле a1 · бял кон на бяло поле b1 · бял цар на бяло поле d1 · черна дама на бяло поле f1 | 6 |
| 5 | черен цар на бяло поле c8 · черен топ на черно поле d8 · черна пешка на черно поле a7 · черна пешка на бяло поле b7 · черна пешка на черно поле c7 · черна пешка на бяло поле f7 · черна пешка на черно поле g7 · черна пешка на бяло поле c6 · черен офицер на черно поле c5 · черен офицер на бяло поле f5 · бяла пешка на бяло поле c4 · черна пешка на бяло поле e4 · бяла пешка на черно поле f4 · бяла пешка на бяло поле g4 · черна дама на черно поле h4 · бяла пешка на бяло поле b3 · бяла пешка на черно поле e3 · бяла пешка на бяло поле a2 · бял офицер на черно поле b2 · бяла дама на бяло поле c2 · бяла пешка на черно поле d2 · бял офицер на бяло поле e2 · бял топ на черно поле a1 · бял кон на бяло поле b1 · бял цар на бяло поле d1 · черна дама на бяло поле f1 | черен цар на бяло поле c8 · черен топ на черно поле d8 · черна пешка на черно поле a7 · черна пешка на бяло поле b7 · черна пешка на черно поле c7 · черна пешка на бяло поле f7 · черна пешка на черно поле g7 · черна пешка на бяло поле c6 · черен офицер на черно поле c5 · черен офицер на бяло поле f5 · бяла пешка на бяло поле c4 · черна пешка на бяло поле e4 · бяла пешка на черно поле f4 · бяла пешка на бяло поле g4 · черна дама на черно поле h4 · бяла пешка на бяло поле b3 · бяла пешка на черно поле e3 · бяла пешка на бяло поле a2 · бял офицер на черно поле b2 · бяла дама на бяло поле c2 · бяла пешка на черно поле d2 · бял офицер на бяло поле e2 · бял топ на черно поле a1 · бял кон на бяло поле b1 · бял цар на бяло поле d1 · черна дама на бяло поле f1 | черен цар на бяло поле c8 · черен топ на черно поле d8 · черна пешка на черно поле a7 · черна пешка на бяло поле b7 · черна пешка на черно поле c7 · черна пешка на бяло поле f7 · черна пешка на черно поле g7 · черна пешка на бяло поле c6 · черен офицер на черно поле c5 · черен офицер на бяло поле f5 · бяла пешка на бяло поле c4 · черна пешка на бяло поле e4 · бяла пешка на черно поле f4 · бяла пешка на бяло поле g4 · черна дама на черно поле h4 · бяла пешка на бяло поле b3 · бяла пешка на черно поле e3 · бяла пешка на бяло поле a2 · бял офицер на черно поле b2 · бяла дама на бяло поле c2 · бяла пешка на черно поле d2 · бял офицер на бяло поле e2 · бял топ на черно поле a1 · бял кон на бяло поле b1 · бял цар на бяло поле d1 · черна дама на бяло поле f1 | черен цар на бяло поле c8 · черен топ на черно поле d8 · черна пешка на черно поле a7 · черна пешка на бяло поле b7 · черна пешка на черно поле c7 · черна пешка на бяло поле f7 · черна пешка на черно поле g7 · черна пешка на бяло поле c6 · черен офицер на черно поле c5 · черен офицер на бяло поле f5 · бяла пешка на бяло поле c4 · черна пешка на бяло поле e4 · бяла пешка на черно поле f4 · бяла пешка на бяло поле g4 · черна дама на черно поле h4 · бяла пешка на бяло поле b3 · бяла пешка на черно поле e3 · бяла пешка на бяло поле a2 · бял офицер на черно поле b2 · бяла дама на бяло поле c2 · бяла пешка на черно поле d2 · бял офицер на бяло поле e2 · бял топ на черно поле a1 · бял кон на бяло поле b1 · бял цар на бяло поле d1 · черна дама на бяло поле f1 | черен цар на бяло поле c8 · черен топ на черно поле d8 · черна пешка на черно поле a7 · черна пешка на бяло поле b7 · черна пешка на черно поле c7 · черна пешка на бяло поле f7 · черна пешка на черно поле g7 · черна пешка на бяло поле c6 · черен офицер на черно поле c5 · черен офицер на бяло поле f5 · бяла пешка на бяло поле c4 · черна пешка на бяло поле e4 · бяла пешка на черно поле f4 · бяла пешка на бяло поле g4 · черна дама на черно поле h4 · бяла пешка на бяло поле b3 · бяла пешка на черно поле e3 · бяла пешка на бяло поле a2 · бял офицер на черно поле b2 · бяла дама на бяло поле c2 · бяла пешка на черно поле d2 · бял офицер на бяло поле e2 · бял топ на черно поле a1 · бял кон на бяло поле b1 · бял цар на бяло поле d1 · черна дама на бяло поле f1 | черен цар на бяло поле c8 · черен топ на черно поле d8 · черна пешка на черно поле a7 · черна пешка на бяло поле b7 · черна пешка на черно поле c7 · черна пешка на бяло поле f7 · черна пешка на черно поле g7 · черна пешка на бяло поле c6 · черен офицер на черно поле c5 · черен офицер на бяло поле f5 · бяла пешка на бяло поле c4 · черна пешка на бяло поле e4 · бяла пешка на черно поле f4 · бяла пешка на бяло поле g4 · черна дама на черно поле h4 · бяла пешка на бяло поле b3 · бяла пешка на черно поле e3 · бяла пешка на бяло поле a2 · бял офицер на черно поле b2 · бяла дама на бяло поле c2 · бяла пешка на черно поле d2 · бял офицер на бяло поле e2 · бял топ на черно поле a1 · бял кон на бяло поле b1 · бял цар на бяло поле d1 · черна дама на бяло поле f1 | черен цар на бяло поле c8 · черен топ на черно поле d8 · черна пешка на черно поле a7 · черна пешка на бяло поле b7 · черна пешка на черно поле c7 · черна пешка на бяло поле f7 · черна пешка на черно поле g7 · черна пешка на бяло поле c6 · черен офицер на черно поле c5 · черен офицер на бяло поле f5 · бяла пешка на бяло поле c4 · черна пешка на бяло поле e4 · бяла пешка на черно поле f4 · бяла пешка на бяло поле g4 · черна дама на черно поле h4 · бяла пешка на бяло поле b3 · бяла пешка на черно поле e3 · бяла пешка на бяло поле a2 · бял офицер на черно поле b2 · бяла дама на бяло поле c2 · бяла пешка на черно поле d2 · бял офицер на бяло поле e2 · бял топ на черно поле a1 · бял кон на бяло поле b1 · бял цар на бяло поле d1 · черна дама на бяло поле f1 | черен цар на бяло поле c8 · черен топ на черно поле d8 · черна пешка на черно поле a7 · черна пешка на бяло поле b7 · черна пешка на черно поле c7 · черна пешка на бяло поле f7 · черна пешка на черно поле g7 · черна пешка на бяло поле c6 · черен офицер на черно поле c5 · черен офицер на бяло поле f5 · бяла пешка на бяло поле c4 · черна пешка на бяло поле e4 · бяла пешка на черно поле f4 · бяла пешка на бяло поле g4 · черна дама на черно поле h4 · бяла пешка на бяло поле b3 · бяла пешка на черно поле e3 · бяла пешка на бяло поле a2 · бял офицер на черно поле b2 · бяла дама на бяло поле c2 · бяла пешка на черно поле d2 · бял офицер на бяло поле e2 · бял топ на черно поле a1 · бял кон на бяло поле b1 · бял цар на бяло поле d1 · черна дама на бяло поле f1 | 5 |
| 4 | черен цар на бяло поле c8 · черен топ на черно поле d8 · черна пешка на черно поле a7 · черна пешка на бяло поле b7 · черна пешка на черно поле c7 · черна пешка на бяло поле f7 · черна пешка на черно поле g7 · черна пешка на бяло поле c6 · черен офицер на черно поле c5 · черен офицер на бяло поле f5 · бяла пешка на бяло поле c4 · черна пешка на бяло поле e4 · бяла пешка на черно поле f4 · бяла пешка на бяло поле g4 · черна дама на черно поле h4 · бяла пешка на бяло поле b3 · бяла пешка на черно поле e3 · бяла пешка на бяло поле a2 · бял офицер на черно поле b2 · бяла дама на бяло поле c2 · бяла пешка на черно поле d2 · бял офицер на бяло поле e2 · бял топ на черно поле a1 · бял кон на бяло поле b1 · бял цар на бяло поле d1 · черна дама на бяло поле f1 | черен цар на бяло поле c8 · черен топ на черно поле d8 · черна пешка на черно поле a7 · черна пешка на бяло поле b7 · черна пешка на черно поле c7 · черна пешка на бяло поле f7 · черна пешка на черно поле g7 · черна пешка на бяло поле c6 · черен офицер на черно поле c5 · черен офицер на бяло поле f5 · бяла пешка на бяло поле c4 · черна пешка на бяло поле e4 · бяла пешка на черно поле f4 · бяла пешка на бяло поле g4 · черна дама на черно поле h4 · бяла пешка на бяло поле b3 · бяла пешка на черно поле e3 · бяла пешка на бяло поле a2 · бял офицер на черно поле b2 · бяла дама на бяло поле c2 · бяла пешка на черно поле d2 · бял офицер на бяло поле e2 · бял топ на черно поле a1 · бял кон на бяло поле b1 · бял цар на бяло поле d1 · черна дама на бяло поле f1 | черен цар на бяло поле c8 · черен топ на черно поле d8 · черна пешка на черно поле a7 · черна пешка на бяло поле b7 · черна пешка на черно поле c7 · черна пешка на бяло поле f7 · черна пешка на черно поле g7 · черна пешка на бяло поле c6 · черен офицер на черно поле c5 · черен офицер на бяло поле f5 · бяла пешка на бяло поле c4 · черна пешка на бяло поле e4 · бяла пешка на черно поле f4 · бяла пешка на бяло поле g4 · черна дама на черно поле h4 · бяла пешка на бяло поле b3 · бяла пешка на черно поле e3 · бяла пешка на бяло поле a2 · бял офицер на черно поле b2 · бяла дама на бяло поле c2 · бяла пешка на черно поле d2 · бял офицер на бяло поле e2 · бял топ на черно поле a1 · бял кон на бяло поле b1 · бял цар на бяло поле d1 · черна дама на бяло поле f1 | черен цар на бяло поле c8 · черен топ на черно поле d8 · черна пешка на черно поле a7 · черна пешка на бяло поле b7 · черна пешка на черно поле c7 · черна пешка на бяло поле f7 · черна пешка на черно поле g7 · черна пешка на бяло поле c6 · черен офицер на черно поле c5 · черен офицер на бяло поле f5 · бяла пешка на бяло поле c4 · черна пешка на бяло поле e4 · бяла пешка на черно поле f4 · бяла пешка на бяло поле g4 · черна дама на черно поле h4 · бяла пешка на бяло поле b3 · бяла пешка на черно поле e3 · бяла пешка на бяло поле a2 · бял офицер на черно поле b2 · бяла дама на бяло поле c2 · бяла пешка на черно поле d2 · бял офицер на бяло поле e2 · бял топ на черно поле a1 · бял кон на бяло поле b1 · бял цар на бяло поле d1 · черна дама на бяло поле f1 | черен цар на бяло поле c8 · черен топ на черно поле d8 · черна пешка на черно поле a7 · черна пешка на бяло поле b7 · черна пешка на черно поле c7 · черна пешка на бяло поле f7 · черна пешка на черно поле g7 · черна пешка на бяло поле c6 · черен офицер на черно поле c5 · черен офицер на бяло поле f5 · бяла пешка на бяло поле c4 · черна пешка на бяло поле e4 · бяла пешка на черно поле f4 · бяла пешка на бяло поле g4 · черна дама на черно поле h4 · бяла пешка на бяло поле b3 · бяла пешка на черно поле e3 · бяла пешка на бяло поле a2 · бял офицер на черно поле b2 · бяла дама на бяло поле c2 · бяла пешка на черно поле d2 · бял офицер на бяло поле e2 · бял топ на черно поле a1 · бял кон на бяло поле b1 · бял цар на бяло поле d1 · черна дама на бяло поле f1 | черен цар на бяло поле c8 · черен топ на черно поле d8 · черна пешка на черно поле a7 · черна пешка на бяло поле b7 · черна пешка на черно поле c7 · черна пешка на бяло поле f7 · черна пешка на черно поле g7 · черна пешка на бяло поле c6 · черен офицер на черно поле c5 · черен офицер на бяло поле f5 · бяла пешка на бяло поле c4 · черна пешка на бяло поле e4 · бяла пешка на черно поле f4 · бяла пешка на бяло поле g4 · черна дама на черно поле h4 · бяла пешка на бяло поле b3 · бяла пешка на черно поле e3 · бяла пешка на бяло поле a2 · бял офицер на черно поле b2 · бяла дама на бяло поле c2 · бяла пешка на черно поле d2 · бял офицер на бяло поле e2 · бял топ на черно поле a1 · бял кон на бяло поле b1 · бял цар на бяло поле d1 · черна дама на бяло поле f1 | черен цар на бяло поле c8 · черен топ на черно поле d8 · черна пешка на черно поле a7 · черна пешка на бяло поле b7 · черна пешка на черно поле c7 · черна пешка на бяло поле f7 · черна пешка на черно поле g7 · черна пешка на бяло поле c6 · черен офицер на черно поле c5 · черен офицер на бяло поле f5 · бяла пешка на бяло поле c4 · черна пешка на бяло поле e4 · бяла пешка на черно поле f4 · бяла пешка на бяло поле g4 · черна дама на черно поле h4 · бяла пешка на бяло поле b3 · бяла пешка на черно поле e3 · бяла пешка на бяло поле a2 · бял офицер на черно поле b2 · бяла дама на бяло поле c2 · бяла пешка на черно поле d2 · бял офицер на бяло поле e2 · бял топ на черно поле a1 · бял кон на бяло поле b1 · бял цар на бяло поле d1 · черна дама на бяло поле f1 | черен цар на бяло поле c8 · черен топ на черно поле d8 · черна пешка на черно поле a7 · черна пешка на бяло поле b7 · черна пешка на черно поле c7 · черна пешка на бяло поле f7 · черна пешка на черно поле g7 · черна пешка на бяло поле c6 · черен офицер на черно поле c5 · черен офицер на бяло поле f5 · бяла пешка на бяло поле c4 · черна пешка на бяло поле e4 · бяла пешка на черно поле f4 · бяла пешка на бяло поле g4 · черна дама на черно поле h4 · бяла пешка на бяло поле b3 · бяла пешка на черно поле e3 · бяла пешка на бяло поле a2 · бял офицер на черно поле b2 · бяла дама на бяло поле c2 · бяла пешка на черно поле d2 · бял офицер на бяло поле e2 · бял топ на черно поле a1 · бял кон на бяло поле b1 · бял цар на бяло поле d1 · черна дама на бяло поле f1 | 4 |
| 3 | черен цар на бяло поле c8 · черен топ на черно поле d8 · черна пешка на черно поле a7 · черна пешка на бяло поле b7 · черна пешка на черно поле c7 · черна пешка на бяло поле f7 · черна пешка на черно поле g7 · черна пешка на бяло поле c6 · черен офицер на черно поле c5 · черен офицер на бяло поле f5 · бяла пешка на бяло поле c4 · черна пешка на бяло поле e4 · бяла пешка на черно поле f4 · бяла пешка на бяло поле g4 · черна дама на черно поле h4 · бяла пешка на бяло поле b3 · бяла пешка на черно поле e3 · бяла пешка на бяло поле a2 · бял офицер на черно поле b2 · бяла дама на бяло поле c2 · бяла пешка на черно поле d2 · бял офицер на бяло поле e2 · бял топ на черно поле a1 · бял кон на бяло поле b1 · бял цар на бяло поле d1 · черна дама на бяло поле f1 | черен цар на бяло поле c8 · черен топ на черно поле d8 · черна пешка на черно поле a7 · черна пешка на бяло поле b7 · черна пешка на черно поле c7 · черна пешка на бяло поле f7 · черна пешка на черно поле g7 · черна пешка на бяло поле c6 · черен офицер на черно поле c5 · черен офицер на бяло поле f5 · бяла пешка на бяло поле c4 · черна пешка на бяло поле e4 · бяла пешка на черно поле f4 · бяла пешка на бяло поле g4 · черна дама на черно поле h4 · бяла пешка на бяло поле b3 · бяла пешка на черно поле e3 · бяла пешка на бяло поле a2 · бял офицер на черно поле b2 · бяла дама на бяло поле c2 · бяла пешка на черно поле d2 · бял офицер на бяло поле e2 · бял топ на черно поле a1 · бял кон на бяло поле b1 · бял цар на бяло поле d1 · черна дама на бяло поле f1 | черен цар на бяло поле c8 · черен топ на черно поле d8 · черна пешка на черно поле a7 · черна пешка на бяло поле b7 · черна пешка на черно поле c7 · черна пешка на бяло поле f7 · черна пешка на черно поле g7 · черна пешка на бяло поле c6 · черен офицер на черно поле c5 · черен офицер на бяло поле f5 · бяла пешка на бяло поле c4 · черна пешка на бяло поле e4 · бяла пешка на черно поле f4 · бяла пешка на бяло поле g4 · черна дама на черно поле h4 · бяла пешка на бяло поле b3 · бяла пешка на черно поле e3 · бяла пешка на бяло поле a2 · бял офицер на черно поле b2 · бяла дама на бяло поле c2 · бяла пешка на черно поле d2 · бял офицер на бяло поле e2 · бял топ на черно поле a1 · бял кон на бяло поле b1 · бял цар на бяло поле d1 · черна дама на бяло поле f1 | черен цар на бяло поле c8 · черен топ на черно поле d8 · черна пешка на черно поле a7 · черна пешка на бяло поле b7 · черна пешка на черно поле c7 · черна пешка на бяло поле f7 · черна пешка на черно поле g7 · черна пешка на бяло поле c6 · черен офицер на черно поле c5 · черен офицер на бяло поле f5 · бяла пешка на бяло поле c4 · черна пешка на бяло поле e4 · бяла пешка на черно поле f4 · бяла пешка на бяло поле g4 · черна дама на черно поле h4 · бяла пешка на бяло поле b3 · бяла пешка на черно поле e3 · бяла пешка на бяло поле a2 · бял офицер на черно поле b2 · бяла дама на бяло поле c2 · бяла пешка на черно поле d2 · бял офицер на бяло поле e2 · бял топ на черно поле a1 · бял кон на бяло поле b1 · бял цар на бяло поле d1 · черна дама на бяло поле f1 | черен цар на бяло поле c8 · черен топ на черно поле d8 · черна пешка на черно поле a7 · черна пешка на бяло поле b7 · черна пешка на черно поле c7 · черна пешка на бяло поле f7 · черна пешка на черно поле g7 · черна пешка на бяло поле c6 · черен офицер на черно поле c5 · черен офицер на бяло поле f5 · бяла пешка на бяло поле c4 · черна пешка на бяло поле e4 · бяла пешка на черно поле f4 · бяла пешка на бяло поле g4 · черна дама на черно поле h4 · бяла пешка на бяло поле b3 · бяла пешка на черно поле e3 · бяла пешка на бяло поле a2 · бял офицер на черно поле b2 · бяла дама на бяло поле c2 · бяла пешка на черно поле d2 · бял офицер на бяло поле e2 · бял топ на черно поле a1 · бял кон на бяло поле b1 · бял цар на бяло поле d1 · черна дама на бяло поле f1 | черен цар на бяло поле c8 · черен топ на черно поле d8 · черна пешка на черно поле a7 · черна пешка на бяло поле b7 · черна пешка на черно поле c7 · черна пешка на бяло поле f7 · черна пешка на черно поле g7 · черна пешка на бяло поле c6 · черен офицер на черно поле c5 · черен офицер на бяло поле f5 · бяла пешка на бяло поле c4 · черна пешка на бяло поле e4 · бяла пешка на черно поле f4 · бяла пешка на бяло поле g4 · черна дама на черно поле h4 · бяла пешка на бяло поле b3 · бяла пешка на черно поле e3 · бяла пешка на бяло поле a2 · бял офицер на черно поле b2 · бяла дама на бяло поле c2 · бяла пешка на черно поле d2 · бял офицер на бяло поле e2 · бял топ на черно поле a1 · бял кон на бяло поле b1 · бял цар на бяло поле d1 · черна дама на бяло поле f1 | черен цар на бяло поле c8 · черен топ на черно поле d8 · черна пешка на черно поле a7 · черна пешка на бяло поле b7 · черна пешка на черно поле c7 · черна пешка на бяло поле f7 · черна пешка на черно поле g7 · черна пешка на бяло поле c6 · черен офицер на черно поле c5 · черен офицер на бяло поле f5 · бяла пешка на бяло поле c4 · черна пешка на бяло поле e4 · бяла пешка на черно поле f4 · бяла пешка на бяло поле g4 · черна дама на черно поле h4 · бяла пешка на бяло поле b3 · бяла пешка на черно поле e3 · бяла пешка на бяло поле a2 · бял офицер на черно поле b2 · бяла дама на бяло поле c2 · бяла пешка на черно поле d2 · бял офицер на бяло поле e2 · бял топ на черно поле a1 · бял кон на бяло поле b1 · бял цар на бяло поле d1 · черна дама на бяло поле f1 | черен цар на бяло поле c8 · черен топ на черно поле d8 · черна пешка на черно поле a7 · черна пешка на бяло поле b7 · черна пешка на черно поле c7 · черна пешка на бяло поле f7 · черна пешка на черно поле g7 · черна пешка на бяло поле c6 · черен офицер на черно поле c5 · черен офицер на бяло поле f5 · бяла пешка на бяло поле c4 · черна пешка на бяло поле e4 · бяла пешка на черно поле f4 · бяла пешка на бяло поле g4 · черна дама на черно поле h4 · бяла пешка на бяло поле b3 · бяла пешка на черно поле e3 · бяла пешка на бяло поле a2 · бял офицер на черно поле b2 · бяла дама на бяло поле c2 · бяла пешка на черно поле d2 · бял офицер на бяло поле e2 · бял топ на черно поле a1 · бял кон на бяло поле b1 · бял цар на бяло поле d1 · черна дама на бяло поле f1 | 3 |
| 2 | черен цар на бяло поле c8 · черен топ на черно поле d8 · черна пешка на черно поле a7 · черна пешка на бяло поле b7 · черна пешка на черно поле c7 · черна пешка на бяло поле f7 · черна пешка на черно поле g7 · черна пешка на бяло поле c6 · черен офицер на черно поле c5 · черен офицер на бяло поле f5 · бяла пешка на бяло поле c4 · черна пешка на бяло поле e4 · бяла пешка на черно поле f4 · бяла пешка на бяло поле g4 · черна дама на черно поле h4 · бяла пешка на бяло поле b3 · бяла пешка на черно поле e3 · бяла пешка на бяло поле a2 · бял офицер на черно поле b2 · бяла дама на бяло поле c2 · бяла пешка на черно поле d2 · бял офицер на бяло поле e2 · бял топ на черно поле a1 · бял кон на бяло поле b1 · бял цар на бяло поле d1 · черна дама на бяло поле f1 | черен цар на бяло поле c8 · черен топ на черно поле d8 · черна пешка на черно поле a7 · черна пешка на бяло поле b7 · черна пешка на черно поле c7 · черна пешка на бяло поле f7 · черна пешка на черно поле g7 · черна пешка на бяло поле c6 · черен офицер на черно поле c5 · черен офицер на бяло поле f5 · бяла пешка на бяло поле c4 · черна пешка на бяло поле e4 · бяла пешка на черно поле f4 · бяла пешка на бяло поле g4 · черна дама на черно поле h4 · бяла пешка на бяло поле b3 · бяла пешка на черно поле e3 · бяла пешка на бяло поле a2 · бял офицер на черно поле b2 · бяла дама на бяло поле c2 · бяла пешка на черно поле d2 · бял офицер на бяло поле e2 · бял топ на черно поле a1 · бял кон на бяло поле b1 · бял цар на бяло поле d1 · черна дама на бяло поле f1 | черен цар на бяло поле c8 · черен топ на черно поле d8 · черна пешка на черно поле a7 · черна пешка на бяло поле b7 · черна пешка на черно поле c7 · черна пешка на бяло поле f7 · черна пешка на черно поле g7 · черна пешка на бяло поле c6 · черен офицер на черно поле c5 · черен офицер на бяло поле f5 · бяла пешка на бяло поле c4 · черна пешка на бяло поле e4 · бяла пешка на черно поле f4 · бяла пешка на бяло поле g4 · черна дама на черно поле h4 · бяла пешка на бяло поле b3 · бяла пешка на черно поле e3 · бяла пешка на бяло поле a2 · бял офицер на черно поле b2 · бяла дама на бяло поле c2 · бяла пешка на черно поле d2 · бял офицер на бяло поле e2 · бял топ на черно поле a1 · бял кон на бяло поле b1 · бял цар на бяло поле d1 · черна дама на бяло поле f1 | черен цар на бяло поле c8 · черен топ на черно поле d8 · черна пешка на черно поле a7 · черна пешка на бяло поле b7 · черна пешка на черно поле c7 · черна пешка на бяло поле f7 · черна пешка на черно поле g7 · черна пешка на бяло поле c6 · черен офицер на черно поле c5 · черен офицер на бяло поле f5 · бяла пешка на бяло поле c4 · черна пешка на бяло поле e4 · бяла пешка на черно поле f4 · бяла пешка на бяло поле g4 · черна дама на черно поле h4 · бяла пешка на бяло поле b3 · бяла пешка на черно поле e3 · бяла пешка на бяло поле a2 · бял офицер на черно поле b2 · бяла дама на бяло поле c2 · бяла пешка на черно поле d2 · бял офицер на бяло поле e2 · бял топ на черно поле a1 · бял кон на бяло поле b1 · бял цар на бяло поле d1 · черна дама на бяло поле f1 | черен цар на бяло поле c8 · черен топ на черно поле d8 · черна пешка на черно поле a7 · черна пешка на бяло поле b7 · черна пешка на черно поле c7 · черна пешка на бяло поле f7 · черна пешка на черно поле g7 · черна пешка на бяло поле c6 · черен офицер на черно поле c5 · черен офицер на бяло поле f5 · бяла пешка на бяло поле c4 · черна пешка на бяло поле e4 · бяла пешка на черно поле f4 · бяла пешка на бяло поле g4 · черна дама на черно поле h4 · бяла пешка на бяло поле b3 · бяла пешка на черно поле e3 · бяла пешка на бяло поле a2 · бял офицер на черно поле b2 · бяла дама на бяло поле c2 · бяла пешка на черно поле d2 · бял офицер на бяло поле e2 · бял топ на черно поле a1 · бял кон на бяло поле b1 · бял цар на бяло поле d1 · черна дама на бяло поле f1 | черен цар на бяло поле c8 · черен топ на черно поле d8 · черна пешка на черно поле a7 · черна пешка на бяло поле b7 · черна пешка на черно поле c7 · черна пешка на бяло поле f7 · черна пешка на черно поле g7 · черна пешка на бяло поле c6 · черен офицер на черно поле c5 · черен офицер на бяло поле f5 · бяла пешка на бяло поле c4 · черна пешка на бяло поле e4 · бяла пешка на черно поле f4 · бяла пешка на бяло поле g4 · черна дама на черно поле h4 · бяла пешка на бяло поле b3 · бяла пешка на черно поле e3 · бяла пешка на бяло поле a2 · бял офицер на черно поле b2 · бяла дама на бяло поле c2 · бяла пешка на черно поле d2 · бял офицер на бяло поле e2 · бял топ на черно поле a1 · бял кон на бяло поле b1 · бял цар на бяло поле d1 · черна дама на бяло поле f1 | черен цар на бяло поле c8 · черен топ на черно поле d8 · черна пешка на черно поле a7 · черна пешка на бяло поле b7 · черна пешка на черно поле c7 · черна пешка на бяло поле f7 · черна пешка на черно поле g7 · черна пешка на бяло поле c6 · черен офицер на черно поле c5 · черен офицер на бяло поле f5 · бяла пешка на бяло поле c4 · черна пешка на бяло поле e4 · бяла пешка на черно поле f4 · бяла пешка на бяло поле g4 · черна дама на черно поле h4 · бяла пешка на бяло поле b3 · бяла пешка на черно поле e3 · бяла пешка на бяло поле a2 · бял офицер на черно поле b2 · бяла дама на бяло поле c2 · бяла пешка на черно поле d2 · бял офицер на бяло поле e2 · бял топ на черно поле a1 · бял кон на бяло поле b1 · бял цар на бяло поле d1 · черна дама на бяло поле f1 | черен цар на бяло поле c8 · черен топ на черно поле d8 · черна пешка на черно поле a7 · черна пешка на бяло поле b7 · черна пешка на черно поле c7 · черна пешка на бяло поле f7 · черна пешка на черно поле g7 · черна пешка на бяло поле c6 · черен офицер на черно поле c5 · черен офицер на бяло поле f5 · бяла пешка на бяло поле c4 · черна пешка на бяло поле e4 · бяла пешка на черно поле f4 · бяла пешка на бяло поле g4 · черна дама на черно поле h4 · бяла пешка на бяло поле b3 · бяла пешка на черно поле e3 · бяла пешка на бяло поле a2 · бял офицер на черно поле b2 · бяла дама на бяло поле c2 · бяла пешка на черно поле d2 · бял офицер на бяло поле e2 · бял топ на черно поле a1 · бял кон на бяло поле b1 · бял цар на бяло поле d1 · черна дама на бяло поле f1 | 2 |
| 1 | черен цар на бяло поле c8 · черен топ на черно поле d8 · черна пешка на черно поле a7 · черна пешка на бяло поле b7 · черна пешка на черно поле c7 · черна пешка на бяло поле f7 · черна пешка на черно поле g7 · черна пешка на бяло поле c6 · черен офицер на черно поле c5 · черен офицер на бяло поле f5 · бяла пешка на бяло поле c4 · черна пешка на бяло поле e4 · бяла пешка на черно поле f4 · бяла пешка на бяло поле g4 · черна дама на черно поле h4 · бяла пешка на бяло поле b3 · бяла пешка на черно поле e3 · бяла пешка на бяло поле a2 · бял офицер на черно поле b2 · бяла дама на бяло поле c2 · бяла пешка на черно поле d2 · бял офицер на бяло поле e2 · бял топ на черно поле a1 · бял кон на бяло поле b1 · бял цар на бяло поле d1 · черна дама на бяло поле f1 | черен цар на бяло поле c8 · черен топ на черно поле d8 · черна пешка на черно поле a7 · черна пешка на бяло поле b7 · черна пешка на черно поле c7 · черна пешка на бяло поле f7 · черна пешка на черно поле g7 · черна пешка на бяло поле c6 · черен офицер на черно поле c5 · черен офицер на бяло поле f5 · бяла пешка на бяло поле c4 · черна пешка на бяло поле e4 · бяла пешка на черно поле f4 · бяла пешка на бяло поле g4 · черна дама на черно поле h4 · бяла пешка на бяло поле b3 · бяла пешка на черно поле e3 · бяла пешка на бяло поле a2 · бял офицер на черно поле b2 · бяла дама на бяло поле c2 · бяла пешка на черно поле d2 · бял офицер на бяло поле e2 · бял топ на черно поле a1 · бял кон на бяло поле b1 · бял цар на бяло поле d1 · черна дама на бяло поле f1 | черен цар на бяло поле c8 · черен топ на черно поле d8 · черна пешка на черно поле a7 · черна пешка на бяло поле b7 · черна пешка на черно поле c7 · черна пешка на бяло поле f7 · черна пешка на черно поле g7 · черна пешка на бяло поле c6 · черен офицер на черно поле c5 · черен офицер на бяло поле f5 · бяла пешка на бяло поле c4 · черна пешка на бяло поле e4 · бяла пешка на черно поле f4 · бяла пешка на бяло поле g4 · черна дама на черно поле h4 · бяла пешка на бяло поле b3 · бяла пешка на черно поле e3 · бяла пешка на бяло поле a2 · бял офицер на черно поле b2 · бяла дама на бяло поле c2 · бяла пешка на черно поле d2 · бял офицер на бяло поле e2 · бял топ на черно поле a1 · бял кон на бяло поле b1 · бял цар на бяло поле d1 · черна дама на бяло поле f1 | черен цар на бяло поле c8 · черен топ на черно поле d8 · черна пешка на черно поле a7 · черна пешка на бяло поле b7 · черна пешка на черно поле c7 · черна пешка на бяло поле f7 · черна пешка на черно поле g7 · черна пешка на бяло поле c6 · черен офицер на черно поле c5 · черен офицер на бяло поле f5 · бяла пешка на бяло поле c4 · черна пешка на бяло поле e4 · бяла пешка на черно поле f4 · бяла пешка на бяло поле g4 · черна дама на черно поле h4 · бяла пешка на бяло поле b3 · бяла пешка на черно поле e3 · бяла пешка на бяло поле a2 · бял офицер на черно поле b2 · бяла дама на бяло поле c2 · бяла пешка на черно поле d2 · бял офицер на бяло поле e2 · бял топ на черно поле a1 · бял кон на бяло поле b1 · бял цар на бяло поле d1 · черна дама на бяло поле f1 | черен цар на бяло поле c8 · черен топ на черно поле d8 · черна пешка на черно поле a7 · черна пешка на бяло поле b7 · черна пешка на черно поле c7 · черна пешка на бяло поле f7 · черна пешка на черно поле g7 · черна пешка на бяло поле c6 · черен офицер на черно поле c5 · черен офицер на бяло поле f5 · бяла пешка на бяло поле c4 · черна пешка на бяло поле e4 · бяла пешка на черно поле f4 · бяла пешка на бяло поле g4 · черна дама на черно поле h4 · бяла пешка на бяло поле b3 · бяла пешка на черно поле e3 · бяла пешка на бяло поле a2 · бял офицер на черно поле b2 · бяла дама на бяло поле c2 · бяла пешка на черно поле d2 · бял офицер на бяло поле e2 · бял топ на черно поле a1 · бял кон на бяло поле b1 · бял цар на бяло поле d1 · черна дама на бяло поле f1 | черен цар на бяло поле c8 · черен топ на черно поле d8 · черна пешка на черно поле a7 · черна пешка на бяло поле b7 · черна пешка на черно поле c7 · черна пешка на бяло поле f7 · черна пешка на черно поле g7 · черна пешка на бяло поле c6 · черен офицер на черно поле c5 · черен офицер на бяло поле f5 · бяла пешка на бяло поле c4 · черна пешка на бяло поле e4 · бяла пешка на черно поле f4 · бяла пешка на бяло поле g4 · черна дама на черно поле h4 · бяла пешка на бяло поле b3 · бяла пешка на черно поле e3 · бяла пешка на бяло поле a2 · бял офицер на черно поле b2 · бяла дама на бяло поле c2 · бяла пешка на черно поле d2 · бял офицер на бяло поле e2 · бял топ на черно поле a1 · бял кон на бяло поле b1 · бял цар на бяло поле d1 · черна дама на бяло поле f1 | черен цар на бяло поле c8 · черен топ на черно поле d8 · черна пешка на черно поле a7 · черна пешка на бяло поле b7 · черна пешка на черно поле c7 · черна пешка на бяло поле f7 · черна пешка на черно поле g7 · черна пешка на бяло поле c6 · черен офицер на черно поле c5 · черен офицер на бяло поле f5 · бяла пешка на бяло поле c4 · черна пешка на бяло поле e4 · бяла пешка на черно поле f4 · бяла пешка на бяло поле g4 · черна дама на черно поле h4 · бяла пешка на бяло поле b3 · бяла пешка на черно поле e3 · бяла пешка на бяло поле a2 · бял офицер на черно поле b2 · бяла дама на бяло поле c2 · бяла пешка на черно поле d2 · бял офицер на бяло поле e2 · бял топ на черно поле a1 · бял кон на бяло поле b1 · бял цар на бяло поле d1 · черна дама на бяло поле f1 | черен цар на бяло поле c8 · черен топ на черно поле d8 · черна пешка на черно поле a7 · черна пешка на бяло поле b7 · черна пешка на черно поле c7 · черна пешка на бяло поле f7 · черна пешка на черно поле g7 · черна пешка на бяло поле c6 · черен офицер на черно поле c5 · черен офицер на бяло поле f5 · бяла пешка на бяло поле c4 · черна пешка на бяло поле e4 · бяла пешка на черно поле f4 · бяла пешка на бяло поле g4 · черна дама на черно поле h4 · бяла пешка на бяло поле b3 · бяла пешка на черно поле e3 · бяла пешка на бяло поле a2 · бял офицер на черно поле b2 · бяла дама на бяло поле c2 · бяла пешка на черно поле d2 · бял офицер на бяло поле e2 · бял топ на черно поле a1 · бял кон на бяло поле b1 · бял цар на бяло поле d1 · черна дама на бяло поле f1 | 1 |
|   | a | b | c | d | e | f | g | h |   |

Така белият цар остава незащитен. 10. ...Кg4 11. g3? h5! 12. h3 (диаграма 4) 12. ...h4!! Спаски жертва фигура за много силна атака, която разбива царския фланг на белите. 
13. h:g4 h:g3! 14. Тg1 Тh1!! 15. Т:h1 g2!! 16. Тf1 Дh4+ 17. Цd1 g:f1Д+!! (диаграма 5). Ларсен се предава пред неизбежен мат –
 18. О:f1 O:g4+ 19. Oe2 Дh1+ 20. Оf1 Д:f1#! или 19. Цс1 Де1+ 20. Дd1 Д:d1#!

## Произвеждане на дама
|  |  |

Обикновено пешката се произвежда в най-силната фигура дама (царица), освен ако конкретни съображения в позицията налагат произвеждането на друга фигура.
|   | a | b | c | d | e | f | g | h |   |
| 8 | бяла дама на бяло поле g8 · бяла дама на черно поле h8 · черен цар на черно поле b6 · черна пешка на бяло поле c6 · черна дама на черно поле d6 · черна пешка на черно поле e5 · бяла пешка на бяло поле c4 · черна пешка на черно поле d4 · бяла пешка на бяло поле e4 · черен кон на черно поле c3 · бяла пешка на бяло поле d3 · бяла пешка на черно поле g3 · черна дама на черно поле a1 · бял офицер на бяло поле f1 · бял цар на черно поле g1 | бяла дама на бяло поле g8 · бяла дама на черно поле h8 · черен цар на черно поле b6 · черна пешка на бяло поле c6 · черна дама на черно поле d6 · черна пешка на черно поле e5 · бяла пешка на бяло поле c4 · черна пешка на черно поле d4 · бяла пешка на бяло поле e4 · черен кон на черно поле c3 · бяла пешка на бяло поле d3 · бяла пешка на черно поле g3 · черна дама на черно поле a1 · бял офицер на бяло поле f1 · бял цар на черно поле g1 | бяла дама на бяло поле g8 · бяла дама на черно поле h8 · черен цар на черно поле b6 · черна пешка на бяло поле c6 · черна дама на черно поле d6 · черна пешка на черно поле e5 · бяла пешка на бяло поле c4 · черна пешка на черно поле d4 · бяла пешка на бяло поле e4 · черен кон на черно поле c3 · бяла пешка на бяло поле d3 · бяла пешка на черно поле g3 · черна дама на черно поле a1 · бял офицер на бяло поле f1 · бял цар на черно поле g1 | бяла дама на бяло поле g8 · бяла дама на черно поле h8 · черен цар на черно поле b6 · черна пешка на бяло поле c6 · черна дама на черно поле d6 · черна пешка на черно поле e5 · бяла пешка на бяло поле c4 · черна пешка на черно поле d4 · бяла пешка на бяло поле e4 · черен кон на черно поле c3 · бяла пешка на бяло поле d3 · бяла пешка на черно поле g3 · черна дама на черно поле a1 · бял офицер на бяло поле f1 · бял цар на черно поле g1 | бяла дама на бяло поле g8 · бяла дама на черно поле h8 · черен цар на черно поле b6 · черна пешка на бяло поле c6 · черна дама на черно поле d6 · черна пешка на черно поле e5 · бяла пешка на бяло поле c4 · черна пешка на черно поле d4 · бяла пешка на бяло поле e4 · черен кон на черно поле c3 · бяла пешка на бяло поле d3 · бяла пешка на черно поле g3 · черна дама на черно поле a1 · бял офицер на бяло поле f1 · бял цар на черно поле g1 | бяла дама на бяло поле g8 · бяла дама на черно поле h8 · черен цар на черно поле b6 · черна пешка на бяло поле c6 · черна дама на черно поле d6 · черна пешка на черно поле e5 · бяла пешка на бяло поле c4 · черна пешка на черно поле d4 · бяла пешка на бяло поле e4 · черен кон на черно поле c3 · бяла пешка на бяло поле d3 · бяла пешка на черно поле g3 · черна дама на черно поле a1 · бял офицер на бяло поле f1 · бял цар на черно поле g1 | бяла дама на бяло поле g8 · бяла дама на черно поле h8 · черен цар на черно поле b6 · черна пешка на бяло поле c6 · черна дама на черно поле d6 · черна пешка на черно поле e5 · бяла пешка на бяло поле c4 · черна пешка на черно поле d4 · бяла пешка на бяло поле e4 · черен кон на черно поле c3 · бяла пешка на бяло поле d3 · бяла пешка на черно поле g3 · черна дама на черно поле a1 · бял офицер на бяло поле f1 · бял цар на черно поле g1 | бяла дама на бяло поле g8 · бяла дама на черно поле h8 · черен цар на черно поле b6 · черна пешка на бяло поле c6 · черна дама на черно поле d6 · черна пешка на черно поле e5 · бяла пешка на бяло поле c4 · черна пешка на черно поле d4 · бяла пешка на бяло поле e4 · черен кон на черно поле c3 · бяла пешка на бяло поле d3 · бяла пешка на черно поле g3 · черна дама на черно поле a1 · бял офицер на бяло поле f1 · бял цар на черно поле g1 | 8 |
| 7 | бяла дама на бяло поле g8 · бяла дама на черно поле h8 · черен цар на черно поле b6 · черна пешка на бяло поле c6 · черна дама на черно поле d6 · черна пешка на черно поле e5 · бяла пешка на бяло поле c4 · черна пешка на черно поле d4 · бяла пешка на бяло поле e4 · черен кон на черно поле c3 · бяла пешка на бяло поле d3 · бяла пешка на черно поле g3 · черна дама на черно поле a1 · бял офицер на бяло поле f1 · бял цар на черно поле g1 | бяла дама на бяло поле g8 · бяла дама на черно поле h8 · черен цар на черно поле b6 · черна пешка на бяло поле c6 · черна дама на черно поле d6 · черна пешка на черно поле e5 · бяла пешка на бяло поле c4 · черна пешка на черно поле d4 · бяла пешка на бяло поле e4 · черен кон на черно поле c3 · бяла пешка на бяло поле d3 · бяла пешка на черно поле g3 · черна дама на черно поле a1 · бял офицер на бяло поле f1 · бял цар на черно поле g1 | бяла дама на бяло поле g8 · бяла дама на черно поле h8 · черен цар на черно поле b6 · черна пешка на бяло поле c6 · черна дама на черно поле d6 · черна пешка на черно поле e5 · бяла пешка на бяло поле c4 · черна пешка на черно поле d4 · бяла пешка на бяло поле e4 · черен кон на черно поле c3 · бяла пешка на бяло поле d3 · бяла пешка на черно поле g3 · черна дама на черно поле a1 · бял офицер на бяло поле f1 · бял цар на черно поле g1 | бяла дама на бяло поле g8 · бяла дама на черно поле h8 · черен цар на черно поле b6 · черна пешка на бяло поле c6 · черна дама на черно поле d6 · черна пешка на черно поле e5 · бяла пешка на бяло поле c4 · черна пешка на черно поле d4 · бяла пешка на бяло поле e4 · черен кон на черно поле c3 · бяла пешка на бяло поле d3 · бяла пешка на черно поле g3 · черна дама на черно поле a1 · бял офицер на бяло поле f1 · бял цар на черно поле g1 | бяла дама на бяло поле g8 · бяла дама на черно поле h8 · черен цар на черно поле b6 · черна пешка на бяло поле c6 · черна дама на черно поле d6 · черна пешка на черно поле e5 · бяла пешка на бяло поле c4 · черна пешка на черно поле d4 · бяла пешка на бяло поле e4 · черен кон на черно поле c3 · бяла пешка на бяло поле d3 · бяла пешка на черно поле g3 · черна дама на черно поле a1 · бял офицер на бяло поле f1 · бял цар на черно поле g1 | бяла дама на бяло поле g8 · бяла дама на черно поле h8 · черен цар на черно поле b6 · черна пешка на бяло поле c6 · черна дама на черно поле d6 · черна пешка на черно поле e5 · бяла пешка на бяло поле c4 · черна пешка на черно поле d4 · бяла пешка на бяло поле e4 · черен кон на черно поле c3 · бяла пешка на бяло поле d3 · бяла пешка на черно поле g3 · черна дама на черно поле a1 · бял офицер на бяло поле f1 · бял цар на черно поле g1 | бяла дама на бяло поле g8 · бяла дама на черно поле h8 · черен цар на черно поле b6 · черна пешка на бяло поле c6 · черна дама на черно поле d6 · черна пешка на черно поле e5 · бяла пешка на бяло поле c4 · черна пешка на черно поле d4 · бяла пешка на бяло поле e4 · черен кон на черно поле c3 · бяла пешка на бяло поле d3 · бяла пешка на черно поле g3 · черна дама на черно поле a1 · бял офицер на бяло поле f1 · бял цар на черно поле g1 | бяла дама на бяло поле g8 · бяла дама на черно поле h8 · черен цар на черно поле b6 · черна пешка на бяло поле c6 · черна дама на черно поле d6 · черна пешка на черно поле e5 · бяла пешка на бяло поле c4 · черна пешка на черно поле d4 · бяла пешка на бяло поле e4 · черен кон на черно поле c3 · бяла пешка на бяло поле d3 · бяла пешка на черно поле g3 · черна дама на черно поле a1 · бял офицер на бяло поле f1 · бял цар на черно поле g1 | 7 |
| 6 | бяла дама на бяло поле g8 · бяла дама на черно поле h8 · черен цар на черно поле b6 · черна пешка на бяло поле c6 · черна дама на черно поле d6 · черна пешка на черно поле e5 · бяла пешка на бяло поле c4 · черна пешка на черно поле d4 · бяла пешка на бяло поле e4 · черен кон на черно поле c3 · бяла пешка на бяло поле d3 · бяла пешка на черно поле g3 · черна дама на черно поле a1 · бял офицер на бяло поле f1 · бял цар на черно поле g1 | бяла дама на бяло поле g8 · бяла дама на черно поле h8 · черен цар на черно поле b6 · черна пешка на бяло поле c6 · черна дама на черно поле d6 · черна пешка на черно поле e5 · бяла пешка на бяло поле c4 · черна пешка на черно поле d4 · бяла пешка на бяло поле e4 · черен кон на черно поле c3 · бяла пешка на бяло поле d3 · бяла пешка на черно поле g3 · черна дама на черно поле a1 · бял офицер на бяло поле f1 · бял цар на черно поле g1 | бяла дама на бяло поле g8 · бяла дама на черно поле h8 · черен цар на черно поле b6 · черна пешка на бяло поле c6 · черна дама на черно поле d6 · черна пешка на черно поле e5 · бяла пешка на бяло поле c4 · черна пешка на черно поле d4 · бяла пешка на бяло поле e4 · черен кон на черно поле c3 · бяла пешка на бяло поле d3 · бяла пешка на черно поле g3 · черна дама на черно поле a1 · бял офицер на бяло поле f1 · бял цар на черно поле g1 | бяла дама на бяло поле g8 · бяла дама на черно поле h8 · черен цар на черно поле b6 · черна пешка на бяло поле c6 · черна дама на черно поле d6 · черна пешка на черно поле e5 · бяла пешка на бяло поле c4 · черна пешка на черно поле d4 · бяла пешка на бяло поле e4 · черен кон на черно поле c3 · бяла пешка на бяло поле d3 · бяла пешка на черно поле g3 · черна дама на черно поле a1 · бял офицер на бяло поле f1 · бял цар на черно поле g1 | бяла дама на бяло поле g8 · бяла дама на черно поле h8 · черен цар на черно поле b6 · черна пешка на бяло поле c6 · черна дама на черно поле d6 · черна пешка на черно поле e5 · бяла пешка на бяло поле c4 · черна пешка на черно поле d4 · бяла пешка на бяло поле e4 · черен кон на черно поле c3 · бяла пешка на бяло поле d3 · бяла пешка на черно поле g3 · черна дама на черно поле a1 · бял офицер на бяло поле f1 · бял цар на черно поле g1 | бяла дама на бяло поле g8 · бяла дама на черно поле h8 · черен цар на черно поле b6 · черна пешка на бяло поле c6 · черна дама на черно поле d6 · черна пешка на черно поле e5 · бяла пешка на бяло поле c4 · черна пешка на черно поле d4 · бяла пешка на бяло поле e4 · черен кон на черно поле c3 · бяла пешка на бяло поле d3 · бяла пешка на черно поле g3 · черна дама на черно поле a1 · бял офицер на бяло поле f1 · бял цар на черно поле g1 | бяла дама на бяло поле g8 · бяла дама на черно поле h8 · черен цар на черно поле b6 · черна пешка на бяло поле c6 · черна дама на черно поле d6 · черна пешка на черно поле e5 · бяла пешка на бяло поле c4 · черна пешка на черно поле d4 · бяла пешка на бяло поле e4 · черен кон на черно поле c3 · бяла пешка на бяло поле d3 · бяла пешка на черно поле g3 · черна дама на черно поле a1 · бял офицер на бяло поле f1 · бял цар на черно поле g1 | бяла дама на бяло поле g8 · бяла дама на черно поле h8 · черен цар на черно поле b6 · черна пешка на бяло поле c6 · черна дама на черно поле d6 · черна пешка на черно поле e5 · бяла пешка на бяло поле c4 · черна пешка на черно поле d4 · бяла пешка на бяло поле e4 · черен кон на черно поле c3 · бяла пешка на бяло поле d3 · бяла пешка на черно поле g3 · черна дама на черно поле a1 · бял офицер на бяло поле f1 · бял цар на черно поле g1 | 6 |
| 5 | бяла дама на бяло поле g8 · бяла дама на черно поле h8 · черен цар на черно поле b6 · черна пешка на бяло поле c6 · черна дама на черно поле d6 · черна пешка на черно поле e5 · бяла пешка на бяло поле c4 · черна пешка на черно поле d4 · бяла пешка на бяло поле e4 · черен кон на черно поле c3 · бяла пешка на бяло поле d3 · бяла пешка на черно поле g3 · черна дама на черно поле a1 · бял офицер на бяло поле f1 · бял цар на черно поле g1 | бяла дама на бяло поле g8 · бяла дама на черно поле h8 · черен цар на черно поле b6 · черна пешка на бяло поле c6 · черна дама на черно поле d6 · черна пешка на черно поле e5 · бяла пешка на бяло поле c4 · черна пешка на черно поле d4 · бяла пешка на бяло поле e4 · черен кон на черно поле c3 · бяла пешка на бяло поле d3 · бяла пешка на черно поле g3 · черна дама на черно поле a1 · бял офицер на бяло поле f1 · бял цар на черно поле g1 | бяла дама на бяло поле g8 · бяла дама на черно поле h8 · черен цар на черно поле b6 · черна пешка на бяло поле c6 · черна дама на черно поле d6 · черна пешка на черно поле e5 · бяла пешка на бяло поле c4 · черна пешка на черно поле d4 · бяла пешка на бяло поле e4 · черен кон на черно поле c3 · бяла пешка на бяло поле d3 · бяла пешка на черно поле g3 · черна дама на черно поле a1 · бял офицер на бяло поле f1 · бял цар на черно поле g1 | бяла дама на бяло поле g8 · бяла дама на черно поле h8 · черен цар на черно поле b6 · черна пешка на бяло поле c6 · черна дама на черно поле d6 · черна пешка на черно поле e5 · бяла пешка на бяло поле c4 · черна пешка на черно поле d4 · бяла пешка на бяло поле e4 · черен кон на черно поле c3 · бяла пешка на бяло поле d3 · бяла пешка на черно поле g3 · черна дама на черно поле a1 · бял офицер на бяло поле f1 · бял цар на черно поле g1 | бяла дама на бяло поле g8 · бяла дама на черно поле h8 · черен цар на черно поле b6 · черна пешка на бяло поле c6 · черна дама на черно поле d6 · черна пешка на черно поле e5 · бяла пешка на бяло поле c4 · черна пешка на черно поле d4 · бяла пешка на бяло поле e4 · черен кон на черно поле c3 · бяла пешка на бяло поле d3 · бяла пешка на черно поле g3 · черна дама на черно поле a1 · бял офицер на бяло поле f1 · бял цар на черно поле g1 | бяла дама на бяло поле g8 · бяла дама на черно поле h8 · черен цар на черно поле b6 · черна пешка на бяло поле c6 · черна дама на черно поле d6 · черна пешка на черно поле e5 · бяла пешка на бяло поле c4 · черна пешка на черно поле d4 · бяла пешка на бяло поле e4 · черен кон на черно поле c3 · бяла пешка на бяло поле d3 · бяла пешка на черно поле g3 · черна дама на черно поле a1 · бял офицер на бяло поле f1 · бял цар на черно поле g1 | бяла дама на бяло поле g8 · бяла дама на черно поле h8 · черен цар на черно поле b6 · черна пешка на бяло поле c6 · черна дама на черно поле d6 · черна пешка на черно поле e5 · бяла пешка на бяло поле c4 · черна пешка на черно поле d4 · бяла пешка на бяло поле e4 · черен кон на черно поле c3 · бяла пешка на бяло поле d3 · бяла пешка на черно поле g3 · черна дама на черно поле a1 · бял офицер на бяло поле f1 · бял цар на черно поле g1 | бяла дама на бяло поле g8 · бяла дама на черно поле h8 · черен цар на черно поле b6 · черна пешка на бяло поле c6 · черна дама на черно поле d6 · черна пешка на черно поле e5 · бяла пешка на бяло поле c4 · черна пешка на черно поле d4 · бяла пешка на бяло поле e4 · черен кон на черно поле c3 · бяла пешка на бяло поле d3 · бяла пешка на черно поле g3 · черна дама на черно поле a1 · бял офицер на бяло поле f1 · бял цар на черно поле g1 | 5 |
| 4 | бяла дама на бяло поле g8 · бяла дама на черно поле h8 · черен цар на черно поле b6 · черна пешка на бяло поле c6 · черна дама на черно поле d6 · черна пешка на черно поле e5 · бяла пешка на бяло поле c4 · черна пешка на черно поле d4 · бяла пешка на бяло поле e4 · черен кон на черно поле c3 · бяла пешка на бяло поле d3 · бяла пешка на черно поле g3 · черна дама на черно поле a1 · бял офицер на бяло поле f1 · бял цар на черно поле g1 | бяла дама на бяло поле g8 · бяла дама на черно поле h8 · черен цар на черно поле b6 · черна пешка на бяло поле c6 · черна дама на черно поле d6 · черна пешка на черно поле e5 · бяла пешка на бяло поле c4 · черна пешка на черно поле d4 · бяла пешка на бяло поле e4 · черен кон на черно поле c3 · бяла пешка на бяло поле d3 · бяла пешка на черно поле g3 · черна дама на черно поле a1 · бял офицер на бяло поле f1 · бял цар на черно поле g1 | бяла дама на бяло поле g8 · бяла дама на черно поле h8 · черен цар на черно поле b6 · черна пешка на бяло поле c6 · черна дама на черно поле d6 · черна пешка на черно поле e5 · бяла пешка на бяло поле c4 · черна пешка на черно поле d4 · бяла пешка на бяло поле e4 · черен кон на черно поле c3 · бяла пешка на бяло поле d3 · бяла пешка на черно поле g3 · черна дама на черно поле a1 · бял офицер на бяло поле f1 · бял цар на черно поле g1 | бяла дама на бяло поле g8 · бяла дама на черно поле h8 · черен цар на черно поле b6 · черна пешка на бяло поле c6 · черна дама на черно поле d6 · черна пешка на черно поле e5 · бяла пешка на бяло поле c4 · черна пешка на черно поле d4 · бяла пешка на бяло поле e4 · черен кон на черно поле c3 · бяла пешка на бяло поле d3 · бяла пешка на черно поле g3 · черна дама на черно поле a1 · бял офицер на бяло поле f1 · бял цар на черно поле g1 | бяла дама на бяло поле g8 · бяла дама на черно поле h8 · черен цар на черно поле b6 · черна пешка на бяло поле c6 · черна дама на черно поле d6 · черна пешка на черно поле e5 · бяла пешка на бяло поле c4 · черна пешка на черно поле d4 · бяла пешка на бяло поле e4 · черен кон на черно поле c3 · бяла пешка на бяло поле d3 · бяла пешка на черно поле g3 · черна дама на черно поле a1 · бял офицер на бяло поле f1 · бял цар на черно поле g1 | бяла дама на бяло поле g8 · бяла дама на черно поле h8 · черен цар на черно поле b6 · черна пешка на бяло поле c6 · черна дама на черно поле d6 · черна пешка на черно поле e5 · бяла пешка на бяло поле c4 · черна пешка на черно поле d4 · бяла пешка на бяло поле e4 · черен кон на черно поле c3 · бяла пешка на бяло поле d3 · бяла пешка на черно поле g3 · черна дама на черно поле a1 · бял офицер на бяло поле f1 · бял цар на черно поле g1 | бяла дама на бяло поле g8 · бяла дама на черно поле h8 · черен цар на черно поле b6 · черна пешка на бяло поле c6 · черна дама на черно поле d6 · черна пешка на черно поле e5 · бяла пешка на бяло поле c4 · черна пешка на черно поле d4 · бяла пешка на бяло поле e4 · черен кон на черно поле c3 · бяла пешка на бяло поле d3 · бяла пешка на черно поле g3 · черна дама на черно поле a1 · бял офицер на бяло поле f1 · бял цар на черно поле g1 | бяла дама на бяло поле g8 · бяла дама на черно поле h8 · черен цар на черно поле b6 · черна пешка на бяло поле c6 · черна дама на черно поле d6 · черна пешка на черно поле e5 · бяла пешка на бяло поле c4 · черна пешка на черно поле d4 · бяла пешка на бяло поле e4 · черен кон на черно поле c3 · бяла пешка на бяло поле d3 · бяла пешка на черно поле g3 · черна дама на черно поле a1 · бял офицер на бяло поле f1 · бял цар на черно поле g1 | 4 |
| 3 | бяла дама на бяло поле g8 · бяла дама на черно поле h8 · черен цар на черно поле b6 · черна пешка на бяло поле c6 · черна дама на черно поле d6 · черна пешка на черно поле e5 · бяла пешка на бяло поле c4 · черна пешка на черно поле d4 · бяла пешка на бяло поле e4 · черен кон на черно поле c3 · бяла пешка на бяло поле d3 · бяла пешка на черно поле g3 · черна дама на черно поле a1 · бял офицер на бяло поле f1 · бял цар на черно поле g1 | бяла дама на бяло поле g8 · бяла дама на черно поле h8 · черен цар на черно поле b6 · черна пешка на бяло поле c6 · черна дама на черно поле d6 · черна пешка на черно поле e5 · бяла пешка на бяло поле c4 · черна пешка на черно поле d4 · бяла пешка на бяло поле e4 · черен кон на черно поле c3 · бяла пешка на бяло поле d3 · бяла пешка на черно поле g3 · черна дама на черно поле a1 · бял офицер на бяло поле f1 · бял цар на черно поле g1 | бяла дама на бяло поле g8 · бяла дама на черно поле h8 · черен цар на черно поле b6 · черна пешка на бяло поле c6 · черна дама на черно поле d6 · черна пешка на черно поле e5 · бяла пешка на бяло поле c4 · черна пешка на черно поле d4 · бяла пешка на бяло поле e4 · черен кон на черно поле c3 · бяла пешка на бяло поле d3 · бяла пешка на черно поле g3 · черна дама на черно поле a1 · бял офицер на бяло поле f1 · бял цар на черно поле g1 | бяла дама на бяло поле g8 · бяла дама на черно поле h8 · черен цар на черно поле b6 · черна пешка на бяло поле c6 · черна дама на черно поле d6 · черна пешка на черно поле e5 · бяла пешка на бяло поле c4 · черна пешка на черно поле d4 · бяла пешка на бяло поле e4 · черен кон на черно поле c3 · бяла пешка на бяло поле d3 · бяла пешка на черно поле g3 · черна дама на черно поле a1 · бял офицер на бяло поле f1 · бял цар на черно поле g1 | бяла дама на бяло поле g8 · бяла дама на черно поле h8 · черен цар на черно поле b6 · черна пешка на бяло поле c6 · черна дама на черно поле d6 · черна пешка на черно поле e5 · бяла пешка на бяло поле c4 · черна пешка на черно поле d4 · бяла пешка на бяло поле e4 · черен кон на черно поле c3 · бяла пешка на бяло поле d3 · бяла пешка на черно поле g3 · черна дама на черно поле a1 · бял офицер на бяло поле f1 · бял цар на черно поле g1 | бяла дама на бяло поле g8 · бяла дама на черно поле h8 · черен цар на черно поле b6 · черна пешка на бяло поле c6 · черна дама на черно поле d6 · черна пешка на черно поле e5 · бяла пешка на бяло поле c4 · черна пешка на черно поле d4 · бяла пешка на бяло поле e4 · черен кон на черно поле c3 · бяла пешка на бяло поле d3 · бяла пешка на черно поле g3 · черна дама на черно поле a1 · бял офицер на бяло поле f1 · бял цар на черно поле g1 | бяла дама на бяло поле g8 · бяла дама на черно поле h8 · черен цар на черно поле b6 · черна пешка на бяло поле c6 · черна дама на черно поле d6 · черна пешка на черно поле e5 · бяла пешка на бяло поле c4 · черна пешка на черно поле d4 · бяла пешка на бяло поле e4 · черен кон на черно поле c3 · бяла пешка на бяло поле d3 · бяла пешка на черно поле g3 · черна дама на черно поле a1 · бял офицер на бяло поле f1 · бял цар на черно поле g1 | бяла дама на бяло поле g8 · бяла дама на черно поле h8 · черен цар на черно поле b6 · черна пешка на бяло поле c6 · черна дама на черно поле d6 · черна пешка на черно поле e5 · бяла пешка на бяло поле c4 · черна пешка на черно поле d4 · бяла пешка на бяло поле e4 · черен кон на черно поле c3 · бяла пешка на бяло поле d3 · бяла пешка на черно поле g3 · черна дама на черно поле a1 · бял офицер на бяло поле f1 · бял цар на черно поле g1 | 3 |
| 2 | бяла дама на бяло поле g8 · бяла дама на черно поле h8 · черен цар на черно поле b6 · черна пешка на бяло поле c6 · черна дама на черно поле d6 · черна пешка на черно поле e5 · бяла пешка на бяло поле c4 · черна пешка на черно поле d4 · бяла пешка на бяло поле e4 · черен кон на черно поле c3 · бяла пешка на бяло поле d3 · бяла пешка на черно поле g3 · черна дама на черно поле a1 · бял офицер на бяло поле f1 · бял цар на черно поле g1 | бяла дама на бяло поле g8 · бяла дама на черно поле h8 · черен цар на черно поле b6 · черна пешка на бяло поле c6 · черна дама на черно поле d6 · черна пешка на черно поле e5 · бяла пешка на бяло поле c4 · черна пешка на черно поле d4 · бяла пешка на бяло поле e4 · черен кон на черно поле c3 · бяла пешка на бяло поле d3 · бяла пешка на черно поле g3 · черна дама на черно поле a1 · бял офицер на бяло поле f1 · бял цар на черно поле g1 | бяла дама на бяло поле g8 · бяла дама на черно поле h8 · черен цар на черно поле b6 · черна пешка на бяло поле c6 · черна дама на черно поле d6 · черна пешка на черно поле e5 · бяла пешка на бяло поле c4 · черна пешка на черно поле d4 · бяла пешка на бяло поле e4 · черен кон на черно поле c3 · бяла пешка на бяло поле d3 · бяла пешка на черно поле g3 · черна дама на черно поле a1 · бял офицер на бяло поле f1 · бял цар на черно поле g1 | бяла дама на бяло поле g8 · бяла дама на черно поле h8 · черен цар на черно поле b6 · черна пешка на бяло поле c6 · черна дама на черно поле d6 · черна пешка на черно поле e5 · бяла пешка на бяло поле c4 · черна пешка на черно поле d4 · бяла пешка на бяло поле e4 · черен кон на черно поле c3 · бяла пешка на бяло поле d3 · бяла пешка на черно поле g3 · черна дама на черно поле a1 · бял офицер на бяло поле f1 · бял цар на черно поле g1 | бяла дама на бяло поле g8 · бяла дама на черно поле h8 · черен цар на черно поле b6 · черна пешка на бяло поле c6 · черна дама на черно поле d6 · черна пешка на черно поле e5 · бяла пешка на бяло поле c4 · черна пешка на черно поле d4 · бяла пешка на бяло поле e4 · черен кон на черно поле c3 · бяла пешка на бяло поле d3 · бяла пешка на черно поле g3 · черна дама на черно поле a1 · бял офицер на бяло поле f1 · бял цар на черно поле g1 | бяла дама на бяло поле g8 · бяла дама на черно поле h8 · черен цар на черно поле b6 · черна пешка на бяло поле c6 · черна дама на черно поле d6 · черна пешка на черно поле e5 · бяла пешка на бяло поле c4 · черна пешка на черно поле d4 · бяла пешка на бяло поле e4 · черен кон на черно поле c3 · бяла пешка на бяло поле d3 · бяла пешка на черно поле g3 · черна дама на черно поле a1 · бял офицер на бяло поле f1 · бял цар на черно поле g1 | бяла дама на бяло поле g8 · бяла дама на черно поле h8 · черен цар на черно поле b6 · черна пешка на бяло поле c6 · черна дама на черно поле d6 · черна пешка на черно поле e5 · бяла пешка на бяло поле c4 · черна пешка на черно поле d4 · бяла пешка на бяло поле e4 · черен кон на черно поле c3 · бяла пешка на бяло поле d3 · бяла пешка на черно поле g3 · черна дама на черно поле a1 · бял офицер на бяло поле f1 · бял цар на черно поле g1 | бяла дама на бяло поле g8 · бяла дама на черно поле h8 · черен цар на черно поле b6 · черна пешка на бяло поле c6 · черна дама на черно поле d6 · черна пешка на черно поле e5 · бяла пешка на бяло поле c4 · черна пешка на черно поле d4 · бяла пешка на бяло поле e4 · черен кон на черно поле c3 · бяла пешка на бяло поле d3 · бяла пешка на черно поле g3 · черна дама на черно поле a1 · бял офицер на бяло поле f1 · бял цар на черно поле g1 | 2 |
| 1 | бяла дама на бяло поле g8 · бяла дама на черно поле h8 · черен цар на черно поле b6 · черна пешка на бяло поле c6 · черна дама на черно поле d6 · черна пешка на черно поле e5 · бяла пешка на бяло поле c4 · черна пешка на черно поле d4 · бяла пешка на бяло поле e4 · черен кон на черно поле c3 · бяла пешка на бяло поле d3 · бяла пешка на черно поле g3 · черна дама на черно поле a1 · бял офицер на бяло поле f1 · бял цар на черно поле g1 | бяла дама на бяло поле g8 · бяла дама на черно поле h8 · черен цар на черно поле b6 · черна пешка на бяло поле c6 · черна дама на черно поле d6 · черна пешка на черно поле e5 · бяла пешка на бяло поле c4 · черна пешка на черно поле d4 · бяла пешка на бяло поле e4 · черен кон на черно поле c3 · бяла пешка на бяло поле d3 · бяла пешка на черно поле g3 · черна дама на черно поле a1 · бял офицер на бяло поле f1 · бял цар на черно поле g1 | бяла дама на бяло поле g8 · бяла дама на черно поле h8 · черен цар на черно поле b6 · черна пешка на бяло поле c6 · черна дама на черно поле d6 · черна пешка на черно поле e5 · бяла пешка на бяло поле c4 · черна пешка на черно поле d4 · бяла пешка на бяло поле e4 · черен кон на черно поле c3 · бяла пешка на бяло поле d3 · бяла пешка на черно поле g3 · черна дама на черно поле a1 · бял офицер на бяло поле f1 · бял цар на черно поле g1 | бяла дама на бяло поле g8 · бяла дама на черно поле h8 · черен цар на черно поле b6 · черна пешка на бяло поле c6 · черна дама на черно поле d6 · черна пешка на черно поле e5 · бяла пешка на бяло поле c4 · черна пешка на черно поле d4 · бяла пешка на бяло поле e4 · черен кон на черно поле c3 · бяла пешка на бяло поле d3 · бяла пешка на черно поле g3 · черна дама на черно поле a1 · бял офицер на бяло поле f1 · бял цар на черно поле g1 | бяла дама на бяло поле g8 · бяла дама на черно поле h8 · черен цар на черно поле b6 · черна пешка на бяло поле c6 · черна дама на черно поле d6 · черна пешка на черно поле e5 · бяла пешка на бяло поле c4 · черна пешка на черно поле d4 · бяла пешка на бяло поле e4 · черен кон на черно поле c3 · бяла пешка на бяло поле d3 · бяла пешка на черно поле g3 · черна дама на черно поле a1 · бял офицер на бяло поле f1 · бял цар на черно поле g1 | бяла дама на бяло поле g8 · бяла дама на черно поле h8 · черен цар на черно поле b6 · черна пешка на бяло поле c6 · черна дама на черно поле d6 · черна пешка на черно поле e5 · бяла пешка на бяло поле c4 · черна пешка на черно поле d4 · бяла пешка на бяло поле e4 · черен кон на черно поле c3 · бяла пешка на бяло поле d3 · бяла пешка на черно поле g3 · черна дама на черно поле a1 · бял офицер на бяло поле f1 · бял цар на черно поле g1 | бяла дама на бяло поле g8 · бяла дама на черно поле h8 · черен цар на черно поле b6 · черна пешка на бяло поле c6 · черна дама на черно поле d6 · черна пешка на черно поле e5 · бяла пешка на бяло поле c4 · черна пешка на черно поле d4 · бяла пешка на бяло поле e4 · черен кон на черно поле c3 · бяла пешка на бяло поле d3 · бяла пешка на черно поле g3 · черна дама на черно поле a1 · бял офицер на бяло поле f1 · бял цар на черно поле g1 | бяла дама на бяло поле g8 · бяла дама на черно поле h8 · черен цар на черно поле b6 · черна пешка на бяло поле c6 · черна дама на черно поле d6 · черна пешка на черно поле e5 · бяла пешка на бяло поле c4 · черна пешка на черно поле d4 · бяла пешка на бяло поле e4 · черен кон на черно поле c3 · бяла пешка на бяло поле d3 · бяла пешка на черно поле g3 · черна дама на черно поле a1 · бял офицер на бяло поле f1 · бял цар на черно поле g1 | 1 |
|   | a | b | c | d | e | f | g | h |   |

|   | a | b | c | d | e | f | g | h |   |
| 8 | бяла дама на бяло поле a8 · черен кон на бяло поле g8 · бял цар на бяло поле b7 · бяла дама на черно поле c7 · черна пешка на бяло поле f7 · черна дама на черно поле g7 · черен цар на бяло поле h7 · бяла дама на бяло поле c6 · бял кон на бяло поле d5 · бяла пешка на бяло поле e4 · черна дама на черно поле f2 · черна дама на черно поле g1 | бяла дама на бяло поле a8 · черен кон на бяло поле g8 · бял цар на бяло поле b7 · бяла дама на черно поле c7 · черна пешка на бяло поле f7 · черна дама на черно поле g7 · черен цар на бяло поле h7 · бяла дама на бяло поле c6 · бял кон на бяло поле d5 · бяла пешка на бяло поле e4 · черна дама на черно поле f2 · черна дама на черно поле g1 | бяла дама на бяло поле a8 · черен кон на бяло поле g8 · бял цар на бяло поле b7 · бяла дама на черно поле c7 · черна пешка на бяло поле f7 · черна дама на черно поле g7 · черен цар на бяло поле h7 · бяла дама на бяло поле c6 · бял кон на бяло поле d5 · бяла пешка на бяло поле e4 · черна дама на черно поле f2 · черна дама на черно поле g1 | бяла дама на бяло поле a8 · черен кон на бяло поле g8 · бял цар на бяло поле b7 · бяла дама на черно поле c7 · черна пешка на бяло поле f7 · черна дама на черно поле g7 · черен цар на бяло поле h7 · бяла дама на бяло поле c6 · бял кон на бяло поле d5 · бяла пешка на бяло поле e4 · черна дама на черно поле f2 · черна дама на черно поле g1 | бяла дама на бяло поле a8 · черен кон на бяло поле g8 · бял цар на бяло поле b7 · бяла дама на черно поле c7 · черна пешка на бяло поле f7 · черна дама на черно поле g7 · черен цар на бяло поле h7 · бяла дама на бяло поле c6 · бял кон на бяло поле d5 · бяла пешка на бяло поле e4 · черна дама на черно поле f2 · черна дама на черно поле g1 | бяла дама на бяло поле a8 · черен кон на бяло поле g8 · бял цар на бяло поле b7 · бяла дама на черно поле c7 · черна пешка на бяло поле f7 · черна дама на черно поле g7 · черен цар на бяло поле h7 · бяла дама на бяло поле c6 · бял кон на бяло поле d5 · бяла пешка на бяло поле e4 · черна дама на черно поле f2 · черна дама на черно поле g1 | бяла дама на бяло поле a8 · черен кон на бяло поле g8 · бял цар на бяло поле b7 · бяла дама на черно поле c7 · черна пешка на бяло поле f7 · черна дама на черно поле g7 · черен цар на бяло поле h7 · бяла дама на бяло поле c6 · бял кон на бяло поле d5 · бяла пешка на бяло поле e4 · черна дама на черно поле f2 · черна дама на черно поле g1 | бяла дама на бяло поле a8 · черен кон на бяло поле g8 · бял цар на бяло поле b7 · бяла дама на черно поле c7 · черна пешка на бяло поле f7 · черна дама на черно поле g7 · черен цар на бяло поле h7 · бяла дама на бяло поле c6 · бял кон на бяло поле d5 · бяла пешка на бяло поле e4 · черна дама на черно поле f2 · черна дама на черно поле g1 | 8 |
| 7 | бяла дама на бяло поле a8 · черен кон на бяло поле g8 · бял цар на бяло поле b7 · бяла дама на черно поле c7 · черна пешка на бяло поле f7 · черна дама на черно поле g7 · черен цар на бяло поле h7 · бяла дама на бяло поле c6 · бял кон на бяло поле d5 · бяла пешка на бяло поле e4 · черна дама на черно поле f2 · черна дама на черно поле g1 | бяла дама на бяло поле a8 · черен кон на бяло поле g8 · бял цар на бяло поле b7 · бяла дама на черно поле c7 · черна пешка на бяло поле f7 · черна дама на черно поле g7 · черен цар на бяло поле h7 · бяла дама на бяло поле c6 · бял кон на бяло поле d5 · бяла пешка на бяло поле e4 · черна дама на черно поле f2 · черна дама на черно поле g1 | бяла дама на бяло поле a8 · черен кон на бяло поле g8 · бял цар на бяло поле b7 · бяла дама на черно поле c7 · черна пешка на бяло поле f7 · черна дама на черно поле g7 · черен цар на бяло поле h7 · бяла дама на бяло поле c6 · бял кон на бяло поле d5 · бяла пешка на бяло поле e4 · черна дама на черно поле f2 · черна дама на черно поле g1 | бяла дама на бяло поле a8 · черен кон на бяло поле g8 · бял цар на бяло поле b7 · бяла дама на черно поле c7 · черна пешка на бяло поле f7 · черна дама на черно поле g7 · черен цар на бяло поле h7 · бяла дама на бяло поле c6 · бял кон на бяло поле d5 · бяла пешка на бяло поле e4 · черна дама на черно поле f2 · черна дама на черно поле g1 | бяла дама на бяло поле a8 · черен кон на бяло поле g8 · бял цар на бяло поле b7 · бяла дама на черно поле c7 · черна пешка на бяло поле f7 · черна дама на черно поле g7 · черен цар на бяло поле h7 · бяла дама на бяло поле c6 · бял кон на бяло поле d5 · бяла пешка на бяло поле e4 · черна дама на черно поле f2 · черна дама на черно поле g1 | бяла дама на бяло поле a8 · черен кон на бяло поле g8 · бял цар на бяло поле b7 · бяла дама на черно поле c7 · черна пешка на бяло поле f7 · черна дама на черно поле g7 · черен цар на бяло поле h7 · бяла дама на бяло поле c6 · бял кон на бяло поле d5 · бяла пешка на бяло поле e4 · черна дама на черно поле f2 · черна дама на черно поле g1 | бяла дама на бяло поле a8 · черен кон на бяло поле g8 · бял цар на бяло поле b7 · бяла дама на черно поле c7 · черна пешка на бяло поле f7 · черна дама на черно поле g7 · черен цар на бяло поле h7 · бяла дама на бяло поле c6 · бял кон на бяло поле d5 · бяла пешка на бяло поле e4 · черна дама на черно поле f2 · черна дама на черно поле g1 | бяла дама на бяло поле a8 · черен кон на бяло поле g8 · бял цар на бяло поле b7 · бяла дама на черно поле c7 · черна пешка на бяло поле f7 · черна дама на черно поле g7 · черен цар на бяло поле h7 · бяла дама на бяло поле c6 · бял кон на бяло поле d5 · бяла пешка на бяло поле e4 · черна дама на черно поле f2 · черна дама на черно поле g1 | 7 |
| 6 | бяла дама на бяло поле a8 · черен кон на бяло поле g8 · бял цар на бяло поле b7 · бяла дама на черно поле c7 · черна пешка на бяло поле f7 · черна дама на черно поле g7 · черен цар на бяло поле h7 · бяла дама на бяло поле c6 · бял кон на бяло поле d5 · бяла пешка на бяло поле e4 · черна дама на черно поле f2 · черна дама на черно поле g1 | бяла дама на бяло поле a8 · черен кон на бяло поле g8 · бял цар на бяло поле b7 · бяла дама на черно поле c7 · черна пешка на бяло поле f7 · черна дама на черно поле g7 · черен цар на бяло поле h7 · бяла дама на бяло поле c6 · бял кон на бяло поле d5 · бяла пешка на бяло поле e4 · черна дама на черно поле f2 · черна дама на черно поле g1 | бяла дама на бяло поле a8 · черен кон на бяло поле g8 · бял цар на бяло поле b7 · бяла дама на черно поле c7 · черна пешка на бяло поле f7 · черна дама на черно поле g7 · черен цар на бяло поле h7 · бяла дама на бяло поле c6 · бял кон на бяло поле d5 · бяла пешка на бяло поле e4 · черна дама на черно поле f2 · черна дама на черно поле g1 | бяла дама на бяло поле a8 · черен кон на бяло поле g8 · бял цар на бяло поле b7 · бяла дама на черно поле c7 · черна пешка на бяло поле f7 · черна дама на черно поле g7 · черен цар на бяло поле h7 · бяла дама на бяло поле c6 · бял кон на бяло поле d5 · бяла пешка на бяло поле e4 · черна дама на черно поле f2 · черна дама на черно поле g1 | бяла дама на бяло поле a8 · черен кон на бяло поле g8 · бял цар на бяло поле b7 · бяла дама на черно поле c7 · черна пешка на бяло поле f7 · черна дама на черно поле g7 · черен цар на бяло поле h7 · бяла дама на бяло поле c6 · бял кон на бяло поле d5 · бяла пешка на бяло поле e4 · черна дама на черно поле f2 · черна дама на черно поле g1 | бяла дама на бяло поле a8 · черен кон на бяло поле g8 · бял цар на бяло поле b7 · бяла дама на черно поле c7 · черна пешка на бяло поле f7 · черна дама на черно поле g7 · черен цар на бяло поле h7 · бяла дама на бяло поле c6 · бял кон на бяло поле d5 · бяла пешка на бяло поле e4 · черна дама на черно поле f2 · черна дама на черно поле g1 | бяла дама на бяло поле a8 · черен кон на бяло поле g8 · бял цар на бяло поле b7 · бяла дама на черно поле c7 · черна пешка на бяло поле f7 · черна дама на черно поле g7 · черен цар на бяло поле h7 · бяла дама на бяло поле c6 · бял кон на бяло поле d5 · бяла пешка на бяло поле e4 · черна дама на черно поле f2 · черна дама на черно поле g1 | бяла дама на бяло поле a8 · черен кон на бяло поле g8 · бял цар на бяло поле b7 · бяла дама на черно поле c7 · черна пешка на бяло поле f7 · черна дама на черно поле g7 · черен цар на бяло поле h7 · бяла дама на бяло поле c6 · бял кон на бяло поле d5 · бяла пешка на бяло поле e4 · черна дама на черно поле f2 · черна дама на черно поле g1 | 6 |
| 5 | бяла дама на бяло поле a8 · черен кон на бяло поле g8 · бял цар на бяло поле b7 · бяла дама на черно поле c7 · черна пешка на бяло поле f7 · черна дама на черно поле g7 · черен цар на бяло поле h7 · бяла дама на бяло поле c6 · бял кон на бяло поле d5 · бяла пешка на бяло поле e4 · черна дама на черно поле f2 · черна дама на черно поле g1 | бяла дама на бяло поле a8 · черен кон на бяло поле g8 · бял цар на бяло поле b7 · бяла дама на черно поле c7 · черна пешка на бяло поле f7 · черна дама на черно поле g7 · черен цар на бяло поле h7 · бяла дама на бяло поле c6 · бял кон на бяло поле d5 · бяла пешка на бяло поле e4 · черна дама на черно поле f2 · черна дама на черно поле g1 | бяла дама на бяло поле a8 · черен кон на бяло поле g8 · бял цар на бяло поле b7 · бяла дама на черно поле c7 · черна пешка на бяло поле f7 · черна дама на черно поле g7 · черен цар на бяло поле h7 · бяла дама на бяло поле c6 · бял кон на бяло поле d5 · бяла пешка на бяло поле e4 · черна дама на черно поле f2 · черна дама на черно поле g1 | бяла дама на бяло поле a8 · черен кон на бяло поле g8 · бял цар на бяло поле b7 · бяла дама на черно поле c7 · черна пешка на бяло поле f7 · черна дама на черно поле g7 · черен цар на бяло поле h7 · бяла дама на бяло поле c6 · бял кон на бяло поле d5 · бяла пешка на бяло поле e4 · черна дама на черно поле f2 · черна дама на черно поле g1 | бяла дама на бяло поле a8 · черен кон на бяло поле g8 · бял цар на бяло поле b7 · бяла дама на черно поле c7 · черна пешка на бяло поле f7 · черна дама на черно поле g7 · черен цар на бяло поле h7 · бяла дама на бяло поле c6 · бял кон на бяло поле d5 · бяла пешка на бяло поле e4 · черна дама на черно поле f2 · черна дама на черно поле g1 | бяла дама на бяло поле a8 · черен кон на бяло поле g8 · бял цар на бяло поле b7 · бяла дама на черно поле c7 · черна пешка на бяло поле f7 · черна дама на черно поле g7 · черен цар на бяло поле h7 · бяла дама на бяло поле c6 · бял кон на бяло поле d5 · бяла пешка на бяло поле e4 · черна дама на черно поле f2 · черна дама на черно поле g1 | бяла дама на бяло поле a8 · черен кон на бяло поле g8 · бял цар на бяло поле b7 · бяла дама на черно поле c7 · черна пешка на бяло поле f7 · черна дама на черно поле g7 · черен цар на бяло поле h7 · бяла дама на бяло поле c6 · бял кон на бяло поле d5 · бяла пешка на бяло поле e4 · черна дама на черно поле f2 · черна дама на черно поле g1 | бяла дама на бяло поле a8 · черен кон на бяло поле g8 · бял цар на бяло поле b7 · бяла дама на черно поле c7 · черна пешка на бяло поле f7 · черна дама на черно поле g7 · черен цар на бяло поле h7 · бяла дама на бяло поле c6 · бял кон на бяло поле d5 · бяла пешка на бяло поле e4 · черна дама на черно поле f2 · черна дама на черно поле g1 | 5 |
| 4 | бяла дама на бяло поле a8 · черен кон на бяло поле g8 · бял цар на бяло поле b7 · бяла дама на черно поле c7 · черна пешка на бяло поле f7 · черна дама на черно поле g7 · черен цар на бяло поле h7 · бяла дама на бяло поле c6 · бял кон на бяло поле d5 · бяла пешка на бяло поле e4 · черна дама на черно поле f2 · черна дама на черно поле g1 | бяла дама на бяло поле a8 · черен кон на бяло поле g8 · бял цар на бяло поле b7 · бяла дама на черно поле c7 · черна пешка на бяло поле f7 · черна дама на черно поле g7 · черен цар на бяло поле h7 · бяла дама на бяло поле c6 · бял кон на бяло поле d5 · бяла пешка на бяло поле e4 · черна дама на черно поле f2 · черна дама на черно поле g1 | бяла дама на бяло поле a8 · черен кон на бяло поле g8 · бял цар на бяло поле b7 · бяла дама на черно поле c7 · черна пешка на бяло поле f7 · черна дама на черно поле g7 · черен цар на бяло поле h7 · бяла дама на бяло поле c6 · бял кон на бяло поле d5 · бяла пешка на бяло поле e4 · черна дама на черно поле f2 · черна дама на черно поле g1 | бяла дама на бяло поле a8 · черен кон на бяло поле g8 · бял цар на бяло поле b7 · бяла дама на черно поле c7 · черна пешка на бяло поле f7 · черна дама на черно поле g7 · черен цар на бяло поле h7 · бяла дама на бяло поле c6 · бял кон на бяло поле d5 · бяла пешка на бяло поле e4 · черна дама на черно поле f2 · черна дама на черно поле g1 | бяла дама на бяло поле a8 · черен кон на бяло поле g8 · бял цар на бяло поле b7 · бяла дама на черно поле c7 · черна пешка на бяло поле f7 · черна дама на черно поле g7 · черен цар на бяло поле h7 · бяла дама на бяло поле c6 · бял кон на бяло поле d5 · бяла пешка на бяло поле e4 · черна дама на черно поле f2 · черна дама на черно поле g1 | бяла дама на бяло поле a8 · черен кон на бяло поле g8 · бял цар на бяло поле b7 · бяла дама на черно поле c7 · черна пешка на бяло поле f7 · черна дама на черно поле g7 · черен цар на бяло поле h7 · бяла дама на бяло поле c6 · бял кон на бяло поле d5 · бяла пешка на бяло поле e4 · черна дама на черно поле f2 · черна дама на черно поле g1 | бяла дама на бяло поле a8 · черен кон на бяло поле g8 · бял цар на бяло поле b7 · бяла дама на черно поле c7 · черна пешка на бяло поле f7 · черна дама на черно поле g7 · черен цар на бяло поле h7 · бяла дама на бяло поле c6 · бял кон на бяло поле d5 · бяла пешка на бяло поле e4 · черна дама на черно поле f2 · черна дама на черно поле g1 | бяла дама на бяло поле a8 · черен кон на бяло поле g8 · бял цар на бяло поле b7 · бяла дама на черно поле c7 · черна пешка на бяло поле f7 · черна дама на черно поле g7 · черен цар на бяло поле h7 · бяла дама на бяло поле c6 · бял кон на бяло поле d5 · бяла пешка на бяло поле e4 · черна дама на черно поле f2 · черна дама на черно поле g1 | 4 |
| 3 | бяла дама на бяло поле a8 · черен кон на бяло поле g8 · бял цар на бяло поле b7 · бяла дама на черно поле c7 · черна пешка на бяло поле f7 · черна дама на черно поле g7 · черен цар на бяло поле h7 · бяла дама на бяло поле c6 · бял кон на бяло поле d5 · бяла пешка на бяло поле e4 · черна дама на черно поле f2 · черна дама на черно поле g1 | бяла дама на бяло поле a8 · черен кон на бяло поле g8 · бял цар на бяло поле b7 · бяла дама на черно поле c7 · черна пешка на бяло поле f7 · черна дама на черно поле g7 · черен цар на бяло поле h7 · бяла дама на бяло поле c6 · бял кон на бяло поле d5 · бяла пешка на бяло поле e4 · черна дама на черно поле f2 · черна дама на черно поле g1 | бяла дама на бяло поле a8 · черен кон на бяло поле g8 · бял цар на бяло поле b7 · бяла дама на черно поле c7 · черна пешка на бяло поле f7 · черна дама на черно поле g7 · черен цар на бяло поле h7 · бяла дама на бяло поле c6 · бял кон на бяло поле d5 · бяла пешка на бяло поле e4 · черна дама на черно поле f2 · черна дама на черно поле g1 | бяла дама на бяло поле a8 · черен кон на бяло поле g8 · бял цар на бяло поле b7 · бяла дама на черно поле c7 · черна пешка на бяло поле f7 · черна дама на черно поле g7 · черен цар на бяло поле h7 · бяла дама на бяло поле c6 · бял кон на бяло поле d5 · бяла пешка на бяло поле e4 · черна дама на черно поле f2 · черна дама на черно поле g1 | бяла дама на бяло поле a8 · черен кон на бяло поле g8 · бял цар на бяло поле b7 · бяла дама на черно поле c7 · черна пешка на бяло поле f7 · черна дама на черно поле g7 · черен цар на бяло поле h7 · бяла дама на бяло поле c6 · бял кон на бяло поле d5 · бяла пешка на бяло поле e4 · черна дама на черно поле f2 · черна дама на черно поле g1 | бяла дама на бяло поле a8 · черен кон на бяло поле g8 · бял цар на бяло поле b7 · бяла дама на черно поле c7 · черна пешка на бяло поле f7 · черна дама на черно поле g7 · черен цар на бяло поле h7 · бяла дама на бяло поле c6 · бял кон на бяло поле d5 · бяла пешка на бяло поле e4 · черна дама на черно поле f2 · черна дама на черно поле g1 | бяла дама на бяло поле a8 · черен кон на бяло поле g8 · бял цар на бяло поле b7 · бяла дама на черно поле c7 · черна пешка на бяло поле f7 · черна дама на черно поле g7 · черен цар на бяло поле h7 · бяла дама на бяло поле c6 · бял кон на бяло поле d5 · бяла пешка на бяло поле e4 · черна дама на черно поле f2 · черна дама на черно поле g1 | бяла дама на бяло поле a8 · черен кон на бяло поле g8 · бял цар на бяло поле b7 · бяла дама на черно поле c7 · черна пешка на бяло поле f7 · черна дама на черно поле g7 · черен цар на бяло поле h7 · бяла дама на бяло поле c6 · бял кон на бяло поле d5 · бяла пешка на бяло поле e4 · черна дама на черно поле f2 · черна дама на черно поле g1 | 3 |
| 2 | бяла дама на бяло поле a8 · черен кон на бяло поле g8 · бял цар на бяло поле b7 · бяла дама на черно поле c7 · черна пешка на бяло поле f7 · черна дама на черно поле g7 · черен цар на бяло поле h7 · бяла дама на бяло поле c6 · бял кон на бяло поле d5 · бяла пешка на бяло поле e4 · черна дама на черно поле f2 · черна дама на черно поле g1 | бяла дама на бяло поле a8 · черен кон на бяло поле g8 · бял цар на бяло поле b7 · бяла дама на черно поле c7 · черна пешка на бяло поле f7 · черна дама на черно поле g7 · черен цар на бяло поле h7 · бяла дама на бяло поле c6 · бял кон на бяло поле d5 · бяла пешка на бяло поле e4 · черна дама на черно поле f2 · черна дама на черно поле g1 | бяла дама на бяло поле a8 · черен кон на бяло поле g8 · бял цар на бяло поле b7 · бяла дама на черно поле c7 · черна пешка на бяло поле f7 · черна дама на черно поле g7 · черен цар на бяло поле h7 · бяла дама на бяло поле c6 · бял кон на бяло поле d5 · бяла пешка на бяло поле e4 · черна дама на черно поле f2 · черна дама на черно поле g1 | бяла дама на бяло поле a8 · черен кон на бяло поле g8 · бял цар на бяло поле b7 · бяла дама на черно поле c7 · черна пешка на бяло поле f7 · черна дама на черно поле g7 · черен цар на бяло поле h7 · бяла дама на бяло поле c6 · бял кон на бяло поле d5 · бяла пешка на бяло поле e4 · черна дама на черно поле f2 · черна дама на черно поле g1 | бяла дама на бяло поле a8 · черен кон на бяло поле g8 · бял цар на бяло поле b7 · бяла дама на черно поле c7 · черна пешка на бяло поле f7 · черна дама на черно поле g7 · черен цар на бяло поле h7 · бяла дама на бяло поле c6 · бял кон на бяло поле d5 · бяла пешка на бяло поле e4 · черна дама на черно поле f2 · черна дама на черно поле g1 | бяла дама на бяло поле a8 · черен кон на бяло поле g8 · бял цар на бяло поле b7 · бяла дама на черно поле c7 · черна пешка на бяло поле f7 · черна дама на черно поле g7 · черен цар на бяло поле h7 · бяла дама на бяло поле c6 · бял кон на бяло поле d5 · бяла пешка на бяло поле e4 · черна дама на черно поле f2 · черна дама на черно поле g1 | бяла дама на бяло поле a8 · черен кон на бяло поле g8 · бял цар на бяло поле b7 · бяла дама на черно поле c7 · черна пешка на бяло поле f7 · черна дама на черно поле g7 · черен цар на бяло поле h7 · бяла дама на бяло поле c6 · бял кон на бяло поле d5 · бяла пешка на бяло поле e4 · черна дама на черно поле f2 · черна дама на черно поле g1 | бяла дама на бяло поле a8 · черен кон на бяло поле g8 · бял цар на бяло поле b7 · бяла дама на черно поле c7 · черна пешка на бяло поле f7 · черна дама на черно поле g7 · черен цар на бяло поле h7 · бяла дама на бяло поле c6 · бял кон на бяло поле d5 · бяла пешка на бяло поле e4 · черна дама на черно поле f2 · черна дама на черно поле g1 | 2 |
| 1 | бяла дама на бяло поле a8 · черен кон на бяло поле g8 · бял цар на бяло поле b7 · бяла дама на черно поле c7 · черна пешка на бяло поле f7 · черна дама на черно поле g7 · черен цар на бяло поле h7 · бяла дама на бяло поле c6 · бял кон на бяло поле d5 · бяла пешка на бяло поле e4 · черна дама на черно поле f2 · черна дама на черно поле g1 | бяла дама на бяло поле a8 · черен кон на бяло поле g8 · бял цар на бяло поле b7 · бяла дама на черно поле c7 · черна пешка на бяло поле f7 · черна дама на черно поле g7 · черен цар на бяло поле h7 · бяла дама на бяло поле c6 · бял кон на бяло поле d5 · бяла пешка на бяло поле e4 · черна дама на черно поле f2 · черна дама на черно поле g1 | бяла дама на бяло поле a8 · черен кон на бяло поле g8 · бял цар на бяло поле b7 · бяла дама на черно поле c7 · черна пешка на бяло поле f7 · черна дама на черно поле g7 · черен цар на бяло поле h7 · бяла дама на бяло поле c6 · бял кон на бяло поле d5 · бяла пешка на бяло поле e4 · черна дама на черно поле f2 · черна дама на черно поле g1 | бяла дама на бяло поле a8 · черен кон на бяло поле g8 · бял цар на бяло поле b7 · бяла дама на черно поле c7 · черна пешка на бяло поле f7 · черна дама на черно поле g7 · черен цар на бяло поле h7 · бяла дама на бяло поле c6 · бял кон на бяло поле d5 · бяла пешка на бяло поле e4 · черна дама на черно поле f2 · черна дама на черно поле g1 | бяла дама на бяло поле a8 · черен кон на бяло поле g8 · бял цар на бяло поле b7 · бяла дама на черно поле c7 · черна пешка на бяло поле f7 · черна дама на черно поле g7 · черен цар на бяло поле h7 · бяла дама на бяло поле c6 · бял кон на бяло поле d5 · бяла пешка на бяло поле e4 · черна дама на черно поле f2 · черна дама на черно поле g1 | бяла дама на бяло поле a8 · черен кон на бяло поле g8 · бял цар на бяло поле b7 · бяла дама на черно поле c7 · черна пешка на бяло поле f7 · черна дама на черно поле g7 · черен цар на бяло поле h7 · бяла дама на бяло поле c6 · бял кон на бяло поле d5 · бяла пешка на бяло поле e4 · черна дама на черно поле f2 · черна дама на черно поле g1 | бяла дама на бяло поле a8 · черен кон на бяло поле g8 · бял цар на бяло поле b7 · бяла дама на черно поле c7 · черна пешка на бяло поле f7 · черна дама на черно поле g7 · черен цар на бяло поле h7 · бяла дама на бяло поле c6 · бял кон на бяло поле d5 · бяла пешка на бяло поле e4 · черна дама на черно поле f2 · черна дама на черно поле g1 | бяла дама на бяло поле a8 · черен кон на бяло поле g8 · бял цар на бяло поле b7 · бяла дама на черно поле c7 · черна пешка на бяло поле f7 · черна дама на черно поле g7 · черен цар на бяло поле h7 · бяла дама на бяло поле c6 · бял кон на бяло поле d5 · бяла пешка на бяло поле e4 · черна дама на черно поле f2 · черна дама на черно поле g1 | 1 |
|   | a | b | c | d | e | f | g | h |   |

Диаграма 6 показва позиция от може би най-известната партия с няколко дами на дъската между Роберт Фишер и Тигран Петросян в турнира на кандидатите през 1959 г., която възниква след хода 37. h8Д и всяка страна има по две дами. Играта завърши наравно след още 11 хода, като 4 дами съществуват от 37-ия до 44-ия ход. 
Много малко игри са изиграни с шест дами. Два примера са Eмил Шаланчи – Нгуен Tхи Maи (2009) и Дaвид Aнтон Гуижаро – Алехандро Франко Алонсо (2011). В първата партия (диаграма 7) всяка страна има три дами след 58-ия до 65-ия ход. Играта завършва наравно с по една царица от всяка страна. Във втората партия и двете страни също има по три царици, но след като и двете страни остават с по една, в крайна сметка черните се предават.

## Произвеждане на кон
|  |  |

Тъй като конят се движи по начин, по който царицата не може, произвеждането на кон може да бъде много полезно и е най-често срещаният тип слабо произвеждане.
|   | a | b | c | d | e | f | g | h |   |
| 8 | черен кон на черно поле d8 · черен кон на бяло поле g8 · черен топ на черно поле h8 · бяла пешка на черно поле e7 · черна дама на бяло поле f7 · черна пешка на черно поле g7 · черна пешка на бяло поле h7 · черен цар на бяло поле c6 · бял офицер на бяло поле c2 · бяла пешка на бяло поле g2 · бяла пешка на черно поле h2 · бял цар на черно поле g1 | черен кон на черно поле d8 · черен кон на бяло поле g8 · черен топ на черно поле h8 · бяла пешка на черно поле e7 · черна дама на бяло поле f7 · черна пешка на черно поле g7 · черна пешка на бяло поле h7 · черен цар на бяло поле c6 · бял офицер на бяло поле c2 · бяла пешка на бяло поле g2 · бяла пешка на черно поле h2 · бял цар на черно поле g1 | черен кон на черно поле d8 · черен кон на бяло поле g8 · черен топ на черно поле h8 · бяла пешка на черно поле e7 · черна дама на бяло поле f7 · черна пешка на черно поле g7 · черна пешка на бяло поле h7 · черен цар на бяло поле c6 · бял офицер на бяло поле c2 · бяла пешка на бяло поле g2 · бяла пешка на черно поле h2 · бял цар на черно поле g1 | черен кон на черно поле d8 · черен кон на бяло поле g8 · черен топ на черно поле h8 · бяла пешка на черно поле e7 · черна дама на бяло поле f7 · черна пешка на черно поле g7 · черна пешка на бяло поле h7 · черен цар на бяло поле c6 · бял офицер на бяло поле c2 · бяла пешка на бяло поле g2 · бяла пешка на черно поле h2 · бял цар на черно поле g1 | черен кон на черно поле d8 · черен кон на бяло поле g8 · черен топ на черно поле h8 · бяла пешка на черно поле e7 · черна дама на бяло поле f7 · черна пешка на черно поле g7 · черна пешка на бяло поле h7 · черен цар на бяло поле c6 · бял офицер на бяло поле c2 · бяла пешка на бяло поле g2 · бяла пешка на черно поле h2 · бял цар на черно поле g1 | черен кон на черно поле d8 · черен кон на бяло поле g8 · черен топ на черно поле h8 · бяла пешка на черно поле e7 · черна дама на бяло поле f7 · черна пешка на черно поле g7 · черна пешка на бяло поле h7 · черен цар на бяло поле c6 · бял офицер на бяло поле c2 · бяла пешка на бяло поле g2 · бяла пешка на черно поле h2 · бял цар на черно поле g1 | черен кон на черно поле d8 · черен кон на бяло поле g8 · черен топ на черно поле h8 · бяла пешка на черно поле e7 · черна дама на бяло поле f7 · черна пешка на черно поле g7 · черна пешка на бяло поле h7 · черен цар на бяло поле c6 · бял офицер на бяло поле c2 · бяла пешка на бяло поле g2 · бяла пешка на черно поле h2 · бял цар на черно поле g1 | черен кон на черно поле d8 · черен кон на бяло поле g8 · черен топ на черно поле h8 · бяла пешка на черно поле e7 · черна дама на бяло поле f7 · черна пешка на черно поле g7 · черна пешка на бяло поле h7 · черен цар на бяло поле c6 · бял офицер на бяло поле c2 · бяла пешка на бяло поле g2 · бяла пешка на черно поле h2 · бял цар на черно поле g1 | 8 |
| 7 | черен кон на черно поле d8 · черен кон на бяло поле g8 · черен топ на черно поле h8 · бяла пешка на черно поле e7 · черна дама на бяло поле f7 · черна пешка на черно поле g7 · черна пешка на бяло поле h7 · черен цар на бяло поле c6 · бял офицер на бяло поле c2 · бяла пешка на бяло поле g2 · бяла пешка на черно поле h2 · бял цар на черно поле g1 | черен кон на черно поле d8 · черен кон на бяло поле g8 · черен топ на черно поле h8 · бяла пешка на черно поле e7 · черна дама на бяло поле f7 · черна пешка на черно поле g7 · черна пешка на бяло поле h7 · черен цар на бяло поле c6 · бял офицер на бяло поле c2 · бяла пешка на бяло поле g2 · бяла пешка на черно поле h2 · бял цар на черно поле g1 | черен кон на черно поле d8 · черен кон на бяло поле g8 · черен топ на черно поле h8 · бяла пешка на черно поле e7 · черна дама на бяло поле f7 · черна пешка на черно поле g7 · черна пешка на бяло поле h7 · черен цар на бяло поле c6 · бял офицер на бяло поле c2 · бяла пешка на бяло поле g2 · бяла пешка на черно поле h2 · бял цар на черно поле g1 | черен кон на черно поле d8 · черен кон на бяло поле g8 · черен топ на черно поле h8 · бяла пешка на черно поле e7 · черна дама на бяло поле f7 · черна пешка на черно поле g7 · черна пешка на бяло поле h7 · черен цар на бяло поле c6 · бял офицер на бяло поле c2 · бяла пешка на бяло поле g2 · бяла пешка на черно поле h2 · бял цар на черно поле g1 | черен кон на черно поле d8 · черен кон на бяло поле g8 · черен топ на черно поле h8 · бяла пешка на черно поле e7 · черна дама на бяло поле f7 · черна пешка на черно поле g7 · черна пешка на бяло поле h7 · черен цар на бяло поле c6 · бял офицер на бяло поле c2 · бяла пешка на бяло поле g2 · бяла пешка на черно поле h2 · бял цар на черно поле g1 | черен кон на черно поле d8 · черен кон на бяло поле g8 · черен топ на черно поле h8 · бяла пешка на черно поле e7 · черна дама на бяло поле f7 · черна пешка на черно поле g7 · черна пешка на бяло поле h7 · черен цар на бяло поле c6 · бял офицер на бяло поле c2 · бяла пешка на бяло поле g2 · бяла пешка на черно поле h2 · бял цар на черно поле g1 | черен кон на черно поле d8 · черен кон на бяло поле g8 · черен топ на черно поле h8 · бяла пешка на черно поле e7 · черна дама на бяло поле f7 · черна пешка на черно поле g7 · черна пешка на бяло поле h7 · черен цар на бяло поле c6 · бял офицер на бяло поле c2 · бяла пешка на бяло поле g2 · бяла пешка на черно поле h2 · бял цар на черно поле g1 | черен кон на черно поле d8 · черен кон на бяло поле g8 · черен топ на черно поле h8 · бяла пешка на черно поле e7 · черна дама на бяло поле f7 · черна пешка на черно поле g7 · черна пешка на бяло поле h7 · черен цар на бяло поле c6 · бял офицер на бяло поле c2 · бяла пешка на бяло поле g2 · бяла пешка на черно поле h2 · бял цар на черно поле g1 | 7 |
| 6 | черен кон на черно поле d8 · черен кон на бяло поле g8 · черен топ на черно поле h8 · бяла пешка на черно поле e7 · черна дама на бяло поле f7 · черна пешка на черно поле g7 · черна пешка на бяло поле h7 · черен цар на бяло поле c6 · бял офицер на бяло поле c2 · бяла пешка на бяло поле g2 · бяла пешка на черно поле h2 · бял цар на черно поле g1 | черен кон на черно поле d8 · черен кон на бяло поле g8 · черен топ на черно поле h8 · бяла пешка на черно поле e7 · черна дама на бяло поле f7 · черна пешка на черно поле g7 · черна пешка на бяло поле h7 · черен цар на бяло поле c6 · бял офицер на бяло поле c2 · бяла пешка на бяло поле g2 · бяла пешка на черно поле h2 · бял цар на черно поле g1 | черен кон на черно поле d8 · черен кон на бяло поле g8 · черен топ на черно поле h8 · бяла пешка на черно поле e7 · черна дама на бяло поле f7 · черна пешка на черно поле g7 · черна пешка на бяло поле h7 · черен цар на бяло поле c6 · бял офицер на бяло поле c2 · бяла пешка на бяло поле g2 · бяла пешка на черно поле h2 · бял цар на черно поле g1 | черен кон на черно поле d8 · черен кон на бяло поле g8 · черен топ на черно поле h8 · бяла пешка на черно поле e7 · черна дама на бяло поле f7 · черна пешка на черно поле g7 · черна пешка на бяло поле h7 · черен цар на бяло поле c6 · бял офицер на бяло поле c2 · бяла пешка на бяло поле g2 · бяла пешка на черно поле h2 · бял цар на черно поле g1 | черен кон на черно поле d8 · черен кон на бяло поле g8 · черен топ на черно поле h8 · бяла пешка на черно поле e7 · черна дама на бяло поле f7 · черна пешка на черно поле g7 · черна пешка на бяло поле h7 · черен цар на бяло поле c6 · бял офицер на бяло поле c2 · бяла пешка на бяло поле g2 · бяла пешка на черно поле h2 · бял цар на черно поле g1 | черен кон на черно поле d8 · черен кон на бяло поле g8 · черен топ на черно поле h8 · бяла пешка на черно поле e7 · черна дама на бяло поле f7 · черна пешка на черно поле g7 · черна пешка на бяло поле h7 · черен цар на бяло поле c6 · бял офицер на бяло поле c2 · бяла пешка на бяло поле g2 · бяла пешка на черно поле h2 · бял цар на черно поле g1 | черен кон на черно поле d8 · черен кон на бяло поле g8 · черен топ на черно поле h8 · бяла пешка на черно поле e7 · черна дама на бяло поле f7 · черна пешка на черно поле g7 · черна пешка на бяло поле h7 · черен цар на бяло поле c6 · бял офицер на бяло поле c2 · бяла пешка на бяло поле g2 · бяла пешка на черно поле h2 · бял цар на черно поле g1 | черен кон на черно поле d8 · черен кон на бяло поле g8 · черен топ на черно поле h8 · бяла пешка на черно поле e7 · черна дама на бяло поле f7 · черна пешка на черно поле g7 · черна пешка на бяло поле h7 · черен цар на бяло поле c6 · бял офицер на бяло поле c2 · бяла пешка на бяло поле g2 · бяла пешка на черно поле h2 · бял цар на черно поле g1 | 6 |
| 5 | черен кон на черно поле d8 · черен кон на бяло поле g8 · черен топ на черно поле h8 · бяла пешка на черно поле e7 · черна дама на бяло поле f7 · черна пешка на черно поле g7 · черна пешка на бяло поле h7 · черен цар на бяло поле c6 · бял офицер на бяло поле c2 · бяла пешка на бяло поле g2 · бяла пешка на черно поле h2 · бял цар на черно поле g1 | черен кон на черно поле d8 · черен кон на бяло поле g8 · черен топ на черно поле h8 · бяла пешка на черно поле e7 · черна дама на бяло поле f7 · черна пешка на черно поле g7 · черна пешка на бяло поле h7 · черен цар на бяло поле c6 · бял офицер на бяло поле c2 · бяла пешка на бяло поле g2 · бяла пешка на черно поле h2 · бял цар на черно поле g1 | черен кон на черно поле d8 · черен кон на бяло поле g8 · черен топ на черно поле h8 · бяла пешка на черно поле e7 · черна дама на бяло поле f7 · черна пешка на черно поле g7 · черна пешка на бяло поле h7 · черен цар на бяло поле c6 · бял офицер на бяло поле c2 · бяла пешка на бяло поле g2 · бяла пешка на черно поле h2 · бял цар на черно поле g1 | черен кон на черно поле d8 · черен кон на бяло поле g8 · черен топ на черно поле h8 · бяла пешка на черно поле e7 · черна дама на бяло поле f7 · черна пешка на черно поле g7 · черна пешка на бяло поле h7 · черен цар на бяло поле c6 · бял офицер на бяло поле c2 · бяла пешка на бяло поле g2 · бяла пешка на черно поле h2 · бял цар на черно поле g1 | черен кон на черно поле d8 · черен кон на бяло поле g8 · черен топ на черно поле h8 · бяла пешка на черно поле e7 · черна дама на бяло поле f7 · черна пешка на черно поле g7 · черна пешка на бяло поле h7 · черен цар на бяло поле c6 · бял офицер на бяло поле c2 · бяла пешка на бяло поле g2 · бяла пешка на черно поле h2 · бял цар на черно поле g1 | черен кон на черно поле d8 · черен кон на бяло поле g8 · черен топ на черно поле h8 · бяла пешка на черно поле e7 · черна дама на бяло поле f7 · черна пешка на черно поле g7 · черна пешка на бяло поле h7 · черен цар на бяло поле c6 · бял офицер на бяло поле c2 · бяла пешка на бяло поле g2 · бяла пешка на черно поле h2 · бял цар на черно поле g1 | черен кон на черно поле d8 · черен кон на бяло поле g8 · черен топ на черно поле h8 · бяла пешка на черно поле e7 · черна дама на бяло поле f7 · черна пешка на черно поле g7 · черна пешка на бяло поле h7 · черен цар на бяло поле c6 · бял офицер на бяло поле c2 · бяла пешка на бяло поле g2 · бяла пешка на черно поле h2 · бял цар на черно поле g1 | черен кон на черно поле d8 · черен кон на бяло поле g8 · черен топ на черно поле h8 · бяла пешка на черно поле e7 · черна дама на бяло поле f7 · черна пешка на черно поле g7 · черна пешка на бяло поле h7 · черен цар на бяло поле c6 · бял офицер на бяло поле c2 · бяла пешка на бяло поле g2 · бяла пешка на черно поле h2 · бял цар на черно поле g1 | 5 |
| 4 | черен кон на черно поле d8 · черен кон на бяло поле g8 · черен топ на черно поле h8 · бяла пешка на черно поле e7 · черна дама на бяло поле f7 · черна пешка на черно поле g7 · черна пешка на бяло поле h7 · черен цар на бяло поле c6 · бял офицер на бяло поле c2 · бяла пешка на бяло поле g2 · бяла пешка на черно поле h2 · бял цар на черно поле g1 | черен кон на черно поле d8 · черен кон на бяло поле g8 · черен топ на черно поле h8 · бяла пешка на черно поле e7 · черна дама на бяло поле f7 · черна пешка на черно поле g7 · черна пешка на бяло поле h7 · черен цар на бяло поле c6 · бял офицер на бяло поле c2 · бяла пешка на бяло поле g2 · бяла пешка на черно поле h2 · бял цар на черно поле g1 | черен кон на черно поле d8 · черен кон на бяло поле g8 · черен топ на черно поле h8 · бяла пешка на черно поле e7 · черна дама на бяло поле f7 · черна пешка на черно поле g7 · черна пешка на бяло поле h7 · черен цар на бяло поле c6 · бял офицер на бяло поле c2 · бяла пешка на бяло поле g2 · бяла пешка на черно поле h2 · бял цар на черно поле g1 | черен кон на черно поле d8 · черен кон на бяло поле g8 · черен топ на черно поле h8 · бяла пешка на черно поле e7 · черна дама на бяло поле f7 · черна пешка на черно поле g7 · черна пешка на бяло поле h7 · черен цар на бяло поле c6 · бял офицер на бяло поле c2 · бяла пешка на бяло поле g2 · бяла пешка на черно поле h2 · бял цар на черно поле g1 | черен кон на черно поле d8 · черен кон на бяло поле g8 · черен топ на черно поле h8 · бяла пешка на черно поле e7 · черна дама на бяло поле f7 · черна пешка на черно поле g7 · черна пешка на бяло поле h7 · черен цар на бяло поле c6 · бял офицер на бяло поле c2 · бяла пешка на бяло поле g2 · бяла пешка на черно поле h2 · бял цар на черно поле g1 | черен кон на черно поле d8 · черен кон на бяло поле g8 · черен топ на черно поле h8 · бяла пешка на черно поле e7 · черна дама на бяло поле f7 · черна пешка на черно поле g7 · черна пешка на бяло поле h7 · черен цар на бяло поле c6 · бял офицер на бяло поле c2 · бяла пешка на бяло поле g2 · бяла пешка на черно поле h2 · бял цар на черно поле g1 | черен кон на черно поле d8 · черен кон на бяло поле g8 · черен топ на черно поле h8 · бяла пешка на черно поле e7 · черна дама на бяло поле f7 · черна пешка на черно поле g7 · черна пешка на бяло поле h7 · черен цар на бяло поле c6 · бял офицер на бяло поле c2 · бяла пешка на бяло поле g2 · бяла пешка на черно поле h2 · бял цар на черно поле g1 | черен кон на черно поле d8 · черен кон на бяло поле g8 · черен топ на черно поле h8 · бяла пешка на черно поле e7 · черна дама на бяло поле f7 · черна пешка на черно поле g7 · черна пешка на бяло поле h7 · черен цар на бяло поле c6 · бял офицер на бяло поле c2 · бяла пешка на бяло поле g2 · бяла пешка на черно поле h2 · бял цар на черно поле g1 | 4 |
| 3 | черен кон на черно поле d8 · черен кон на бяло поле g8 · черен топ на черно поле h8 · бяла пешка на черно поле e7 · черна дама на бяло поле f7 · черна пешка на черно поле g7 · черна пешка на бяло поле h7 · черен цар на бяло поле c6 · бял офицер на бяло поле c2 · бяла пешка на бяло поле g2 · бяла пешка на черно поле h2 · бял цар на черно поле g1 | черен кон на черно поле d8 · черен кон на бяло поле g8 · черен топ на черно поле h8 · бяла пешка на черно поле e7 · черна дама на бяло поле f7 · черна пешка на черно поле g7 · черна пешка на бяло поле h7 · черен цар на бяло поле c6 · бял офицер на бяло поле c2 · бяла пешка на бяло поле g2 · бяла пешка на черно поле h2 · бял цар на черно поле g1 | черен кон на черно поле d8 · черен кон на бяло поле g8 · черен топ на черно поле h8 · бяла пешка на черно поле e7 · черна дама на бяло поле f7 · черна пешка на черно поле g7 · черна пешка на бяло поле h7 · черен цар на бяло поле c6 · бял офицер на бяло поле c2 · бяла пешка на бяло поле g2 · бяла пешка на черно поле h2 · бял цар на черно поле g1 | черен кон на черно поле d8 · черен кон на бяло поле g8 · черен топ на черно поле h8 · бяла пешка на черно поле e7 · черна дама на бяло поле f7 · черна пешка на черно поле g7 · черна пешка на бяло поле h7 · черен цар на бяло поле c6 · бял офицер на бяло поле c2 · бяла пешка на бяло поле g2 · бяла пешка на черно поле h2 · бял цар на черно поле g1 | черен кон на черно поле d8 · черен кон на бяло поле g8 · черен топ на черно поле h8 · бяла пешка на черно поле e7 · черна дама на бяло поле f7 · черна пешка на черно поле g7 · черна пешка на бяло поле h7 · черен цар на бяло поле c6 · бял офицер на бяло поле c2 · бяла пешка на бяло поле g2 · бяла пешка на черно поле h2 · бял цар на черно поле g1 | черен кон на черно поле d8 · черен кон на бяло поле g8 · черен топ на черно поле h8 · бяла пешка на черно поле e7 · черна дама на бяло поле f7 · черна пешка на черно поле g7 · черна пешка на бяло поле h7 · черен цар на бяло поле c6 · бял офицер на бяло поле c2 · бяла пешка на бяло поле g2 · бяла пешка на черно поле h2 · бял цар на черно поле g1 | черен кон на черно поле d8 · черен кон на бяло поле g8 · черен топ на черно поле h8 · бяла пешка на черно поле e7 · черна дама на бяло поле f7 · черна пешка на черно поле g7 · черна пешка на бяло поле h7 · черен цар на бяло поле c6 · бял офицер на бяло поле c2 · бяла пешка на бяло поле g2 · бяла пешка на черно поле h2 · бял цар на черно поле g1 | черен кон на черно поле d8 · черен кон на бяло поле g8 · черен топ на черно поле h8 · бяла пешка на черно поле e7 · черна дама на бяло поле f7 · черна пешка на черно поле g7 · черна пешка на бяло поле h7 · черен цар на бяло поле c6 · бял офицер на бяло поле c2 · бяла пешка на бяло поле g2 · бяла пешка на черно поле h2 · бял цар на черно поле g1 | 3 |
| 2 | черен кон на черно поле d8 · черен кон на бяло поле g8 · черен топ на черно поле h8 · бяла пешка на черно поле e7 · черна дама на бяло поле f7 · черна пешка на черно поле g7 · черна пешка на бяло поле h7 · черен цар на бяло поле c6 · бял офицер на бяло поле c2 · бяла пешка на бяло поле g2 · бяла пешка на черно поле h2 · бял цар на черно поле g1 | черен кон на черно поле d8 · черен кон на бяло поле g8 · черен топ на черно поле h8 · бяла пешка на черно поле e7 · черна дама на бяло поле f7 · черна пешка на черно поле g7 · черна пешка на бяло поле h7 · черен цар на бяло поле c6 · бял офицер на бяло поле c2 · бяла пешка на бяло поле g2 · бяла пешка на черно поле h2 · бял цар на черно поле g1 | черен кон на черно поле d8 · черен кон на бяло поле g8 · черен топ на черно поле h8 · бяла пешка на черно поле e7 · черна дама на бяло поле f7 · черна пешка на черно поле g7 · черна пешка на бяло поле h7 · черен цар на бяло поле c6 · бял офицер на бяло поле c2 · бяла пешка на бяло поле g2 · бяла пешка на черно поле h2 · бял цар на черно поле g1 | черен кон на черно поле d8 · черен кон на бяло поле g8 · черен топ на черно поле h8 · бяла пешка на черно поле e7 · черна дама на бяло поле f7 · черна пешка на черно поле g7 · черна пешка на бяло поле h7 · черен цар на бяло поле c6 · бял офицер на бяло поле c2 · бяла пешка на бяло поле g2 · бяла пешка на черно поле h2 · бял цар на черно поле g1 | черен кон на черно поле d8 · черен кон на бяло поле g8 · черен топ на черно поле h8 · бяла пешка на черно поле e7 · черна дама на бяло поле f7 · черна пешка на черно поле g7 · черна пешка на бяло поле h7 · черен цар на бяло поле c6 · бял офицер на бяло поле c2 · бяла пешка на бяло поле g2 · бяла пешка на черно поле h2 · бял цар на черно поле g1 | черен кон на черно поле d8 · черен кон на бяло поле g8 · черен топ на черно поле h8 · бяла пешка на черно поле e7 · черна дама на бяло поле f7 · черна пешка на черно поле g7 · черна пешка на бяло поле h7 · черен цар на бяло поле c6 · бял офицер на бяло поле c2 · бяла пешка на бяло поле g2 · бяла пешка на черно поле h2 · бял цар на черно поле g1 | черен кон на черно поле d8 · черен кон на бяло поле g8 · черен топ на черно поле h8 · бяла пешка на черно поле e7 · черна дама на бяло поле f7 · черна пешка на черно поле g7 · черна пешка на бяло поле h7 · черен цар на бяло поле c6 · бял офицер на бяло поле c2 · бяла пешка на бяло поле g2 · бяла пешка на черно поле h2 · бял цар на черно поле g1 | черен кон на черно поле d8 · черен кон на бяло поле g8 · черен топ на черно поле h8 · бяла пешка на черно поле e7 · черна дама на бяло поле f7 · черна пешка на черно поле g7 · черна пешка на бяло поле h7 · черен цар на бяло поле c6 · бял офицер на бяло поле c2 · бяла пешка на бяло поле g2 · бяла пешка на черно поле h2 · бял цар на черно поле g1 | 2 |
| 1 | черен кон на черно поле d8 · черен кон на бяло поле g8 · черен топ на черно поле h8 · бяла пешка на черно поле e7 · черна дама на бяло поле f7 · черна пешка на черно поле g7 · черна пешка на бяло поле h7 · черен цар на бяло поле c6 · бял офицер на бяло поле c2 · бяла пешка на бяло поле g2 · бяла пешка на черно поле h2 · бял цар на черно поле g1 | черен кон на черно поле d8 · черен кон на бяло поле g8 · черен топ на черно поле h8 · бяла пешка на черно поле e7 · черна дама на бяло поле f7 · черна пешка на черно поле g7 · черна пешка на бяло поле h7 · черен цар на бяло поле c6 · бял офицер на бяло поле c2 · бяла пешка на бяло поле g2 · бяла пешка на черно поле h2 · бял цар на черно поле g1 | черен кон на черно поле d8 · черен кон на бяло поле g8 · черен топ на черно поле h8 · бяла пешка на черно поле e7 · черна дама на бяло поле f7 · черна пешка на черно поле g7 · черна пешка на бяло поле h7 · черен цар на бяло поле c6 · бял офицер на бяло поле c2 · бяла пешка на бяло поле g2 · бяла пешка на черно поле h2 · бял цар на черно поле g1 | черен кон на черно поле d8 · черен кон на бяло поле g8 · черен топ на черно поле h8 · бяла пешка на черно поле e7 · черна дама на бяло поле f7 · черна пешка на черно поле g7 · черна пешка на бяло поле h7 · черен цар на бяло поле c6 · бял офицер на бяло поле c2 · бяла пешка на бяло поле g2 · бяла пешка на черно поле h2 · бял цар на черно поле g1 | черен кон на черно поле d8 · черен кон на бяло поле g8 · черен топ на черно поле h8 · бяла пешка на черно поле e7 · черна дама на бяло поле f7 · черна пешка на черно поле g7 · черна пешка на бяло поле h7 · черен цар на бяло поле c6 · бял офицер на бяло поле c2 · бяла пешка на бяло поле g2 · бяла пешка на черно поле h2 · бял цар на черно поле g1 | черен кон на черно поле d8 · черен кон на бяло поле g8 · черен топ на черно поле h8 · бяла пешка на черно поле e7 · черна дама на бяло поле f7 · черна пешка на черно поле g7 · черна пешка на бяло поле h7 · черен цар на бяло поле c6 · бял офицер на бяло поле c2 · бяла пешка на бяло поле g2 · бяла пешка на черно поле h2 · бял цар на черно поле g1 | черен кон на черно поле d8 · черен кон на бяло поле g8 · черен топ на черно поле h8 · бяла пешка на черно поле e7 · черна дама на бяло поле f7 · черна пешка на черно поле g7 · черна пешка на бяло поле h7 · черен цар на бяло поле c6 · бял офицер на бяло поле c2 · бяла пешка на бяло поле g2 · бяла пешка на черно поле h2 · бял цар на черно поле g1 | черен кон на черно поле d8 · черен кон на бяло поле g8 · черен топ на черно поле h8 · бяла пешка на черно поле e7 · черна дама на бяло поле f7 · черна пешка на черно поле g7 · черна пешка на бяло поле h7 · черен цар на бяло поле c6 · бял офицер на бяло поле c2 · бяла пешка на бяло поле g2 · бяла пешка на черно поле h2 · бял цар на черно поле g1 | 1 |
|   | a | b | c | d | e | f | g | h |   |

|   | a | b | c | d | e | f | g | h |   |
| 8 | черна дама на черно поле c7 · бяла пешка на черно поле e7 · черен цар на черно поле g7 · бял цар на бяло поле f5 · бял офицер на черно поле f2 | черна дама на черно поле c7 · бяла пешка на черно поле e7 · черен цар на черно поле g7 · бял цар на бяло поле f5 · бял офицер на черно поле f2 | черна дама на черно поле c7 · бяла пешка на черно поле e7 · черен цар на черно поле g7 · бял цар на бяло поле f5 · бял офицер на черно поле f2 | черна дама на черно поле c7 · бяла пешка на черно поле e7 · черен цар на черно поле g7 · бял цар на бяло поле f5 · бял офицер на черно поле f2 | черна дама на черно поле c7 · бяла пешка на черно поле e7 · черен цар на черно поле g7 · бял цар на бяло поле f5 · бял офицер на черно поле f2 | черна дама на черно поле c7 · бяла пешка на черно поле e7 · черен цар на черно поле g7 · бял цар на бяло поле f5 · бял офицер на черно поле f2 | черна дама на черно поле c7 · бяла пешка на черно поле e7 · черен цар на черно поле g7 · бял цар на бяло поле f5 · бял офицер на черно поле f2 | черна дама на черно поле c7 · бяла пешка на черно поле e7 · черен цар на черно поле g7 · бял цар на бяло поле f5 · бял офицер на черно поле f2 | 8 |
| 7 | черна дама на черно поле c7 · бяла пешка на черно поле e7 · черен цар на черно поле g7 · бял цар на бяло поле f5 · бял офицер на черно поле f2 | черна дама на черно поле c7 · бяла пешка на черно поле e7 · черен цар на черно поле g7 · бял цар на бяло поле f5 · бял офицер на черно поле f2 | черна дама на черно поле c7 · бяла пешка на черно поле e7 · черен цар на черно поле g7 · бял цар на бяло поле f5 · бял офицер на черно поле f2 | черна дама на черно поле c7 · бяла пешка на черно поле e7 · черен цар на черно поле g7 · бял цар на бяло поле f5 · бял офицер на черно поле f2 | черна дама на черно поле c7 · бяла пешка на черно поле e7 · черен цар на черно поле g7 · бял цар на бяло поле f5 · бял офицер на черно поле f2 | черна дама на черно поле c7 · бяла пешка на черно поле e7 · черен цар на черно поле g7 · бял цар на бяло поле f5 · бял офицер на черно поле f2 | черна дама на черно поле c7 · бяла пешка на черно поле e7 · черен цар на черно поле g7 · бял цар на бяло поле f5 · бял офицер на черно поле f2 | черна дама на черно поле c7 · бяла пешка на черно поле e7 · черен цар на черно поле g7 · бял цар на бяло поле f5 · бял офицер на черно поле f2 | 7 |
| 6 | черна дама на черно поле c7 · бяла пешка на черно поле e7 · черен цар на черно поле g7 · бял цар на бяло поле f5 · бял офицер на черно поле f2 | черна дама на черно поле c7 · бяла пешка на черно поле e7 · черен цар на черно поле g7 · бял цар на бяло поле f5 · бял офицер на черно поле f2 | черна дама на черно поле c7 · бяла пешка на черно поле e7 · черен цар на черно поле g7 · бял цар на бяло поле f5 · бял офицер на черно поле f2 | черна дама на черно поле c7 · бяла пешка на черно поле e7 · черен цар на черно поле g7 · бял цар на бяло поле f5 · бял офицер на черно поле f2 | черна дама на черно поле c7 · бяла пешка на черно поле e7 · черен цар на черно поле g7 · бял цар на бяло поле f5 · бял офицер на черно поле f2 | черна дама на черно поле c7 · бяла пешка на черно поле e7 · черен цар на черно поле g7 · бял цар на бяло поле f5 · бял офицер на черно поле f2 | черна дама на черно поле c7 · бяла пешка на черно поле e7 · черен цар на черно поле g7 · бял цар на бяло поле f5 · бял офицер на черно поле f2 | черна дама на черно поле c7 · бяла пешка на черно поле e7 · черен цар на черно поле g7 · бял цар на бяло поле f5 · бял офицер на черно поле f2 | 6 |
| 5 | черна дама на черно поле c7 · бяла пешка на черно поле e7 · черен цар на черно поле g7 · бял цар на бяло поле f5 · бял офицер на черно поле f2 | черна дама на черно поле c7 · бяла пешка на черно поле e7 · черен цар на черно поле g7 · бял цар на бяло поле f5 · бял офицер на черно поле f2 | черна дама на черно поле c7 · бяла пешка на черно поле e7 · черен цар на черно поле g7 · бял цар на бяло поле f5 · бял офицер на черно поле f2 | черна дама на черно поле c7 · бяла пешка на черно поле e7 · черен цар на черно поле g7 · бял цар на бяло поле f5 · бял офицер на черно поле f2 | черна дама на черно поле c7 · бяла пешка на черно поле e7 · черен цар на черно поле g7 · бял цар на бяло поле f5 · бял офицер на черно поле f2 | черна дама на черно поле c7 · бяла пешка на черно поле e7 · черен цар на черно поле g7 · бял цар на бяло поле f5 · бял офицер на черно поле f2 | черна дама на черно поле c7 · бяла пешка на черно поле e7 · черен цар на черно поле g7 · бял цар на бяло поле f5 · бял офицер на черно поле f2 | черна дама на черно поле c7 · бяла пешка на черно поле e7 · черен цар на черно поле g7 · бял цар на бяло поле f5 · бял офицер на черно поле f2 | 5 |
| 4 | черна дама на черно поле c7 · бяла пешка на черно поле e7 · черен цар на черно поле g7 · бял цар на бяло поле f5 · бял офицер на черно поле f2 | черна дама на черно поле c7 · бяла пешка на черно поле e7 · черен цар на черно поле g7 · бял цар на бяло поле f5 · бял офицер на черно поле f2 | черна дама на черно поле c7 · бяла пешка на черно поле e7 · черен цар на черно поле g7 · бял цар на бяло поле f5 · бял офицер на черно поле f2 | черна дама на черно поле c7 · бяла пешка на черно поле e7 · черен цар на черно поле g7 · бял цар на бяло поле f5 · бял офицер на черно поле f2 | черна дама на черно поле c7 · бяла пешка на черно поле e7 · черен цар на черно поле g7 · бял цар на бяло поле f5 · бял офицер на черно поле f2 | черна дама на черно поле c7 · бяла пешка на черно поле e7 · черен цар на черно поле g7 · бял цар на бяло поле f5 · бял офицер на черно поле f2 | черна дама на черно поле c7 · бяла пешка на черно поле e7 · черен цар на черно поле g7 · бял цар на бяло поле f5 · бял офицер на черно поле f2 | черна дама на черно поле c7 · бяла пешка на черно поле e7 · черен цар на черно поле g7 · бял цар на бяло поле f5 · бял офицер на черно поле f2 | 4 |
| 3 | черна дама на черно поле c7 · бяла пешка на черно поле e7 · черен цар на черно поле g7 · бял цар на бяло поле f5 · бял офицер на черно поле f2 | черна дама на черно поле c7 · бяла пешка на черно поле e7 · черен цар на черно поле g7 · бял цар на бяло поле f5 · бял офицер на черно поле f2 | черна дама на черно поле c7 · бяла пешка на черно поле e7 · черен цар на черно поле g7 · бял цар на бяло поле f5 · бял офицер на черно поле f2 | черна дама на черно поле c7 · бяла пешка на черно поле e7 · черен цар на черно поле g7 · бял цар на бяло поле f5 · бял офицер на черно поле f2 | черна дама на черно поле c7 · бяла пешка на черно поле e7 · черен цар на черно поле g7 · бял цар на бяло поле f5 · бял офицер на черно поле f2 | черна дама на черно поле c7 · бяла пешка на черно поле e7 · черен цар на черно поле g7 · бял цар на бяло поле f5 · бял офицер на черно поле f2 | черна дама на черно поле c7 · бяла пешка на черно поле e7 · черен цар на черно поле g7 · бял цар на бяло поле f5 · бял офицер на черно поле f2 | черна дама на черно поле c7 · бяла пешка на черно поле e7 · черен цар на черно поле g7 · бял цар на бяло поле f5 · бял офицер на черно поле f2 | 3 |
| 2 | черна дама на черно поле c7 · бяла пешка на черно поле e7 · черен цар на черно поле g7 · бял цар на бяло поле f5 · бял офицер на черно поле f2 | черна дама на черно поле c7 · бяла пешка на черно поле e7 · черен цар на черно поле g7 · бял цар на бяло поле f5 · бял офицер на черно поле f2 | черна дама на черно поле c7 · бяла пешка на черно поле e7 · черен цар на черно поле g7 · бял цар на бяло поле f5 · бял офицер на черно поле f2 | черна дама на черно поле c7 · бяла пешка на черно поле e7 · черен цар на черно поле g7 · бял цар на бяло поле f5 · бял офицер на черно поле f2 | черна дама на черно поле c7 · бяла пешка на черно поле e7 · черен цар на черно поле g7 · бял цар на бяло поле f5 · бял офицер на черно поле f2 | черна дама на черно поле c7 · бяла пешка на черно поле e7 · черен цар на черно поле g7 · бял цар на бяло поле f5 · бял офицер на черно поле f2 | черна дама на черно поле c7 · бяла пешка на черно поле e7 · черен цар на черно поле g7 · бял цар на бяло поле f5 · бял офицер на черно поле f2 | черна дама на черно поле c7 · бяла пешка на черно поле e7 · черен цар на черно поле g7 · бял цар на бяло поле f5 · бял офицер на черно поле f2 | 2 |
| 1 | черна дама на черно поле c7 · бяла пешка на черно поле e7 · черен цар на черно поле g7 · бял цар на бяло поле f5 · бял офицер на черно поле f2 | черна дама на черно поле c7 · бяла пешка на черно поле e7 · черен цар на черно поле g7 · бял цар на бяло поле f5 · бял офицер на черно поле f2 | черна дама на черно поле c7 · бяла пешка на черно поле e7 · черен цар на черно поле g7 · бял цар на бяло поле f5 · бял офицер на черно поле f2 | черна дама на черно поле c7 · бяла пешка на черно поле e7 · черен цар на черно поле g7 · бял цар на бяло поле f5 · бял офицер на черно поле f2 | черна дама на черно поле c7 · бяла пешка на черно поле e7 · черен цар на черно поле g7 · бял цар на бяло поле f5 · бял офицер на черно поле f2 | черна дама на черно поле c7 · бяла пешка на черно поле e7 · черен цар на черно поле g7 · бял цар на бяло поле f5 · бял офицер на черно поле f2 | черна дама на черно поле c7 · бяла пешка на черно поле e7 · черен цар на черно поле g7 · бял цар на бяло поле f5 · бял офицер на черно поле f2 | черна дама на черно поле c7 · бяла пешка на черно поле e7 · черен цар на черно поле g7 · бял цар на бяло поле f5 · бял офицер на черно поле f2 | 1 |
|   | a | b | c | d | e | f | g | h |   |

В диаграма 8, дадена от световния шампион Емануел Ласкер, белите има огромен материален недостатък. Произвеждането на дама (с 1.e:d8Д?) все още ще остави черните напред в материала. Вместо това, произвеждането на кон с 1. e:d8К+! печели по силата на вилката:
 1 ... Ц~(произволен ход) 2.K:f7, последван от 3.K:h8 оставя бeлитe с фигура повече и печеливша позиция в крайната игра. 
Аналогичен е класическият пример на диаграма 9. Бялата пешка трябва да се придвижи като се трансформира само в кон: 1. e8К+! с конска вилка и след взимане на дамата белите могат да постигнат мат с кон и офицер. Превръщането в царица 1. e8Д? след 1. ... Дf7+ води до размяна на дамите и равенство.
|   | a | b | c | d | e | f | g | h |   |
| 8 | черен топ на черно поле f8 · бяла пешка на черно поле e7 · черна пешка на черно поле g7 · черен цар на бяло поле h7 · черна пешка на черно поле h6 · черна пешка на бяло поле b5 · черна пешка на черно поле c5 · бяла дама на бяло поле d5 · бял кон на черно поле e5 · бяла пешка на черно поле h4 · черна дама на черно поле e3 · черен кон на бяло поле h3 · бяла пешка на бяло поле a2 · бял цар на бяло поле h1 | черен топ на черно поле f8 · бяла пешка на черно поле e7 · черна пешка на черно поле g7 · черен цар на бяло поле h7 · черна пешка на черно поле h6 · черна пешка на бяло поле b5 · черна пешка на черно поле c5 · бяла дама на бяло поле d5 · бял кон на черно поле e5 · бяла пешка на черно поле h4 · черна дама на черно поле e3 · черен кон на бяло поле h3 · бяла пешка на бяло поле a2 · бял цар на бяло поле h1 | черен топ на черно поле f8 · бяла пешка на черно поле e7 · черна пешка на черно поле g7 · черен цар на бяло поле h7 · черна пешка на черно поле h6 · черна пешка на бяло поле b5 · черна пешка на черно поле c5 · бяла дама на бяло поле d5 · бял кон на черно поле e5 · бяла пешка на черно поле h4 · черна дама на черно поле e3 · черен кон на бяло поле h3 · бяла пешка на бяло поле a2 · бял цар на бяло поле h1 | черен топ на черно поле f8 · бяла пешка на черно поле e7 · черна пешка на черно поле g7 · черен цар на бяло поле h7 · черна пешка на черно поле h6 · черна пешка на бяло поле b5 · черна пешка на черно поле c5 · бяла дама на бяло поле d5 · бял кон на черно поле e5 · бяла пешка на черно поле h4 · черна дама на черно поле e3 · черен кон на бяло поле h3 · бяла пешка на бяло поле a2 · бял цар на бяло поле h1 | черен топ на черно поле f8 · бяла пешка на черно поле e7 · черна пешка на черно поле g7 · черен цар на бяло поле h7 · черна пешка на черно поле h6 · черна пешка на бяло поле b5 · черна пешка на черно поле c5 · бяла дама на бяло поле d5 · бял кон на черно поле e5 · бяла пешка на черно поле h4 · черна дама на черно поле e3 · черен кон на бяло поле h3 · бяла пешка на бяло поле a2 · бял цар на бяло поле h1 | черен топ на черно поле f8 · бяла пешка на черно поле e7 · черна пешка на черно поле g7 · черен цар на бяло поле h7 · черна пешка на черно поле h6 · черна пешка на бяло поле b5 · черна пешка на черно поле c5 · бяла дама на бяло поле d5 · бял кон на черно поле e5 · бяла пешка на черно поле h4 · черна дама на черно поле e3 · черен кон на бяло поле h3 · бяла пешка на бяло поле a2 · бял цар на бяло поле h1 | черен топ на черно поле f8 · бяла пешка на черно поле e7 · черна пешка на черно поле g7 · черен цар на бяло поле h7 · черна пешка на черно поле h6 · черна пешка на бяло поле b5 · черна пешка на черно поле c5 · бяла дама на бяло поле d5 · бял кон на черно поле e5 · бяла пешка на черно поле h4 · черна дама на черно поле e3 · черен кон на бяло поле h3 · бяла пешка на бяло поле a2 · бял цар на бяло поле h1 | черен топ на черно поле f8 · бяла пешка на черно поле e7 · черна пешка на черно поле g7 · черен цар на бяло поле h7 · черна пешка на черно поле h6 · черна пешка на бяло поле b5 · черна пешка на черно поле c5 · бяла дама на бяло поле d5 · бял кон на черно поле e5 · бяла пешка на черно поле h4 · черна дама на черно поле e3 · черен кон на бяло поле h3 · бяла пешка на бяло поле a2 · бял цар на бяло поле h1 | 8 |
| 7 | черен топ на черно поле f8 · бяла пешка на черно поле e7 · черна пешка на черно поле g7 · черен цар на бяло поле h7 · черна пешка на черно поле h6 · черна пешка на бяло поле b5 · черна пешка на черно поле c5 · бяла дама на бяло поле d5 · бял кон на черно поле e5 · бяла пешка на черно поле h4 · черна дама на черно поле e3 · черен кон на бяло поле h3 · бяла пешка на бяло поле a2 · бял цар на бяло поле h1 | черен топ на черно поле f8 · бяла пешка на черно поле e7 · черна пешка на черно поле g7 · черен цар на бяло поле h7 · черна пешка на черно поле h6 · черна пешка на бяло поле b5 · черна пешка на черно поле c5 · бяла дама на бяло поле d5 · бял кон на черно поле e5 · бяла пешка на черно поле h4 · черна дама на черно поле e3 · черен кон на бяло поле h3 · бяла пешка на бяло поле a2 · бял цар на бяло поле h1 | черен топ на черно поле f8 · бяла пешка на черно поле e7 · черна пешка на черно поле g7 · черен цар на бяло поле h7 · черна пешка на черно поле h6 · черна пешка на бяло поле b5 · черна пешка на черно поле c5 · бяла дама на бяло поле d5 · бял кон на черно поле e5 · бяла пешка на черно поле h4 · черна дама на черно поле e3 · черен кон на бяло поле h3 · бяла пешка на бяло поле a2 · бял цар на бяло поле h1 | черен топ на черно поле f8 · бяла пешка на черно поле e7 · черна пешка на черно поле g7 · черен цар на бяло поле h7 · черна пешка на черно поле h6 · черна пешка на бяло поле b5 · черна пешка на черно поле c5 · бяла дама на бяло поле d5 · бял кон на черно поле e5 · бяла пешка на черно поле h4 · черна дама на черно поле e3 · черен кон на бяло поле h3 · бяла пешка на бяло поле a2 · бял цар на бяло поле h1 | черен топ на черно поле f8 · бяла пешка на черно поле e7 · черна пешка на черно поле g7 · черен цар на бяло поле h7 · черна пешка на черно поле h6 · черна пешка на бяло поле b5 · черна пешка на черно поле c5 · бяла дама на бяло поле d5 · бял кон на черно поле e5 · бяла пешка на черно поле h4 · черна дама на черно поле e3 · черен кон на бяло поле h3 · бяла пешка на бяло поле a2 · бял цар на бяло поле h1 | черен топ на черно поле f8 · бяла пешка на черно поле e7 · черна пешка на черно поле g7 · черен цар на бяло поле h7 · черна пешка на черно поле h6 · черна пешка на бяло поле b5 · черна пешка на черно поле c5 · бяла дама на бяло поле d5 · бял кон на черно поле e5 · бяла пешка на черно поле h4 · черна дама на черно поле e3 · черен кон на бяло поле h3 · бяла пешка на бяло поле a2 · бял цар на бяло поле h1 | черен топ на черно поле f8 · бяла пешка на черно поле e7 · черна пешка на черно поле g7 · черен цар на бяло поле h7 · черна пешка на черно поле h6 · черна пешка на бяло поле b5 · черна пешка на черно поле c5 · бяла дама на бяло поле d5 · бял кон на черно поле e5 · бяла пешка на черно поле h4 · черна дама на черно поле e3 · черен кон на бяло поле h3 · бяла пешка на бяло поле a2 · бял цар на бяло поле h1 | черен топ на черно поле f8 · бяла пешка на черно поле e7 · черна пешка на черно поле g7 · черен цар на бяло поле h7 · черна пешка на черно поле h6 · черна пешка на бяло поле b5 · черна пешка на черно поле c5 · бяла дама на бяло поле d5 · бял кон на черно поле e5 · бяла пешка на черно поле h4 · черна дама на черно поле e3 · черен кон на бяло поле h3 · бяла пешка на бяло поле a2 · бял цар на бяло поле h1 | 7 |
| 6 | черен топ на черно поле f8 · бяла пешка на черно поле e7 · черна пешка на черно поле g7 · черен цар на бяло поле h7 · черна пешка на черно поле h6 · черна пешка на бяло поле b5 · черна пешка на черно поле c5 · бяла дама на бяло поле d5 · бял кон на черно поле e5 · бяла пешка на черно поле h4 · черна дама на черно поле e3 · черен кон на бяло поле h3 · бяла пешка на бяло поле a2 · бял цар на бяло поле h1 | черен топ на черно поле f8 · бяла пешка на черно поле e7 · черна пешка на черно поле g7 · черен цар на бяло поле h7 · черна пешка на черно поле h6 · черна пешка на бяло поле b5 · черна пешка на черно поле c5 · бяла дама на бяло поле d5 · бял кон на черно поле e5 · бяла пешка на черно поле h4 · черна дама на черно поле e3 · черен кон на бяло поле h3 · бяла пешка на бяло поле a2 · бял цар на бяло поле h1 | черен топ на черно поле f8 · бяла пешка на черно поле e7 · черна пешка на черно поле g7 · черен цар на бяло поле h7 · черна пешка на черно поле h6 · черна пешка на бяло поле b5 · черна пешка на черно поле c5 · бяла дама на бяло поле d5 · бял кон на черно поле e5 · бяла пешка на черно поле h4 · черна дама на черно поле e3 · черен кон на бяло поле h3 · бяла пешка на бяло поле a2 · бял цар на бяло поле h1 | черен топ на черно поле f8 · бяла пешка на черно поле e7 · черна пешка на черно поле g7 · черен цар на бяло поле h7 · черна пешка на черно поле h6 · черна пешка на бяло поле b5 · черна пешка на черно поле c5 · бяла дама на бяло поле d5 · бял кон на черно поле e5 · бяла пешка на черно поле h4 · черна дама на черно поле e3 · черен кон на бяло поле h3 · бяла пешка на бяло поле a2 · бял цар на бяло поле h1 | черен топ на черно поле f8 · бяла пешка на черно поле e7 · черна пешка на черно поле g7 · черен цар на бяло поле h7 · черна пешка на черно поле h6 · черна пешка на бяло поле b5 · черна пешка на черно поле c5 · бяла дама на бяло поле d5 · бял кон на черно поле e5 · бяла пешка на черно поле h4 · черна дама на черно поле e3 · черен кон на бяло поле h3 · бяла пешка на бяло поле a2 · бял цар на бяло поле h1 | черен топ на черно поле f8 · бяла пешка на черно поле e7 · черна пешка на черно поле g7 · черен цар на бяло поле h7 · черна пешка на черно поле h6 · черна пешка на бяло поле b5 · черна пешка на черно поле c5 · бяла дама на бяло поле d5 · бял кон на черно поле e5 · бяла пешка на черно поле h4 · черна дама на черно поле e3 · черен кон на бяло поле h3 · бяла пешка на бяло поле a2 · бял цар на бяло поле h1 | черен топ на черно поле f8 · бяла пешка на черно поле e7 · черна пешка на черно поле g7 · черен цар на бяло поле h7 · черна пешка на черно поле h6 · черна пешка на бяло поле b5 · черна пешка на черно поле c5 · бяла дама на бяло поле d5 · бял кон на черно поле e5 · бяла пешка на черно поле h4 · черна дама на черно поле e3 · черен кон на бяло поле h3 · бяла пешка на бяло поле a2 · бял цар на бяло поле h1 | черен топ на черно поле f8 · бяла пешка на черно поле e7 · черна пешка на черно поле g7 · черен цар на бяло поле h7 · черна пешка на черно поле h6 · черна пешка на бяло поле b5 · черна пешка на черно поле c5 · бяла дама на бяло поле d5 · бял кон на черно поле e5 · бяла пешка на черно поле h4 · черна дама на черно поле e3 · черен кон на бяло поле h3 · бяла пешка на бяло поле a2 · бял цар на бяло поле h1 | 6 |
| 5 | черен топ на черно поле f8 · бяла пешка на черно поле e7 · черна пешка на черно поле g7 · черен цар на бяло поле h7 · черна пешка на черно поле h6 · черна пешка на бяло поле b5 · черна пешка на черно поле c5 · бяла дама на бяло поле d5 · бял кон на черно поле e5 · бяла пешка на черно поле h4 · черна дама на черно поле e3 · черен кон на бяло поле h3 · бяла пешка на бяло поле a2 · бял цар на бяло поле h1 | черен топ на черно поле f8 · бяла пешка на черно поле e7 · черна пешка на черно поле g7 · черен цар на бяло поле h7 · черна пешка на черно поле h6 · черна пешка на бяло поле b5 · черна пешка на черно поле c5 · бяла дама на бяло поле d5 · бял кон на черно поле e5 · бяла пешка на черно поле h4 · черна дама на черно поле e3 · черен кон на бяло поле h3 · бяла пешка на бяло поле a2 · бял цар на бяло поле h1 | черен топ на черно поле f8 · бяла пешка на черно поле e7 · черна пешка на черно поле g7 · черен цар на бяло поле h7 · черна пешка на черно поле h6 · черна пешка на бяло поле b5 · черна пешка на черно поле c5 · бяла дама на бяло поле d5 · бял кон на черно поле e5 · бяла пешка на черно поле h4 · черна дама на черно поле e3 · черен кон на бяло поле h3 · бяла пешка на бяло поле a2 · бял цар на бяло поле h1 | черен топ на черно поле f8 · бяла пешка на черно поле e7 · черна пешка на черно поле g7 · черен цар на бяло поле h7 · черна пешка на черно поле h6 · черна пешка на бяло поле b5 · черна пешка на черно поле c5 · бяла дама на бяло поле d5 · бял кон на черно поле e5 · бяла пешка на черно поле h4 · черна дама на черно поле e3 · черен кон на бяло поле h3 · бяла пешка на бяло поле a2 · бял цар на бяло поле h1 | черен топ на черно поле f8 · бяла пешка на черно поле e7 · черна пешка на черно поле g7 · черен цар на бяло поле h7 · черна пешка на черно поле h6 · черна пешка на бяло поле b5 · черна пешка на черно поле c5 · бяла дама на бяло поле d5 · бял кон на черно поле e5 · бяла пешка на черно поле h4 · черна дама на черно поле e3 · черен кон на бяло поле h3 · бяла пешка на бяло поле a2 · бял цар на бяло поле h1 | черен топ на черно поле f8 · бяла пешка на черно поле e7 · черна пешка на черно поле g7 · черен цар на бяло поле h7 · черна пешка на черно поле h6 · черна пешка на бяло поле b5 · черна пешка на черно поле c5 · бяла дама на бяло поле d5 · бял кон на черно поле e5 · бяла пешка на черно поле h4 · черна дама на черно поле e3 · черен кон на бяло поле h3 · бяла пешка на бяло поле a2 · бял цар на бяло поле h1 | черен топ на черно поле f8 · бяла пешка на черно поле e7 · черна пешка на черно поле g7 · черен цар на бяло поле h7 · черна пешка на черно поле h6 · черна пешка на бяло поле b5 · черна пешка на черно поле c5 · бяла дама на бяло поле d5 · бял кон на черно поле e5 · бяла пешка на черно поле h4 · черна дама на черно поле e3 · черен кон на бяло поле h3 · бяла пешка на бяло поле a2 · бял цар на бяло поле h1 | черен топ на черно поле f8 · бяла пешка на черно поле e7 · черна пешка на черно поле g7 · черен цар на бяло поле h7 · черна пешка на черно поле h6 · черна пешка на бяло поле b5 · черна пешка на черно поле c5 · бяла дама на бяло поле d5 · бял кон на черно поле e5 · бяла пешка на черно поле h4 · черна дама на черно поле e3 · черен кон на бяло поле h3 · бяла пешка на бяло поле a2 · бял цар на бяло поле h1 | 5 |
| 4 | черен топ на черно поле f8 · бяла пешка на черно поле e7 · черна пешка на черно поле g7 · черен цар на бяло поле h7 · черна пешка на черно поле h6 · черна пешка на бяло поле b5 · черна пешка на черно поле c5 · бяла дама на бяло поле d5 · бял кон на черно поле e5 · бяла пешка на черно поле h4 · черна дама на черно поле e3 · черен кон на бяло поле h3 · бяла пешка на бяло поле a2 · бял цар на бяло поле h1 | черен топ на черно поле f8 · бяла пешка на черно поле e7 · черна пешка на черно поле g7 · черен цар на бяло поле h7 · черна пешка на черно поле h6 · черна пешка на бяло поле b5 · черна пешка на черно поле c5 · бяла дама на бяло поле d5 · бял кон на черно поле e5 · бяла пешка на черно поле h4 · черна дама на черно поле e3 · черен кон на бяло поле h3 · бяла пешка на бяло поле a2 · бял цар на бяло поле h1 | черен топ на черно поле f8 · бяла пешка на черно поле e7 · черна пешка на черно поле g7 · черен цар на бяло поле h7 · черна пешка на черно поле h6 · черна пешка на бяло поле b5 · черна пешка на черно поле c5 · бяла дама на бяло поле d5 · бял кон на черно поле e5 · бяла пешка на черно поле h4 · черна дама на черно поле e3 · черен кон на бяло поле h3 · бяла пешка на бяло поле a2 · бял цар на бяло поле h1 | черен топ на черно поле f8 · бяла пешка на черно поле e7 · черна пешка на черно поле g7 · черен цар на бяло поле h7 · черна пешка на черно поле h6 · черна пешка на бяло поле b5 · черна пешка на черно поле c5 · бяла дама на бяло поле d5 · бял кон на черно поле e5 · бяла пешка на черно поле h4 · черна дама на черно поле e3 · черен кон на бяло поле h3 · бяла пешка на бяло поле a2 · бял цар на бяло поле h1 | черен топ на черно поле f8 · бяла пешка на черно поле e7 · черна пешка на черно поле g7 · черен цар на бяло поле h7 · черна пешка на черно поле h6 · черна пешка на бяло поле b5 · черна пешка на черно поле c5 · бяла дама на бяло поле d5 · бял кон на черно поле e5 · бяла пешка на черно поле h4 · черна дама на черно поле e3 · черен кон на бяло поле h3 · бяла пешка на бяло поле a2 · бял цар на бяло поле h1 | черен топ на черно поле f8 · бяла пешка на черно поле e7 · черна пешка на черно поле g7 · черен цар на бяло поле h7 · черна пешка на черно поле h6 · черна пешка на бяло поле b5 · черна пешка на черно поле c5 · бяла дама на бяло поле d5 · бял кон на черно поле e5 · бяла пешка на черно поле h4 · черна дама на черно поле e3 · черен кон на бяло поле h3 · бяла пешка на бяло поле a2 · бял цар на бяло поле h1 | черен топ на черно поле f8 · бяла пешка на черно поле e7 · черна пешка на черно поле g7 · черен цар на бяло поле h7 · черна пешка на черно поле h6 · черна пешка на бяло поле b5 · черна пешка на черно поле c5 · бяла дама на бяло поле d5 · бял кон на черно поле e5 · бяла пешка на черно поле h4 · черна дама на черно поле e3 · черен кон на бяло поле h3 · бяла пешка на бяло поле a2 · бял цар на бяло поле h1 | черен топ на черно поле f8 · бяла пешка на черно поле e7 · черна пешка на черно поле g7 · черен цар на бяло поле h7 · черна пешка на черно поле h6 · черна пешка на бяло поле b5 · черна пешка на черно поле c5 · бяла дама на бяло поле d5 · бял кон на черно поле e5 · бяла пешка на черно поле h4 · черна дама на черно поле e3 · черен кон на бяло поле h3 · бяла пешка на бяло поле a2 · бял цар на бяло поле h1 | 4 |
| 3 | черен топ на черно поле f8 · бяла пешка на черно поле e7 · черна пешка на черно поле g7 · черен цар на бяло поле h7 · черна пешка на черно поле h6 · черна пешка на бяло поле b5 · черна пешка на черно поле c5 · бяла дама на бяло поле d5 · бял кон на черно поле e5 · бяла пешка на черно поле h4 · черна дама на черно поле e3 · черен кон на бяло поле h3 · бяла пешка на бяло поле a2 · бял цар на бяло поле h1 | черен топ на черно поле f8 · бяла пешка на черно поле e7 · черна пешка на черно поле g7 · черен цар на бяло поле h7 · черна пешка на черно поле h6 · черна пешка на бяло поле b5 · черна пешка на черно поле c5 · бяла дама на бяло поле d5 · бял кон на черно поле e5 · бяла пешка на черно поле h4 · черна дама на черно поле e3 · черен кон на бяло поле h3 · бяла пешка на бяло поле a2 · бял цар на бяло поле h1 | черен топ на черно поле f8 · бяла пешка на черно поле e7 · черна пешка на черно поле g7 · черен цар на бяло поле h7 · черна пешка на черно поле h6 · черна пешка на бяло поле b5 · черна пешка на черно поле c5 · бяла дама на бяло поле d5 · бял кон на черно поле e5 · бяла пешка на черно поле h4 · черна дама на черно поле e3 · черен кон на бяло поле h3 · бяла пешка на бяло поле a2 · бял цар на бяло поле h1 | черен топ на черно поле f8 · бяла пешка на черно поле e7 · черна пешка на черно поле g7 · черен цар на бяло поле h7 · черна пешка на черно поле h6 · черна пешка на бяло поле b5 · черна пешка на черно поле c5 · бяла дама на бяло поле d5 · бял кон на черно поле e5 · бяла пешка на черно поле h4 · черна дама на черно поле e3 · черен кон на бяло поле h3 · бяла пешка на бяло поле a2 · бял цар на бяло поле h1 | черен топ на черно поле f8 · бяла пешка на черно поле e7 · черна пешка на черно поле g7 · черен цар на бяло поле h7 · черна пешка на черно поле h6 · черна пешка на бяло поле b5 · черна пешка на черно поле c5 · бяла дама на бяло поле d5 · бял кон на черно поле e5 · бяла пешка на черно поле h4 · черна дама на черно поле e3 · черен кон на бяло поле h3 · бяла пешка на бяло поле a2 · бял цар на бяло поле h1 | черен топ на черно поле f8 · бяла пешка на черно поле e7 · черна пешка на черно поле g7 · черен цар на бяло поле h7 · черна пешка на черно поле h6 · черна пешка на бяло поле b5 · черна пешка на черно поле c5 · бяла дама на бяло поле d5 · бял кон на черно поле e5 · бяла пешка на черно поле h4 · черна дама на черно поле e3 · черен кон на бяло поле h3 · бяла пешка на бяло поле a2 · бял цар на бяло поле h1 | черен топ на черно поле f8 · бяла пешка на черно поле e7 · черна пешка на черно поле g7 · черен цар на бяло поле h7 · черна пешка на черно поле h6 · черна пешка на бяло поле b5 · черна пешка на черно поле c5 · бяла дама на бяло поле d5 · бял кон на черно поле e5 · бяла пешка на черно поле h4 · черна дама на черно поле e3 · черен кон на бяло поле h3 · бяла пешка на бяло поле a2 · бял цар на бяло поле h1 | черен топ на черно поле f8 · бяла пешка на черно поле e7 · черна пешка на черно поле g7 · черен цар на бяло поле h7 · черна пешка на черно поле h6 · черна пешка на бяло поле b5 · черна пешка на черно поле c5 · бяла дама на бяло поле d5 · бял кон на черно поле e5 · бяла пешка на черно поле h4 · черна дама на черно поле e3 · черен кон на бяло поле h3 · бяла пешка на бяло поле a2 · бял цар на бяло поле h1 | 3 |
| 2 | черен топ на черно поле f8 · бяла пешка на черно поле e7 · черна пешка на черно поле g7 · черен цар на бяло поле h7 · черна пешка на черно поле h6 · черна пешка на бяло поле b5 · черна пешка на черно поле c5 · бяла дама на бяло поле d5 · бял кон на черно поле e5 · бяла пешка на черно поле h4 · черна дама на черно поле e3 · черен кон на бяло поле h3 · бяла пешка на бяло поле a2 · бял цар на бяло поле h1 | черен топ на черно поле f8 · бяла пешка на черно поле e7 · черна пешка на черно поле g7 · черен цар на бяло поле h7 · черна пешка на черно поле h6 · черна пешка на бяло поле b5 · черна пешка на черно поле c5 · бяла дама на бяло поле d5 · бял кон на черно поле e5 · бяла пешка на черно поле h4 · черна дама на черно поле e3 · черен кон на бяло поле h3 · бяла пешка на бяло поле a2 · бял цар на бяло поле h1 | черен топ на черно поле f8 · бяла пешка на черно поле e7 · черна пешка на черно поле g7 · черен цар на бяло поле h7 · черна пешка на черно поле h6 · черна пешка на бяло поле b5 · черна пешка на черно поле c5 · бяла дама на бяло поле d5 · бял кон на черно поле e5 · бяла пешка на черно поле h4 · черна дама на черно поле e3 · черен кон на бяло поле h3 · бяла пешка на бяло поле a2 · бял цар на бяло поле h1 | черен топ на черно поле f8 · бяла пешка на черно поле e7 · черна пешка на черно поле g7 · черен цар на бяло поле h7 · черна пешка на черно поле h6 · черна пешка на бяло поле b5 · черна пешка на черно поле c5 · бяла дама на бяло поле d5 · бял кон на черно поле e5 · бяла пешка на черно поле h4 · черна дама на черно поле e3 · черен кон на бяло поле h3 · бяла пешка на бяло поле a2 · бял цар на бяло поле h1 | черен топ на черно поле f8 · бяла пешка на черно поле e7 · черна пешка на черно поле g7 · черен цар на бяло поле h7 · черна пешка на черно поле h6 · черна пешка на бяло поле b5 · черна пешка на черно поле c5 · бяла дама на бяло поле d5 · бял кон на черно поле e5 · бяла пешка на черно поле h4 · черна дама на черно поле e3 · черен кон на бяло поле h3 · бяла пешка на бяло поле a2 · бял цар на бяло поле h1 | черен топ на черно поле f8 · бяла пешка на черно поле e7 · черна пешка на черно поле g7 · черен цар на бяло поле h7 · черна пешка на черно поле h6 · черна пешка на бяло поле b5 · черна пешка на черно поле c5 · бяла дама на бяло поле d5 · бял кон на черно поле e5 · бяла пешка на черно поле h4 · черна дама на черно поле e3 · черен кон на бяло поле h3 · бяла пешка на бяло поле a2 · бял цар на бяло поле h1 | черен топ на черно поле f8 · бяла пешка на черно поле e7 · черна пешка на черно поле g7 · черен цар на бяло поле h7 · черна пешка на черно поле h6 · черна пешка на бяло поле b5 · черна пешка на черно поле c5 · бяла дама на бяло поле d5 · бял кон на черно поле e5 · бяла пешка на черно поле h4 · черна дама на черно поле e3 · черен кон на бяло поле h3 · бяла пешка на бяло поле a2 · бял цар на бяло поле h1 | черен топ на черно поле f8 · бяла пешка на черно поле e7 · черна пешка на черно поле g7 · черен цар на бяло поле h7 · черна пешка на черно поле h6 · черна пешка на бяло поле b5 · черна пешка на черно поле c5 · бяла дама на бяло поле d5 · бял кон на черно поле e5 · бяла пешка на черно поле h4 · черна дама на черно поле e3 · черен кон на бяло поле h3 · бяла пешка на бяло поле a2 · бял цар на бяло поле h1 | 2 |
| 1 | черен топ на черно поле f8 · бяла пешка на черно поле e7 · черна пешка на черно поле g7 · черен цар на бяло поле h7 · черна пешка на черно поле h6 · черна пешка на бяло поле b5 · черна пешка на черно поле c5 · бяла дама на бяло поле d5 · бял кон на черно поле e5 · бяла пешка на черно поле h4 · черна дама на черно поле e3 · черен кон на бяло поле h3 · бяла пешка на бяло поле a2 · бял цар на бяло поле h1 | черен топ на черно поле f8 · бяла пешка на черно поле e7 · черна пешка на черно поле g7 · черен цар на бяло поле h7 · черна пешка на черно поле h6 · черна пешка на бяло поле b5 · черна пешка на черно поле c5 · бяла дама на бяло поле d5 · бял кон на черно поле e5 · бяла пешка на черно поле h4 · черна дама на черно поле e3 · черен кон на бяло поле h3 · бяла пешка на бяло поле a2 · бял цар на бяло поле h1 | черен топ на черно поле f8 · бяла пешка на черно поле e7 · черна пешка на черно поле g7 · черен цар на бяло поле h7 · черна пешка на черно поле h6 · черна пешка на бяло поле b5 · черна пешка на черно поле c5 · бяла дама на бяло поле d5 · бял кон на черно поле e5 · бяла пешка на черно поле h4 · черна дама на черно поле e3 · черен кон на бяло поле h3 · бяла пешка на бяло поле a2 · бял цар на бяло поле h1 | черен топ на черно поле f8 · бяла пешка на черно поле e7 · черна пешка на черно поле g7 · черен цар на бяло поле h7 · черна пешка на черно поле h6 · черна пешка на бяло поле b5 · черна пешка на черно поле c5 · бяла дама на бяло поле d5 · бял кон на черно поле e5 · бяла пешка на черно поле h4 · черна дама на черно поле e3 · черен кон на бяло поле h3 · бяла пешка на бяло поле a2 · бял цар на бяло поле h1 | черен топ на черно поле f8 · бяла пешка на черно поле e7 · черна пешка на черно поле g7 · черен цар на бяло поле h7 · черна пешка на черно поле h6 · черна пешка на бяло поле b5 · черна пешка на черно поле c5 · бяла дама на бяло поле d5 · бял кон на черно поле e5 · бяла пешка на черно поле h4 · черна дама на черно поле e3 · черен кон на бяло поле h3 · бяла пешка на бяло поле a2 · бял цар на бяло поле h1 | черен топ на черно поле f8 · бяла пешка на черно поле e7 · черна пешка на черно поле g7 · черен цар на бяло поле h7 · черна пешка на черно поле h6 · черна пешка на бяло поле b5 · черна пешка на черно поле c5 · бяла дама на бяло поле d5 · бял кон на черно поле e5 · бяла пешка на черно поле h4 · черна дама на черно поле e3 · черен кон на бяло поле h3 · бяла пешка на бяло поле a2 · бял цар на бяло поле h1 | черен топ на черно поле f8 · бяла пешка на черно поле e7 · черна пешка на черно поле g7 · черен цар на бяло поле h7 · черна пешка на черно поле h6 · черна пешка на бяло поле b5 · черна пешка на черно поле c5 · бяла дама на бяло поле d5 · бял кон на черно поле e5 · бяла пешка на черно поле h4 · черна дама на черно поле e3 · черен кон на бяло поле h3 · бяла пешка на бяло поле a2 · бял цар на бяло поле h1 | черен топ на черно поле f8 · бяла пешка на черно поле e7 · черна пешка на черно поле g7 · черен цар на бяло поле h7 · черна пешка на черно поле h6 · черна пешка на бяло поле b5 · черна пешка на черно поле c5 · бяла дама на бяло поле d5 · бял кон на черно поле e5 · бяла пешка на черно поле h4 · черна дама на черно поле e3 · черен кон на бяло поле h3 · бяла пешка на бяло поле a2 · бял цар на бяло поле h1 | 1 |
|   | a | b | c | d | e | f | g | h |   |

Диаграма 10 показва позицията, възникнала след 39 хода в играта Борис Гулко – Карен Григорян, Вилнюс, 1971 г. Белите преди малко са жертвали топ, за да се достигне до тази позиция. Сега те могат да вземат топа с пешката, но произвеждането пешката в дама ще завърши със загубата им, тъй като те са изправени пред непосредствен мат (40. e:f8Д?? Дg1 мат). Единственият печеливш ход на белите е произвеждането на кон: 40. e:f8К+!!. Черните се предават поради мат на следващия ход: 40 ... Цh8 41. Кеg6 #.
|   | a | b | c | d | e | f | g | h |   |
| 8 | бял цар на бяло поле f3 · черна пешка на бяло поле e2 · бял топ на черно поле h2 · черен цар на бяло поле f1 | бял цар на бяло поле f3 · черна пешка на бяло поле e2 · бял топ на черно поле h2 · черен цар на бяло поле f1 | бял цар на бяло поле f3 · черна пешка на бяло поле e2 · бял топ на черно поле h2 · черен цар на бяло поле f1 | бял цар на бяло поле f3 · черна пешка на бяло поле e2 · бял топ на черно поле h2 · черен цар на бяло поле f1 | бял цар на бяло поле f3 · черна пешка на бяло поле e2 · бял топ на черно поле h2 · черен цар на бяло поле f1 | бял цар на бяло поле f3 · черна пешка на бяло поле e2 · бял топ на черно поле h2 · черен цар на бяло поле f1 | бял цар на бяло поле f3 · черна пешка на бяло поле e2 · бял топ на черно поле h2 · черен цар на бяло поле f1 | бял цар на бяло поле f3 · черна пешка на бяло поле e2 · бял топ на черно поле h2 · черен цар на бяло поле f1 | 8 |
| 7 | бял цар на бяло поле f3 · черна пешка на бяло поле e2 · бял топ на черно поле h2 · черен цар на бяло поле f1 | бял цар на бяло поле f3 · черна пешка на бяло поле e2 · бял топ на черно поле h2 · черен цар на бяло поле f1 | бял цар на бяло поле f3 · черна пешка на бяло поле e2 · бял топ на черно поле h2 · черен цар на бяло поле f1 | бял цар на бяло поле f3 · черна пешка на бяло поле e2 · бял топ на черно поле h2 · черен цар на бяло поле f1 | бял цар на бяло поле f3 · черна пешка на бяло поле e2 · бял топ на черно поле h2 · черен цар на бяло поле f1 | бял цар на бяло поле f3 · черна пешка на бяло поле e2 · бял топ на черно поле h2 · черен цар на бяло поле f1 | бял цар на бяло поле f3 · черна пешка на бяло поле e2 · бял топ на черно поле h2 · черен цар на бяло поле f1 | бял цар на бяло поле f3 · черна пешка на бяло поле e2 · бял топ на черно поле h2 · черен цар на бяло поле f1 | 7 |
| 6 | бял цар на бяло поле f3 · черна пешка на бяло поле e2 · бял топ на черно поле h2 · черен цар на бяло поле f1 | бял цар на бяло поле f3 · черна пешка на бяло поле e2 · бял топ на черно поле h2 · черен цар на бяло поле f1 | бял цар на бяло поле f3 · черна пешка на бяло поле e2 · бял топ на черно поле h2 · черен цар на бяло поле f1 | бял цар на бяло поле f3 · черна пешка на бяло поле e2 · бял топ на черно поле h2 · черен цар на бяло поле f1 | бял цар на бяло поле f3 · черна пешка на бяло поле e2 · бял топ на черно поле h2 · черен цар на бяло поле f1 | бял цар на бяло поле f3 · черна пешка на бяло поле e2 · бял топ на черно поле h2 · черен цар на бяло поле f1 | бял цар на бяло поле f3 · черна пешка на бяло поле e2 · бял топ на черно поле h2 · черен цар на бяло поле f1 | бял цар на бяло поле f3 · черна пешка на бяло поле e2 · бял топ на черно поле h2 · черен цар на бяло поле f1 | 6 |
| 5 | бял цар на бяло поле f3 · черна пешка на бяло поле e2 · бял топ на черно поле h2 · черен цар на бяло поле f1 | бял цар на бяло поле f3 · черна пешка на бяло поле e2 · бял топ на черно поле h2 · черен цар на бяло поле f1 | бял цар на бяло поле f3 · черна пешка на бяло поле e2 · бял топ на черно поле h2 · черен цар на бяло поле f1 | бял цар на бяло поле f3 · черна пешка на бяло поле e2 · бял топ на черно поле h2 · черен цар на бяло поле f1 | бял цар на бяло поле f3 · черна пешка на бяло поле e2 · бял топ на черно поле h2 · черен цар на бяло поле f1 | бял цар на бяло поле f3 · черна пешка на бяло поле e2 · бял топ на черно поле h2 · черен цар на бяло поле f1 | бял цар на бяло поле f3 · черна пешка на бяло поле e2 · бял топ на черно поле h2 · черен цар на бяло поле f1 | бял цар на бяло поле f3 · черна пешка на бяло поле e2 · бял топ на черно поле h2 · черен цар на бяло поле f1 | 5 |
| 4 | бял цар на бяло поле f3 · черна пешка на бяло поле e2 · бял топ на черно поле h2 · черен цар на бяло поле f1 | бял цар на бяло поле f3 · черна пешка на бяло поле e2 · бял топ на черно поле h2 · черен цар на бяло поле f1 | бял цар на бяло поле f3 · черна пешка на бяло поле e2 · бял топ на черно поле h2 · черен цар на бяло поле f1 | бял цар на бяло поле f3 · черна пешка на бяло поле e2 · бял топ на черно поле h2 · черен цар на бяло поле f1 | бял цар на бяло поле f3 · черна пешка на бяло поле e2 · бял топ на черно поле h2 · черен цар на бяло поле f1 | бял цар на бяло поле f3 · черна пешка на бяло поле e2 · бял топ на черно поле h2 · черен цар на бяло поле f1 | бял цар на бяло поле f3 · черна пешка на бяло поле e2 · бял топ на черно поле h2 · черен цар на бяло поле f1 | бял цар на бяло поле f3 · черна пешка на бяло поле e2 · бял топ на черно поле h2 · черен цар на бяло поле f1 | 4 |
| 3 | бял цар на бяло поле f3 · черна пешка на бяло поле e2 · бял топ на черно поле h2 · черен цар на бяло поле f1 | бял цар на бяло поле f3 · черна пешка на бяло поле e2 · бял топ на черно поле h2 · черен цар на бяло поле f1 | бял цар на бяло поле f3 · черна пешка на бяло поле e2 · бял топ на черно поле h2 · черен цар на бяло поле f1 | бял цар на бяло поле f3 · черна пешка на бяло поле e2 · бял топ на черно поле h2 · черен цар на бяло поле f1 | бял цар на бяло поле f3 · черна пешка на бяло поле e2 · бял топ на черно поле h2 · черен цар на бяло поле f1 | бял цар на бяло поле f3 · черна пешка на бяло поле e2 · бял топ на черно поле h2 · черен цар на бяло поле f1 | бял цар на бяло поле f3 · черна пешка на бяло поле e2 · бял топ на черно поле h2 · черен цар на бяло поле f1 | бял цар на бяло поле f3 · черна пешка на бяло поле e2 · бял топ на черно поле h2 · черен цар на бяло поле f1 | 3 |
| 2 | бял цар на бяло поле f3 · черна пешка на бяло поле e2 · бял топ на черно поле h2 · черен цар на бяло поле f1 | бял цар на бяло поле f3 · черна пешка на бяло поле e2 · бял топ на черно поле h2 · черен цар на бяло поле f1 | бял цар на бяло поле f3 · черна пешка на бяло поле e2 · бял топ на черно поле h2 · черен цар на бяло поле f1 | бял цар на бяло поле f3 · черна пешка на бяло поле e2 · бял топ на черно поле h2 · черен цар на бяло поле f1 | бял цар на бяло поле f3 · черна пешка на бяло поле e2 · бял топ на черно поле h2 · черен цар на бяло поле f1 | бял цар на бяло поле f3 · черна пешка на бяло поле e2 · бял топ на черно поле h2 · черен цар на бяло поле f1 | бял цар на бяло поле f3 · черна пешка на бяло поле e2 · бял топ на черно поле h2 · черен цар на бяло поле f1 | бял цар на бяло поле f3 · черна пешка на бяло поле e2 · бял топ на черно поле h2 · черен цар на бяло поле f1 | 2 |
| 1 | бял цар на бяло поле f3 · черна пешка на бяло поле e2 · бял топ на черно поле h2 · черен цар на бяло поле f1 | бял цар на бяло поле f3 · черна пешка на бяло поле e2 · бял топ на черно поле h2 · черен цар на бяло поле f1 | бял цар на бяло поле f3 · черна пешка на бяло поле e2 · бял топ на черно поле h2 · черен цар на бяло поле f1 | бял цар на бяло поле f3 · черна пешка на бяло поле e2 · бял топ на черно поле h2 · черен цар на бяло поле f1 | бял цар на бяло поле f3 · черна пешка на бяло поле e2 · бял топ на черно поле h2 · черен цар на бяло поле f1 | бял цар на бяло поле f3 · черна пешка на бяло поле e2 · бял топ на черно поле h2 · черен цар на бяло поле f1 | бял цар на бяло поле f3 · черна пешка на бяло поле e2 · бял топ на черно поле h2 · черен цар на бяло поле f1 | бял цар на бяло поле f3 · черна пешка на бяло поле e2 · бял топ на черно поле h2 · черен цар на бяло поле f1 | 1 |
|   | a | b | c | d | e | f | g | h |   |

Произвеждането на кон може също да е необходимо по защитни причини. На диаграма 11 е показан такъв пример от игра между Гата Камски и Етиен Бакро от 2006 г.  Белите искат да вземат пешката, ако тя не се произведе, или да направят мат на h1, ако се произведе дама, топ или офицер. Единствената игра, с която черните не губят, е 74 ... e1К+!. Получената позиция тур срещу кон при правилна игра е реми от теоретичните таблици, защото конят е близо до царя си (виж Ендшпил). В тази конкретната игра въпреки всичко, черните са направили някои грешки оттук и белите спечелват на 103-ия ход (де ла Вила 2008: 43–44). Това произвеждане обаче, във всеки случай е стандартна отбранителна техника в края на играта. (Де ла Вила 2008: 71–72).
Партията Владлен Зурахов – Александър Кобленц, играна в Тбилиси през 1956 г. , предоставя много рядък пример за игра с две много силни произвеждания на кон.  На диаграма 12 черните заплашват 57 ... К:g7 и ако белите избягнат това, като проиведат дама, топ или офицер, черните ще достигнат равенство с 57 ... Кe7+! и 58 ... К:g8. Единственият печеливш ход е 57. g8К!. Партията продължава 57... Цb6 58.Цc4 Кe3+ 59.Цb3 Кd5 60.c4 Кc7 61.Кf6 Кe6 62.Кe4 Кc7 63.Кf2 Кe6 64.Кd3 Кd4+ 65.Цc3 Кe2+ 66.Цb4 Кd4 67.c5+ Цa6 68.Цc4 Кf5 69.Цd5 Цb7 70.Кb4 Кe3+ 71.Цd4 Кf5+ 72.Цc4 Кe3+ 73.Цb5 Цc7 74.a5 Кf5 75.Кd5+ Цb7 76.c6+ Цa7 77.c7 Цb7 78.a6+ Цa7 (диаграма 13). За пореден път произвеждане в нещо различно от кон би било гаф, позволяващ конска вилка, напр. 79.c8Д?? Кd6+ и 80 ... К:c8, с ясен край. Белите вместо това играят 79. c8К+! Тук има и други печеливши ходове, като 79.Kc5, но играният е най-добрият. Следва 79 ... Цb8 80. Цb6 и черните се предават, тъй като белите не могат да бъдат спрени да произведат трета пешка – този път за царица.
|   | a | b | c | d | e | f | g | h |   |
| 8 | бяла дама на черно поле b8 · бяла пешка на черно поле a7 · бял цар на бяло поле b7 · черен цар на бяло поле d7 · черна пешка на черно поле e7 · черна пешка на черно поле d6 · бяла пешка на бяло поле d5 · бяла пешка на бяло поле f5 · черна пешка на бяло поле g4 · бяла пешка на черно поле b2 · черна дама на черно поле c1 | бяла дама на черно поле b8 · бяла пешка на черно поле a7 · бял цар на бяло поле b7 · черен цар на бяло поле d7 · черна пешка на черно поле e7 · черна пешка на черно поле d6 · бяла пешка на бяло поле d5 · бяла пешка на бяло поле f5 · черна пешка на бяло поле g4 · бяла пешка на черно поле b2 · черна дама на черно поле c1 | бяла дама на черно поле b8 · бяла пешка на черно поле a7 · бял цар на бяло поле b7 · черен цар на бяло поле d7 · черна пешка на черно поле e7 · черна пешка на черно поле d6 · бяла пешка на бяло поле d5 · бяла пешка на бяло поле f5 · черна пешка на бяло поле g4 · бяла пешка на черно поле b2 · черна дама на черно поле c1 | бяла дама на черно поле b8 · бяла пешка на черно поле a7 · бял цар на бяло поле b7 · черен цар на бяло поле d7 · черна пешка на черно поле e7 · черна пешка на черно поле d6 · бяла пешка на бяло поле d5 · бяла пешка на бяло поле f5 · черна пешка на бяло поле g4 · бяла пешка на черно поле b2 · черна дама на черно поле c1 | бяла дама на черно поле b8 · бяла пешка на черно поле a7 · бял цар на бяло поле b7 · черен цар на бяло поле d7 · черна пешка на черно поле e7 · черна пешка на черно поле d6 · бяла пешка на бяло поле d5 · бяла пешка на бяло поле f5 · черна пешка на бяло поле g4 · бяла пешка на черно поле b2 · черна дама на черно поле c1 | бяла дама на черно поле b8 · бяла пешка на черно поле a7 · бял цар на бяло поле b7 · черен цар на бяло поле d7 · черна пешка на черно поле e7 · черна пешка на черно поле d6 · бяла пешка на бяло поле d5 · бяла пешка на бяло поле f5 · черна пешка на бяло поле g4 · бяла пешка на черно поле b2 · черна дама на черно поле c1 | бяла дама на черно поле b8 · бяла пешка на черно поле a7 · бял цар на бяло поле b7 · черен цар на бяло поле d7 · черна пешка на черно поле e7 · черна пешка на черно поле d6 · бяла пешка на бяло поле d5 · бяла пешка на бяло поле f5 · черна пешка на бяло поле g4 · бяла пешка на черно поле b2 · черна дама на черно поле c1 | бяла дама на черно поле b8 · бяла пешка на черно поле a7 · бял цар на бяло поле b7 · черен цар на бяло поле d7 · черна пешка на черно поле e7 · черна пешка на черно поле d6 · бяла пешка на бяло поле d5 · бяла пешка на бяло поле f5 · черна пешка на бяло поле g4 · бяла пешка на черно поле b2 · черна дама на черно поле c1 | 8 |
| 7 | бяла дама на черно поле b8 · бяла пешка на черно поле a7 · бял цар на бяло поле b7 · черен цар на бяло поле d7 · черна пешка на черно поле e7 · черна пешка на черно поле d6 · бяла пешка на бяло поле d5 · бяла пешка на бяло поле f5 · черна пешка на бяло поле g4 · бяла пешка на черно поле b2 · черна дама на черно поле c1 | бяла дама на черно поле b8 · бяла пешка на черно поле a7 · бял цар на бяло поле b7 · черен цар на бяло поле d7 · черна пешка на черно поле e7 · черна пешка на черно поле d6 · бяла пешка на бяло поле d5 · бяла пешка на бяло поле f5 · черна пешка на бяло поле g4 · бяла пешка на черно поле b2 · черна дама на черно поле c1 | бяла дама на черно поле b8 · бяла пешка на черно поле a7 · бял цар на бяло поле b7 · черен цар на бяло поле d7 · черна пешка на черно поле e7 · черна пешка на черно поле d6 · бяла пешка на бяло поле d5 · бяла пешка на бяло поле f5 · черна пешка на бяло поле g4 · бяла пешка на черно поле b2 · черна дама на черно поле c1 | бяла дама на черно поле b8 · бяла пешка на черно поле a7 · бял цар на бяло поле b7 · черен цар на бяло поле d7 · черна пешка на черно поле e7 · черна пешка на черно поле d6 · бяла пешка на бяло поле d5 · бяла пешка на бяло поле f5 · черна пешка на бяло поле g4 · бяла пешка на черно поле b2 · черна дама на черно поле c1 | бяла дама на черно поле b8 · бяла пешка на черно поле a7 · бял цар на бяло поле b7 · черен цар на бяло поле d7 · черна пешка на черно поле e7 · черна пешка на черно поле d6 · бяла пешка на бяло поле d5 · бяла пешка на бяло поле f5 · черна пешка на бяло поле g4 · бяла пешка на черно поле b2 · черна дама на черно поле c1 | бяла дама на черно поле b8 · бяла пешка на черно поле a7 · бял цар на бяло поле b7 · черен цар на бяло поле d7 · черна пешка на черно поле e7 · черна пешка на черно поле d6 · бяла пешка на бяло поле d5 · бяла пешка на бяло поле f5 · черна пешка на бяло поле g4 · бяла пешка на черно поле b2 · черна дама на черно поле c1 | бяла дама на черно поле b8 · бяла пешка на черно поле a7 · бял цар на бяло поле b7 · черен цар на бяло поле d7 · черна пешка на черно поле e7 · черна пешка на черно поле d6 · бяла пешка на бяло поле d5 · бяла пешка на бяло поле f5 · черна пешка на бяло поле g4 · бяла пешка на черно поле b2 · черна дама на черно поле c1 | бяла дама на черно поле b8 · бяла пешка на черно поле a7 · бял цар на бяло поле b7 · черен цар на бяло поле d7 · черна пешка на черно поле e7 · черна пешка на черно поле d6 · бяла пешка на бяло поле d5 · бяла пешка на бяло поле f5 · черна пешка на бяло поле g4 · бяла пешка на черно поле b2 · черна дама на черно поле c1 | 7 |
| 6 | бяла дама на черно поле b8 · бяла пешка на черно поле a7 · бял цар на бяло поле b7 · черен цар на бяло поле d7 · черна пешка на черно поле e7 · черна пешка на черно поле d6 · бяла пешка на бяло поле d5 · бяла пешка на бяло поле f5 · черна пешка на бяло поле g4 · бяла пешка на черно поле b2 · черна дама на черно поле c1 | бяла дама на черно поле b8 · бяла пешка на черно поле a7 · бял цар на бяло поле b7 · черен цар на бяло поле d7 · черна пешка на черно поле e7 · черна пешка на черно поле d6 · бяла пешка на бяло поле d5 · бяла пешка на бяло поле f5 · черна пешка на бяло поле g4 · бяла пешка на черно поле b2 · черна дама на черно поле c1 | бяла дама на черно поле b8 · бяла пешка на черно поле a7 · бял цар на бяло поле b7 · черен цар на бяло поле d7 · черна пешка на черно поле e7 · черна пешка на черно поле d6 · бяла пешка на бяло поле d5 · бяла пешка на бяло поле f5 · черна пешка на бяло поле g4 · бяла пешка на черно поле b2 · черна дама на черно поле c1 | бяла дама на черно поле b8 · бяла пешка на черно поле a7 · бял цар на бяло поле b7 · черен цар на бяло поле d7 · черна пешка на черно поле e7 · черна пешка на черно поле d6 · бяла пешка на бяло поле d5 · бяла пешка на бяло поле f5 · черна пешка на бяло поле g4 · бяла пешка на черно поле b2 · черна дама на черно поле c1 | бяла дама на черно поле b8 · бяла пешка на черно поле a7 · бял цар на бяло поле b7 · черен цар на бяло поле d7 · черна пешка на черно поле e7 · черна пешка на черно поле d6 · бяла пешка на бяло поле d5 · бяла пешка на бяло поле f5 · черна пешка на бяло поле g4 · бяла пешка на черно поле b2 · черна дама на черно поле c1 | бяла дама на черно поле b8 · бяла пешка на черно поле a7 · бял цар на бяло поле b7 · черен цар на бяло поле d7 · черна пешка на черно поле e7 · черна пешка на черно поле d6 · бяла пешка на бяло поле d5 · бяла пешка на бяло поле f5 · черна пешка на бяло поле g4 · бяла пешка на черно поле b2 · черна дама на черно поле c1 | бяла дама на черно поле b8 · бяла пешка на черно поле a7 · бял цар на бяло поле b7 · черен цар на бяло поле d7 · черна пешка на черно поле e7 · черна пешка на черно поле d6 · бяла пешка на бяло поле d5 · бяла пешка на бяло поле f5 · черна пешка на бяло поле g4 · бяла пешка на черно поле b2 · черна дама на черно поле c1 | бяла дама на черно поле b8 · бяла пешка на черно поле a7 · бял цар на бяло поле b7 · черен цар на бяло поле d7 · черна пешка на черно поле e7 · черна пешка на черно поле d6 · бяла пешка на бяло поле d5 · бяла пешка на бяло поле f5 · черна пешка на бяло поле g4 · бяла пешка на черно поле b2 · черна дама на черно поле c1 | 6 |
| 5 | бяла дама на черно поле b8 · бяла пешка на черно поле a7 · бял цар на бяло поле b7 · черен цар на бяло поле d7 · черна пешка на черно поле e7 · черна пешка на черно поле d6 · бяла пешка на бяло поле d5 · бяла пешка на бяло поле f5 · черна пешка на бяло поле g4 · бяла пешка на черно поле b2 · черна дама на черно поле c1 | бяла дама на черно поле b8 · бяла пешка на черно поле a7 · бял цар на бяло поле b7 · черен цар на бяло поле d7 · черна пешка на черно поле e7 · черна пешка на черно поле d6 · бяла пешка на бяло поле d5 · бяла пешка на бяло поле f5 · черна пешка на бяло поле g4 · бяла пешка на черно поле b2 · черна дама на черно поле c1 | бяла дама на черно поле b8 · бяла пешка на черно поле a7 · бял цар на бяло поле b7 · черен цар на бяло поле d7 · черна пешка на черно поле e7 · черна пешка на черно поле d6 · бяла пешка на бяло поле d5 · бяла пешка на бяло поле f5 · черна пешка на бяло поле g4 · бяла пешка на черно поле b2 · черна дама на черно поле c1 | бяла дама на черно поле b8 · бяла пешка на черно поле a7 · бял цар на бяло поле b7 · черен цар на бяло поле d7 · черна пешка на черно поле e7 · черна пешка на черно поле d6 · бяла пешка на бяло поле d5 · бяла пешка на бяло поле f5 · черна пешка на бяло поле g4 · бяла пешка на черно поле b2 · черна дама на черно поле c1 | бяла дама на черно поле b8 · бяла пешка на черно поле a7 · бял цар на бяло поле b7 · черен цар на бяло поле d7 · черна пешка на черно поле e7 · черна пешка на черно поле d6 · бяла пешка на бяло поле d5 · бяла пешка на бяло поле f5 · черна пешка на бяло поле g4 · бяла пешка на черно поле b2 · черна дама на черно поле c1 | бяла дама на черно поле b8 · бяла пешка на черно поле a7 · бял цар на бяло поле b7 · черен цар на бяло поле d7 · черна пешка на черно поле e7 · черна пешка на черно поле d6 · бяла пешка на бяло поле d5 · бяла пешка на бяло поле f5 · черна пешка на бяло поле g4 · бяла пешка на черно поле b2 · черна дама на черно поле c1 | бяла дама на черно поле b8 · бяла пешка на черно поле a7 · бял цар на бяло поле b7 · черен цар на бяло поле d7 · черна пешка на черно поле e7 · черна пешка на черно поле d6 · бяла пешка на бяло поле d5 · бяла пешка на бяло поле f5 · черна пешка на бяло поле g4 · бяла пешка на черно поле b2 · черна дама на черно поле c1 | бяла дама на черно поле b8 · бяла пешка на черно поле a7 · бял цар на бяло поле b7 · черен цар на бяло поле d7 · черна пешка на черно поле e7 · черна пешка на черно поле d6 · бяла пешка на бяло поле d5 · бяла пешка на бяло поле f5 · черна пешка на бяло поле g4 · бяла пешка на черно поле b2 · черна дама на черно поле c1 | 5 |
| 4 | бяла дама на черно поле b8 · бяла пешка на черно поле a7 · бял цар на бяло поле b7 · черен цар на бяло поле d7 · черна пешка на черно поле e7 · черна пешка на черно поле d6 · бяла пешка на бяло поле d5 · бяла пешка на бяло поле f5 · черна пешка на бяло поле g4 · бяла пешка на черно поле b2 · черна дама на черно поле c1 | бяла дама на черно поле b8 · бяла пешка на черно поле a7 · бял цар на бяло поле b7 · черен цар на бяло поле d7 · черна пешка на черно поле e7 · черна пешка на черно поле d6 · бяла пешка на бяло поле d5 · бяла пешка на бяло поле f5 · черна пешка на бяло поле g4 · бяла пешка на черно поле b2 · черна дама на черно поле c1 | бяла дама на черно поле b8 · бяла пешка на черно поле a7 · бял цар на бяло поле b7 · черен цар на бяло поле d7 · черна пешка на черно поле e7 · черна пешка на черно поле d6 · бяла пешка на бяло поле d5 · бяла пешка на бяло поле f5 · черна пешка на бяло поле g4 · бяла пешка на черно поле b2 · черна дама на черно поле c1 | бяла дама на черно поле b8 · бяла пешка на черно поле a7 · бял цар на бяло поле b7 · черен цар на бяло поле d7 · черна пешка на черно поле e7 · черна пешка на черно поле d6 · бяла пешка на бяло поле d5 · бяла пешка на бяло поле f5 · черна пешка на бяло поле g4 · бяла пешка на черно поле b2 · черна дама на черно поле c1 | бяла дама на черно поле b8 · бяла пешка на черно поле a7 · бял цар на бяло поле b7 · черен цар на бяло поле d7 · черна пешка на черно поле e7 · черна пешка на черно поле d6 · бяла пешка на бяло поле d5 · бяла пешка на бяло поле f5 · черна пешка на бяло поле g4 · бяла пешка на черно поле b2 · черна дама на черно поле c1 | бяла дама на черно поле b8 · бяла пешка на черно поле a7 · бял цар на бяло поле b7 · черен цар на бяло поле d7 · черна пешка на черно поле e7 · черна пешка на черно поле d6 · бяла пешка на бяло поле d5 · бяла пешка на бяло поле f5 · черна пешка на бяло поле g4 · бяла пешка на черно поле b2 · черна дама на черно поле c1 | бяла дама на черно поле b8 · бяла пешка на черно поле a7 · бял цар на бяло поле b7 · черен цар на бяло поле d7 · черна пешка на черно поле e7 · черна пешка на черно поле d6 · бяла пешка на бяло поле d5 · бяла пешка на бяло поле f5 · черна пешка на бяло поле g4 · бяла пешка на черно поле b2 · черна дама на черно поле c1 | бяла дама на черно поле b8 · бяла пешка на черно поле a7 · бял цар на бяло поле b7 · черен цар на бяло поле d7 · черна пешка на черно поле e7 · черна пешка на черно поле d6 · бяла пешка на бяло поле d5 · бяла пешка на бяло поле f5 · черна пешка на бяло поле g4 · бяла пешка на черно поле b2 · черна дама на черно поле c1 | 4 |
| 3 | бяла дама на черно поле b8 · бяла пешка на черно поле a7 · бял цар на бяло поле b7 · черен цар на бяло поле d7 · черна пешка на черно поле e7 · черна пешка на черно поле d6 · бяла пешка на бяло поле d5 · бяла пешка на бяло поле f5 · черна пешка на бяло поле g4 · бяла пешка на черно поле b2 · черна дама на черно поле c1 | бяла дама на черно поле b8 · бяла пешка на черно поле a7 · бял цар на бяло поле b7 · черен цар на бяло поле d7 · черна пешка на черно поле e7 · черна пешка на черно поле d6 · бяла пешка на бяло поле d5 · бяла пешка на бяло поле f5 · черна пешка на бяло поле g4 · бяла пешка на черно поле b2 · черна дама на черно поле c1 | бяла дама на черно поле b8 · бяла пешка на черно поле a7 · бял цар на бяло поле b7 · черен цар на бяло поле d7 · черна пешка на черно поле e7 · черна пешка на черно поле d6 · бяла пешка на бяло поле d5 · бяла пешка на бяло поле f5 · черна пешка на бяло поле g4 · бяла пешка на черно поле b2 · черна дама на черно поле c1 | бяла дама на черно поле b8 · бяла пешка на черно поле a7 · бял цар на бяло поле b7 · черен цар на бяло поле d7 · черна пешка на черно поле e7 · черна пешка на черно поле d6 · бяла пешка на бяло поле d5 · бяла пешка на бяло поле f5 · черна пешка на бяло поле g4 · бяла пешка на черно поле b2 · черна дама на черно поле c1 | бяла дама на черно поле b8 · бяла пешка на черно поле a7 · бял цар на бяло поле b7 · черен цар на бяло поле d7 · черна пешка на черно поле e7 · черна пешка на черно поле d6 · бяла пешка на бяло поле d5 · бяла пешка на бяло поле f5 · черна пешка на бяло поле g4 · бяла пешка на черно поле b2 · черна дама на черно поле c1 | бяла дама на черно поле b8 · бяла пешка на черно поле a7 · бял цар на бяло поле b7 · черен цар на бяло поле d7 · черна пешка на черно поле e7 · черна пешка на черно поле d6 · бяла пешка на бяло поле d5 · бяла пешка на бяло поле f5 · черна пешка на бяло поле g4 · бяла пешка на черно поле b2 · черна дама на черно поле c1 | бяла дама на черно поле b8 · бяла пешка на черно поле a7 · бял цар на бяло поле b7 · черен цар на бяло поле d7 · черна пешка на черно поле e7 · черна пешка на черно поле d6 · бяла пешка на бяло поле d5 · бяла пешка на бяло поле f5 · черна пешка на бяло поле g4 · бяла пешка на черно поле b2 · черна дама на черно поле c1 | бяла дама на черно поле b8 · бяла пешка на черно поле a7 · бял цар на бяло поле b7 · черен цар на бяло поле d7 · черна пешка на черно поле e7 · черна пешка на черно поле d6 · бяла пешка на бяло поле d5 · бяла пешка на бяло поле f5 · черна пешка на бяло поле g4 · бяла пешка на черно поле b2 · черна дама на черно поле c1 | 3 |
| 2 | бяла дама на черно поле b8 · бяла пешка на черно поле a7 · бял цар на бяло поле b7 · черен цар на бяло поле d7 · черна пешка на черно поле e7 · черна пешка на черно поле d6 · бяла пешка на бяло поле d5 · бяла пешка на бяло поле f5 · черна пешка на бяло поле g4 · бяла пешка на черно поле b2 · черна дама на черно поле c1 | бяла дама на черно поле b8 · бяла пешка на черно поле a7 · бял цар на бяло поле b7 · черен цар на бяло поле d7 · черна пешка на черно поле e7 · черна пешка на черно поле d6 · бяла пешка на бяло поле d5 · бяла пешка на бяло поле f5 · черна пешка на бяло поле g4 · бяла пешка на черно поле b2 · черна дама на черно поле c1 | бяла дама на черно поле b8 · бяла пешка на черно поле a7 · бял цар на бяло поле b7 · черен цар на бяло поле d7 · черна пешка на черно поле e7 · черна пешка на черно поле d6 · бяла пешка на бяло поле d5 · бяла пешка на бяло поле f5 · черна пешка на бяло поле g4 · бяла пешка на черно поле b2 · черна дама на черно поле c1 | бяла дама на черно поле b8 · бяла пешка на черно поле a7 · бял цар на бяло поле b7 · черен цар на бяло поле d7 · черна пешка на черно поле e7 · черна пешка на черно поле d6 · бяла пешка на бяло поле d5 · бяла пешка на бяло поле f5 · черна пешка на бяло поле g4 · бяла пешка на черно поле b2 · черна дама на черно поле c1 | бяла дама на черно поле b8 · бяла пешка на черно поле a7 · бял цар на бяло поле b7 · черен цар на бяло поле d7 · черна пешка на черно поле e7 · черна пешка на черно поле d6 · бяла пешка на бяло поле d5 · бяла пешка на бяло поле f5 · черна пешка на бяло поле g4 · бяла пешка на черно поле b2 · черна дама на черно поле c1 | бяла дама на черно поле b8 · бяла пешка на черно поле a7 · бял цар на бяло поле b7 · черен цар на бяло поле d7 · черна пешка на черно поле e7 · черна пешка на черно поле d6 · бяла пешка на бяло поле d5 · бяла пешка на бяло поле f5 · черна пешка на бяло поле g4 · бяла пешка на черно поле b2 · черна дама на черно поле c1 | бяла дама на черно поле b8 · бяла пешка на черно поле a7 · бял цар на бяло поле b7 · черен цар на бяло поле d7 · черна пешка на черно поле e7 · черна пешка на черно поле d6 · бяла пешка на бяло поле d5 · бяла пешка на бяло поле f5 · черна пешка на бяло поле g4 · бяла пешка на черно поле b2 · черна дама на черно поле c1 | бяла дама на черно поле b8 · бяла пешка на черно поле a7 · бял цар на бяло поле b7 · черен цар на бяло поле d7 · черна пешка на черно поле e7 · черна пешка на черно поле d6 · бяла пешка на бяло поле d5 · бяла пешка на бяло поле f5 · черна пешка на бяло поле g4 · бяла пешка на черно поле b2 · черна дама на черно поле c1 | 2 |
| 1 | бяла дама на черно поле b8 · бяла пешка на черно поле a7 · бял цар на бяло поле b7 · черен цар на бяло поле d7 · черна пешка на черно поле e7 · черна пешка на черно поле d6 · бяла пешка на бяло поле d5 · бяла пешка на бяло поле f5 · черна пешка на бяло поле g4 · бяла пешка на черно поле b2 · черна дама на черно поле c1 | бяла дама на черно поле b8 · бяла пешка на черно поле a7 · бял цар на бяло поле b7 · черен цар на бяло поле d7 · черна пешка на черно поле e7 · черна пешка на черно поле d6 · бяла пешка на бяло поле d5 · бяла пешка на бяло поле f5 · черна пешка на бяло поле g4 · бяла пешка на черно поле b2 · черна дама на черно поле c1 | бяла дама на черно поле b8 · бяла пешка на черно поле a7 · бял цар на бяло поле b7 · черен цар на бяло поле d7 · черна пешка на черно поле e7 · черна пешка на черно поле d6 · бяла пешка на бяло поле d5 · бяла пешка на бяло поле f5 · черна пешка на бяло поле g4 · бяла пешка на черно поле b2 · черна дама на черно поле c1 | бяла дама на черно поле b8 · бяла пешка на черно поле a7 · бял цар на бяло поле b7 · черен цар на бяло поле d7 · черна пешка на черно поле e7 · черна пешка на черно поле d6 · бяла пешка на бяло поле d5 · бяла пешка на бяло поле f5 · черна пешка на бяло поле g4 · бяла пешка на черно поле b2 · черна дама на черно поле c1 | бяла дама на черно поле b8 · бяла пешка на черно поле a7 · бял цар на бяло поле b7 · черен цар на бяло поле d7 · черна пешка на черно поле e7 · черна пешка на черно поле d6 · бяла пешка на бяло поле d5 · бяла пешка на бяло поле f5 · черна пешка на бяло поле g4 · бяла пешка на черно поле b2 · черна дама на черно поле c1 | бяла дама на черно поле b8 · бяла пешка на черно поле a7 · бял цар на бяло поле b7 · черен цар на бяло поле d7 · черна пешка на черно поле e7 · черна пешка на черно поле d6 · бяла пешка на бяло поле d5 · бяла пешка на бяло поле f5 · черна пешка на бяло поле g4 · бяла пешка на черно поле b2 · черна дама на черно поле c1 | бяла дама на черно поле b8 · бяла пешка на черно поле a7 · бял цар на бяло поле b7 · черен цар на бяло поле d7 · черна пешка на черно поле e7 · черна пешка на черно поле d6 · бяла пешка на бяло поле d5 · бяла пешка на бяло поле f5 · черна пешка на бяло поле g4 · бяла пешка на черно поле b2 · черна дама на черно поле c1 | бяла дама на черно поле b8 · бяла пешка на черно поле a7 · бял цар на бяло поле b7 · черен цар на бяло поле d7 · черна пешка на черно поле e7 · черна пешка на черно поле d6 · бяла пешка на бяло поле d5 · бяла пешка на бяло поле f5 · черна пешка на бяло поле g4 · бяла пешка на черно поле b2 · черна дама на черно поле c1 | 1 |
|   | a | b | c | d | e | f | g | h |   |

Позицията на диаграма 14 е след 71-ия ход от играта между Владимир Акопян и Сергей Карякин в Налчик, 2009 г.  След 71.a8Д?? Д:b2+, последвано от редуващи се шахове по линиите a и b, черните биха давали вечен шах. Затова Акопян произвежда кон 71. a8К!, а Карякин се предава, тъй като 71 ... Д:b2+ ще бъде посрещнат от кръстосан шах 72.Кb6+, което от своя страна принуждава 72 ... Д:b6+ 73.Ц:b6 с лесна победа за белите.
|   | a | b | c | d | e | f | g | h |   |
| 8 | черен топ на бяло поле a8 · черен кон на черно поле b8 · черен топ на черно поле f8 · черен цар на бяло поле g8 · черна пешка на бяло поле f7 · черна пешка на бяло поле c6 · черна пешка на черно поле a5 · черна пешка на черно поле g5 · бяла дама на бяло поле h5 · бяла пешка на бяло поле a4 · черна пешка на черно поле b4 · черна дама на черно поле d4 · черен кон на бяло поле e4 · бяла пешка на бяло поле g4 · бяла пешка на бяло поле h3 · бял офицер на бяло поле a2 · бяла пешка на черно поле b2 · черна пешка на черно поле d2 · бял цар на бяло поле g2 · бял кон на черно поле c1 · бял топ на черно поле e1 · бял топ на бяло поле f1 | черен топ на бяло поле a8 · черен кон на черно поле b8 · черен топ на черно поле f8 · черен цар на бяло поле g8 · черна пешка на бяло поле f7 · черна пешка на бяло поле c6 · черна пешка на черно поле a5 · черна пешка на черно поле g5 · бяла дама на бяло поле h5 · бяла пешка на бяло поле a4 · черна пешка на черно поле b4 · черна дама на черно поле d4 · черен кон на бяло поле e4 · бяла пешка на бяло поле g4 · бяла пешка на бяло поле h3 · бял офицер на бяло поле a2 · бяла пешка на черно поле b2 · черна пешка на черно поле d2 · бял цар на бяло поле g2 · бял кон на черно поле c1 · бял топ на черно поле e1 · бял топ на бяло поле f1 | черен топ на бяло поле a8 · черен кон на черно поле b8 · черен топ на черно поле f8 · черен цар на бяло поле g8 · черна пешка на бяло поле f7 · черна пешка на бяло поле c6 · черна пешка на черно поле a5 · черна пешка на черно поле g5 · бяла дама на бяло поле h5 · бяла пешка на бяло поле a4 · черна пешка на черно поле b4 · черна дама на черно поле d4 · черен кон на бяло поле e4 · бяла пешка на бяло поле g4 · бяла пешка на бяло поле h3 · бял офицер на бяло поле a2 · бяла пешка на черно поле b2 · черна пешка на черно поле d2 · бял цар на бяло поле g2 · бял кон на черно поле c1 · бял топ на черно поле e1 · бял топ на бяло поле f1 | черен топ на бяло поле a8 · черен кон на черно поле b8 · черен топ на черно поле f8 · черен цар на бяло поле g8 · черна пешка на бяло поле f7 · черна пешка на бяло поле c6 · черна пешка на черно поле a5 · черна пешка на черно поле g5 · бяла дама на бяло поле h5 · бяла пешка на бяло поле a4 · черна пешка на черно поле b4 · черна дама на черно поле d4 · черен кон на бяло поле e4 · бяла пешка на бяло поле g4 · бяла пешка на бяло поле h3 · бял офицер на бяло поле a2 · бяла пешка на черно поле b2 · черна пешка на черно поле d2 · бял цар на бяло поле g2 · бял кон на черно поле c1 · бял топ на черно поле e1 · бял топ на бяло поле f1 | черен топ на бяло поле a8 · черен кон на черно поле b8 · черен топ на черно поле f8 · черен цар на бяло поле g8 · черна пешка на бяло поле f7 · черна пешка на бяло поле c6 · черна пешка на черно поле a5 · черна пешка на черно поле g5 · бяла дама на бяло поле h5 · бяла пешка на бяло поле a4 · черна пешка на черно поле b4 · черна дама на черно поле d4 · черен кон на бяло поле e4 · бяла пешка на бяло поле g4 · бяла пешка на бяло поле h3 · бял офицер на бяло поле a2 · бяла пешка на черно поле b2 · черна пешка на черно поле d2 · бял цар на бяло поле g2 · бял кон на черно поле c1 · бял топ на черно поле e1 · бял топ на бяло поле f1 | черен топ на бяло поле a8 · черен кон на черно поле b8 · черен топ на черно поле f8 · черен цар на бяло поле g8 · черна пешка на бяло поле f7 · черна пешка на бяло поле c6 · черна пешка на черно поле a5 · черна пешка на черно поле g5 · бяла дама на бяло поле h5 · бяла пешка на бяло поле a4 · черна пешка на черно поле b4 · черна дама на черно поле d4 · черен кон на бяло поле e4 · бяла пешка на бяло поле g4 · бяла пешка на бяло поле h3 · бял офицер на бяло поле a2 · бяла пешка на черно поле b2 · черна пешка на черно поле d2 · бял цар на бяло поле g2 · бял кон на черно поле c1 · бял топ на черно поле e1 · бял топ на бяло поле f1 | черен топ на бяло поле a8 · черен кон на черно поле b8 · черен топ на черно поле f8 · черен цар на бяло поле g8 · черна пешка на бяло поле f7 · черна пешка на бяло поле c6 · черна пешка на черно поле a5 · черна пешка на черно поле g5 · бяла дама на бяло поле h5 · бяла пешка на бяло поле a4 · черна пешка на черно поле b4 · черна дама на черно поле d4 · черен кон на бяло поле e4 · бяла пешка на бяло поле g4 · бяла пешка на бяло поле h3 · бял офицер на бяло поле a2 · бяла пешка на черно поле b2 · черна пешка на черно поле d2 · бял цар на бяло поле g2 · бял кон на черно поле c1 · бял топ на черно поле e1 · бял топ на бяло поле f1 | черен топ на бяло поле a8 · черен кон на черно поле b8 · черен топ на черно поле f8 · черен цар на бяло поле g8 · черна пешка на бяло поле f7 · черна пешка на бяло поле c6 · черна пешка на черно поле a5 · черна пешка на черно поле g5 · бяла дама на бяло поле h5 · бяла пешка на бяло поле a4 · черна пешка на черно поле b4 · черна дама на черно поле d4 · черен кон на бяло поле e4 · бяла пешка на бяло поле g4 · бяла пешка на бяло поле h3 · бял офицер на бяло поле a2 · бяла пешка на черно поле b2 · черна пешка на черно поле d2 · бял цар на бяло поле g2 · бял кон на черно поле c1 · бял топ на черно поле e1 · бял топ на бяло поле f1 | 8 |
| 7 | черен топ на бяло поле a8 · черен кон на черно поле b8 · черен топ на черно поле f8 · черен цар на бяло поле g8 · черна пешка на бяло поле f7 · черна пешка на бяло поле c6 · черна пешка на черно поле a5 · черна пешка на черно поле g5 · бяла дама на бяло поле h5 · бяла пешка на бяло поле a4 · черна пешка на черно поле b4 · черна дама на черно поле d4 · черен кон на бяло поле e4 · бяла пешка на бяло поле g4 · бяла пешка на бяло поле h3 · бял офицер на бяло поле a2 · бяла пешка на черно поле b2 · черна пешка на черно поле d2 · бял цар на бяло поле g2 · бял кон на черно поле c1 · бял топ на черно поле e1 · бял топ на бяло поле f1 | черен топ на бяло поле a8 · черен кон на черно поле b8 · черен топ на черно поле f8 · черен цар на бяло поле g8 · черна пешка на бяло поле f7 · черна пешка на бяло поле c6 · черна пешка на черно поле a5 · черна пешка на черно поле g5 · бяла дама на бяло поле h5 · бяла пешка на бяло поле a4 · черна пешка на черно поле b4 · черна дама на черно поле d4 · черен кон на бяло поле e4 · бяла пешка на бяло поле g4 · бяла пешка на бяло поле h3 · бял офицер на бяло поле a2 · бяла пешка на черно поле b2 · черна пешка на черно поле d2 · бял цар на бяло поле g2 · бял кон на черно поле c1 · бял топ на черно поле e1 · бял топ на бяло поле f1 | черен топ на бяло поле a8 · черен кон на черно поле b8 · черен топ на черно поле f8 · черен цар на бяло поле g8 · черна пешка на бяло поле f7 · черна пешка на бяло поле c6 · черна пешка на черно поле a5 · черна пешка на черно поле g5 · бяла дама на бяло поле h5 · бяла пешка на бяло поле a4 · черна пешка на черно поле b4 · черна дама на черно поле d4 · черен кон на бяло поле e4 · бяла пешка на бяло поле g4 · бяла пешка на бяло поле h3 · бял офицер на бяло поле a2 · бяла пешка на черно поле b2 · черна пешка на черно поле d2 · бял цар на бяло поле g2 · бял кон на черно поле c1 · бял топ на черно поле e1 · бял топ на бяло поле f1 | черен топ на бяло поле a8 · черен кон на черно поле b8 · черен топ на черно поле f8 · черен цар на бяло поле g8 · черна пешка на бяло поле f7 · черна пешка на бяло поле c6 · черна пешка на черно поле a5 · черна пешка на черно поле g5 · бяла дама на бяло поле h5 · бяла пешка на бяло поле a4 · черна пешка на черно поле b4 · черна дама на черно поле d4 · черен кон на бяло поле e4 · бяла пешка на бяло поле g4 · бяла пешка на бяло поле h3 · бял офицер на бяло поле a2 · бяла пешка на черно поле b2 · черна пешка на черно поле d2 · бял цар на бяло поле g2 · бял кон на черно поле c1 · бял топ на черно поле e1 · бял топ на бяло поле f1 | черен топ на бяло поле a8 · черен кон на черно поле b8 · черен топ на черно поле f8 · черен цар на бяло поле g8 · черна пешка на бяло поле f7 · черна пешка на бяло поле c6 · черна пешка на черно поле a5 · черна пешка на черно поле g5 · бяла дама на бяло поле h5 · бяла пешка на бяло поле a4 · черна пешка на черно поле b4 · черна дама на черно поле d4 · черен кон на бяло поле e4 · бяла пешка на бяло поле g4 · бяла пешка на бяло поле h3 · бял офицер на бяло поле a2 · бяла пешка на черно поле b2 · черна пешка на черно поле d2 · бял цар на бяло поле g2 · бял кон на черно поле c1 · бял топ на черно поле e1 · бял топ на бяло поле f1 | черен топ на бяло поле a8 · черен кон на черно поле b8 · черен топ на черно поле f8 · черен цар на бяло поле g8 · черна пешка на бяло поле f7 · черна пешка на бяло поле c6 · черна пешка на черно поле a5 · черна пешка на черно поле g5 · бяла дама на бяло поле h5 · бяла пешка на бяло поле a4 · черна пешка на черно поле b4 · черна дама на черно поле d4 · черен кон на бяло поле e4 · бяла пешка на бяло поле g4 · бяла пешка на бяло поле h3 · бял офицер на бяло поле a2 · бяла пешка на черно поле b2 · черна пешка на черно поле d2 · бял цар на бяло поле g2 · бял кон на черно поле c1 · бял топ на черно поле e1 · бял топ на бяло поле f1 | черен топ на бяло поле a8 · черен кон на черно поле b8 · черен топ на черно поле f8 · черен цар на бяло поле g8 · черна пешка на бяло поле f7 · черна пешка на бяло поле c6 · черна пешка на черно поле a5 · черна пешка на черно поле g5 · бяла дама на бяло поле h5 · бяла пешка на бяло поле a4 · черна пешка на черно поле b4 · черна дама на черно поле d4 · черен кон на бяло поле e4 · бяла пешка на бяло поле g4 · бяла пешка на бяло поле h3 · бял офицер на бяло поле a2 · бяла пешка на черно поле b2 · черна пешка на черно поле d2 · бял цар на бяло поле g2 · бял кон на черно поле c1 · бял топ на черно поле e1 · бял топ на бяло поле f1 | черен топ на бяло поле a8 · черен кон на черно поле b8 · черен топ на черно поле f8 · черен цар на бяло поле g8 · черна пешка на бяло поле f7 · черна пешка на бяло поле c6 · черна пешка на черно поле a5 · черна пешка на черно поле g5 · бяла дама на бяло поле h5 · бяла пешка на бяло поле a4 · черна пешка на черно поле b4 · черна дама на черно поле d4 · черен кон на бяло поле e4 · бяла пешка на бяло поле g4 · бяла пешка на бяло поле h3 · бял офицер на бяло поле a2 · бяла пешка на черно поле b2 · черна пешка на черно поле d2 · бял цар на бяло поле g2 · бял кон на черно поле c1 · бял топ на черно поле e1 · бял топ на бяло поле f1 | 7 |
| 6 | черен топ на бяло поле a8 · черен кон на черно поле b8 · черен топ на черно поле f8 · черен цар на бяло поле g8 · черна пешка на бяло поле f7 · черна пешка на бяло поле c6 · черна пешка на черно поле a5 · черна пешка на черно поле g5 · бяла дама на бяло поле h5 · бяла пешка на бяло поле a4 · черна пешка на черно поле b4 · черна дама на черно поле d4 · черен кон на бяло поле e4 · бяла пешка на бяло поле g4 · бяла пешка на бяло поле h3 · бял офицер на бяло поле a2 · бяла пешка на черно поле b2 · черна пешка на черно поле d2 · бял цар на бяло поле g2 · бял кон на черно поле c1 · бял топ на черно поле e1 · бял топ на бяло поле f1 | черен топ на бяло поле a8 · черен кон на черно поле b8 · черен топ на черно поле f8 · черен цар на бяло поле g8 · черна пешка на бяло поле f7 · черна пешка на бяло поле c6 · черна пешка на черно поле a5 · черна пешка на черно поле g5 · бяла дама на бяло поле h5 · бяла пешка на бяло поле a4 · черна пешка на черно поле b4 · черна дама на черно поле d4 · черен кон на бяло поле e4 · бяла пешка на бяло поле g4 · бяла пешка на бяло поле h3 · бял офицер на бяло поле a2 · бяла пешка на черно поле b2 · черна пешка на черно поле d2 · бял цар на бяло поле g2 · бял кон на черно поле c1 · бял топ на черно поле e1 · бял топ на бяло поле f1 | черен топ на бяло поле a8 · черен кон на черно поле b8 · черен топ на черно поле f8 · черен цар на бяло поле g8 · черна пешка на бяло поле f7 · черна пешка на бяло поле c6 · черна пешка на черно поле a5 · черна пешка на черно поле g5 · бяла дама на бяло поле h5 · бяла пешка на бяло поле a4 · черна пешка на черно поле b4 · черна дама на черно поле d4 · черен кон на бяло поле e4 · бяла пешка на бяло поле g4 · бяла пешка на бяло поле h3 · бял офицер на бяло поле a2 · бяла пешка на черно поле b2 · черна пешка на черно поле d2 · бял цар на бяло поле g2 · бял кон на черно поле c1 · бял топ на черно поле e1 · бял топ на бяло поле f1 | черен топ на бяло поле a8 · черен кон на черно поле b8 · черен топ на черно поле f8 · черен цар на бяло поле g8 · черна пешка на бяло поле f7 · черна пешка на бяло поле c6 · черна пешка на черно поле a5 · черна пешка на черно поле g5 · бяла дама на бяло поле h5 · бяла пешка на бяло поле a4 · черна пешка на черно поле b4 · черна дама на черно поле d4 · черен кон на бяло поле e4 · бяла пешка на бяло поле g4 · бяла пешка на бяло поле h3 · бял офицер на бяло поле a2 · бяла пешка на черно поле b2 · черна пешка на черно поле d2 · бял цар на бяло поле g2 · бял кон на черно поле c1 · бял топ на черно поле e1 · бял топ на бяло поле f1 | черен топ на бяло поле a8 · черен кон на черно поле b8 · черен топ на черно поле f8 · черен цар на бяло поле g8 · черна пешка на бяло поле f7 · черна пешка на бяло поле c6 · черна пешка на черно поле a5 · черна пешка на черно поле g5 · бяла дама на бяло поле h5 · бяла пешка на бяло поле a4 · черна пешка на черно поле b4 · черна дама на черно поле d4 · черен кон на бяло поле e4 · бяла пешка на бяло поле g4 · бяла пешка на бяло поле h3 · бял офицер на бяло поле a2 · бяла пешка на черно поле b2 · черна пешка на черно поле d2 · бял цар на бяло поле g2 · бял кон на черно поле c1 · бял топ на черно поле e1 · бял топ на бяло поле f1 | черен топ на бяло поле a8 · черен кон на черно поле b8 · черен топ на черно поле f8 · черен цар на бяло поле g8 · черна пешка на бяло поле f7 · черна пешка на бяло поле c6 · черна пешка на черно поле a5 · черна пешка на черно поле g5 · бяла дама на бяло поле h5 · бяла пешка на бяло поле a4 · черна пешка на черно поле b4 · черна дама на черно поле d4 · черен кон на бяло поле e4 · бяла пешка на бяло поле g4 · бяла пешка на бяло поле h3 · бял офицер на бяло поле a2 · бяла пешка на черно поле b2 · черна пешка на черно поле d2 · бял цар на бяло поле g2 · бял кон на черно поле c1 · бял топ на черно поле e1 · бял топ на бяло поле f1 | черен топ на бяло поле a8 · черен кон на черно поле b8 · черен топ на черно поле f8 · черен цар на бяло поле g8 · черна пешка на бяло поле f7 · черна пешка на бяло поле c6 · черна пешка на черно поле a5 · черна пешка на черно поле g5 · бяла дама на бяло поле h5 · бяла пешка на бяло поле a4 · черна пешка на черно поле b4 · черна дама на черно поле d4 · черен кон на бяло поле e4 · бяла пешка на бяло поле g4 · бяла пешка на бяло поле h3 · бял офицер на бяло поле a2 · бяла пешка на черно поле b2 · черна пешка на черно поле d2 · бял цар на бяло поле g2 · бял кон на черно поле c1 · бял топ на черно поле e1 · бял топ на бяло поле f1 | черен топ на бяло поле a8 · черен кон на черно поле b8 · черен топ на черно поле f8 · черен цар на бяло поле g8 · черна пешка на бяло поле f7 · черна пешка на бяло поле c6 · черна пешка на черно поле a5 · черна пешка на черно поле g5 · бяла дама на бяло поле h5 · бяла пешка на бяло поле a4 · черна пешка на черно поле b4 · черна дама на черно поле d4 · черен кон на бяло поле e4 · бяла пешка на бяло поле g4 · бяла пешка на бяло поле h3 · бял офицер на бяло поле a2 · бяла пешка на черно поле b2 · черна пешка на черно поле d2 · бял цар на бяло поле g2 · бял кон на черно поле c1 · бял топ на черно поле e1 · бял топ на бяло поле f1 | 6 |
| 5 | черен топ на бяло поле a8 · черен кон на черно поле b8 · черен топ на черно поле f8 · черен цар на бяло поле g8 · черна пешка на бяло поле f7 · черна пешка на бяло поле c6 · черна пешка на черно поле a5 · черна пешка на черно поле g5 · бяла дама на бяло поле h5 · бяла пешка на бяло поле a4 · черна пешка на черно поле b4 · черна дама на черно поле d4 · черен кон на бяло поле e4 · бяла пешка на бяло поле g4 · бяла пешка на бяло поле h3 · бял офицер на бяло поле a2 · бяла пешка на черно поле b2 · черна пешка на черно поле d2 · бял цар на бяло поле g2 · бял кон на черно поле c1 · бял топ на черно поле e1 · бял топ на бяло поле f1 | черен топ на бяло поле a8 · черен кон на черно поле b8 · черен топ на черно поле f8 · черен цар на бяло поле g8 · черна пешка на бяло поле f7 · черна пешка на бяло поле c6 · черна пешка на черно поле a5 · черна пешка на черно поле g5 · бяла дама на бяло поле h5 · бяла пешка на бяло поле a4 · черна пешка на черно поле b4 · черна дама на черно поле d4 · черен кон на бяло поле e4 · бяла пешка на бяло поле g4 · бяла пешка на бяло поле h3 · бял офицер на бяло поле a2 · бяла пешка на черно поле b2 · черна пешка на черно поле d2 · бял цар на бяло поле g2 · бял кон на черно поле c1 · бял топ на черно поле e1 · бял топ на бяло поле f1 | черен топ на бяло поле a8 · черен кон на черно поле b8 · черен топ на черно поле f8 · черен цар на бяло поле g8 · черна пешка на бяло поле f7 · черна пешка на бяло поле c6 · черна пешка на черно поле a5 · черна пешка на черно поле g5 · бяла дама на бяло поле h5 · бяла пешка на бяло поле a4 · черна пешка на черно поле b4 · черна дама на черно поле d4 · черен кон на бяло поле e4 · бяла пешка на бяло поле g4 · бяла пешка на бяло поле h3 · бял офицер на бяло поле a2 · бяла пешка на черно поле b2 · черна пешка на черно поле d2 · бял цар на бяло поле g2 · бял кон на черно поле c1 · бял топ на черно поле e1 · бял топ на бяло поле f1 | черен топ на бяло поле a8 · черен кон на черно поле b8 · черен топ на черно поле f8 · черен цар на бяло поле g8 · черна пешка на бяло поле f7 · черна пешка на бяло поле c6 · черна пешка на черно поле a5 · черна пешка на черно поле g5 · бяла дама на бяло поле h5 · бяла пешка на бяло поле a4 · черна пешка на черно поле b4 · черна дама на черно поле d4 · черен кон на бяло поле e4 · бяла пешка на бяло поле g4 · бяла пешка на бяло поле h3 · бял офицер на бяло поле a2 · бяла пешка на черно поле b2 · черна пешка на черно поле d2 · бял цар на бяло поле g2 · бял кон на черно поле c1 · бял топ на черно поле e1 · бял топ на бяло поле f1 | черен топ на бяло поле a8 · черен кон на черно поле b8 · черен топ на черно поле f8 · черен цар на бяло поле g8 · черна пешка на бяло поле f7 · черна пешка на бяло поле c6 · черна пешка на черно поле a5 · черна пешка на черно поле g5 · бяла дама на бяло поле h5 · бяла пешка на бяло поле a4 · черна пешка на черно поле b4 · черна дама на черно поле d4 · черен кон на бяло поле e4 · бяла пешка на бяло поле g4 · бяла пешка на бяло поле h3 · бял офицер на бяло поле a2 · бяла пешка на черно поле b2 · черна пешка на черно поле d2 · бял цар на бяло поле g2 · бял кон на черно поле c1 · бял топ на черно поле e1 · бял топ на бяло поле f1 | черен топ на бяло поле a8 · черен кон на черно поле b8 · черен топ на черно поле f8 · черен цар на бяло поле g8 · черна пешка на бяло поле f7 · черна пешка на бяло поле c6 · черна пешка на черно поле a5 · черна пешка на черно поле g5 · бяла дама на бяло поле h5 · бяла пешка на бяло поле a4 · черна пешка на черно поле b4 · черна дама на черно поле d4 · черен кон на бяло поле e4 · бяла пешка на бяло поле g4 · бяла пешка на бяло поле h3 · бял офицер на бяло поле a2 · бяла пешка на черно поле b2 · черна пешка на черно поле d2 · бял цар на бяло поле g2 · бял кон на черно поле c1 · бял топ на черно поле e1 · бял топ на бяло поле f1 | черен топ на бяло поле a8 · черен кон на черно поле b8 · черен топ на черно поле f8 · черен цар на бяло поле g8 · черна пешка на бяло поле f7 · черна пешка на бяло поле c6 · черна пешка на черно поле a5 · черна пешка на черно поле g5 · бяла дама на бяло поле h5 · бяла пешка на бяло поле a4 · черна пешка на черно поле b4 · черна дама на черно поле d4 · черен кон на бяло поле e4 · бяла пешка на бяло поле g4 · бяла пешка на бяло поле h3 · бял офицер на бяло поле a2 · бяла пешка на черно поле b2 · черна пешка на черно поле d2 · бял цар на бяло поле g2 · бял кон на черно поле c1 · бял топ на черно поле e1 · бял топ на бяло поле f1 | черен топ на бяло поле a8 · черен кон на черно поле b8 · черен топ на черно поле f8 · черен цар на бяло поле g8 · черна пешка на бяло поле f7 · черна пешка на бяло поле c6 · черна пешка на черно поле a5 · черна пешка на черно поле g5 · бяла дама на бяло поле h5 · бяла пешка на бяло поле a4 · черна пешка на черно поле b4 · черна дама на черно поле d4 · черен кон на бяло поле e4 · бяла пешка на бяло поле g4 · бяла пешка на бяло поле h3 · бял офицер на бяло поле a2 · бяла пешка на черно поле b2 · черна пешка на черно поле d2 · бял цар на бяло поле g2 · бял кон на черно поле c1 · бял топ на черно поле e1 · бял топ на бяло поле f1 | 5 |
| 4 | черен топ на бяло поле a8 · черен кон на черно поле b8 · черен топ на черно поле f8 · черен цар на бяло поле g8 · черна пешка на бяло поле f7 · черна пешка на бяло поле c6 · черна пешка на черно поле a5 · черна пешка на черно поле g5 · бяла дама на бяло поле h5 · бяла пешка на бяло поле a4 · черна пешка на черно поле b4 · черна дама на черно поле d4 · черен кон на бяло поле e4 · бяла пешка на бяло поле g4 · бяла пешка на бяло поле h3 · бял офицер на бяло поле a2 · бяла пешка на черно поле b2 · черна пешка на черно поле d2 · бял цар на бяло поле g2 · бял кон на черно поле c1 · бял топ на черно поле e1 · бял топ на бяло поле f1 | черен топ на бяло поле a8 · черен кон на черно поле b8 · черен топ на черно поле f8 · черен цар на бяло поле g8 · черна пешка на бяло поле f7 · черна пешка на бяло поле c6 · черна пешка на черно поле a5 · черна пешка на черно поле g5 · бяла дама на бяло поле h5 · бяла пешка на бяло поле a4 · черна пешка на черно поле b4 · черна дама на черно поле d4 · черен кон на бяло поле e4 · бяла пешка на бяло поле g4 · бяла пешка на бяло поле h3 · бял офицер на бяло поле a2 · бяла пешка на черно поле b2 · черна пешка на черно поле d2 · бял цар на бяло поле g2 · бял кон на черно поле c1 · бял топ на черно поле e1 · бял топ на бяло поле f1 | черен топ на бяло поле a8 · черен кон на черно поле b8 · черен топ на черно поле f8 · черен цар на бяло поле g8 · черна пешка на бяло поле f7 · черна пешка на бяло поле c6 · черна пешка на черно поле a5 · черна пешка на черно поле g5 · бяла дама на бяло поле h5 · бяла пешка на бяло поле a4 · черна пешка на черно поле b4 · черна дама на черно поле d4 · черен кон на бяло поле e4 · бяла пешка на бяло поле g4 · бяла пешка на бяло поле h3 · бял офицер на бяло поле a2 · бяла пешка на черно поле b2 · черна пешка на черно поле d2 · бял цар на бяло поле g2 · бял кон на черно поле c1 · бял топ на черно поле e1 · бял топ на бяло поле f1 | черен топ на бяло поле a8 · черен кон на черно поле b8 · черен топ на черно поле f8 · черен цар на бяло поле g8 · черна пешка на бяло поле f7 · черна пешка на бяло поле c6 · черна пешка на черно поле a5 · черна пешка на черно поле g5 · бяла дама на бяло поле h5 · бяла пешка на бяло поле a4 · черна пешка на черно поле b4 · черна дама на черно поле d4 · черен кон на бяло поле e4 · бяла пешка на бяло поле g4 · бяла пешка на бяло поле h3 · бял офицер на бяло поле a2 · бяла пешка на черно поле b2 · черна пешка на черно поле d2 · бял цар на бяло поле g2 · бял кон на черно поле c1 · бял топ на черно поле e1 · бял топ на бяло поле f1 | черен топ на бяло поле a8 · черен кон на черно поле b8 · черен топ на черно поле f8 · черен цар на бяло поле g8 · черна пешка на бяло поле f7 · черна пешка на бяло поле c6 · черна пешка на черно поле a5 · черна пешка на черно поле g5 · бяла дама на бяло поле h5 · бяла пешка на бяло поле a4 · черна пешка на черно поле b4 · черна дама на черно поле d4 · черен кон на бяло поле e4 · бяла пешка на бяло поле g4 · бяла пешка на бяло поле h3 · бял офицер на бяло поле a2 · бяла пешка на черно поле b2 · черна пешка на черно поле d2 · бял цар на бяло поле g2 · бял кон на черно поле c1 · бял топ на черно поле e1 · бял топ на бяло поле f1 | черен топ на бяло поле a8 · черен кон на черно поле b8 · черен топ на черно поле f8 · черен цар на бяло поле g8 · черна пешка на бяло поле f7 · черна пешка на бяло поле c6 · черна пешка на черно поле a5 · черна пешка на черно поле g5 · бяла дама на бяло поле h5 · бяла пешка на бяло поле a4 · черна пешка на черно поле b4 · черна дама на черно поле d4 · черен кон на бяло поле e4 · бяла пешка на бяло поле g4 · бяла пешка на бяло поле h3 · бял офицер на бяло поле a2 · бяла пешка на черно поле b2 · черна пешка на черно поле d2 · бял цар на бяло поле g2 · бял кон на черно поле c1 · бял топ на черно поле e1 · бял топ на бяло поле f1 | черен топ на бяло поле a8 · черен кон на черно поле b8 · черен топ на черно поле f8 · черен цар на бяло поле g8 · черна пешка на бяло поле f7 · черна пешка на бяло поле c6 · черна пешка на черно поле a5 · черна пешка на черно поле g5 · бяла дама на бяло поле h5 · бяла пешка на бяло поле a4 · черна пешка на черно поле b4 · черна дама на черно поле d4 · черен кон на бяло поле e4 · бяла пешка на бяло поле g4 · бяла пешка на бяло поле h3 · бял офицер на бяло поле a2 · бяла пешка на черно поле b2 · черна пешка на черно поле d2 · бял цар на бяло поле g2 · бял кон на черно поле c1 · бял топ на черно поле e1 · бял топ на бяло поле f1 | черен топ на бяло поле a8 · черен кон на черно поле b8 · черен топ на черно поле f8 · черен цар на бяло поле g8 · черна пешка на бяло поле f7 · черна пешка на бяло поле c6 · черна пешка на черно поле a5 · черна пешка на черно поле g5 · бяла дама на бяло поле h5 · бяла пешка на бяло поле a4 · черна пешка на черно поле b4 · черна дама на черно поле d4 · черен кон на бяло поле e4 · бяла пешка на бяло поле g4 · бяла пешка на бяло поле h3 · бял офицер на бяло поле a2 · бяла пешка на черно поле b2 · черна пешка на черно поле d2 · бял цар на бяло поле g2 · бял кон на черно поле c1 · бял топ на черно поле e1 · бял топ на бяло поле f1 | 4 |
| 3 | черен топ на бяло поле a8 · черен кон на черно поле b8 · черен топ на черно поле f8 · черен цар на бяло поле g8 · черна пешка на бяло поле f7 · черна пешка на бяло поле c6 · черна пешка на черно поле a5 · черна пешка на черно поле g5 · бяла дама на бяло поле h5 · бяла пешка на бяло поле a4 · черна пешка на черно поле b4 · черна дама на черно поле d4 · черен кон на бяло поле e4 · бяла пешка на бяло поле g4 · бяла пешка на бяло поле h3 · бял офицер на бяло поле a2 · бяла пешка на черно поле b2 · черна пешка на черно поле d2 · бял цар на бяло поле g2 · бял кон на черно поле c1 · бял топ на черно поле e1 · бял топ на бяло поле f1 | черен топ на бяло поле a8 · черен кон на черно поле b8 · черен топ на черно поле f8 · черен цар на бяло поле g8 · черна пешка на бяло поле f7 · черна пешка на бяло поле c6 · черна пешка на черно поле a5 · черна пешка на черно поле g5 · бяла дама на бяло поле h5 · бяла пешка на бяло поле a4 · черна пешка на черно поле b4 · черна дама на черно поле d4 · черен кон на бяло поле e4 · бяла пешка на бяло поле g4 · бяла пешка на бяло поле h3 · бял офицер на бяло поле a2 · бяла пешка на черно поле b2 · черна пешка на черно поле d2 · бял цар на бяло поле g2 · бял кон на черно поле c1 · бял топ на черно поле e1 · бял топ на бяло поле f1 | черен топ на бяло поле a8 · черен кон на черно поле b8 · черен топ на черно поле f8 · черен цар на бяло поле g8 · черна пешка на бяло поле f7 · черна пешка на бяло поле c6 · черна пешка на черно поле a5 · черна пешка на черно поле g5 · бяла дама на бяло поле h5 · бяла пешка на бяло поле a4 · черна пешка на черно поле b4 · черна дама на черно поле d4 · черен кон на бяло поле e4 · бяла пешка на бяло поле g4 · бяла пешка на бяло поле h3 · бял офицер на бяло поле a2 · бяла пешка на черно поле b2 · черна пешка на черно поле d2 · бял цар на бяло поле g2 · бял кон на черно поле c1 · бял топ на черно поле e1 · бял топ на бяло поле f1 | черен топ на бяло поле a8 · черен кон на черно поле b8 · черен топ на черно поле f8 · черен цар на бяло поле g8 · черна пешка на бяло поле f7 · черна пешка на бяло поле c6 · черна пешка на черно поле a5 · черна пешка на черно поле g5 · бяла дама на бяло поле h5 · бяла пешка на бяло поле a4 · черна пешка на черно поле b4 · черна дама на черно поле d4 · черен кон на бяло поле e4 · бяла пешка на бяло поле g4 · бяла пешка на бяло поле h3 · бял офицер на бяло поле a2 · бяла пешка на черно поле b2 · черна пешка на черно поле d2 · бял цар на бяло поле g2 · бял кон на черно поле c1 · бял топ на черно поле e1 · бял топ на бяло поле f1 | черен топ на бяло поле a8 · черен кон на черно поле b8 · черен топ на черно поле f8 · черен цар на бяло поле g8 · черна пешка на бяло поле f7 · черна пешка на бяло поле c6 · черна пешка на черно поле a5 · черна пешка на черно поле g5 · бяла дама на бяло поле h5 · бяла пешка на бяло поле a4 · черна пешка на черно поле b4 · черна дама на черно поле d4 · черен кон на бяло поле e4 · бяла пешка на бяло поле g4 · бяла пешка на бяло поле h3 · бял офицер на бяло поле a2 · бяла пешка на черно поле b2 · черна пешка на черно поле d2 · бял цар на бяло поле g2 · бял кон на черно поле c1 · бял топ на черно поле e1 · бял топ на бяло поле f1 | черен топ на бяло поле a8 · черен кон на черно поле b8 · черен топ на черно поле f8 · черен цар на бяло поле g8 · черна пешка на бяло поле f7 · черна пешка на бяло поле c6 · черна пешка на черно поле a5 · черна пешка на черно поле g5 · бяла дама на бяло поле h5 · бяла пешка на бяло поле a4 · черна пешка на черно поле b4 · черна дама на черно поле d4 · черен кон на бяло поле e4 · бяла пешка на бяло поле g4 · бяла пешка на бяло поле h3 · бял офицер на бяло поле a2 · бяла пешка на черно поле b2 · черна пешка на черно поле d2 · бял цар на бяло поле g2 · бял кон на черно поле c1 · бял топ на черно поле e1 · бял топ на бяло поле f1 | черен топ на бяло поле a8 · черен кон на черно поле b8 · черен топ на черно поле f8 · черен цар на бяло поле g8 · черна пешка на бяло поле f7 · черна пешка на бяло поле c6 · черна пешка на черно поле a5 · черна пешка на черно поле g5 · бяла дама на бяло поле h5 · бяла пешка на бяло поле a4 · черна пешка на черно поле b4 · черна дама на черно поле d4 · черен кон на бяло поле e4 · бяла пешка на бяло поле g4 · бяла пешка на бяло поле h3 · бял офицер на бяло поле a2 · бяла пешка на черно поле b2 · черна пешка на черно поле d2 · бял цар на бяло поле g2 · бял кон на черно поле c1 · бял топ на черно поле e1 · бял топ на бяло поле f1 | черен топ на бяло поле a8 · черен кон на черно поле b8 · черен топ на черно поле f8 · черен цар на бяло поле g8 · черна пешка на бяло поле f7 · черна пешка на бяло поле c6 · черна пешка на черно поле a5 · черна пешка на черно поле g5 · бяла дама на бяло поле h5 · бяла пешка на бяло поле a4 · черна пешка на черно поле b4 · черна дама на черно поле d4 · черен кон на бяло поле e4 · бяла пешка на бяло поле g4 · бяла пешка на бяло поле h3 · бял офицер на бяло поле a2 · бяла пешка на черно поле b2 · черна пешка на черно поле d2 · бял цар на бяло поле g2 · бял кон на черно поле c1 · бял топ на черно поле e1 · бял топ на бяло поле f1 | 3 |
| 2 | черен топ на бяло поле a8 · черен кон на черно поле b8 · черен топ на черно поле f8 · черен цар на бяло поле g8 · черна пешка на бяло поле f7 · черна пешка на бяло поле c6 · черна пешка на черно поле a5 · черна пешка на черно поле g5 · бяла дама на бяло поле h5 · бяла пешка на бяло поле a4 · черна пешка на черно поле b4 · черна дама на черно поле d4 · черен кон на бяло поле e4 · бяла пешка на бяло поле g4 · бяла пешка на бяло поле h3 · бял офицер на бяло поле a2 · бяла пешка на черно поле b2 · черна пешка на черно поле d2 · бял цар на бяло поле g2 · бял кон на черно поле c1 · бял топ на черно поле e1 · бял топ на бяло поле f1 | черен топ на бяло поле a8 · черен кон на черно поле b8 · черен топ на черно поле f8 · черен цар на бяло поле g8 · черна пешка на бяло поле f7 · черна пешка на бяло поле c6 · черна пешка на черно поле a5 · черна пешка на черно поле g5 · бяла дама на бяло поле h5 · бяла пешка на бяло поле a4 · черна пешка на черно поле b4 · черна дама на черно поле d4 · черен кон на бяло поле e4 · бяла пешка на бяло поле g4 · бяла пешка на бяло поле h3 · бял офицер на бяло поле a2 · бяла пешка на черно поле b2 · черна пешка на черно поле d2 · бял цар на бяло поле g2 · бял кон на черно поле c1 · бял топ на черно поле e1 · бял топ на бяло поле f1 | черен топ на бяло поле a8 · черен кон на черно поле b8 · черен топ на черно поле f8 · черен цар на бяло поле g8 · черна пешка на бяло поле f7 · черна пешка на бяло поле c6 · черна пешка на черно поле a5 · черна пешка на черно поле g5 · бяла дама на бяло поле h5 · бяла пешка на бяло поле a4 · черна пешка на черно поле b4 · черна дама на черно поле d4 · черен кон на бяло поле e4 · бяла пешка на бяло поле g4 · бяла пешка на бяло поле h3 · бял офицер на бяло поле a2 · бяла пешка на черно поле b2 · черна пешка на черно поле d2 · бял цар на бяло поле g2 · бял кон на черно поле c1 · бял топ на черно поле e1 · бял топ на бяло поле f1 | черен топ на бяло поле a8 · черен кон на черно поле b8 · черен топ на черно поле f8 · черен цар на бяло поле g8 · черна пешка на бяло поле f7 · черна пешка на бяло поле c6 · черна пешка на черно поле a5 · черна пешка на черно поле g5 · бяла дама на бяло поле h5 · бяла пешка на бяло поле a4 · черна пешка на черно поле b4 · черна дама на черно поле d4 · черен кон на бяло поле e4 · бяла пешка на бяло поле g4 · бяла пешка на бяло поле h3 · бял офицер на бяло поле a2 · бяла пешка на черно поле b2 · черна пешка на черно поле d2 · бял цар на бяло поле g2 · бял кон на черно поле c1 · бял топ на черно поле e1 · бял топ на бяло поле f1 | черен топ на бяло поле a8 · черен кон на черно поле b8 · черен топ на черно поле f8 · черен цар на бяло поле g8 · черна пешка на бяло поле f7 · черна пешка на бяло поле c6 · черна пешка на черно поле a5 · черна пешка на черно поле g5 · бяла дама на бяло поле h5 · бяла пешка на бяло поле a4 · черна пешка на черно поле b4 · черна дама на черно поле d4 · черен кон на бяло поле e4 · бяла пешка на бяло поле g4 · бяла пешка на бяло поле h3 · бял офицер на бяло поле a2 · бяла пешка на черно поле b2 · черна пешка на черно поле d2 · бял цар на бяло поле g2 · бял кон на черно поле c1 · бял топ на черно поле e1 · бял топ на бяло поле f1 | черен топ на бяло поле a8 · черен кон на черно поле b8 · черен топ на черно поле f8 · черен цар на бяло поле g8 · черна пешка на бяло поле f7 · черна пешка на бяло поле c6 · черна пешка на черно поле a5 · черна пешка на черно поле g5 · бяла дама на бяло поле h5 · бяла пешка на бяло поле a4 · черна пешка на черно поле b4 · черна дама на черно поле d4 · черен кон на бяло поле e4 · бяла пешка на бяло поле g4 · бяла пешка на бяло поле h3 · бял офицер на бяло поле a2 · бяла пешка на черно поле b2 · черна пешка на черно поле d2 · бял цар на бяло поле g2 · бял кон на черно поле c1 · бял топ на черно поле e1 · бял топ на бяло поле f1 | черен топ на бяло поле a8 · черен кон на черно поле b8 · черен топ на черно поле f8 · черен цар на бяло поле g8 · черна пешка на бяло поле f7 · черна пешка на бяло поле c6 · черна пешка на черно поле a5 · черна пешка на черно поле g5 · бяла дама на бяло поле h5 · бяла пешка на бяло поле a4 · черна пешка на черно поле b4 · черна дама на черно поле d4 · черен кон на бяло поле e4 · бяла пешка на бяло поле g4 · бяла пешка на бяло поле h3 · бял офицер на бяло поле a2 · бяла пешка на черно поле b2 · черна пешка на черно поле d2 · бял цар на бяло поле g2 · бял кон на черно поле c1 · бял топ на черно поле e1 · бял топ на бяло поле f1 | черен топ на бяло поле a8 · черен кон на черно поле b8 · черен топ на черно поле f8 · черен цар на бяло поле g8 · черна пешка на бяло поле f7 · черна пешка на бяло поле c6 · черна пешка на черно поле a5 · черна пешка на черно поле g5 · бяла дама на бяло поле h5 · бяла пешка на бяло поле a4 · черна пешка на черно поле b4 · черна дама на черно поле d4 · черен кон на бяло поле e4 · бяла пешка на бяло поле g4 · бяла пешка на бяло поле h3 · бял офицер на бяло поле a2 · бяла пешка на черно поле b2 · черна пешка на черно поле d2 · бял цар на бяло поле g2 · бял кон на черно поле c1 · бял топ на черно поле e1 · бял топ на бяло поле f1 | 2 |
| 1 | черен топ на бяло поле a8 · черен кон на черно поле b8 · черен топ на черно поле f8 · черен цар на бяло поле g8 · черна пешка на бяло поле f7 · черна пешка на бяло поле c6 · черна пешка на черно поле a5 · черна пешка на черно поле g5 · бяла дама на бяло поле h5 · бяла пешка на бяло поле a4 · черна пешка на черно поле b4 · черна дама на черно поле d4 · черен кон на бяло поле e4 · бяла пешка на бяло поле g4 · бяла пешка на бяло поле h3 · бял офицер на бяло поле a2 · бяла пешка на черно поле b2 · черна пешка на черно поле d2 · бял цар на бяло поле g2 · бял кон на черно поле c1 · бял топ на черно поле e1 · бял топ на бяло поле f1 | черен топ на бяло поле a8 · черен кон на черно поле b8 · черен топ на черно поле f8 · черен цар на бяло поле g8 · черна пешка на бяло поле f7 · черна пешка на бяло поле c6 · черна пешка на черно поле a5 · черна пешка на черно поле g5 · бяла дама на бяло поле h5 · бяла пешка на бяло поле a4 · черна пешка на черно поле b4 · черна дама на черно поле d4 · черен кон на бяло поле e4 · бяла пешка на бяло поле g4 · бяла пешка на бяло поле h3 · бял офицер на бяло поле a2 · бяла пешка на черно поле b2 · черна пешка на черно поле d2 · бял цар на бяло поле g2 · бял кон на черно поле c1 · бял топ на черно поле e1 · бял топ на бяло поле f1 | черен топ на бяло поле a8 · черен кон на черно поле b8 · черен топ на черно поле f8 · черен цар на бяло поле g8 · черна пешка на бяло поле f7 · черна пешка на бяло поле c6 · черна пешка на черно поле a5 · черна пешка на черно поле g5 · бяла дама на бяло поле h5 · бяла пешка на бяло поле a4 · черна пешка на черно поле b4 · черна дама на черно поле d4 · черен кон на бяло поле e4 · бяла пешка на бяло поле g4 · бяла пешка на бяло поле h3 · бял офицер на бяло поле a2 · бяла пешка на черно поле b2 · черна пешка на черно поле d2 · бял цар на бяло поле g2 · бял кон на черно поле c1 · бял топ на черно поле e1 · бял топ на бяло поле f1 | черен топ на бяло поле a8 · черен кон на черно поле b8 · черен топ на черно поле f8 · черен цар на бяло поле g8 · черна пешка на бяло поле f7 · черна пешка на бяло поле c6 · черна пешка на черно поле a5 · черна пешка на черно поле g5 · бяла дама на бяло поле h5 · бяла пешка на бяло поле a4 · черна пешка на черно поле b4 · черна дама на черно поле d4 · черен кон на бяло поле e4 · бяла пешка на бяло поле g4 · бяла пешка на бяло поле h3 · бял офицер на бяло поле a2 · бяла пешка на черно поле b2 · черна пешка на черно поле d2 · бял цар на бяло поле g2 · бял кон на черно поле c1 · бял топ на черно поле e1 · бял топ на бяло поле f1 | черен топ на бяло поле a8 · черен кон на черно поле b8 · черен топ на черно поле f8 · черен цар на бяло поле g8 · черна пешка на бяло поле f7 · черна пешка на бяло поле c6 · черна пешка на черно поле a5 · черна пешка на черно поле g5 · бяла дама на бяло поле h5 · бяла пешка на бяло поле a4 · черна пешка на черно поле b4 · черна дама на черно поле d4 · черен кон на бяло поле e4 · бяла пешка на бяло поле g4 · бяла пешка на бяло поле h3 · бял офицер на бяло поле a2 · бяла пешка на черно поле b2 · черна пешка на черно поле d2 · бял цар на бяло поле g2 · бял кон на черно поле c1 · бял топ на черно поле e1 · бял топ на бяло поле f1 | черен топ на бяло поле a8 · черен кон на черно поле b8 · черен топ на черно поле f8 · черен цар на бяло поле g8 · черна пешка на бяло поле f7 · черна пешка на бяло поле c6 · черна пешка на черно поле a5 · черна пешка на черно поле g5 · бяла дама на бяло поле h5 · бяла пешка на бяло поле a4 · черна пешка на черно поле b4 · черна дама на черно поле d4 · черен кон на бяло поле e4 · бяла пешка на бяло поле g4 · бяла пешка на бяло поле h3 · бял офицер на бяло поле a2 · бяла пешка на черно поле b2 · черна пешка на черно поле d2 · бял цар на бяло поле g2 · бял кон на черно поле c1 · бял топ на черно поле e1 · бял топ на бяло поле f1 | черен топ на бяло поле a8 · черен кон на черно поле b8 · черен топ на черно поле f8 · черен цар на бяло поле g8 · черна пешка на бяло поле f7 · черна пешка на бяло поле c6 · черна пешка на черно поле a5 · черна пешка на черно поле g5 · бяла дама на бяло поле h5 · бяла пешка на бяло поле a4 · черна пешка на черно поле b4 · черна дама на черно поле d4 · черен кон на бяло поле e4 · бяла пешка на бяло поле g4 · бяла пешка на бяло поле h3 · бял офицер на бяло поле a2 · бяла пешка на черно поле b2 · черна пешка на черно поле d2 · бял цар на бяло поле g2 · бял кон на черно поле c1 · бял топ на черно поле e1 · бял топ на бяло поле f1 | черен топ на бяло поле a8 · черен кон на черно поле b8 · черен топ на черно поле f8 · черен цар на бяло поле g8 · черна пешка на бяло поле f7 · черна пешка на бяло поле c6 · черна пешка на черно поле a5 · черна пешка на черно поле g5 · бяла дама на бяло поле h5 · бяла пешка на бяло поле a4 · черна пешка на черно поле b4 · черна дама на черно поле d4 · черен кон на бяло поле e4 · бяла пешка на бяло поле g4 · бяла пешка на бяло поле h3 · бял офицер на бяло поле a2 · бяла пешка на черно поле b2 · черна пешка на черно поле d2 · бял цар на бяло поле g2 · бял кон на черно поле c1 · бял топ на черно поле e1 · бял топ на бяло поле f1 | 1 |
|   | a | b | c | d | e | f | g | h |   |

Пример за произвеждане на кон се случва в партията Пьотр Свидлер – Владимир Малахов, играна на Световното първенство на ФИДЕ през декември 2009 г. в Ханти-Мансийск в Сибир (Славянска защита a6): 
1. d4 d5 2. c4 c6 3. Кc3 Кf6 4. Кf3 a6 5. e3 b5 6. c5 g6 7. Оd3 Оg4 8. h3 О:f3 9. Д:f3 Оg7 10. g4 e5! 11. Дg3 Кfd7 12. Кe2 Дe7 13. 0-0 h5 14. f3 Кf8 15. a4 b4 16. Оd2 a5 17. e4 d:e4 18. О:e4 Кe6 19. Тae1 h4 20. Дf2 0-0 21. f4 e:d4 22. f5!? К:c5 23. Оb1 d3 24. Кc1 Дd6 25. Оa2?? Оd4 26. Оe3 Кe4 27. Д:h4 g5 28. Дh5 d2 29. f6 Д:f6 30. О:d4 Д:d4+ 31. Цg2 (диаграма 15) d:e1К+!
и белите се предават поради 32.Т:e1 Дf2+ 33.Цh1 Кg3# или 32.Цh2 Д:b2+ 33.Кe2 Д:e2+ 34.Тf2 Д:f2+ 35.Цh1 Кg3#. Ако 31...d:e1Д??, белите ще спечелят с мат: 32.О:f7+ Т:f7 33.Д:f7+ Цh8 34.Дf8+ Цh7 35.Тf7+ Цg6 36.Дg8+ Цh6 37.Тh7#. 

## Произвеждане на топ
|  |  |

Съображението да бъде произведен топ, а не дама, може да бъде фигурата да не действа по диагонал, за да предизвика или да не предизвика пат.
|   | a                                                                                  | b                                                                                  | c                                                                                  | d                                                                                  | e                                                                                  | f                                                                                  | g                                                                                  | h                                                                                  |   |
| 8 | бяла пешка на черно поле g7 · черен цар на черно поле h6 · бял цар на бяло поле g4 | бяла пешка на черно поле g7 · черен цар на черно поле h6 · бял цар на бяло поле g4 | бяла пешка на черно поле g7 · черен цар на черно поле h6 · бял цар на бяло поле g4 | бяла пешка на черно поле g7 · черен цар на черно поле h6 · бял цар на бяло поле g4 | бяла пешка на черно поле g7 · черен цар на черно поле h6 · бял цар на бяло поле g4 | бяла пешка на черно поле g7 · черен цар на черно поле h6 · бял цар на бяло поле g4 | бяла пешка на черно поле g7 · черен цар на черно поле h6 · бял цар на бяло поле g4 | бяла пешка на черно поле g7 · черен цар на черно поле h6 · бял цар на бяло поле g4 | 8 |
| 7 | бяла пешка на черно поле g7 · черен цар на черно поле h6 · бял цар на бяло поле g4 | бяла пешка на черно поле g7 · черен цар на черно поле h6 · бял цар на бяло поле g4 | бяла пешка на черно поле g7 · черен цар на черно поле h6 · бял цар на бяло поле g4 | бяла пешка на черно поле g7 · черен цар на черно поле h6 · бял цар на бяло поле g4 | бяла пешка на черно поле g7 · черен цар на черно поле h6 · бял цар на бяло поле g4 | бяла пешка на черно поле g7 · черен цар на черно поле h6 · бял цар на бяло поле g4 | бяла пешка на черно поле g7 · черен цар на черно поле h6 · бял цар на бяло поле g4 | бяла пешка на черно поле g7 · черен цар на черно поле h6 · бял цар на бяло поле g4 | 7 |
| 6 | бяла пешка на черно поле g7 · черен цар на черно поле h6 · бял цар на бяло поле g4 | бяла пешка на черно поле g7 · черен цар на черно поле h6 · бял цар на бяло поле g4 | бяла пешка на черно поле g7 · черен цар на черно поле h6 · бял цар на бяло поле g4 | бяла пешка на черно поле g7 · черен цар на черно поле h6 · бял цар на бяло поле g4 | бяла пешка на черно поле g7 · черен цар на черно поле h6 · бял цар на бяло поле g4 | бяла пешка на черно поле g7 · черен цар на черно поле h6 · бял цар на бяло поле g4 | бяла пешка на черно поле g7 · черен цар на черно поле h6 · бял цар на бяло поле g4 | бяла пешка на черно поле g7 · черен цар на черно поле h6 · бял цар на бяло поле g4 | 6 |
| 5 | бяла пешка на черно поле g7 · черен цар на черно поле h6 · бял цар на бяло поле g4 | бяла пешка на черно поле g7 · черен цар на черно поле h6 · бял цар на бяло поле g4 | бяла пешка на черно поле g7 · черен цар на черно поле h6 · бял цар на бяло поле g4 | бяла пешка на черно поле g7 · черен цар на черно поле h6 · бял цар на бяло поле g4 | бяла пешка на черно поле g7 · черен цар на черно поле h6 · бял цар на бяло поле g4 | бяла пешка на черно поле g7 · черен цар на черно поле h6 · бял цар на бяло поле g4 | бяла пешка на черно поле g7 · черен цар на черно поле h6 · бял цар на бяло поле g4 | бяла пешка на черно поле g7 · черен цар на черно поле h6 · бял цар на бяло поле g4 | 5 |
| 4 | бяла пешка на черно поле g7 · черен цар на черно поле h6 · бял цар на бяло поле g4 | бяла пешка на черно поле g7 · черен цар на черно поле h6 · бял цар на бяло поле g4 | бяла пешка на черно поле g7 · черен цар на черно поле h6 · бял цар на бяло поле g4 | бяла пешка на черно поле g7 · черен цар на черно поле h6 · бял цар на бяло поле g4 | бяла пешка на черно поле g7 · черен цар на черно поле h6 · бял цар на бяло поле g4 | бяла пешка на черно поле g7 · черен цар на черно поле h6 · бял цар на бяло поле g4 | бяла пешка на черно поле g7 · черен цар на черно поле h6 · бял цар на бяло поле g4 | бяла пешка на черно поле g7 · черен цар на черно поле h6 · бял цар на бяло поле g4 | 4 |
| 3 | бяла пешка на черно поле g7 · черен цар на черно поле h6 · бял цар на бяло поле g4 | бяла пешка на черно поле g7 · черен цар на черно поле h6 · бял цар на бяло поле g4 | бяла пешка на черно поле g7 · черен цар на черно поле h6 · бял цар на бяло поле g4 | бяла пешка на черно поле g7 · черен цар на черно поле h6 · бял цар на бяло поле g4 | бяла пешка на черно поле g7 · черен цар на черно поле h6 · бял цар на бяло поле g4 | бяла пешка на черно поле g7 · черен цар на черно поле h6 · бял цар на бяло поле g4 | бяла пешка на черно поле g7 · черен цар на черно поле h6 · бял цар на бяло поле g4 | бяла пешка на черно поле g7 · черен цар на черно поле h6 · бял цар на бяло поле g4 | 3 |
| 2 | бяла пешка на черно поле g7 · черен цар на черно поле h6 · бял цар на бяло поле g4 | бяла пешка на черно поле g7 · черен цар на черно поле h6 · бял цар на бяло поле g4 | бяла пешка на черно поле g7 · черен цар на черно поле h6 · бял цар на бяло поле g4 | бяла пешка на черно поле g7 · черен цар на черно поле h6 · бял цар на бяло поле g4 | бяла пешка на черно поле g7 · черен цар на черно поле h6 · бял цар на бяло поле g4 | бяла пешка на черно поле g7 · черен цар на черно поле h6 · бял цар на бяло поле g4 | бяла пешка на черно поле g7 · черен цар на черно поле h6 · бял цар на бяло поле g4 | бяла пешка на черно поле g7 · черен цар на черно поле h6 · бял цар на бяло поле g4 | 2 |
| 1 | бяла пешка на черно поле g7 · черен цар на черно поле h6 · бял цар на бяло поле g4 | бяла пешка на черно поле g7 · черен цар на черно поле h6 · бял цар на бяло поле g4 | бяла пешка на черно поле g7 · черен цар на черно поле h6 · бял цар на бяло поле g4 | бяла пешка на черно поле g7 · черен цар на черно поле h6 · бял цар на бяло поле g4 | бяла пешка на черно поле g7 · черен цар на черно поле h6 · бял цар на бяло поле g4 | бяла пешка на черно поле g7 · черен цар на черно поле h6 · бял цар на бяло поле g4 | бяла пешка на черно поле g7 · черен цар на черно поле h6 · бял цар на бяло поле g4 | бяла пешка на черно поле g7 · черен цар на черно поле h6 · бял цар на бяло поле g4 | 1 |
|   | a                                                                                  | b                                                                                  | c                                                                                  | d                                                                                  | e                                                                                  | f                                                                                  | g                                                                                  | h                                                                                  |   |

|   | a | b | c | d | e | f | g | h |   |
| 8 | бяла дама на бяло поле e6 · черна дама на черно поле f4 · черна пешка на черно поле b2 · бял цар на бяло поле e2 · черен цар на черно поле h2 | бяла дама на бяло поле e6 · черна дама на черно поле f4 · черна пешка на черно поле b2 · бял цар на бяло поле e2 · черен цар на черно поле h2 | бяла дама на бяло поле e6 · черна дама на черно поле f4 · черна пешка на черно поле b2 · бял цар на бяло поле e2 · черен цар на черно поле h2 | бяла дама на бяло поле e6 · черна дама на черно поле f4 · черна пешка на черно поле b2 · бял цар на бяло поле e2 · черен цар на черно поле h2 | бяла дама на бяло поле e6 · черна дама на черно поле f4 · черна пешка на черно поле b2 · бял цар на бяло поле e2 · черен цар на черно поле h2 | бяла дама на бяло поле e6 · черна дама на черно поле f4 · черна пешка на черно поле b2 · бял цар на бяло поле e2 · черен цар на черно поле h2 | бяла дама на бяло поле e6 · черна дама на черно поле f4 · черна пешка на черно поле b2 · бял цар на бяло поле e2 · черен цар на черно поле h2 | бяла дама на бяло поле e6 · черна дама на черно поле f4 · черна пешка на черно поле b2 · бял цар на бяло поле e2 · черен цар на черно поле h2 | 8 |
| 7 | бяла дама на бяло поле e6 · черна дама на черно поле f4 · черна пешка на черно поле b2 · бял цар на бяло поле e2 · черен цар на черно поле h2 | бяла дама на бяло поле e6 · черна дама на черно поле f4 · черна пешка на черно поле b2 · бял цар на бяло поле e2 · черен цар на черно поле h2 | бяла дама на бяло поле e6 · черна дама на черно поле f4 · черна пешка на черно поле b2 · бял цар на бяло поле e2 · черен цар на черно поле h2 | бяла дама на бяло поле e6 · черна дама на черно поле f4 · черна пешка на черно поле b2 · бял цар на бяло поле e2 · черен цар на черно поле h2 | бяла дама на бяло поле e6 · черна дама на черно поле f4 · черна пешка на черно поле b2 · бял цар на бяло поле e2 · черен цар на черно поле h2 | бяла дама на бяло поле e6 · черна дама на черно поле f4 · черна пешка на черно поле b2 · бял цар на бяло поле e2 · черен цар на черно поле h2 | бяла дама на бяло поле e6 · черна дама на черно поле f4 · черна пешка на черно поле b2 · бял цар на бяло поле e2 · черен цар на черно поле h2 | бяла дама на бяло поле e6 · черна дама на черно поле f4 · черна пешка на черно поле b2 · бял цар на бяло поле e2 · черен цар на черно поле h2 | 7 |
| 6 | бяла дама на бяло поле e6 · черна дама на черно поле f4 · черна пешка на черно поле b2 · бял цар на бяло поле e2 · черен цар на черно поле h2 | бяла дама на бяло поле e6 · черна дама на черно поле f4 · черна пешка на черно поле b2 · бял цар на бяло поле e2 · черен цар на черно поле h2 | бяла дама на бяло поле e6 · черна дама на черно поле f4 · черна пешка на черно поле b2 · бял цар на бяло поле e2 · черен цар на черно поле h2 | бяла дама на бяло поле e6 · черна дама на черно поле f4 · черна пешка на черно поле b2 · бял цар на бяло поле e2 · черен цар на черно поле h2 | бяла дама на бяло поле e6 · черна дама на черно поле f4 · черна пешка на черно поле b2 · бял цар на бяло поле e2 · черен цар на черно поле h2 | бяла дама на бяло поле e6 · черна дама на черно поле f4 · черна пешка на черно поле b2 · бял цар на бяло поле e2 · черен цар на черно поле h2 | бяла дама на бяло поле e6 · черна дама на черно поле f4 · черна пешка на черно поле b2 · бял цар на бяло поле e2 · черен цар на черно поле h2 | бяла дама на бяло поле e6 · черна дама на черно поле f4 · черна пешка на черно поле b2 · бял цар на бяло поле e2 · черен цар на черно поле h2 | 6 |
| 5 | бяла дама на бяло поле e6 · черна дама на черно поле f4 · черна пешка на черно поле b2 · бял цар на бяло поле e2 · черен цар на черно поле h2 | бяла дама на бяло поле e6 · черна дама на черно поле f4 · черна пешка на черно поле b2 · бял цар на бяло поле e2 · черен цар на черно поле h2 | бяла дама на бяло поле e6 · черна дама на черно поле f4 · черна пешка на черно поле b2 · бял цар на бяло поле e2 · черен цар на черно поле h2 | бяла дама на бяло поле e6 · черна дама на черно поле f4 · черна пешка на черно поле b2 · бял цар на бяло поле e2 · черен цар на черно поле h2 | бяла дама на бяло поле e6 · черна дама на черно поле f4 · черна пешка на черно поле b2 · бял цар на бяло поле e2 · черен цар на черно поле h2 | бяла дама на бяло поле e6 · черна дама на черно поле f4 · черна пешка на черно поле b2 · бял цар на бяло поле e2 · черен цар на черно поле h2 | бяла дама на бяло поле e6 · черна дама на черно поле f4 · черна пешка на черно поле b2 · бял цар на бяло поле e2 · черен цар на черно поле h2 | бяла дама на бяло поле e6 · черна дама на черно поле f4 · черна пешка на черно поле b2 · бял цар на бяло поле e2 · черен цар на черно поле h2 | 5 |
| 4 | бяла дама на бяло поле e6 · черна дама на черно поле f4 · черна пешка на черно поле b2 · бял цар на бяло поле e2 · черен цар на черно поле h2 | бяла дама на бяло поле e6 · черна дама на черно поле f4 · черна пешка на черно поле b2 · бял цар на бяло поле e2 · черен цар на черно поле h2 | бяла дама на бяло поле e6 · черна дама на черно поле f4 · черна пешка на черно поле b2 · бял цар на бяло поле e2 · черен цар на черно поле h2 | бяла дама на бяло поле e6 · черна дама на черно поле f4 · черна пешка на черно поле b2 · бял цар на бяло поле e2 · черен цар на черно поле h2 | бяла дама на бяло поле e6 · черна дама на черно поле f4 · черна пешка на черно поле b2 · бял цар на бяло поле e2 · черен цар на черно поле h2 | бяла дама на бяло поле e6 · черна дама на черно поле f4 · черна пешка на черно поле b2 · бял цар на бяло поле e2 · черен цар на черно поле h2 | бяла дама на бяло поле e6 · черна дама на черно поле f4 · черна пешка на черно поле b2 · бял цар на бяло поле e2 · черен цар на черно поле h2 | бяла дама на бяло поле e6 · черна дама на черно поле f4 · черна пешка на черно поле b2 · бял цар на бяло поле e2 · черен цар на черно поле h2 | 4 |
| 3 | бяла дама на бяло поле e6 · черна дама на черно поле f4 · черна пешка на черно поле b2 · бял цар на бяло поле e2 · черен цар на черно поле h2 | бяла дама на бяло поле e6 · черна дама на черно поле f4 · черна пешка на черно поле b2 · бял цар на бяло поле e2 · черен цар на черно поле h2 | бяла дама на бяло поле e6 · черна дама на черно поле f4 · черна пешка на черно поле b2 · бял цар на бяло поле e2 · черен цар на черно поле h2 | бяла дама на бяло поле e6 · черна дама на черно поле f4 · черна пешка на черно поле b2 · бял цар на бяло поле e2 · черен цар на черно поле h2 | бяла дама на бяло поле e6 · черна дама на черно поле f4 · черна пешка на черно поле b2 · бял цар на бяло поле e2 · черен цар на черно поле h2 | бяла дама на бяло поле e6 · черна дама на черно поле f4 · черна пешка на черно поле b2 · бял цар на бяло поле e2 · черен цар на черно поле h2 | бяла дама на бяло поле e6 · черна дама на черно поле f4 · черна пешка на черно поле b2 · бял цар на бяло поле e2 · черен цар на черно поле h2 | бяла дама на бяло поле e6 · черна дама на черно поле f4 · черна пешка на черно поле b2 · бял цар на бяло поле e2 · черен цар на черно поле h2 | 3 |
| 2 | бяла дама на бяло поле e6 · черна дама на черно поле f4 · черна пешка на черно поле b2 · бял цар на бяло поле e2 · черен цар на черно поле h2 | бяла дама на бяло поле e6 · черна дама на черно поле f4 · черна пешка на черно поле b2 · бял цар на бяло поле e2 · черен цар на черно поле h2 | бяла дама на бяло поле e6 · черна дама на черно поле f4 · черна пешка на черно поле b2 · бял цар на бяло поле e2 · черен цар на черно поле h2 | бяла дама на бяло поле e6 · черна дама на черно поле f4 · черна пешка на черно поле b2 · бял цар на бяло поле e2 · черен цар на черно поле h2 | бяла дама на бяло поле e6 · черна дама на черно поле f4 · черна пешка на черно поле b2 · бял цар на бяло поле e2 · черен цар на черно поле h2 | бяла дама на бяло поле e6 · черна дама на черно поле f4 · черна пешка на черно поле b2 · бял цар на бяло поле e2 · черен цар на черно поле h2 | бяла дама на бяло поле e6 · черна дама на черно поле f4 · черна пешка на черно поле b2 · бял цар на бяло поле e2 · черен цар на черно поле h2 | бяла дама на бяло поле e6 · черна дама на черно поле f4 · черна пешка на черно поле b2 · бял цар на бяло поле e2 · черен цар на черно поле h2 | 2 |
| 1 | бяла дама на бяло поле e6 · черна дама на черно поле f4 · черна пешка на черно поле b2 · бял цар на бяло поле e2 · черен цар на черно поле h2 | бяла дама на бяло поле e6 · черна дама на черно поле f4 · черна пешка на черно поле b2 · бял цар на бяло поле e2 · черен цар на черно поле h2 | бяла дама на бяло поле e6 · черна дама на черно поле f4 · черна пешка на черно поле b2 · бял цар на бяло поле e2 · черен цар на черно поле h2 | бяла дама на бяло поле e6 · черна дама на черно поле f4 · черна пешка на черно поле b2 · бял цар на бяло поле e2 · черен цар на черно поле h2 | бяла дама на бяло поле e6 · черна дама на черно поле f4 · черна пешка на черно поле b2 · бял цар на бяло поле e2 · черен цар на черно поле h2 | бяла дама на бяло поле e6 · черна дама на черно поле f4 · черна пешка на черно поле b2 · бял цар на бяло поле e2 · черен цар на черно поле h2 | бяла дама на бяло поле e6 · черна дама на черно поле f4 · черна пешка на черно поле b2 · бял цар на бяло поле e2 · черен цар на черно поле h2 | бяла дама на бяло поле e6 · черна дама на черно поле f4 · черна пешка на черно поле b2 · бял цар на бяло поле e2 · черен цар на черно поле h2 | 1 |
|   | a | b | c | d | e | f | g | h |   |

|   | a | b | c | d | e | f | g | h |   |
| 8 | бяла пешка на бяло поле d7 · черен офицер на черно поле d6 · черна пешка на бяло поле b3 · черен цар на черно поле e3 · черна пешка на бяло поле h3 · бяла пешка на черно поле b2 · черна пешка на бяло поле c2 · бяла пешка на черно поле h2 · бял цар на черно поле c1 | бяла пешка на бяло поле d7 · черен офицер на черно поле d6 · черна пешка на бяло поле b3 · черен цар на черно поле e3 · черна пешка на бяло поле h3 · бяла пешка на черно поле b2 · черна пешка на бяло поле c2 · бяла пешка на черно поле h2 · бял цар на черно поле c1 | бяла пешка на бяло поле d7 · черен офицер на черно поле d6 · черна пешка на бяло поле b3 · черен цар на черно поле e3 · черна пешка на бяло поле h3 · бяла пешка на черно поле b2 · черна пешка на бяло поле c2 · бяла пешка на черно поле h2 · бял цар на черно поле c1 | бяла пешка на бяло поле d7 · черен офицер на черно поле d6 · черна пешка на бяло поле b3 · черен цар на черно поле e3 · черна пешка на бяло поле h3 · бяла пешка на черно поле b2 · черна пешка на бяло поле c2 · бяла пешка на черно поле h2 · бял цар на черно поле c1 | бяла пешка на бяло поле d7 · черен офицер на черно поле d6 · черна пешка на бяло поле b3 · черен цар на черно поле e3 · черна пешка на бяло поле h3 · бяла пешка на черно поле b2 · черна пешка на бяло поле c2 · бяла пешка на черно поле h2 · бял цар на черно поле c1 | бяла пешка на бяло поле d7 · черен офицер на черно поле d6 · черна пешка на бяло поле b3 · черен цар на черно поле e3 · черна пешка на бяло поле h3 · бяла пешка на черно поле b2 · черна пешка на бяло поле c2 · бяла пешка на черно поле h2 · бял цар на черно поле c1 | бяла пешка на бяло поле d7 · черен офицер на черно поле d6 · черна пешка на бяло поле b3 · черен цар на черно поле e3 · черна пешка на бяло поле h3 · бяла пешка на черно поле b2 · черна пешка на бяло поле c2 · бяла пешка на черно поле h2 · бял цар на черно поле c1 | бяла пешка на бяло поле d7 · черен офицер на черно поле d6 · черна пешка на бяло поле b3 · черен цар на черно поле e3 · черна пешка на бяло поле h3 · бяла пешка на черно поле b2 · черна пешка на бяло поле c2 · бяла пешка на черно поле h2 · бял цар на черно поле c1 | 8 |
| 7 | бяла пешка на бяло поле d7 · черен офицер на черно поле d6 · черна пешка на бяло поле b3 · черен цар на черно поле e3 · черна пешка на бяло поле h3 · бяла пешка на черно поле b2 · черна пешка на бяло поле c2 · бяла пешка на черно поле h2 · бял цар на черно поле c1 | бяла пешка на бяло поле d7 · черен офицер на черно поле d6 · черна пешка на бяло поле b3 · черен цар на черно поле e3 · черна пешка на бяло поле h3 · бяла пешка на черно поле b2 · черна пешка на бяло поле c2 · бяла пешка на черно поле h2 · бял цар на черно поле c1 | бяла пешка на бяло поле d7 · черен офицер на черно поле d6 · черна пешка на бяло поле b3 · черен цар на черно поле e3 · черна пешка на бяло поле h3 · бяла пешка на черно поле b2 · черна пешка на бяло поле c2 · бяла пешка на черно поле h2 · бял цар на черно поле c1 | бяла пешка на бяло поле d7 · черен офицер на черно поле d6 · черна пешка на бяло поле b3 · черен цар на черно поле e3 · черна пешка на бяло поле h3 · бяла пешка на черно поле b2 · черна пешка на бяло поле c2 · бяла пешка на черно поле h2 · бял цар на черно поле c1 | бяла пешка на бяло поле d7 · черен офицер на черно поле d6 · черна пешка на бяло поле b3 · черен цар на черно поле e3 · черна пешка на бяло поле h3 · бяла пешка на черно поле b2 · черна пешка на бяло поле c2 · бяла пешка на черно поле h2 · бял цар на черно поле c1 | бяла пешка на бяло поле d7 · черен офицер на черно поле d6 · черна пешка на бяло поле b3 · черен цар на черно поле e3 · черна пешка на бяло поле h3 · бяла пешка на черно поле b2 · черна пешка на бяло поле c2 · бяла пешка на черно поле h2 · бял цар на черно поле c1 | бяла пешка на бяло поле d7 · черен офицер на черно поле d6 · черна пешка на бяло поле b3 · черен цар на черно поле e3 · черна пешка на бяло поле h3 · бяла пешка на черно поле b2 · черна пешка на бяло поле c2 · бяла пешка на черно поле h2 · бял цар на черно поле c1 | бяла пешка на бяло поле d7 · черен офицер на черно поле d6 · черна пешка на бяло поле b3 · черен цар на черно поле e3 · черна пешка на бяло поле h3 · бяла пешка на черно поле b2 · черна пешка на бяло поле c2 · бяла пешка на черно поле h2 · бял цар на черно поле c1 | 7 |
| 6 | бяла пешка на бяло поле d7 · черен офицер на черно поле d6 · черна пешка на бяло поле b3 · черен цар на черно поле e3 · черна пешка на бяло поле h3 · бяла пешка на черно поле b2 · черна пешка на бяло поле c2 · бяла пешка на черно поле h2 · бял цар на черно поле c1 | бяла пешка на бяло поле d7 · черен офицер на черно поле d6 · черна пешка на бяло поле b3 · черен цар на черно поле e3 · черна пешка на бяло поле h3 · бяла пешка на черно поле b2 · черна пешка на бяло поле c2 · бяла пешка на черно поле h2 · бял цар на черно поле c1 | бяла пешка на бяло поле d7 · черен офицер на черно поле d6 · черна пешка на бяло поле b3 · черен цар на черно поле e3 · черна пешка на бяло поле h3 · бяла пешка на черно поле b2 · черна пешка на бяло поле c2 · бяла пешка на черно поле h2 · бял цар на черно поле c1 | бяла пешка на бяло поле d7 · черен офицер на черно поле d6 · черна пешка на бяло поле b3 · черен цар на черно поле e3 · черна пешка на бяло поле h3 · бяла пешка на черно поле b2 · черна пешка на бяло поле c2 · бяла пешка на черно поле h2 · бял цар на черно поле c1 | бяла пешка на бяло поле d7 · черен офицер на черно поле d6 · черна пешка на бяло поле b3 · черен цар на черно поле e3 · черна пешка на бяло поле h3 · бяла пешка на черно поле b2 · черна пешка на бяло поле c2 · бяла пешка на черно поле h2 · бял цар на черно поле c1 | бяла пешка на бяло поле d7 · черен офицер на черно поле d6 · черна пешка на бяло поле b3 · черен цар на черно поле e3 · черна пешка на бяло поле h3 · бяла пешка на черно поле b2 · черна пешка на бяло поле c2 · бяла пешка на черно поле h2 · бял цар на черно поле c1 | бяла пешка на бяло поле d7 · черен офицер на черно поле d6 · черна пешка на бяло поле b3 · черен цар на черно поле e3 · черна пешка на бяло поле h3 · бяла пешка на черно поле b2 · черна пешка на бяло поле c2 · бяла пешка на черно поле h2 · бял цар на черно поле c1 | бяла пешка на бяло поле d7 · черен офицер на черно поле d6 · черна пешка на бяло поле b3 · черен цар на черно поле e3 · черна пешка на бяло поле h3 · бяла пешка на черно поле b2 · черна пешка на бяло поле c2 · бяла пешка на черно поле h2 · бял цар на черно поле c1 | 6 |
| 5 | бяла пешка на бяло поле d7 · черен офицер на черно поле d6 · черна пешка на бяло поле b3 · черен цар на черно поле e3 · черна пешка на бяло поле h3 · бяла пешка на черно поле b2 · черна пешка на бяло поле c2 · бяла пешка на черно поле h2 · бял цар на черно поле c1 | бяла пешка на бяло поле d7 · черен офицер на черно поле d6 · черна пешка на бяло поле b3 · черен цар на черно поле e3 · черна пешка на бяло поле h3 · бяла пешка на черно поле b2 · черна пешка на бяло поле c2 · бяла пешка на черно поле h2 · бял цар на черно поле c1 | бяла пешка на бяло поле d7 · черен офицер на черно поле d6 · черна пешка на бяло поле b3 · черен цар на черно поле e3 · черна пешка на бяло поле h3 · бяла пешка на черно поле b2 · черна пешка на бяло поле c2 · бяла пешка на черно поле h2 · бял цар на черно поле c1 | бяла пешка на бяло поле d7 · черен офицер на черно поле d6 · черна пешка на бяло поле b3 · черен цар на черно поле e3 · черна пешка на бяло поле h3 · бяла пешка на черно поле b2 · черна пешка на бяло поле c2 · бяла пешка на черно поле h2 · бял цар на черно поле c1 | бяла пешка на бяло поле d7 · черен офицер на черно поле d6 · черна пешка на бяло поле b3 · черен цар на черно поле e3 · черна пешка на бяло поле h3 · бяла пешка на черно поле b2 · черна пешка на бяло поле c2 · бяла пешка на черно поле h2 · бял цар на черно поле c1 | бяла пешка на бяло поле d7 · черен офицер на черно поле d6 · черна пешка на бяло поле b3 · черен цар на черно поле e3 · черна пешка на бяло поле h3 · бяла пешка на черно поле b2 · черна пешка на бяло поле c2 · бяла пешка на черно поле h2 · бял цар на черно поле c1 | бяла пешка на бяло поле d7 · черен офицер на черно поле d6 · черна пешка на бяло поле b3 · черен цар на черно поле e3 · черна пешка на бяло поле h3 · бяла пешка на черно поле b2 · черна пешка на бяло поле c2 · бяла пешка на черно поле h2 · бял цар на черно поле c1 | бяла пешка на бяло поле d7 · черен офицер на черно поле d6 · черна пешка на бяло поле b3 · черен цар на черно поле e3 · черна пешка на бяло поле h3 · бяла пешка на черно поле b2 · черна пешка на бяло поле c2 · бяла пешка на черно поле h2 · бял цар на черно поле c1 | 5 |
| 4 | бяла пешка на бяло поле d7 · черен офицер на черно поле d6 · черна пешка на бяло поле b3 · черен цар на черно поле e3 · черна пешка на бяло поле h3 · бяла пешка на черно поле b2 · черна пешка на бяло поле c2 · бяла пешка на черно поле h2 · бял цар на черно поле c1 | бяла пешка на бяло поле d7 · черен офицер на черно поле d6 · черна пешка на бяло поле b3 · черен цар на черно поле e3 · черна пешка на бяло поле h3 · бяла пешка на черно поле b2 · черна пешка на бяло поле c2 · бяла пешка на черно поле h2 · бял цар на черно поле c1 | бяла пешка на бяло поле d7 · черен офицер на черно поле d6 · черна пешка на бяло поле b3 · черен цар на черно поле e3 · черна пешка на бяло поле h3 · бяла пешка на черно поле b2 · черна пешка на бяло поле c2 · бяла пешка на черно поле h2 · бял цар на черно поле c1 | бяла пешка на бяло поле d7 · черен офицер на черно поле d6 · черна пешка на бяло поле b3 · черен цар на черно поле e3 · черна пешка на бяло поле h3 · бяла пешка на черно поле b2 · черна пешка на бяло поле c2 · бяла пешка на черно поле h2 · бял цар на черно поле c1 | бяла пешка на бяло поле d7 · черен офицер на черно поле d6 · черна пешка на бяло поле b3 · черен цар на черно поле e3 · черна пешка на бяло поле h3 · бяла пешка на черно поле b2 · черна пешка на бяло поле c2 · бяла пешка на черно поле h2 · бял цар на черно поле c1 | бяла пешка на бяло поле d7 · черен офицер на черно поле d6 · черна пешка на бяло поле b3 · черен цар на черно поле e3 · черна пешка на бяло поле h3 · бяла пешка на черно поле b2 · черна пешка на бяло поле c2 · бяла пешка на черно поле h2 · бял цар на черно поле c1 | бяла пешка на бяло поле d7 · черен офицер на черно поле d6 · черна пешка на бяло поле b3 · черен цар на черно поле e3 · черна пешка на бяло поле h3 · бяла пешка на черно поле b2 · черна пешка на бяло поле c2 · бяла пешка на черно поле h2 · бял цар на черно поле c1 | бяла пешка на бяло поле d7 · черен офицер на черно поле d6 · черна пешка на бяло поле b3 · черен цар на черно поле e3 · черна пешка на бяло поле h3 · бяла пешка на черно поле b2 · черна пешка на бяло поле c2 · бяла пешка на черно поле h2 · бял цар на черно поле c1 | 4 |
| 3 | бяла пешка на бяло поле d7 · черен офицер на черно поле d6 · черна пешка на бяло поле b3 · черен цар на черно поле e3 · черна пешка на бяло поле h3 · бяла пешка на черно поле b2 · черна пешка на бяло поле c2 · бяла пешка на черно поле h2 · бял цар на черно поле c1 | бяла пешка на бяло поле d7 · черен офицер на черно поле d6 · черна пешка на бяло поле b3 · черен цар на черно поле e3 · черна пешка на бяло поле h3 · бяла пешка на черно поле b2 · черна пешка на бяло поле c2 · бяла пешка на черно поле h2 · бял цар на черно поле c1 | бяла пешка на бяло поле d7 · черен офицер на черно поле d6 · черна пешка на бяло поле b3 · черен цар на черно поле e3 · черна пешка на бяло поле h3 · бяла пешка на черно поле b2 · черна пешка на бяло поле c2 · бяла пешка на черно поле h2 · бял цар на черно поле c1 | бяла пешка на бяло поле d7 · черен офицер на черно поле d6 · черна пешка на бяло поле b3 · черен цар на черно поле e3 · черна пешка на бяло поле h3 · бяла пешка на черно поле b2 · черна пешка на бяло поле c2 · бяла пешка на черно поле h2 · бял цар на черно поле c1 | бяла пешка на бяло поле d7 · черен офицер на черно поле d6 · черна пешка на бяло поле b3 · черен цар на черно поле e3 · черна пешка на бяло поле h3 · бяла пешка на черно поле b2 · черна пешка на бяло поле c2 · бяла пешка на черно поле h2 · бял цар на черно поле c1 | бяла пешка на бяло поле d7 · черен офицер на черно поле d6 · черна пешка на бяло поле b3 · черен цар на черно поле e3 · черна пешка на бяло поле h3 · бяла пешка на черно поле b2 · черна пешка на бяло поле c2 · бяла пешка на черно поле h2 · бял цар на черно поле c1 | бяла пешка на бяло поле d7 · черен офицер на черно поле d6 · черна пешка на бяло поле b3 · черен цар на черно поле e3 · черна пешка на бяло поле h3 · бяла пешка на черно поле b2 · черна пешка на бяло поле c2 · бяла пешка на черно поле h2 · бял цар на черно поле c1 | бяла пешка на бяло поле d7 · черен офицер на черно поле d6 · черна пешка на бяло поле b3 · черен цар на черно поле e3 · черна пешка на бяло поле h3 · бяла пешка на черно поле b2 · черна пешка на бяло поле c2 · бяла пешка на черно поле h2 · бял цар на черно поле c1 | 3 |
| 2 | бяла пешка на бяло поле d7 · черен офицер на черно поле d6 · черна пешка на бяло поле b3 · черен цар на черно поле e3 · черна пешка на бяло поле h3 · бяла пешка на черно поле b2 · черна пешка на бяло поле c2 · бяла пешка на черно поле h2 · бял цар на черно поле c1 | бяла пешка на бяло поле d7 · черен офицер на черно поле d6 · черна пешка на бяло поле b3 · черен цар на черно поле e3 · черна пешка на бяло поле h3 · бяла пешка на черно поле b2 · черна пешка на бяло поле c2 · бяла пешка на черно поле h2 · бял цар на черно поле c1 | бяла пешка на бяло поле d7 · черен офицер на черно поле d6 · черна пешка на бяло поле b3 · черен цар на черно поле e3 · черна пешка на бяло поле h3 · бяла пешка на черно поле b2 · черна пешка на бяло поле c2 · бяла пешка на черно поле h2 · бял цар на черно поле c1 | бяла пешка на бяло поле d7 · черен офицер на черно поле d6 · черна пешка на бяло поле b3 · черен цар на черно поле e3 · черна пешка на бяло поле h3 · бяла пешка на черно поле b2 · черна пешка на бяло поле c2 · бяла пешка на черно поле h2 · бял цар на черно поле c1 | бяла пешка на бяло поле d7 · черен офицер на черно поле d6 · черна пешка на бяло поле b3 · черен цар на черно поле e3 · черна пешка на бяло поле h3 · бяла пешка на черно поле b2 · черна пешка на бяло поле c2 · бяла пешка на черно поле h2 · бял цар на черно поле c1 | бяла пешка на бяло поле d7 · черен офицер на черно поле d6 · черна пешка на бяло поле b3 · черен цар на черно поле e3 · черна пешка на бяло поле h3 · бяла пешка на черно поле b2 · черна пешка на бяло поле c2 · бяла пешка на черно поле h2 · бял цар на черно поле c1 | бяла пешка на бяло поле d7 · черен офицер на черно поле d6 · черна пешка на бяло поле b3 · черен цар на черно поле e3 · черна пешка на бяло поле h3 · бяла пешка на черно поле b2 · черна пешка на бяло поле c2 · бяла пешка на черно поле h2 · бял цар на черно поле c1 | бяла пешка на бяло поле d7 · черен офицер на черно поле d6 · черна пешка на бяло поле b3 · черен цар на черно поле e3 · черна пешка на бяло поле h3 · бяла пешка на черно поле b2 · черна пешка на бяло поле c2 · бяла пешка на черно поле h2 · бял цар на черно поле c1 | 2 |
| 1 | бяла пешка на бяло поле d7 · черен офицер на черно поле d6 · черна пешка на бяло поле b3 · черен цар на черно поле e3 · черна пешка на бяло поле h3 · бяла пешка на черно поле b2 · черна пешка на бяло поле c2 · бяла пешка на черно поле h2 · бял цар на черно поле c1 | бяла пешка на бяло поле d7 · черен офицер на черно поле d6 · черна пешка на бяло поле b3 · черен цар на черно поле e3 · черна пешка на бяло поле h3 · бяла пешка на черно поле b2 · черна пешка на бяло поле c2 · бяла пешка на черно поле h2 · бял цар на черно поле c1 | бяла пешка на бяло поле d7 · черен офицер на черно поле d6 · черна пешка на бяло поле b3 · черен цар на черно поле e3 · черна пешка на бяло поле h3 · бяла пешка на черно поле b2 · черна пешка на бяло поле c2 · бяла пешка на черно поле h2 · бял цар на черно поле c1 | бяла пешка на бяло поле d7 · черен офицер на черно поле d6 · черна пешка на бяло поле b3 · черен цар на черно поле e3 · черна пешка на бяло поле h3 · бяла пешка на черно поле b2 · черна пешка на бяло поле c2 · бяла пешка на черно поле h2 · бял цар на черно поле c1 | бяла пешка на бяло поле d7 · черен офицер на черно поле d6 · черна пешка на бяло поле b3 · черен цар на черно поле e3 · черна пешка на бяло поле h3 · бяла пешка на черно поле b2 · черна пешка на бяло поле c2 · бяла пешка на черно поле h2 · бял цар на черно поле c1 | бяла пешка на бяло поле d7 · черен офицер на черно поле d6 · черна пешка на бяло поле b3 · черен цар на черно поле e3 · черна пешка на бяло поле h3 · бяла пешка на черно поле b2 · черна пешка на бяло поле c2 · бяла пешка на черно поле h2 · бял цар на черно поле c1 | бяла пешка на бяло поле d7 · черен офицер на черно поле d6 · черна пешка на бяло поле b3 · черен цар на черно поле e3 · черна пешка на бяло поле h3 · бяла пешка на черно поле b2 · черна пешка на бяло поле c2 · бяла пешка на черно поле h2 · бял цар на черно поле c1 | бяла пешка на бяло поле d7 · черен офицер на черно поле d6 · черна пешка на бяло поле b3 · черен цар на черно поле e3 · черна пешка на бяло поле h3 · бяла пешка на черно поле b2 · черна пешка на бяло поле c2 · бяла пешка на черно поле h2 · бял цар на черно поле c1 | 1 |
|   | a | b | c | d | e | f | g | h |   |

В позицията на диаграма 16 черните заплашват да вземат пешката на белите, което би било равенство. Произвеждането на царица би довело до патова ситуация, докато ходът 1. g8Т! печели, защото белите могат да принудят елементарен мат от получената позиция.
На диаграма 17 е крайната позиция от играта Шoрт – Дейли, 2006 г. Повишението на пешката в царица поставя белия цар в безизходица и води до реми: 70 ... b1Д?? 71.Дh3+! Ц:h3 пат (или 71 ... Цg1 72.Дh1+! и сега черният цар е принуден да вземе). Затова играта завършва с печалба за черните чрез произвеждане на топ 70 ... b1Т! 0–1. 
На диаграма 18 е пример от края на етюд от Фредерик Лазард. Черните заплашват с мат, като играят Цf2 и Оf4 #. Произвеждането на царица не помага поради 1.d8Д? Оf4 2.Дd2+ Цf3 3.Д:f4+ Ц:f4 и черните произвеждат или пешката c, или пешката h. Произвеждането на топ обаче спасява равенството. След 1. d8Т!! Оf4 2. Тd2  (ако 1 ... О:h2, тогава 2.Тd3+!) ако черният цар се придвижи, ще причини патова ситуация, тъй като турът е напълно свързан, докато дамата ще бъде само частично свързана и може да се движи по диагонала. Офицерът се движи по диагонала c1 – h6 и като се атакува с топа, черните може да бъдат парирани, така че да не могат да постигнат никакъв напредък: 2 ... Оg5 3. Тd5 Цf4 4. Тd2 Оh6 5. Тd6 Цg5 6. Тd2 е едно възможно продължение. 

## Произвеждане на офицер
|  |  |

Съображението да бъде произведен офицер, а не дама, може да бъде фигурата да не действа по права линия, за да предизвика или да не предизвика пат.
|   | a | b | c | d | e | f | g | h |   |
| 8 | черен цар на бяло поле a8 · черен офицер на черно поле b8 · бяла пешка на черно поле c7 · бял цар на бяло поле a6 · бял кон на черно поле c5 | черен цар на бяло поле a8 · черен офицер на черно поле b8 · бяла пешка на черно поле c7 · бял цар на бяло поле a6 · бял кон на черно поле c5 | черен цар на бяло поле a8 · черен офицер на черно поле b8 · бяла пешка на черно поле c7 · бял цар на бяло поле a6 · бял кон на черно поле c5 | черен цар на бяло поле a8 · черен офицер на черно поле b8 · бяла пешка на черно поле c7 · бял цар на бяло поле a6 · бял кон на черно поле c5 | черен цар на бяло поле a8 · черен офицер на черно поле b8 · бяла пешка на черно поле c7 · бял цар на бяло поле a6 · бял кон на черно поле c5 | черен цар на бяло поле a8 · черен офицер на черно поле b8 · бяла пешка на черно поле c7 · бял цар на бяло поле a6 · бял кон на черно поле c5 | черен цар на бяло поле a8 · черен офицер на черно поле b8 · бяла пешка на черно поле c7 · бял цар на бяло поле a6 · бял кон на черно поле c5 | черен цар на бяло поле a8 · черен офицер на черно поле b8 · бяла пешка на черно поле c7 · бял цар на бяло поле a6 · бял кон на черно поле c5 | 8 |
| 7 | черен цар на бяло поле a8 · черен офицер на черно поле b8 · бяла пешка на черно поле c7 · бял цар на бяло поле a6 · бял кон на черно поле c5 | черен цар на бяло поле a8 · черен офицер на черно поле b8 · бяла пешка на черно поле c7 · бял цар на бяло поле a6 · бял кон на черно поле c5 | черен цар на бяло поле a8 · черен офицер на черно поле b8 · бяла пешка на черно поле c7 · бял цар на бяло поле a6 · бял кон на черно поле c5 | черен цар на бяло поле a8 · черен офицер на черно поле b8 · бяла пешка на черно поле c7 · бял цар на бяло поле a6 · бял кон на черно поле c5 | черен цар на бяло поле a8 · черен офицер на черно поле b8 · бяла пешка на черно поле c7 · бял цар на бяло поле a6 · бял кон на черно поле c5 | черен цар на бяло поле a8 · черен офицер на черно поле b8 · бяла пешка на черно поле c7 · бял цар на бяло поле a6 · бял кон на черно поле c5 | черен цар на бяло поле a8 · черен офицер на черно поле b8 · бяла пешка на черно поле c7 · бял цар на бяло поле a6 · бял кон на черно поле c5 | черен цар на бяло поле a8 · черен офицер на черно поле b8 · бяла пешка на черно поле c7 · бял цар на бяло поле a6 · бял кон на черно поле c5 | 7 |
| 6 | черен цар на бяло поле a8 · черен офицер на черно поле b8 · бяла пешка на черно поле c7 · бял цар на бяло поле a6 · бял кон на черно поле c5 | черен цар на бяло поле a8 · черен офицер на черно поле b8 · бяла пешка на черно поле c7 · бял цар на бяло поле a6 · бял кон на черно поле c5 | черен цар на бяло поле a8 · черен офицер на черно поле b8 · бяла пешка на черно поле c7 · бял цар на бяло поле a6 · бял кон на черно поле c5 | черен цар на бяло поле a8 · черен офицер на черно поле b8 · бяла пешка на черно поле c7 · бял цар на бяло поле a6 · бял кон на черно поле c5 | черен цар на бяло поле a8 · черен офицер на черно поле b8 · бяла пешка на черно поле c7 · бял цар на бяло поле a6 · бял кон на черно поле c5 | черен цар на бяло поле a8 · черен офицер на черно поле b8 · бяла пешка на черно поле c7 · бял цар на бяло поле a6 · бял кон на черно поле c5 | черен цар на бяло поле a8 · черен офицер на черно поле b8 · бяла пешка на черно поле c7 · бял цар на бяло поле a6 · бял кон на черно поле c5 | черен цар на бяло поле a8 · черен офицер на черно поле b8 · бяла пешка на черно поле c7 · бял цар на бяло поле a6 · бял кон на черно поле c5 | 6 |
| 5 | черен цар на бяло поле a8 · черен офицер на черно поле b8 · бяла пешка на черно поле c7 · бял цар на бяло поле a6 · бял кон на черно поле c5 | черен цар на бяло поле a8 · черен офицер на черно поле b8 · бяла пешка на черно поле c7 · бял цар на бяло поле a6 · бял кон на черно поле c5 | черен цар на бяло поле a8 · черен офицер на черно поле b8 · бяла пешка на черно поле c7 · бял цар на бяло поле a6 · бял кон на черно поле c5 | черен цар на бяло поле a8 · черен офицер на черно поле b8 · бяла пешка на черно поле c7 · бял цар на бяло поле a6 · бял кон на черно поле c5 | черен цар на бяло поле a8 · черен офицер на черно поле b8 · бяла пешка на черно поле c7 · бял цар на бяло поле a6 · бял кон на черно поле c5 | черен цар на бяло поле a8 · черен офицер на черно поле b8 · бяла пешка на черно поле c7 · бял цар на бяло поле a6 · бял кон на черно поле c5 | черен цар на бяло поле a8 · черен офицер на черно поле b8 · бяла пешка на черно поле c7 · бял цар на бяло поле a6 · бял кон на черно поле c5 | черен цар на бяло поле a8 · черен офицер на черно поле b8 · бяла пешка на черно поле c7 · бял цар на бяло поле a6 · бял кон на черно поле c5 | 5 |
| 4 | черен цар на бяло поле a8 · черен офицер на черно поле b8 · бяла пешка на черно поле c7 · бял цар на бяло поле a6 · бял кон на черно поле c5 | черен цар на бяло поле a8 · черен офицер на черно поле b8 · бяла пешка на черно поле c7 · бял цар на бяло поле a6 · бял кон на черно поле c5 | черен цар на бяло поле a8 · черен офицер на черно поле b8 · бяла пешка на черно поле c7 · бял цар на бяло поле a6 · бял кон на черно поле c5 | черен цар на бяло поле a8 · черен офицер на черно поле b8 · бяла пешка на черно поле c7 · бял цар на бяло поле a6 · бял кон на черно поле c5 | черен цар на бяло поле a8 · черен офицер на черно поле b8 · бяла пешка на черно поле c7 · бял цар на бяло поле a6 · бял кон на черно поле c5 | черен цар на бяло поле a8 · черен офицер на черно поле b8 · бяла пешка на черно поле c7 · бял цар на бяло поле a6 · бял кон на черно поле c5 | черен цар на бяло поле a8 · черен офицер на черно поле b8 · бяла пешка на черно поле c7 · бял цар на бяло поле a6 · бял кон на черно поле c5 | черен цар на бяло поле a8 · черен офицер на черно поле b8 · бяла пешка на черно поле c7 · бял цар на бяло поле a6 · бял кон на черно поле c5 | 4 |
| 3 | черен цар на бяло поле a8 · черен офицер на черно поле b8 · бяла пешка на черно поле c7 · бял цар на бяло поле a6 · бял кон на черно поле c5 | черен цар на бяло поле a8 · черен офицер на черно поле b8 · бяла пешка на черно поле c7 · бял цар на бяло поле a6 · бял кон на черно поле c5 | черен цар на бяло поле a8 · черен офицер на черно поле b8 · бяла пешка на черно поле c7 · бял цар на бяло поле a6 · бял кон на черно поле c5 | черен цар на бяло поле a8 · черен офицер на черно поле b8 · бяла пешка на черно поле c7 · бял цар на бяло поле a6 · бял кон на черно поле c5 | черен цар на бяло поле a8 · черен офицер на черно поле b8 · бяла пешка на черно поле c7 · бял цар на бяло поле a6 · бял кон на черно поле c5 | черен цар на бяло поле a8 · черен офицер на черно поле b8 · бяла пешка на черно поле c7 · бял цар на бяло поле a6 · бял кон на черно поле c5 | черен цар на бяло поле a8 · черен офицер на черно поле b8 · бяла пешка на черно поле c7 · бял цар на бяло поле a6 · бял кон на черно поле c5 | черен цар на бяло поле a8 · черен офицер на черно поле b8 · бяла пешка на черно поле c7 · бял цар на бяло поле a6 · бял кон на черно поле c5 | 3 |
| 2 | черен цар на бяло поле a8 · черен офицер на черно поле b8 · бяла пешка на черно поле c7 · бял цар на бяло поле a6 · бял кон на черно поле c5 | черен цар на бяло поле a8 · черен офицер на черно поле b8 · бяла пешка на черно поле c7 · бял цар на бяло поле a6 · бял кон на черно поле c5 | черен цар на бяло поле a8 · черен офицер на черно поле b8 · бяла пешка на черно поле c7 · бял цар на бяло поле a6 · бял кон на черно поле c5 | черен цар на бяло поле a8 · черен офицер на черно поле b8 · бяла пешка на черно поле c7 · бял цар на бяло поле a6 · бял кон на черно поле c5 | черен цар на бяло поле a8 · черен офицер на черно поле b8 · бяла пешка на черно поле c7 · бял цар на бяло поле a6 · бял кон на черно поле c5 | черен цар на бяло поле a8 · черен офицер на черно поле b8 · бяла пешка на черно поле c7 · бял цар на бяло поле a6 · бял кон на черно поле c5 | черен цар на бяло поле a8 · черен офицер на черно поле b8 · бяла пешка на черно поле c7 · бял цар на бяло поле a6 · бял кон на черно поле c5 | черен цар на бяло поле a8 · черен офицер на черно поле b8 · бяла пешка на черно поле c7 · бял цар на бяло поле a6 · бял кон на черно поле c5 | 2 |
| 1 | черен цар на бяло поле a8 · черен офицер на черно поле b8 · бяла пешка на черно поле c7 · бял цар на бяло поле a6 · бял кон на черно поле c5 | черен цар на бяло поле a8 · черен офицер на черно поле b8 · бяла пешка на черно поле c7 · бял цар на бяло поле a6 · бял кон на черно поле c5 | черен цар на бяло поле a8 · черен офицер на черно поле b8 · бяла пешка на черно поле c7 · бял цар на бяло поле a6 · бял кон на черно поле c5 | черен цар на бяло поле a8 · черен офицер на черно поле b8 · бяла пешка на черно поле c7 · бял цар на бяло поле a6 · бял кон на черно поле c5 | черен цар на бяло поле a8 · черен офицер на черно поле b8 · бяла пешка на черно поле c7 · бял цар на бяло поле a6 · бял кон на черно поле c5 | черен цар на бяло поле a8 · черен офицер на черно поле b8 · бяла пешка на черно поле c7 · бял цар на бяло поле a6 · бял кон на черно поле c5 | черен цар на бяло поле a8 · черен офицер на черно поле b8 · бяла пешка на черно поле c7 · бял цар на бяло поле a6 · бял кон на черно поле c5 | черен цар на бяло поле a8 · черен офицер на черно поле b8 · бяла пешка на черно поле c7 · бял цар на бяло поле a6 · бял кон на черно поле c5 | 1 |
|   | a | b | c | d | e | f | g | h |   |

В позицията на диаграма 19 пешката трябва да бъде произведена на с8, тъй като в противен случай тя ще бъде взета, което води до равенство. Произвеждането на дама или топ би свързало офицера, оставяйки черните без възможен ход, което би довело до реми чрез пат. Произвеждането на кон заплашва с мат чрез 2.Кb6, но това се осуетява с 1 ... Оc7 2.Кb6+ Оxb6 3.Ц:b6, с равенство поради недостатъчен материал за мат. Произвеждането на офицер е единственият печеливш ход, заплашващ с Оb7+!, а черният офицер, ограничен до тъмни квадратчета, е безпомощен да предотврати матовите заплахи от коня и офицера от бели полета:
 1. c8О! O (произволен ход) 2. Kd7! О~ 3. Оb7# 1–0.
|   | a | b | c | d | e | f | g | h |   |
| 8 | бяла дама на бяло поле e8 · бяла пешка на черно поле a7 · черна дама на бяло поле b7 · черна пешка на черно поле g7 · черен цар на бяло поле h7 · черна пешка на черно поле f6 · черна пешка на черно поле h6 · бяла пешка на бяло поле f5 · бял цар на бяло поле h5 · бяла пешка на бяло поле g4 · бяла пешка на черно поле h4 | бяла дама на бяло поле e8 · бяла пешка на черно поле a7 · черна дама на бяло поле b7 · черна пешка на черно поле g7 · черен цар на бяло поле h7 · черна пешка на черно поле f6 · черна пешка на черно поле h6 · бяла пешка на бяло поле f5 · бял цар на бяло поле h5 · бяла пешка на бяло поле g4 · бяла пешка на черно поле h4 | бяла дама на бяло поле e8 · бяла пешка на черно поле a7 · черна дама на бяло поле b7 · черна пешка на черно поле g7 · черен цар на бяло поле h7 · черна пешка на черно поле f6 · черна пешка на черно поле h6 · бяла пешка на бяло поле f5 · бял цар на бяло поле h5 · бяла пешка на бяло поле g4 · бяла пешка на черно поле h4 | бяла дама на бяло поле e8 · бяла пешка на черно поле a7 · черна дама на бяло поле b7 · черна пешка на черно поле g7 · черен цар на бяло поле h7 · черна пешка на черно поле f6 · черна пешка на черно поле h6 · бяла пешка на бяло поле f5 · бял цар на бяло поле h5 · бяла пешка на бяло поле g4 · бяла пешка на черно поле h4 | бяла дама на бяло поле e8 · бяла пешка на черно поле a7 · черна дама на бяло поле b7 · черна пешка на черно поле g7 · черен цар на бяло поле h7 · черна пешка на черно поле f6 · черна пешка на черно поле h6 · бяла пешка на бяло поле f5 · бял цар на бяло поле h5 · бяла пешка на бяло поле g4 · бяла пешка на черно поле h4 | бяла дама на бяло поле e8 · бяла пешка на черно поле a7 · черна дама на бяло поле b7 · черна пешка на черно поле g7 · черен цар на бяло поле h7 · черна пешка на черно поле f6 · черна пешка на черно поле h6 · бяла пешка на бяло поле f5 · бял цар на бяло поле h5 · бяла пешка на бяло поле g4 · бяла пешка на черно поле h4 | бяла дама на бяло поле e8 · бяла пешка на черно поле a7 · черна дама на бяло поле b7 · черна пешка на черно поле g7 · черен цар на бяло поле h7 · черна пешка на черно поле f6 · черна пешка на черно поле h6 · бяла пешка на бяло поле f5 · бял цар на бяло поле h5 · бяла пешка на бяло поле g4 · бяла пешка на черно поле h4 | бяла дама на бяло поле e8 · бяла пешка на черно поле a7 · черна дама на бяло поле b7 · черна пешка на черно поле g7 · черен цар на бяло поле h7 · черна пешка на черно поле f6 · черна пешка на черно поле h6 · бяла пешка на бяло поле f5 · бял цар на бяло поле h5 · бяла пешка на бяло поле g4 · бяла пешка на черно поле h4 | 8 |
| 7 | бяла дама на бяло поле e8 · бяла пешка на черно поле a7 · черна дама на бяло поле b7 · черна пешка на черно поле g7 · черен цар на бяло поле h7 · черна пешка на черно поле f6 · черна пешка на черно поле h6 · бяла пешка на бяло поле f5 · бял цар на бяло поле h5 · бяла пешка на бяло поле g4 · бяла пешка на черно поле h4 | бяла дама на бяло поле e8 · бяла пешка на черно поле a7 · черна дама на бяло поле b7 · черна пешка на черно поле g7 · черен цар на бяло поле h7 · черна пешка на черно поле f6 · черна пешка на черно поле h6 · бяла пешка на бяло поле f5 · бял цар на бяло поле h5 · бяла пешка на бяло поле g4 · бяла пешка на черно поле h4 | бяла дама на бяло поле e8 · бяла пешка на черно поле a7 · черна дама на бяло поле b7 · черна пешка на черно поле g7 · черен цар на бяло поле h7 · черна пешка на черно поле f6 · черна пешка на черно поле h6 · бяла пешка на бяло поле f5 · бял цар на бяло поле h5 · бяла пешка на бяло поле g4 · бяла пешка на черно поле h4 | бяла дама на бяло поле e8 · бяла пешка на черно поле a7 · черна дама на бяло поле b7 · черна пешка на черно поле g7 · черен цар на бяло поле h7 · черна пешка на черно поле f6 · черна пешка на черно поле h6 · бяла пешка на бяло поле f5 · бял цар на бяло поле h5 · бяла пешка на бяло поле g4 · бяла пешка на черно поле h4 | бяла дама на бяло поле e8 · бяла пешка на черно поле a7 · черна дама на бяло поле b7 · черна пешка на черно поле g7 · черен цар на бяло поле h7 · черна пешка на черно поле f6 · черна пешка на черно поле h6 · бяла пешка на бяло поле f5 · бял цар на бяло поле h5 · бяла пешка на бяло поле g4 · бяла пешка на черно поле h4 | бяла дама на бяло поле e8 · бяла пешка на черно поле a7 · черна дама на бяло поле b7 · черна пешка на черно поле g7 · черен цар на бяло поле h7 · черна пешка на черно поле f6 · черна пешка на черно поле h6 · бяла пешка на бяло поле f5 · бял цар на бяло поле h5 · бяла пешка на бяло поле g4 · бяла пешка на черно поле h4 | бяла дама на бяло поле e8 · бяла пешка на черно поле a7 · черна дама на бяло поле b7 · черна пешка на черно поле g7 · черен цар на бяло поле h7 · черна пешка на черно поле f6 · черна пешка на черно поле h6 · бяла пешка на бяло поле f5 · бял цар на бяло поле h5 · бяла пешка на бяло поле g4 · бяла пешка на черно поле h4 | бяла дама на бяло поле e8 · бяла пешка на черно поле a7 · черна дама на бяло поле b7 · черна пешка на черно поле g7 · черен цар на бяло поле h7 · черна пешка на черно поле f6 · черна пешка на черно поле h6 · бяла пешка на бяло поле f5 · бял цар на бяло поле h5 · бяла пешка на бяло поле g4 · бяла пешка на черно поле h4 | 7 |
| 6 | бяла дама на бяло поле e8 · бяла пешка на черно поле a7 · черна дама на бяло поле b7 · черна пешка на черно поле g7 · черен цар на бяло поле h7 · черна пешка на черно поле f6 · черна пешка на черно поле h6 · бяла пешка на бяло поле f5 · бял цар на бяло поле h5 · бяла пешка на бяло поле g4 · бяла пешка на черно поле h4 | бяла дама на бяло поле e8 · бяла пешка на черно поле a7 · черна дама на бяло поле b7 · черна пешка на черно поле g7 · черен цар на бяло поле h7 · черна пешка на черно поле f6 · черна пешка на черно поле h6 · бяла пешка на бяло поле f5 · бял цар на бяло поле h5 · бяла пешка на бяло поле g4 · бяла пешка на черно поле h4 | бяла дама на бяло поле e8 · бяла пешка на черно поле a7 · черна дама на бяло поле b7 · черна пешка на черно поле g7 · черен цар на бяло поле h7 · черна пешка на черно поле f6 · черна пешка на черно поле h6 · бяла пешка на бяло поле f5 · бял цар на бяло поле h5 · бяла пешка на бяло поле g4 · бяла пешка на черно поле h4 | бяла дама на бяло поле e8 · бяла пешка на черно поле a7 · черна дама на бяло поле b7 · черна пешка на черно поле g7 · черен цар на бяло поле h7 · черна пешка на черно поле f6 · черна пешка на черно поле h6 · бяла пешка на бяло поле f5 · бял цар на бяло поле h5 · бяла пешка на бяло поле g4 · бяла пешка на черно поле h4 | бяла дама на бяло поле e8 · бяла пешка на черно поле a7 · черна дама на бяло поле b7 · черна пешка на черно поле g7 · черен цар на бяло поле h7 · черна пешка на черно поле f6 · черна пешка на черно поле h6 · бяла пешка на бяло поле f5 · бял цар на бяло поле h5 · бяла пешка на бяло поле g4 · бяла пешка на черно поле h4 | бяла дама на бяло поле e8 · бяла пешка на черно поле a7 · черна дама на бяло поле b7 · черна пешка на черно поле g7 · черен цар на бяло поле h7 · черна пешка на черно поле f6 · черна пешка на черно поле h6 · бяла пешка на бяло поле f5 · бял цар на бяло поле h5 · бяла пешка на бяло поле g4 · бяла пешка на черно поле h4 | бяла дама на бяло поле e8 · бяла пешка на черно поле a7 · черна дама на бяло поле b7 · черна пешка на черно поле g7 · черен цар на бяло поле h7 · черна пешка на черно поле f6 · черна пешка на черно поле h6 · бяла пешка на бяло поле f5 · бял цар на бяло поле h5 · бяла пешка на бяло поле g4 · бяла пешка на черно поле h4 | бяла дама на бяло поле e8 · бяла пешка на черно поле a7 · черна дама на бяло поле b7 · черна пешка на черно поле g7 · черен цар на бяло поле h7 · черна пешка на черно поле f6 · черна пешка на черно поле h6 · бяла пешка на бяло поле f5 · бял цар на бяло поле h5 · бяла пешка на бяло поле g4 · бяла пешка на черно поле h4 | 6 |
| 5 | бяла дама на бяло поле e8 · бяла пешка на черно поле a7 · черна дама на бяло поле b7 · черна пешка на черно поле g7 · черен цар на бяло поле h7 · черна пешка на черно поле f6 · черна пешка на черно поле h6 · бяла пешка на бяло поле f5 · бял цар на бяло поле h5 · бяла пешка на бяло поле g4 · бяла пешка на черно поле h4 | бяла дама на бяло поле e8 · бяла пешка на черно поле a7 · черна дама на бяло поле b7 · черна пешка на черно поле g7 · черен цар на бяло поле h7 · черна пешка на черно поле f6 · черна пешка на черно поле h6 · бяла пешка на бяло поле f5 · бял цар на бяло поле h5 · бяла пешка на бяло поле g4 · бяла пешка на черно поле h4 | бяла дама на бяло поле e8 · бяла пешка на черно поле a7 · черна дама на бяло поле b7 · черна пешка на черно поле g7 · черен цар на бяло поле h7 · черна пешка на черно поле f6 · черна пешка на черно поле h6 · бяла пешка на бяло поле f5 · бял цар на бяло поле h5 · бяла пешка на бяло поле g4 · бяла пешка на черно поле h4 | бяла дама на бяло поле e8 · бяла пешка на черно поле a7 · черна дама на бяло поле b7 · черна пешка на черно поле g7 · черен цар на бяло поле h7 · черна пешка на черно поле f6 · черна пешка на черно поле h6 · бяла пешка на бяло поле f5 · бял цар на бяло поле h5 · бяла пешка на бяло поле g4 · бяла пешка на черно поле h4 | бяла дама на бяло поле e8 · бяла пешка на черно поле a7 · черна дама на бяло поле b7 · черна пешка на черно поле g7 · черен цар на бяло поле h7 · черна пешка на черно поле f6 · черна пешка на черно поле h6 · бяла пешка на бяло поле f5 · бял цар на бяло поле h5 · бяла пешка на бяло поле g4 · бяла пешка на черно поле h4 | бяла дама на бяло поле e8 · бяла пешка на черно поле a7 · черна дама на бяло поле b7 · черна пешка на черно поле g7 · черен цар на бяло поле h7 · черна пешка на черно поле f6 · черна пешка на черно поле h6 · бяла пешка на бяло поле f5 · бял цар на бяло поле h5 · бяла пешка на бяло поле g4 · бяла пешка на черно поле h4 | бяла дама на бяло поле e8 · бяла пешка на черно поле a7 · черна дама на бяло поле b7 · черна пешка на черно поле g7 · черен цар на бяло поле h7 · черна пешка на черно поле f6 · черна пешка на черно поле h6 · бяла пешка на бяло поле f5 · бял цар на бяло поле h5 · бяла пешка на бяло поле g4 · бяла пешка на черно поле h4 | бяла дама на бяло поле e8 · бяла пешка на черно поле a7 · черна дама на бяло поле b7 · черна пешка на черно поле g7 · черен цар на бяло поле h7 · черна пешка на черно поле f6 · черна пешка на черно поле h6 · бяла пешка на бяло поле f5 · бял цар на бяло поле h5 · бяла пешка на бяло поле g4 · бяла пешка на черно поле h4 | 5 |
| 4 | бяла дама на бяло поле e8 · бяла пешка на черно поле a7 · черна дама на бяло поле b7 · черна пешка на черно поле g7 · черен цар на бяло поле h7 · черна пешка на черно поле f6 · черна пешка на черно поле h6 · бяла пешка на бяло поле f5 · бял цар на бяло поле h5 · бяла пешка на бяло поле g4 · бяла пешка на черно поле h4 | бяла дама на бяло поле e8 · бяла пешка на черно поле a7 · черна дама на бяло поле b7 · черна пешка на черно поле g7 · черен цар на бяло поле h7 · черна пешка на черно поле f6 · черна пешка на черно поле h6 · бяла пешка на бяло поле f5 · бял цар на бяло поле h5 · бяла пешка на бяло поле g4 · бяла пешка на черно поле h4 | бяла дама на бяло поле e8 · бяла пешка на черно поле a7 · черна дама на бяло поле b7 · черна пешка на черно поле g7 · черен цар на бяло поле h7 · черна пешка на черно поле f6 · черна пешка на черно поле h6 · бяла пешка на бяло поле f5 · бял цар на бяло поле h5 · бяла пешка на бяло поле g4 · бяла пешка на черно поле h4 | бяла дама на бяло поле e8 · бяла пешка на черно поле a7 · черна дама на бяло поле b7 · черна пешка на черно поле g7 · черен цар на бяло поле h7 · черна пешка на черно поле f6 · черна пешка на черно поле h6 · бяла пешка на бяло поле f5 · бял цар на бяло поле h5 · бяла пешка на бяло поле g4 · бяла пешка на черно поле h4 | бяла дама на бяло поле e8 · бяла пешка на черно поле a7 · черна дама на бяло поле b7 · черна пешка на черно поле g7 · черен цар на бяло поле h7 · черна пешка на черно поле f6 · черна пешка на черно поле h6 · бяла пешка на бяло поле f5 · бял цар на бяло поле h5 · бяла пешка на бяло поле g4 · бяла пешка на черно поле h4 | бяла дама на бяло поле e8 · бяла пешка на черно поле a7 · черна дама на бяло поле b7 · черна пешка на черно поле g7 · черен цар на бяло поле h7 · черна пешка на черно поле f6 · черна пешка на черно поле h6 · бяла пешка на бяло поле f5 · бял цар на бяло поле h5 · бяла пешка на бяло поле g4 · бяла пешка на черно поле h4 | бяла дама на бяло поле e8 · бяла пешка на черно поле a7 · черна дама на бяло поле b7 · черна пешка на черно поле g7 · черен цар на бяло поле h7 · черна пешка на черно поле f6 · черна пешка на черно поле h6 · бяла пешка на бяло поле f5 · бял цар на бяло поле h5 · бяла пешка на бяло поле g4 · бяла пешка на черно поле h4 | бяла дама на бяло поле e8 · бяла пешка на черно поле a7 · черна дама на бяло поле b7 · черна пешка на черно поле g7 · черен цар на бяло поле h7 · черна пешка на черно поле f6 · черна пешка на черно поле h6 · бяла пешка на бяло поле f5 · бял цар на бяло поле h5 · бяла пешка на бяло поле g4 · бяла пешка на черно поле h4 | 4 |
| 3 | бяла дама на бяло поле e8 · бяла пешка на черно поле a7 · черна дама на бяло поле b7 · черна пешка на черно поле g7 · черен цар на бяло поле h7 · черна пешка на черно поле f6 · черна пешка на черно поле h6 · бяла пешка на бяло поле f5 · бял цар на бяло поле h5 · бяла пешка на бяло поле g4 · бяла пешка на черно поле h4 | бяла дама на бяло поле e8 · бяла пешка на черно поле a7 · черна дама на бяло поле b7 · черна пешка на черно поле g7 · черен цар на бяло поле h7 · черна пешка на черно поле f6 · черна пешка на черно поле h6 · бяла пешка на бяло поле f5 · бял цар на бяло поле h5 · бяла пешка на бяло поле g4 · бяла пешка на черно поле h4 | бяла дама на бяло поле e8 · бяла пешка на черно поле a7 · черна дама на бяло поле b7 · черна пешка на черно поле g7 · черен цар на бяло поле h7 · черна пешка на черно поле f6 · черна пешка на черно поле h6 · бяла пешка на бяло поле f5 · бял цар на бяло поле h5 · бяла пешка на бяло поле g4 · бяла пешка на черно поле h4 | бяла дама на бяло поле e8 · бяла пешка на черно поле a7 · черна дама на бяло поле b7 · черна пешка на черно поле g7 · черен цар на бяло поле h7 · черна пешка на черно поле f6 · черна пешка на черно поле h6 · бяла пешка на бяло поле f5 · бял цар на бяло поле h5 · бяла пешка на бяло поле g4 · бяла пешка на черно поле h4 | бяла дама на бяло поле e8 · бяла пешка на черно поле a7 · черна дама на бяло поле b7 · черна пешка на черно поле g7 · черен цар на бяло поле h7 · черна пешка на черно поле f6 · черна пешка на черно поле h6 · бяла пешка на бяло поле f5 · бял цар на бяло поле h5 · бяла пешка на бяло поле g4 · бяла пешка на черно поле h4 | бяла дама на бяло поле e8 · бяла пешка на черно поле a7 · черна дама на бяло поле b7 · черна пешка на черно поле g7 · черен цар на бяло поле h7 · черна пешка на черно поле f6 · черна пешка на черно поле h6 · бяла пешка на бяло поле f5 · бял цар на бяло поле h5 · бяла пешка на бяло поле g4 · бяла пешка на черно поле h4 | бяла дама на бяло поле e8 · бяла пешка на черно поле a7 · черна дама на бяло поле b7 · черна пешка на черно поле g7 · черен цар на бяло поле h7 · черна пешка на черно поле f6 · черна пешка на черно поле h6 · бяла пешка на бяло поле f5 · бял цар на бяло поле h5 · бяла пешка на бяло поле g4 · бяла пешка на черно поле h4 | бяла дама на бяло поле e8 · бяла пешка на черно поле a7 · черна дама на бяло поле b7 · черна пешка на черно поле g7 · черен цар на бяло поле h7 · черна пешка на черно поле f6 · черна пешка на черно поле h6 · бяла пешка на бяло поле f5 · бял цар на бяло поле h5 · бяла пешка на бяло поле g4 · бяла пешка на черно поле h4 | 3 |
| 2 | бяла дама на бяло поле e8 · бяла пешка на черно поле a7 · черна дама на бяло поле b7 · черна пешка на черно поле g7 · черен цар на бяло поле h7 · черна пешка на черно поле f6 · черна пешка на черно поле h6 · бяла пешка на бяло поле f5 · бял цар на бяло поле h5 · бяла пешка на бяло поле g4 · бяла пешка на черно поле h4 | бяла дама на бяло поле e8 · бяла пешка на черно поле a7 · черна дама на бяло поле b7 · черна пешка на черно поле g7 · черен цар на бяло поле h7 · черна пешка на черно поле f6 · черна пешка на черно поле h6 · бяла пешка на бяло поле f5 · бял цар на бяло поле h5 · бяла пешка на бяло поле g4 · бяла пешка на черно поле h4 | бяла дама на бяло поле e8 · бяла пешка на черно поле a7 · черна дама на бяло поле b7 · черна пешка на черно поле g7 · черен цар на бяло поле h7 · черна пешка на черно поле f6 · черна пешка на черно поле h6 · бяла пешка на бяло поле f5 · бял цар на бяло поле h5 · бяла пешка на бяло поле g4 · бяла пешка на черно поле h4 | бяла дама на бяло поле e8 · бяла пешка на черно поле a7 · черна дама на бяло поле b7 · черна пешка на черно поле g7 · черен цар на бяло поле h7 · черна пешка на черно поле f6 · черна пешка на черно поле h6 · бяла пешка на бяло поле f5 · бял цар на бяло поле h5 · бяла пешка на бяло поле g4 · бяла пешка на черно поле h4 | бяла дама на бяло поле e8 · бяла пешка на черно поле a7 · черна дама на бяло поле b7 · черна пешка на черно поле g7 · черен цар на бяло поле h7 · черна пешка на черно поле f6 · черна пешка на черно поле h6 · бяла пешка на бяло поле f5 · бял цар на бяло поле h5 · бяла пешка на бяло поле g4 · бяла пешка на черно поле h4 | бяла дама на бяло поле e8 · бяла пешка на черно поле a7 · черна дама на бяло поле b7 · черна пешка на черно поле g7 · черен цар на бяло поле h7 · черна пешка на черно поле f6 · черна пешка на черно поле h6 · бяла пешка на бяло поле f5 · бял цар на бяло поле h5 · бяла пешка на бяло поле g4 · бяла пешка на черно поле h4 | бяла дама на бяло поле e8 · бяла пешка на черно поле a7 · черна дама на бяло поле b7 · черна пешка на черно поле g7 · черен цар на бяло поле h7 · черна пешка на черно поле f6 · черна пешка на черно поле h6 · бяла пешка на бяло поле f5 · бял цар на бяло поле h5 · бяла пешка на бяло поле g4 · бяла пешка на черно поле h4 | бяла дама на бяло поле e8 · бяла пешка на черно поле a7 · черна дама на бяло поле b7 · черна пешка на черно поле g7 · черен цар на бяло поле h7 · черна пешка на черно поле f6 · черна пешка на черно поле h6 · бяла пешка на бяло поле f5 · бял цар на бяло поле h5 · бяла пешка на бяло поле g4 · бяла пешка на черно поле h4 | 2 |
| 1 | бяла дама на бяло поле e8 · бяла пешка на черно поле a7 · черна дама на бяло поле b7 · черна пешка на черно поле g7 · черен цар на бяло поле h7 · черна пешка на черно поле f6 · черна пешка на черно поле h6 · бяла пешка на бяло поле f5 · бял цар на бяло поле h5 · бяла пешка на бяло поле g4 · бяла пешка на черно поле h4 | бяла дама на бяло поле e8 · бяла пешка на черно поле a7 · черна дама на бяло поле b7 · черна пешка на черно поле g7 · черен цар на бяло поле h7 · черна пешка на черно поле f6 · черна пешка на черно поле h6 · бяла пешка на бяло поле f5 · бял цар на бяло поле h5 · бяла пешка на бяло поле g4 · бяла пешка на черно поле h4 | бяла дама на бяло поле e8 · бяла пешка на черно поле a7 · черна дама на бяло поле b7 · черна пешка на черно поле g7 · черен цар на бяло поле h7 · черна пешка на черно поле f6 · черна пешка на черно поле h6 · бяла пешка на бяло поле f5 · бял цар на бяло поле h5 · бяла пешка на бяло поле g4 · бяла пешка на черно поле h4 | бяла дама на бяло поле e8 · бяла пешка на черно поле a7 · черна дама на бяло поле b7 · черна пешка на черно поле g7 · черен цар на бяло поле h7 · черна пешка на черно поле f6 · черна пешка на черно поле h6 · бяла пешка на бяло поле f5 · бял цар на бяло поле h5 · бяла пешка на бяло поле g4 · бяла пешка на черно поле h4 | бяла дама на бяло поле e8 · бяла пешка на черно поле a7 · черна дама на бяло поле b7 · черна пешка на черно поле g7 · черен цар на бяло поле h7 · черна пешка на черно поле f6 · черна пешка на черно поле h6 · бяла пешка на бяло поле f5 · бял цар на бяло поле h5 · бяла пешка на бяло поле g4 · бяла пешка на черно поле h4 | бяла дама на бяло поле e8 · бяла пешка на черно поле a7 · черна дама на бяло поле b7 · черна пешка на черно поле g7 · черен цар на бяло поле h7 · черна пешка на черно поле f6 · черна пешка на черно поле h6 · бяла пешка на бяло поле f5 · бял цар на бяло поле h5 · бяла пешка на бяло поле g4 · бяла пешка на черно поле h4 | бяла дама на бяло поле e8 · бяла пешка на черно поле a7 · черна дама на бяло поле b7 · черна пешка на черно поле g7 · черен цар на бяло поле h7 · черна пешка на черно поле f6 · черна пешка на черно поле h6 · бяла пешка на бяло поле f5 · бял цар на бяло поле h5 · бяла пешка на бяло поле g4 · бяла пешка на черно поле h4 | бяла дама на бяло поле e8 · бяла пешка на черно поле a7 · черна дама на бяло поле b7 · черна пешка на черно поле g7 · черен цар на бяло поле h7 · черна пешка на черно поле f6 · черна пешка на черно поле h6 · бяла пешка на бяло поле f5 · бял цар на бяло поле h5 · бяла пешка на бяло поле g4 · бяла пешка на черно поле h4 | 1 |
|   | a | b | c | d | e | f | g | h |   |

В позицията на диаграма 20 от партията между Арон Решко и Олег Камински от 1972 г. , произвеждането на царица или топ ще позволи 1 ... Дf7+ !! 2. Д:f7 пат. Белите могат да произведат кон, но това не е достатъчно, за да спечелят (Солтис 1978: 34–35). Белите печелят след: 1.a8О! Дb3 2.Дd7 (също печели 2.Оc6 Дa2 3.Оd7 Дg8 4.Д:g8+ Ц:g8 5.Цg6, Müller & Pajeken 2008: 219–220) 
2 ... Дg8 3.Оd5 Дf8 4. Оf7 Цh8 5. Дe8 Д:e8 6. О:e8 Цh7 7.Оf7 Цh8 черните са в цугцванг. 8. Цg6 h5 9.Ц:h5 1-0. В реалната игра Решко произвежда кон и печели поради грешка на Камински. (Müller & Pajeken 2008: 219–220)
|   | a | b | c | d | e | f | g | h |   |
| 8 | бял цар на бяло поле a8 · бял кон на бяло поле c8 · черен топ на бяло поле g8 · бяла пешка на бяло поле b7 · черен топ на черно поле c7 · черен цар на черно поле e5 | бял цар на бяло поле a8 · бял кон на бяло поле c8 · черен топ на бяло поле g8 · бяла пешка на бяло поле b7 · черен топ на черно поле c7 · черен цар на черно поле e5 | бял цар на бяло поле a8 · бял кон на бяло поле c8 · черен топ на бяло поле g8 · бяла пешка на бяло поле b7 · черен топ на черно поле c7 · черен цар на черно поле e5 | бял цар на бяло поле a8 · бял кон на бяло поле c8 · черен топ на бяло поле g8 · бяла пешка на бяло поле b7 · черен топ на черно поле c7 · черен цар на черно поле e5 | бял цар на бяло поле a8 · бял кон на бяло поле c8 · черен топ на бяло поле g8 · бяла пешка на бяло поле b7 · черен топ на черно поле c7 · черен цар на черно поле e5 | бял цар на бяло поле a8 · бял кон на бяло поле c8 · черен топ на бяло поле g8 · бяла пешка на бяло поле b7 · черен топ на черно поле c7 · черен цар на черно поле e5 | бял цар на бяло поле a8 · бял кон на бяло поле c8 · черен топ на бяло поле g8 · бяла пешка на бяло поле b7 · черен топ на черно поле c7 · черен цар на черно поле e5 | бял цар на бяло поле a8 · бял кон на бяло поле c8 · черен топ на бяло поле g8 · бяла пешка на бяло поле b7 · черен топ на черно поле c7 · черен цар на черно поле e5 | 8 |
| 7 | бял цар на бяло поле a8 · бял кон на бяло поле c8 · черен топ на бяло поле g8 · бяла пешка на бяло поле b7 · черен топ на черно поле c7 · черен цар на черно поле e5 | бял цар на бяло поле a8 · бял кон на бяло поле c8 · черен топ на бяло поле g8 · бяла пешка на бяло поле b7 · черен топ на черно поле c7 · черен цар на черно поле e5 | бял цар на бяло поле a8 · бял кон на бяло поле c8 · черен топ на бяло поле g8 · бяла пешка на бяло поле b7 · черен топ на черно поле c7 · черен цар на черно поле e5 | бял цар на бяло поле a8 · бял кон на бяло поле c8 · черен топ на бяло поле g8 · бяла пешка на бяло поле b7 · черен топ на черно поле c7 · черен цар на черно поле e5 | бял цар на бяло поле a8 · бял кон на бяло поле c8 · черен топ на бяло поле g8 · бяла пешка на бяло поле b7 · черен топ на черно поле c7 · черен цар на черно поле e5 | бял цар на бяло поле a8 · бял кон на бяло поле c8 · черен топ на бяло поле g8 · бяла пешка на бяло поле b7 · черен топ на черно поле c7 · черен цар на черно поле e5 | бял цар на бяло поле a8 · бял кон на бяло поле c8 · черен топ на бяло поле g8 · бяла пешка на бяло поле b7 · черен топ на черно поле c7 · черен цар на черно поле e5 | бял цар на бяло поле a8 · бял кон на бяло поле c8 · черен топ на бяло поле g8 · бяла пешка на бяло поле b7 · черен топ на черно поле c7 · черен цар на черно поле e5 | 7 |
| 6 | бял цар на бяло поле a8 · бял кон на бяло поле c8 · черен топ на бяло поле g8 · бяла пешка на бяло поле b7 · черен топ на черно поле c7 · черен цар на черно поле e5 | бял цар на бяло поле a8 · бял кон на бяло поле c8 · черен топ на бяло поле g8 · бяла пешка на бяло поле b7 · черен топ на черно поле c7 · черен цар на черно поле e5 | бял цар на бяло поле a8 · бял кон на бяло поле c8 · черен топ на бяло поле g8 · бяла пешка на бяло поле b7 · черен топ на черно поле c7 · черен цар на черно поле e5 | бял цар на бяло поле a8 · бял кон на бяло поле c8 · черен топ на бяло поле g8 · бяла пешка на бяло поле b7 · черен топ на черно поле c7 · черен цар на черно поле e5 | бял цар на бяло поле a8 · бял кон на бяло поле c8 · черен топ на бяло поле g8 · бяла пешка на бяло поле b7 · черен топ на черно поле c7 · черен цар на черно поле e5 | бял цар на бяло поле a8 · бял кон на бяло поле c8 · черен топ на бяло поле g8 · бяла пешка на бяло поле b7 · черен топ на черно поле c7 · черен цар на черно поле e5 | бял цар на бяло поле a8 · бял кон на бяло поле c8 · черен топ на бяло поле g8 · бяла пешка на бяло поле b7 · черен топ на черно поле c7 · черен цар на черно поле e5 | бял цар на бяло поле a8 · бял кон на бяло поле c8 · черен топ на бяло поле g8 · бяла пешка на бяло поле b7 · черен топ на черно поле c7 · черен цар на черно поле e5 | 6 |
| 5 | бял цар на бяло поле a8 · бял кон на бяло поле c8 · черен топ на бяло поле g8 · бяла пешка на бяло поле b7 · черен топ на черно поле c7 · черен цар на черно поле e5 | бял цар на бяло поле a8 · бял кон на бяло поле c8 · черен топ на бяло поле g8 · бяла пешка на бяло поле b7 · черен топ на черно поле c7 · черен цар на черно поле e5 | бял цар на бяло поле a8 · бял кон на бяло поле c8 · черен топ на бяло поле g8 · бяла пешка на бяло поле b7 · черен топ на черно поле c7 · черен цар на черно поле e5 | бял цар на бяло поле a8 · бял кон на бяло поле c8 · черен топ на бяло поле g8 · бяла пешка на бяло поле b7 · черен топ на черно поле c7 · черен цар на черно поле e5 | бял цар на бяло поле a8 · бял кон на бяло поле c8 · черен топ на бяло поле g8 · бяла пешка на бяло поле b7 · черен топ на черно поле c7 · черен цар на черно поле e5 | бял цар на бяло поле a8 · бял кон на бяло поле c8 · черен топ на бяло поле g8 · бяла пешка на бяло поле b7 · черен топ на черно поле c7 · черен цар на черно поле e5 | бял цар на бяло поле a8 · бял кон на бяло поле c8 · черен топ на бяло поле g8 · бяла пешка на бяло поле b7 · черен топ на черно поле c7 · черен цар на черно поле e5 | бял цар на бяло поле a8 · бял кон на бяло поле c8 · черен топ на бяло поле g8 · бяла пешка на бяло поле b7 · черен топ на черно поле c7 · черен цар на черно поле e5 | 5 |
| 4 | бял цар на бяло поле a8 · бял кон на бяло поле c8 · черен топ на бяло поле g8 · бяла пешка на бяло поле b7 · черен топ на черно поле c7 · черен цар на черно поле e5 | бял цар на бяло поле a8 · бял кон на бяло поле c8 · черен топ на бяло поле g8 · бяла пешка на бяло поле b7 · черен топ на черно поле c7 · черен цар на черно поле e5 | бял цар на бяло поле a8 · бял кон на бяло поле c8 · черен топ на бяло поле g8 · бяла пешка на бяло поле b7 · черен топ на черно поле c7 · черен цар на черно поле e5 | бял цар на бяло поле a8 · бял кон на бяло поле c8 · черен топ на бяло поле g8 · бяла пешка на бяло поле b7 · черен топ на черно поле c7 · черен цар на черно поле e5 | бял цар на бяло поле a8 · бял кон на бяло поле c8 · черен топ на бяло поле g8 · бяла пешка на бяло поле b7 · черен топ на черно поле c7 · черен цар на черно поле e5 | бял цар на бяло поле a8 · бял кон на бяло поле c8 · черен топ на бяло поле g8 · бяла пешка на бяло поле b7 · черен топ на черно поле c7 · черен цар на черно поле e5 | бял цар на бяло поле a8 · бял кон на бяло поле c8 · черен топ на бяло поле g8 · бяла пешка на бяло поле b7 · черен топ на черно поле c7 · черен цар на черно поле e5 | бял цар на бяло поле a8 · бял кон на бяло поле c8 · черен топ на бяло поле g8 · бяла пешка на бяло поле b7 · черен топ на черно поле c7 · черен цар на черно поле e5 | 4 |
| 3 | бял цар на бяло поле a8 · бял кон на бяло поле c8 · черен топ на бяло поле g8 · бяла пешка на бяло поле b7 · черен топ на черно поле c7 · черен цар на черно поле e5 | бял цар на бяло поле a8 · бял кон на бяло поле c8 · черен топ на бяло поле g8 · бяла пешка на бяло поле b7 · черен топ на черно поле c7 · черен цар на черно поле e5 | бял цар на бяло поле a8 · бял кон на бяло поле c8 · черен топ на бяло поле g8 · бяла пешка на бяло поле b7 · черен топ на черно поле c7 · черен цар на черно поле e5 | бял цар на бяло поле a8 · бял кон на бяло поле c8 · черен топ на бяло поле g8 · бяла пешка на бяло поле b7 · черен топ на черно поле c7 · черен цар на черно поле e5 | бял цар на бяло поле a8 · бял кон на бяло поле c8 · черен топ на бяло поле g8 · бяла пешка на бяло поле b7 · черен топ на черно поле c7 · черен цар на черно поле e5 | бял цар на бяло поле a8 · бял кон на бяло поле c8 · черен топ на бяло поле g8 · бяла пешка на бяло поле b7 · черен топ на черно поле c7 · черен цар на черно поле e5 | бял цар на бяло поле a8 · бял кон на бяло поле c8 · черен топ на бяло поле g8 · бяла пешка на бяло поле b7 · черен топ на черно поле c7 · черен цар на черно поле e5 | бял цар на бяло поле a8 · бял кон на бяло поле c8 · черен топ на бяло поле g8 · бяла пешка на бяло поле b7 · черен топ на черно поле c7 · черен цар на черно поле e5 | 3 |
| 2 | бял цар на бяло поле a8 · бял кон на бяло поле c8 · черен топ на бяло поле g8 · бяла пешка на бяло поле b7 · черен топ на черно поле c7 · черен цар на черно поле e5 | бял цар на бяло поле a8 · бял кон на бяло поле c8 · черен топ на бяло поле g8 · бяла пешка на бяло поле b7 · черен топ на черно поле c7 · черен цар на черно поле e5 | бял цар на бяло поле a8 · бял кон на бяло поле c8 · черен топ на бяло поле g8 · бяла пешка на бяло поле b7 · черен топ на черно поле c7 · черен цар на черно поле e5 | бял цар на бяло поле a8 · бял кон на бяло поле c8 · черен топ на бяло поле g8 · бяла пешка на бяло поле b7 · черен топ на черно поле c7 · черен цар на черно поле e5 | бял цар на бяло поле a8 · бял кон на бяло поле c8 · черен топ на бяло поле g8 · бяла пешка на бяло поле b7 · черен топ на черно поле c7 · черен цар на черно поле e5 | бял цар на бяло поле a8 · бял кон на бяло поле c8 · черен топ на бяло поле g8 · бяла пешка на бяло поле b7 · черен топ на черно поле c7 · черен цар на черно поле e5 | бял цар на бяло поле a8 · бял кон на бяло поле c8 · черен топ на бяло поле g8 · бяла пешка на бяло поле b7 · черен топ на черно поле c7 · черен цар на черно поле e5 | бял цар на бяло поле a8 · бял кон на бяло поле c8 · черен топ на бяло поле g8 · бяла пешка на бяло поле b7 · черен топ на черно поле c7 · черен цар на черно поле e5 | 2 |
| 1 | бял цар на бяло поле a8 · бял кон на бяло поле c8 · черен топ на бяло поле g8 · бяла пешка на бяло поле b7 · черен топ на черно поле c7 · черен цар на черно поле e5 | бял цар на бяло поле a8 · бял кон на бяло поле c8 · черен топ на бяло поле g8 · бяла пешка на бяло поле b7 · черен топ на черно поле c7 · черен цар на черно поле e5 | бял цар на бяло поле a8 · бял кон на бяло поле c8 · черен топ на бяло поле g8 · бяла пешка на бяло поле b7 · черен топ на черно поле c7 · черен цар на черно поле e5 | бял цар на бяло поле a8 · бял кон на бяло поле c8 · черен топ на бяло поле g8 · бяла пешка на бяло поле b7 · черен топ на черно поле c7 · черен цар на черно поле e5 | бял цар на бяло поле a8 · бял кон на бяло поле c8 · черен топ на бяло поле g8 · бяла пешка на бяло поле b7 · черен топ на черно поле c7 · черен цар на черно поле e5 | бял цар на бяло поле a8 · бял кон на бяло поле c8 · черен топ на бяло поле g8 · бяла пешка на бяло поле b7 · черен топ на черно поле c7 · черен цар на черно поле e5 | бял цар на бяло поле a8 · бял кон на бяло поле c8 · черен топ на бяло поле g8 · бяла пешка на бяло поле b7 · черен топ на черно поле c7 · черен цар на черно поле e5 | бял цар на бяло поле a8 · бял кон на бяло поле c8 · черен топ на бяло поле g8 · бяла пешка на бяло поле b7 · черен топ на черно поле c7 · черен цар на черно поле e5 | 1 |
|   | a | b | c | d | e | f | g | h |   |

По-рядко може да се наложи произвеждане на офицер не за да се избегне патова ситуация, а да се предизвика и по този начин да се постигне равенство в иначе безнадеждна позиция. На диаграма 21 е пример от края на етюд на Херман Матисън. И двата хода на царя губят бързо – те могат да бъдат последвани например от ... Тgg7. Затова пешката трябва да бъде произведена, но не в дама 6.b8Д или топ 6.b8Т, защото и двете позволяват разменени взимания на c8: 6 ... Тg:c8 7. Д(Т):с8 (единствено) 7 ... Т:с8 и белите губят. Ако пешката се превърне в кон 6.b8К, може да се получи патова ситуация само при груба грешка на черните 6 ... Тg:c8??, иначе белите губят бързо след 6 ... Тc:c8. Затова остава само произвеждане на офицер 6. c8О!: тъй като турът на c7 вече е свързан и обездвижен, черните трябва или да го загубят с теоретично равенство, или да играят хода 6 ... Тg:c8, от който белите са в пат и постигат реми.

## Произвеждане без значение
В реалните игри понякога се правят незначителни произвеждания. В някои случаи те са задължителни, но може и да не са необходими и тогава се възприемат като абсурдни шеги.
|   | a | b | c | d | e | f | g | h |   |
| 8 | бял офицер на бяло поле g8 · бяла пешка на бяло поле d7 · черен офицер на черно поле e7 · черен цар на черно поле g7 · бяла пешка на бяло поле h7 · черна пешка на черно поле g5 · бял цар на бяло поле g4 | бял офицер на бяло поле g8 · бяла пешка на бяло поле d7 · черен офицер на черно поле e7 · черен цар на черно поле g7 · бяла пешка на бяло поле h7 · черна пешка на черно поле g5 · бял цар на бяло поле g4 | бял офицер на бяло поле g8 · бяла пешка на бяло поле d7 · черен офицер на черно поле e7 · черен цар на черно поле g7 · бяла пешка на бяло поле h7 · черна пешка на черно поле g5 · бял цар на бяло поле g4 | бял офицер на бяло поле g8 · бяла пешка на бяло поле d7 · черен офицер на черно поле e7 · черен цар на черно поле g7 · бяла пешка на бяло поле h7 · черна пешка на черно поле g5 · бял цар на бяло поле g4 | бял офицер на бяло поле g8 · бяла пешка на бяло поле d7 · черен офицер на черно поле e7 · черен цар на черно поле g7 · бяла пешка на бяло поле h7 · черна пешка на черно поле g5 · бял цар на бяло поле g4 | бял офицер на бяло поле g8 · бяла пешка на бяло поле d7 · черен офицер на черно поле e7 · черен цар на черно поле g7 · бяла пешка на бяло поле h7 · черна пешка на черно поле g5 · бял цар на бяло поле g4 | бял офицер на бяло поле g8 · бяла пешка на бяло поле d7 · черен офицер на черно поле e7 · черен цар на черно поле g7 · бяла пешка на бяло поле h7 · черна пешка на черно поле g5 · бял цар на бяло поле g4 | бял офицер на бяло поле g8 · бяла пешка на бяло поле d7 · черен офицер на черно поле e7 · черен цар на черно поле g7 · бяла пешка на бяло поле h7 · черна пешка на черно поле g5 · бял цар на бяло поле g4 | 8 |
| 7 | бял офицер на бяло поле g8 · бяла пешка на бяло поле d7 · черен офицер на черно поле e7 · черен цар на черно поле g7 · бяла пешка на бяло поле h7 · черна пешка на черно поле g5 · бял цар на бяло поле g4 | бял офицер на бяло поле g8 · бяла пешка на бяло поле d7 · черен офицер на черно поле e7 · черен цар на черно поле g7 · бяла пешка на бяло поле h7 · черна пешка на черно поле g5 · бял цар на бяло поле g4 | бял офицер на бяло поле g8 · бяла пешка на бяло поле d7 · черен офицер на черно поле e7 · черен цар на черно поле g7 · бяла пешка на бяло поле h7 · черна пешка на черно поле g5 · бял цар на бяло поле g4 | бял офицер на бяло поле g8 · бяла пешка на бяло поле d7 · черен офицер на черно поле e7 · черен цар на черно поле g7 · бяла пешка на бяло поле h7 · черна пешка на черно поле g5 · бял цар на бяло поле g4 | бял офицер на бяло поле g8 · бяла пешка на бяло поле d7 · черен офицер на черно поле e7 · черен цар на черно поле g7 · бяла пешка на бяло поле h7 · черна пешка на черно поле g5 · бял цар на бяло поле g4 | бял офицер на бяло поле g8 · бяла пешка на бяло поле d7 · черен офицер на черно поле e7 · черен цар на черно поле g7 · бяла пешка на бяло поле h7 · черна пешка на черно поле g5 · бял цар на бяло поле g4 | бял офицер на бяло поле g8 · бяла пешка на бяло поле d7 · черен офицер на черно поле e7 · черен цар на черно поле g7 · бяла пешка на бяло поле h7 · черна пешка на черно поле g5 · бял цар на бяло поле g4 | бял офицер на бяло поле g8 · бяла пешка на бяло поле d7 · черен офицер на черно поле e7 · черен цар на черно поле g7 · бяла пешка на бяло поле h7 · черна пешка на черно поле g5 · бял цар на бяло поле g4 | 7 |
| 6 | бял офицер на бяло поле g8 · бяла пешка на бяло поле d7 · черен офицер на черно поле e7 · черен цар на черно поле g7 · бяла пешка на бяло поле h7 · черна пешка на черно поле g5 · бял цар на бяло поле g4 | бял офицер на бяло поле g8 · бяла пешка на бяло поле d7 · черен офицер на черно поле e7 · черен цар на черно поле g7 · бяла пешка на бяло поле h7 · черна пешка на черно поле g5 · бял цар на бяло поле g4 | бял офицер на бяло поле g8 · бяла пешка на бяло поле d7 · черен офицер на черно поле e7 · черен цар на черно поле g7 · бяла пешка на бяло поле h7 · черна пешка на черно поле g5 · бял цар на бяло поле g4 | бял офицер на бяло поле g8 · бяла пешка на бяло поле d7 · черен офицер на черно поле e7 · черен цар на черно поле g7 · бяла пешка на бяло поле h7 · черна пешка на черно поле g5 · бял цар на бяло поле g4 | бял офицер на бяло поле g8 · бяла пешка на бяло поле d7 · черен офицер на черно поле e7 · черен цар на черно поле g7 · бяла пешка на бяло поле h7 · черна пешка на черно поле g5 · бял цар на бяло поле g4 | бял офицер на бяло поле g8 · бяла пешка на бяло поле d7 · черен офицер на черно поле e7 · черен цар на черно поле g7 · бяла пешка на бяло поле h7 · черна пешка на черно поле g5 · бял цар на бяло поле g4 | бял офицер на бяло поле g8 · бяла пешка на бяло поле d7 · черен офицер на черно поле e7 · черен цар на черно поле g7 · бяла пешка на бяло поле h7 · черна пешка на черно поле g5 · бял цар на бяло поле g4 | бял офицер на бяло поле g8 · бяла пешка на бяло поле d7 · черен офицер на черно поле e7 · черен цар на черно поле g7 · бяла пешка на бяло поле h7 · черна пешка на черно поле g5 · бял цар на бяло поле g4 | 6 |
| 5 | бял офицер на бяло поле g8 · бяла пешка на бяло поле d7 · черен офицер на черно поле e7 · черен цар на черно поле g7 · бяла пешка на бяло поле h7 · черна пешка на черно поле g5 · бял цар на бяло поле g4 | бял офицер на бяло поле g8 · бяла пешка на бяло поле d7 · черен офицер на черно поле e7 · черен цар на черно поле g7 · бяла пешка на бяло поле h7 · черна пешка на черно поле g5 · бял цар на бяло поле g4 | бял офицер на бяло поле g8 · бяла пешка на бяло поле d7 · черен офицер на черно поле e7 · черен цар на черно поле g7 · бяла пешка на бяло поле h7 · черна пешка на черно поле g5 · бял цар на бяло поле g4 | бял офицер на бяло поле g8 · бяла пешка на бяло поле d7 · черен офицер на черно поле e7 · черен цар на черно поле g7 · бяла пешка на бяло поле h7 · черна пешка на черно поле g5 · бял цар на бяло поле g4 | бял офицер на бяло поле g8 · бяла пешка на бяло поле d7 · черен офицер на черно поле e7 · черен цар на черно поле g7 · бяла пешка на бяло поле h7 · черна пешка на черно поле g5 · бял цар на бяло поле g4 | бял офицер на бяло поле g8 · бяла пешка на бяло поле d7 · черен офицер на черно поле e7 · черен цар на черно поле g7 · бяла пешка на бяло поле h7 · черна пешка на черно поле g5 · бял цар на бяло поле g4 | бял офицер на бяло поле g8 · бяла пешка на бяло поле d7 · черен офицер на черно поле e7 · черен цар на черно поле g7 · бяла пешка на бяло поле h7 · черна пешка на черно поле g5 · бял цар на бяло поле g4 | бял офицер на бяло поле g8 · бяла пешка на бяло поле d7 · черен офицер на черно поле e7 · черен цар на черно поле g7 · бяла пешка на бяло поле h7 · черна пешка на черно поле g5 · бял цар на бяло поле g4 | 5 |
| 4 | бял офицер на бяло поле g8 · бяла пешка на бяло поле d7 · черен офицер на черно поле e7 · черен цар на черно поле g7 · бяла пешка на бяло поле h7 · черна пешка на черно поле g5 · бял цар на бяло поле g4 | бял офицер на бяло поле g8 · бяла пешка на бяло поле d7 · черен офицер на черно поле e7 · черен цар на черно поле g7 · бяла пешка на бяло поле h7 · черна пешка на черно поле g5 · бял цар на бяло поле g4 | бял офицер на бяло поле g8 · бяла пешка на бяло поле d7 · черен офицер на черно поле e7 · черен цар на черно поле g7 · бяла пешка на бяло поле h7 · черна пешка на черно поле g5 · бял цар на бяло поле g4 | бял офицер на бяло поле g8 · бяла пешка на бяло поле d7 · черен офицер на черно поле e7 · черен цар на черно поле g7 · бяла пешка на бяло поле h7 · черна пешка на черно поле g5 · бял цар на бяло поле g4 | бял офицер на бяло поле g8 · бяла пешка на бяло поле d7 · черен офицер на черно поле e7 · черен цар на черно поле g7 · бяла пешка на бяло поле h7 · черна пешка на черно поле g5 · бял цар на бяло поле g4 | бял офицер на бяло поле g8 · бяла пешка на бяло поле d7 · черен офицер на черно поле e7 · черен цар на черно поле g7 · бяла пешка на бяло поле h7 · черна пешка на черно поле g5 · бял цар на бяло поле g4 | бял офицер на бяло поле g8 · бяла пешка на бяло поле d7 · черен офицер на черно поле e7 · черен цар на черно поле g7 · бяла пешка на бяло поле h7 · черна пешка на черно поле g5 · бял цар на бяло поле g4 | бял офицер на бяло поле g8 · бяла пешка на бяло поле d7 · черен офицер на черно поле e7 · черен цар на черно поле g7 · бяла пешка на бяло поле h7 · черна пешка на черно поле g5 · бял цар на бяло поле g4 | 4 |
| 3 | бял офицер на бяло поле g8 · бяла пешка на бяло поле d7 · черен офицер на черно поле e7 · черен цар на черно поле g7 · бяла пешка на бяло поле h7 · черна пешка на черно поле g5 · бял цар на бяло поле g4 | бял офицер на бяло поле g8 · бяла пешка на бяло поле d7 · черен офицер на черно поле e7 · черен цар на черно поле g7 · бяла пешка на бяло поле h7 · черна пешка на черно поле g5 · бял цар на бяло поле g4 | бял офицер на бяло поле g8 · бяла пешка на бяло поле d7 · черен офицер на черно поле e7 · черен цар на черно поле g7 · бяла пешка на бяло поле h7 · черна пешка на черно поле g5 · бял цар на бяло поле g4 | бял офицер на бяло поле g8 · бяла пешка на бяло поле d7 · черен офицер на черно поле e7 · черен цар на черно поле g7 · бяла пешка на бяло поле h7 · черна пешка на черно поле g5 · бял цар на бяло поле g4 | бял офицер на бяло поле g8 · бяла пешка на бяло поле d7 · черен офицер на черно поле e7 · черен цар на черно поле g7 · бяла пешка на бяло поле h7 · черна пешка на черно поле g5 · бял цар на бяло поле g4 | бял офицер на бяло поле g8 · бяла пешка на бяло поле d7 · черен офицер на черно поле e7 · черен цар на черно поле g7 · бяла пешка на бяло поле h7 · черна пешка на черно поле g5 · бял цар на бяло поле g4 | бял офицер на бяло поле g8 · бяла пешка на бяло поле d7 · черен офицер на черно поле e7 · черен цар на черно поле g7 · бяла пешка на бяло поле h7 · черна пешка на черно поле g5 · бял цар на бяло поле g4 | бял офицер на бяло поле g8 · бяла пешка на бяло поле d7 · черен офицер на черно поле e7 · черен цар на черно поле g7 · бяла пешка на бяло поле h7 · черна пешка на черно поле g5 · бял цар на бяло поле g4 | 3 |
| 2 | бял офицер на бяло поле g8 · бяла пешка на бяло поле d7 · черен офицер на черно поле e7 · черен цар на черно поле g7 · бяла пешка на бяло поле h7 · черна пешка на черно поле g5 · бял цар на бяло поле g4 | бял офицер на бяло поле g8 · бяла пешка на бяло поле d7 · черен офицер на черно поле e7 · черен цар на черно поле g7 · бяла пешка на бяло поле h7 · черна пешка на черно поле g5 · бял цар на бяло поле g4 | бял офицер на бяло поле g8 · бяла пешка на бяло поле d7 · черен офицер на черно поле e7 · черен цар на черно поле g7 · бяла пешка на бяло поле h7 · черна пешка на черно поле g5 · бял цар на бяло поле g4 | бял офицер на бяло поле g8 · бяла пешка на бяло поле d7 · черен офицер на черно поле e7 · черен цар на черно поле g7 · бяла пешка на бяло поле h7 · черна пешка на черно поле g5 · бял цар на бяло поле g4 | бял офицер на бяло поле g8 · бяла пешка на бяло поле d7 · черен офицер на черно поле e7 · черен цар на черно поле g7 · бяла пешка на бяло поле h7 · черна пешка на черно поле g5 · бял цар на бяло поле g4 | бял офицер на бяло поле g8 · бяла пешка на бяло поле d7 · черен офицер на черно поле e7 · черен цар на черно поле g7 · бяла пешка на бяло поле h7 · черна пешка на черно поле g5 · бял цар на бяло поле g4 | бял офицер на бяло поле g8 · бяла пешка на бяло поле d7 · черен офицер на черно поле e7 · черен цар на черно поле g7 · бяла пешка на бяло поле h7 · черна пешка на черно поле g5 · бял цар на бяло поле g4 | бял офицер на бяло поле g8 · бяла пешка на бяло поле d7 · черен офицер на черно поле e7 · черен цар на черно поле g7 · бяла пешка на бяло поле h7 · черна пешка на черно поле g5 · бял цар на бяло поле g4 | 2 |
| 1 | бял офицер на бяло поле g8 · бяла пешка на бяло поле d7 · черен офицер на черно поле e7 · черен цар на черно поле g7 · бяла пешка на бяло поле h7 · черна пешка на черно поле g5 · бял цар на бяло поле g4 | бял офицер на бяло поле g8 · бяла пешка на бяло поле d7 · черен офицер на черно поле e7 · черен цар на черно поле g7 · бяла пешка на бяло поле h7 · черна пешка на черно поле g5 · бял цар на бяло поле g4 | бял офицер на бяло поле g8 · бяла пешка на бяло поле d7 · черен офицер на черно поле e7 · черен цар на черно поле g7 · бяла пешка на бяло поле h7 · черна пешка на черно поле g5 · бял цар на бяло поле g4 | бял офицер на бяло поле g8 · бяла пешка на бяло поле d7 · черен офицер на черно поле e7 · черен цар на черно поле g7 · бяла пешка на бяло поле h7 · черна пешка на черно поле g5 · бял цар на бяло поле g4 | бял офицер на бяло поле g8 · бяла пешка на бяло поле d7 · черен офицер на черно поле e7 · черен цар на черно поле g7 · бяла пешка на бяло поле h7 · черна пешка на черно поле g5 · бял цар на бяло поле g4 | бял офицер на бяло поле g8 · бяла пешка на бяло поле d7 · черен офицер на черно поле e7 · черен цар на черно поле g7 · бяла пешка на бяло поле h7 · черна пешка на черно поле g5 · бял цар на бяло поле g4 | бял офицер на бяло поле g8 · бяла пешка на бяло поле d7 · черен офицер на черно поле e7 · черен цар на черно поле g7 · бяла пешка на бяло поле h7 · черна пешка на черно поле g5 · бял цар на бяло поле g4 | бял офицер на бяло поле g8 · бяла пешка на бяло поле d7 · черен офицер на черно поле e7 · черен цар на черно поле g7 · бяла пешка на бяло поле h7 · черна пешка на черно поле g5 · бял цар на бяло поле g4 | 1 |
|   | a | b | c | d | e | f | g | h |   |

През 1932 г. дълга партия между Милан Видмар и Геза Мароци достига позицията от диаграма 22,  която по теоретични таблици е реми с разноцветни офицери. Белият цар блокира черната пешка g5 и не може да се движи напред. Така белите пешки не могат да се произведат без да бъдат взети. Затова Видмар ги произвежда в офицери: 124. h8О+ Ц:h8 125. d8О О:d8. Играта завършва наравно на 129-ия ход.
|   | a | b | c | d | e | f | g | h |   |
| 8 | черен цар на бяло поле c8 · черен топ на черно поле h8 · черна пешка на черно поле c7 · черна пешка на черно поле g7 · черна пешка на бяло поле h7 · черна пешка на черно поле b6 · черна пешка на черно поле e5 · черна пешка на бяло поле f5 · бяла дама на черно поле b4 · бяла пешка на черно поле e3 · бяла пешка на бяло поле f3 · бяла пешка на бяло поле a2 · бяла пешка на бяло поле c2 · черна пешка на бяло поле e2 · бял цар на черно поле f2 · бяла пешка на черно поле h2 · бял топ на бяло поле b1 · черен топ на бяло поле d1 | черен цар на бяло поле c8 · черен топ на черно поле h8 · черна пешка на черно поле c7 · черна пешка на черно поле g7 · черна пешка на бяло поле h7 · черна пешка на черно поле b6 · черна пешка на черно поле e5 · черна пешка на бяло поле f5 · бяла дама на черно поле b4 · бяла пешка на черно поле e3 · бяла пешка на бяло поле f3 · бяла пешка на бяло поле a2 · бяла пешка на бяло поле c2 · черна пешка на бяло поле e2 · бял цар на черно поле f2 · бяла пешка на черно поле h2 · бял топ на бяло поле b1 · черен топ на бяло поле d1 | черен цар на бяло поле c8 · черен топ на черно поле h8 · черна пешка на черно поле c7 · черна пешка на черно поле g7 · черна пешка на бяло поле h7 · черна пешка на черно поле b6 · черна пешка на черно поле e5 · черна пешка на бяло поле f5 · бяла дама на черно поле b4 · бяла пешка на черно поле e3 · бяла пешка на бяло поле f3 · бяла пешка на бяло поле a2 · бяла пешка на бяло поле c2 · черна пешка на бяло поле e2 · бял цар на черно поле f2 · бяла пешка на черно поле h2 · бял топ на бяло поле b1 · черен топ на бяло поле d1 | черен цар на бяло поле c8 · черен топ на черно поле h8 · черна пешка на черно поле c7 · черна пешка на черно поле g7 · черна пешка на бяло поле h7 · черна пешка на черно поле b6 · черна пешка на черно поле e5 · черна пешка на бяло поле f5 · бяла дама на черно поле b4 · бяла пешка на черно поле e3 · бяла пешка на бяло поле f3 · бяла пешка на бяло поле a2 · бяла пешка на бяло поле c2 · черна пешка на бяло поле e2 · бял цар на черно поле f2 · бяла пешка на черно поле h2 · бял топ на бяло поле b1 · черен топ на бяло поле d1 | черен цар на бяло поле c8 · черен топ на черно поле h8 · черна пешка на черно поле c7 · черна пешка на черно поле g7 · черна пешка на бяло поле h7 · черна пешка на черно поле b6 · черна пешка на черно поле e5 · черна пешка на бяло поле f5 · бяла дама на черно поле b4 · бяла пешка на черно поле e3 · бяла пешка на бяло поле f3 · бяла пешка на бяло поле a2 · бяла пешка на бяло поле c2 · черна пешка на бяло поле e2 · бял цар на черно поле f2 · бяла пешка на черно поле h2 · бял топ на бяло поле b1 · черен топ на бяло поле d1 | черен цар на бяло поле c8 · черен топ на черно поле h8 · черна пешка на черно поле c7 · черна пешка на черно поле g7 · черна пешка на бяло поле h7 · черна пешка на черно поле b6 · черна пешка на черно поле e5 · черна пешка на бяло поле f5 · бяла дама на черно поле b4 · бяла пешка на черно поле e3 · бяла пешка на бяло поле f3 · бяла пешка на бяло поле a2 · бяла пешка на бяло поле c2 · черна пешка на бяло поле e2 · бял цар на черно поле f2 · бяла пешка на черно поле h2 · бял топ на бяло поле b1 · черен топ на бяло поле d1 | черен цар на бяло поле c8 · черен топ на черно поле h8 · черна пешка на черно поле c7 · черна пешка на черно поле g7 · черна пешка на бяло поле h7 · черна пешка на черно поле b6 · черна пешка на черно поле e5 · черна пешка на бяло поле f5 · бяла дама на черно поле b4 · бяла пешка на черно поле e3 · бяла пешка на бяло поле f3 · бяла пешка на бяло поле a2 · бяла пешка на бяло поле c2 · черна пешка на бяло поле e2 · бял цар на черно поле f2 · бяла пешка на черно поле h2 · бял топ на бяло поле b1 · черен топ на бяло поле d1 | черен цар на бяло поле c8 · черен топ на черно поле h8 · черна пешка на черно поле c7 · черна пешка на черно поле g7 · черна пешка на бяло поле h7 · черна пешка на черно поле b6 · черна пешка на черно поле e5 · черна пешка на бяло поле f5 · бяла дама на черно поле b4 · бяла пешка на черно поле e3 · бяла пешка на бяло поле f3 · бяла пешка на бяло поле a2 · бяла пешка на бяло поле c2 · черна пешка на бяло поле e2 · бял цар на черно поле f2 · бяла пешка на черно поле h2 · бял топ на бяло поле b1 · черен топ на бяло поле d1 | 8 |
| 7 | черен цар на бяло поле c8 · черен топ на черно поле h8 · черна пешка на черно поле c7 · черна пешка на черно поле g7 · черна пешка на бяло поле h7 · черна пешка на черно поле b6 · черна пешка на черно поле e5 · черна пешка на бяло поле f5 · бяла дама на черно поле b4 · бяла пешка на черно поле e3 · бяла пешка на бяло поле f3 · бяла пешка на бяло поле a2 · бяла пешка на бяло поле c2 · черна пешка на бяло поле e2 · бял цар на черно поле f2 · бяла пешка на черно поле h2 · бял топ на бяло поле b1 · черен топ на бяло поле d1 | черен цар на бяло поле c8 · черен топ на черно поле h8 · черна пешка на черно поле c7 · черна пешка на черно поле g7 · черна пешка на бяло поле h7 · черна пешка на черно поле b6 · черна пешка на черно поле e5 · черна пешка на бяло поле f5 · бяла дама на черно поле b4 · бяла пешка на черно поле e3 · бяла пешка на бяло поле f3 · бяла пешка на бяло поле a2 · бяла пешка на бяло поле c2 · черна пешка на бяло поле e2 · бял цар на черно поле f2 · бяла пешка на черно поле h2 · бял топ на бяло поле b1 · черен топ на бяло поле d1 | черен цар на бяло поле c8 · черен топ на черно поле h8 · черна пешка на черно поле c7 · черна пешка на черно поле g7 · черна пешка на бяло поле h7 · черна пешка на черно поле b6 · черна пешка на черно поле e5 · черна пешка на бяло поле f5 · бяла дама на черно поле b4 · бяла пешка на черно поле e3 · бяла пешка на бяло поле f3 · бяла пешка на бяло поле a2 · бяла пешка на бяло поле c2 · черна пешка на бяло поле e2 · бял цар на черно поле f2 · бяла пешка на черно поле h2 · бял топ на бяло поле b1 · черен топ на бяло поле d1 | черен цар на бяло поле c8 · черен топ на черно поле h8 · черна пешка на черно поле c7 · черна пешка на черно поле g7 · черна пешка на бяло поле h7 · черна пешка на черно поле b6 · черна пешка на черно поле e5 · черна пешка на бяло поле f5 · бяла дама на черно поле b4 · бяла пешка на черно поле e3 · бяла пешка на бяло поле f3 · бяла пешка на бяло поле a2 · бяла пешка на бяло поле c2 · черна пешка на бяло поле e2 · бял цар на черно поле f2 · бяла пешка на черно поле h2 · бял топ на бяло поле b1 · черен топ на бяло поле d1 | черен цар на бяло поле c8 · черен топ на черно поле h8 · черна пешка на черно поле c7 · черна пешка на черно поле g7 · черна пешка на бяло поле h7 · черна пешка на черно поле b6 · черна пешка на черно поле e5 · черна пешка на бяло поле f5 · бяла дама на черно поле b4 · бяла пешка на черно поле e3 · бяла пешка на бяло поле f3 · бяла пешка на бяло поле a2 · бяла пешка на бяло поле c2 · черна пешка на бяло поле e2 · бял цар на черно поле f2 · бяла пешка на черно поле h2 · бял топ на бяло поле b1 · черен топ на бяло поле d1 | черен цар на бяло поле c8 · черен топ на черно поле h8 · черна пешка на черно поле c7 · черна пешка на черно поле g7 · черна пешка на бяло поле h7 · черна пешка на черно поле b6 · черна пешка на черно поле e5 · черна пешка на бяло поле f5 · бяла дама на черно поле b4 · бяла пешка на черно поле e3 · бяла пешка на бяло поле f3 · бяла пешка на бяло поле a2 · бяла пешка на бяло поле c2 · черна пешка на бяло поле e2 · бял цар на черно поле f2 · бяла пешка на черно поле h2 · бял топ на бяло поле b1 · черен топ на бяло поле d1 | черен цар на бяло поле c8 · черен топ на черно поле h8 · черна пешка на черно поле c7 · черна пешка на черно поле g7 · черна пешка на бяло поле h7 · черна пешка на черно поле b6 · черна пешка на черно поле e5 · черна пешка на бяло поле f5 · бяла дама на черно поле b4 · бяла пешка на черно поле e3 · бяла пешка на бяло поле f3 · бяла пешка на бяло поле a2 · бяла пешка на бяло поле c2 · черна пешка на бяло поле e2 · бял цар на черно поле f2 · бяла пешка на черно поле h2 · бял топ на бяло поле b1 · черен топ на бяло поле d1 | черен цар на бяло поле c8 · черен топ на черно поле h8 · черна пешка на черно поле c7 · черна пешка на черно поле g7 · черна пешка на бяло поле h7 · черна пешка на черно поле b6 · черна пешка на черно поле e5 · черна пешка на бяло поле f5 · бяла дама на черно поле b4 · бяла пешка на черно поле e3 · бяла пешка на бяло поле f3 · бяла пешка на бяло поле a2 · бяла пешка на бяло поле c2 · черна пешка на бяло поле e2 · бял цар на черно поле f2 · бяла пешка на черно поле h2 · бял топ на бяло поле b1 · черен топ на бяло поле d1 | 7 |
| 6 | черен цар на бяло поле c8 · черен топ на черно поле h8 · черна пешка на черно поле c7 · черна пешка на черно поле g7 · черна пешка на бяло поле h7 · черна пешка на черно поле b6 · черна пешка на черно поле e5 · черна пешка на бяло поле f5 · бяла дама на черно поле b4 · бяла пешка на черно поле e3 · бяла пешка на бяло поле f3 · бяла пешка на бяло поле a2 · бяла пешка на бяло поле c2 · черна пешка на бяло поле e2 · бял цар на черно поле f2 · бяла пешка на черно поле h2 · бял топ на бяло поле b1 · черен топ на бяло поле d1 | черен цар на бяло поле c8 · черен топ на черно поле h8 · черна пешка на черно поле c7 · черна пешка на черно поле g7 · черна пешка на бяло поле h7 · черна пешка на черно поле b6 · черна пешка на черно поле e5 · черна пешка на бяло поле f5 · бяла дама на черно поле b4 · бяла пешка на черно поле e3 · бяла пешка на бяло поле f3 · бяла пешка на бяло поле a2 · бяла пешка на бяло поле c2 · черна пешка на бяло поле e2 · бял цар на черно поле f2 · бяла пешка на черно поле h2 · бял топ на бяло поле b1 · черен топ на бяло поле d1 | черен цар на бяло поле c8 · черен топ на черно поле h8 · черна пешка на черно поле c7 · черна пешка на черно поле g7 · черна пешка на бяло поле h7 · черна пешка на черно поле b6 · черна пешка на черно поле e5 · черна пешка на бяло поле f5 · бяла дама на черно поле b4 · бяла пешка на черно поле e3 · бяла пешка на бяло поле f3 · бяла пешка на бяло поле a2 · бяла пешка на бяло поле c2 · черна пешка на бяло поле e2 · бял цар на черно поле f2 · бяла пешка на черно поле h2 · бял топ на бяло поле b1 · черен топ на бяло поле d1 | черен цар на бяло поле c8 · черен топ на черно поле h8 · черна пешка на черно поле c7 · черна пешка на черно поле g7 · черна пешка на бяло поле h7 · черна пешка на черно поле b6 · черна пешка на черно поле e5 · черна пешка на бяло поле f5 · бяла дама на черно поле b4 · бяла пешка на черно поле e3 · бяла пешка на бяло поле f3 · бяла пешка на бяло поле a2 · бяла пешка на бяло поле c2 · черна пешка на бяло поле e2 · бял цар на черно поле f2 · бяла пешка на черно поле h2 · бял топ на бяло поле b1 · черен топ на бяло поле d1 | черен цар на бяло поле c8 · черен топ на черно поле h8 · черна пешка на черно поле c7 · черна пешка на черно поле g7 · черна пешка на бяло поле h7 · черна пешка на черно поле b6 · черна пешка на черно поле e5 · черна пешка на бяло поле f5 · бяла дама на черно поле b4 · бяла пешка на черно поле e3 · бяла пешка на бяло поле f3 · бяла пешка на бяло поле a2 · бяла пешка на бяло поле c2 · черна пешка на бяло поле e2 · бял цар на черно поле f2 · бяла пешка на черно поле h2 · бял топ на бяло поле b1 · черен топ на бяло поле d1 | черен цар на бяло поле c8 · черен топ на черно поле h8 · черна пешка на черно поле c7 · черна пешка на черно поле g7 · черна пешка на бяло поле h7 · черна пешка на черно поле b6 · черна пешка на черно поле e5 · черна пешка на бяло поле f5 · бяла дама на черно поле b4 · бяла пешка на черно поле e3 · бяла пешка на бяло поле f3 · бяла пешка на бяло поле a2 · бяла пешка на бяло поле c2 · черна пешка на бяло поле e2 · бял цар на черно поле f2 · бяла пешка на черно поле h2 · бял топ на бяло поле b1 · черен топ на бяло поле d1 | черен цар на бяло поле c8 · черен топ на черно поле h8 · черна пешка на черно поле c7 · черна пешка на черно поле g7 · черна пешка на бяло поле h7 · черна пешка на черно поле b6 · черна пешка на черно поле e5 · черна пешка на бяло поле f5 · бяла дама на черно поле b4 · бяла пешка на черно поле e3 · бяла пешка на бяло поле f3 · бяла пешка на бяло поле a2 · бяла пешка на бяло поле c2 · черна пешка на бяло поле e2 · бял цар на черно поле f2 · бяла пешка на черно поле h2 · бял топ на бяло поле b1 · черен топ на бяло поле d1 | черен цар на бяло поле c8 · черен топ на черно поле h8 · черна пешка на черно поле c7 · черна пешка на черно поле g7 · черна пешка на бяло поле h7 · черна пешка на черно поле b6 · черна пешка на черно поле e5 · черна пешка на бяло поле f5 · бяла дама на черно поле b4 · бяла пешка на черно поле e3 · бяла пешка на бяло поле f3 · бяла пешка на бяло поле a2 · бяла пешка на бяло поле c2 · черна пешка на бяло поле e2 · бял цар на черно поле f2 · бяла пешка на черно поле h2 · бял топ на бяло поле b1 · черен топ на бяло поле d1 | 6 |
| 5 | черен цар на бяло поле c8 · черен топ на черно поле h8 · черна пешка на черно поле c7 · черна пешка на черно поле g7 · черна пешка на бяло поле h7 · черна пешка на черно поле b6 · черна пешка на черно поле e5 · черна пешка на бяло поле f5 · бяла дама на черно поле b4 · бяла пешка на черно поле e3 · бяла пешка на бяло поле f3 · бяла пешка на бяло поле a2 · бяла пешка на бяло поле c2 · черна пешка на бяло поле e2 · бял цар на черно поле f2 · бяла пешка на черно поле h2 · бял топ на бяло поле b1 · черен топ на бяло поле d1 | черен цар на бяло поле c8 · черен топ на черно поле h8 · черна пешка на черно поле c7 · черна пешка на черно поле g7 · черна пешка на бяло поле h7 · черна пешка на черно поле b6 · черна пешка на черно поле e5 · черна пешка на бяло поле f5 · бяла дама на черно поле b4 · бяла пешка на черно поле e3 · бяла пешка на бяло поле f3 · бяла пешка на бяло поле a2 · бяла пешка на бяло поле c2 · черна пешка на бяло поле e2 · бял цар на черно поле f2 · бяла пешка на черно поле h2 · бял топ на бяло поле b1 · черен топ на бяло поле d1 | черен цар на бяло поле c8 · черен топ на черно поле h8 · черна пешка на черно поле c7 · черна пешка на черно поле g7 · черна пешка на бяло поле h7 · черна пешка на черно поле b6 · черна пешка на черно поле e5 · черна пешка на бяло поле f5 · бяла дама на черно поле b4 · бяла пешка на черно поле e3 · бяла пешка на бяло поле f3 · бяла пешка на бяло поле a2 · бяла пешка на бяло поле c2 · черна пешка на бяло поле e2 · бял цар на черно поле f2 · бяла пешка на черно поле h2 · бял топ на бяло поле b1 · черен топ на бяло поле d1 | черен цар на бяло поле c8 · черен топ на черно поле h8 · черна пешка на черно поле c7 · черна пешка на черно поле g7 · черна пешка на бяло поле h7 · черна пешка на черно поле b6 · черна пешка на черно поле e5 · черна пешка на бяло поле f5 · бяла дама на черно поле b4 · бяла пешка на черно поле e3 · бяла пешка на бяло поле f3 · бяла пешка на бяло поле a2 · бяла пешка на бяло поле c2 · черна пешка на бяло поле e2 · бял цар на черно поле f2 · бяла пешка на черно поле h2 · бял топ на бяло поле b1 · черен топ на бяло поле d1 | черен цар на бяло поле c8 · черен топ на черно поле h8 · черна пешка на черно поле c7 · черна пешка на черно поле g7 · черна пешка на бяло поле h7 · черна пешка на черно поле b6 · черна пешка на черно поле e5 · черна пешка на бяло поле f5 · бяла дама на черно поле b4 · бяла пешка на черно поле e3 · бяла пешка на бяло поле f3 · бяла пешка на бяло поле a2 · бяла пешка на бяло поле c2 · черна пешка на бяло поле e2 · бял цар на черно поле f2 · бяла пешка на черно поле h2 · бял топ на бяло поле b1 · черен топ на бяло поле d1 | черен цар на бяло поле c8 · черен топ на черно поле h8 · черна пешка на черно поле c7 · черна пешка на черно поле g7 · черна пешка на бяло поле h7 · черна пешка на черно поле b6 · черна пешка на черно поле e5 · черна пешка на бяло поле f5 · бяла дама на черно поле b4 · бяла пешка на черно поле e3 · бяла пешка на бяло поле f3 · бяла пешка на бяло поле a2 · бяла пешка на бяло поле c2 · черна пешка на бяло поле e2 · бял цар на черно поле f2 · бяла пешка на черно поле h2 · бял топ на бяло поле b1 · черен топ на бяло поле d1 | черен цар на бяло поле c8 · черен топ на черно поле h8 · черна пешка на черно поле c7 · черна пешка на черно поле g7 · черна пешка на бяло поле h7 · черна пешка на черно поле b6 · черна пешка на черно поле e5 · черна пешка на бяло поле f5 · бяла дама на черно поле b4 · бяла пешка на черно поле e3 · бяла пешка на бяло поле f3 · бяла пешка на бяло поле a2 · бяла пешка на бяло поле c2 · черна пешка на бяло поле e2 · бял цар на черно поле f2 · бяла пешка на черно поле h2 · бял топ на бяло поле b1 · черен топ на бяло поле d1 | черен цар на бяло поле c8 · черен топ на черно поле h8 · черна пешка на черно поле c7 · черна пешка на черно поле g7 · черна пешка на бяло поле h7 · черна пешка на черно поле b6 · черна пешка на черно поле e5 · черна пешка на бяло поле f5 · бяла дама на черно поле b4 · бяла пешка на черно поле e3 · бяла пешка на бяло поле f3 · бяла пешка на бяло поле a2 · бяла пешка на бяло поле c2 · черна пешка на бяло поле e2 · бял цар на черно поле f2 · бяла пешка на черно поле h2 · бял топ на бяло поле b1 · черен топ на бяло поле d1 | 5 |
| 4 | черен цар на бяло поле c8 · черен топ на черно поле h8 · черна пешка на черно поле c7 · черна пешка на черно поле g7 · черна пешка на бяло поле h7 · черна пешка на черно поле b6 · черна пешка на черно поле e5 · черна пешка на бяло поле f5 · бяла дама на черно поле b4 · бяла пешка на черно поле e3 · бяла пешка на бяло поле f3 · бяла пешка на бяло поле a2 · бяла пешка на бяло поле c2 · черна пешка на бяло поле e2 · бял цар на черно поле f2 · бяла пешка на черно поле h2 · бял топ на бяло поле b1 · черен топ на бяло поле d1 | черен цар на бяло поле c8 · черен топ на черно поле h8 · черна пешка на черно поле c7 · черна пешка на черно поле g7 · черна пешка на бяло поле h7 · черна пешка на черно поле b6 · черна пешка на черно поле e5 · черна пешка на бяло поле f5 · бяла дама на черно поле b4 · бяла пешка на черно поле e3 · бяла пешка на бяло поле f3 · бяла пешка на бяло поле a2 · бяла пешка на бяло поле c2 · черна пешка на бяло поле e2 · бял цар на черно поле f2 · бяла пешка на черно поле h2 · бял топ на бяло поле b1 · черен топ на бяло поле d1 | черен цар на бяло поле c8 · черен топ на черно поле h8 · черна пешка на черно поле c7 · черна пешка на черно поле g7 · черна пешка на бяло поле h7 · черна пешка на черно поле b6 · черна пешка на черно поле e5 · черна пешка на бяло поле f5 · бяла дама на черно поле b4 · бяла пешка на черно поле e3 · бяла пешка на бяло поле f3 · бяла пешка на бяло поле a2 · бяла пешка на бяло поле c2 · черна пешка на бяло поле e2 · бял цар на черно поле f2 · бяла пешка на черно поле h2 · бял топ на бяло поле b1 · черен топ на бяло поле d1 | черен цар на бяло поле c8 · черен топ на черно поле h8 · черна пешка на черно поле c7 · черна пешка на черно поле g7 · черна пешка на бяло поле h7 · черна пешка на черно поле b6 · черна пешка на черно поле e5 · черна пешка на бяло поле f5 · бяла дама на черно поле b4 · бяла пешка на черно поле e3 · бяла пешка на бяло поле f3 · бяла пешка на бяло поле a2 · бяла пешка на бяло поле c2 · черна пешка на бяло поле e2 · бял цар на черно поле f2 · бяла пешка на черно поле h2 · бял топ на бяло поле b1 · черен топ на бяло поле d1 | черен цар на бяло поле c8 · черен топ на черно поле h8 · черна пешка на черно поле c7 · черна пешка на черно поле g7 · черна пешка на бяло поле h7 · черна пешка на черно поле b6 · черна пешка на черно поле e5 · черна пешка на бяло поле f5 · бяла дама на черно поле b4 · бяла пешка на черно поле e3 · бяла пешка на бяло поле f3 · бяла пешка на бяло поле a2 · бяла пешка на бяло поле c2 · черна пешка на бяло поле e2 · бял цар на черно поле f2 · бяла пешка на черно поле h2 · бял топ на бяло поле b1 · черен топ на бяло поле d1 | черен цар на бяло поле c8 · черен топ на черно поле h8 · черна пешка на черно поле c7 · черна пешка на черно поле g7 · черна пешка на бяло поле h7 · черна пешка на черно поле b6 · черна пешка на черно поле e5 · черна пешка на бяло поле f5 · бяла дама на черно поле b4 · бяла пешка на черно поле e3 · бяла пешка на бяло поле f3 · бяла пешка на бяло поле a2 · бяла пешка на бяло поле c2 · черна пешка на бяло поле e2 · бял цар на черно поле f2 · бяла пешка на черно поле h2 · бял топ на бяло поле b1 · черен топ на бяло поле d1 | черен цар на бяло поле c8 · черен топ на черно поле h8 · черна пешка на черно поле c7 · черна пешка на черно поле g7 · черна пешка на бяло поле h7 · черна пешка на черно поле b6 · черна пешка на черно поле e5 · черна пешка на бяло поле f5 · бяла дама на черно поле b4 · бяла пешка на черно поле e3 · бяла пешка на бяло поле f3 · бяла пешка на бяло поле a2 · бяла пешка на бяло поле c2 · черна пешка на бяло поле e2 · бял цар на черно поле f2 · бяла пешка на черно поле h2 · бял топ на бяло поле b1 · черен топ на бяло поле d1 | черен цар на бяло поле c8 · черен топ на черно поле h8 · черна пешка на черно поле c7 · черна пешка на черно поле g7 · черна пешка на бяло поле h7 · черна пешка на черно поле b6 · черна пешка на черно поле e5 · черна пешка на бяло поле f5 · бяла дама на черно поле b4 · бяла пешка на черно поле e3 · бяла пешка на бяло поле f3 · бяла пешка на бяло поле a2 · бяла пешка на бяло поле c2 · черна пешка на бяло поле e2 · бял цар на черно поле f2 · бяла пешка на черно поле h2 · бял топ на бяло поле b1 · черен топ на бяло поле d1 | 4 |
| 3 | черен цар на бяло поле c8 · черен топ на черно поле h8 · черна пешка на черно поле c7 · черна пешка на черно поле g7 · черна пешка на бяло поле h7 · черна пешка на черно поле b6 · черна пешка на черно поле e5 · черна пешка на бяло поле f5 · бяла дама на черно поле b4 · бяла пешка на черно поле e3 · бяла пешка на бяло поле f3 · бяла пешка на бяло поле a2 · бяла пешка на бяло поле c2 · черна пешка на бяло поле e2 · бял цар на черно поле f2 · бяла пешка на черно поле h2 · бял топ на бяло поле b1 · черен топ на бяло поле d1 | черен цар на бяло поле c8 · черен топ на черно поле h8 · черна пешка на черно поле c7 · черна пешка на черно поле g7 · черна пешка на бяло поле h7 · черна пешка на черно поле b6 · черна пешка на черно поле e5 · черна пешка на бяло поле f5 · бяла дама на черно поле b4 · бяла пешка на черно поле e3 · бяла пешка на бяло поле f3 · бяла пешка на бяло поле a2 · бяла пешка на бяло поле c2 · черна пешка на бяло поле e2 · бял цар на черно поле f2 · бяла пешка на черно поле h2 · бял топ на бяло поле b1 · черен топ на бяло поле d1 | черен цар на бяло поле c8 · черен топ на черно поле h8 · черна пешка на черно поле c7 · черна пешка на черно поле g7 · черна пешка на бяло поле h7 · черна пешка на черно поле b6 · черна пешка на черно поле e5 · черна пешка на бяло поле f5 · бяла дама на черно поле b4 · бяла пешка на черно поле e3 · бяла пешка на бяло поле f3 · бяла пешка на бяло поле a2 · бяла пешка на бяло поле c2 · черна пешка на бяло поле e2 · бял цар на черно поле f2 · бяла пешка на черно поле h2 · бял топ на бяло поле b1 · черен топ на бяло поле d1 | черен цар на бяло поле c8 · черен топ на черно поле h8 · черна пешка на черно поле c7 · черна пешка на черно поле g7 · черна пешка на бяло поле h7 · черна пешка на черно поле b6 · черна пешка на черно поле e5 · черна пешка на бяло поле f5 · бяла дама на черно поле b4 · бяла пешка на черно поле e3 · бяла пешка на бяло поле f3 · бяла пешка на бяло поле a2 · бяла пешка на бяло поле c2 · черна пешка на бяло поле e2 · бял цар на черно поле f2 · бяла пешка на черно поле h2 · бял топ на бяло поле b1 · черен топ на бяло поле d1 | черен цар на бяло поле c8 · черен топ на черно поле h8 · черна пешка на черно поле c7 · черна пешка на черно поле g7 · черна пешка на бяло поле h7 · черна пешка на черно поле b6 · черна пешка на черно поле e5 · черна пешка на бяло поле f5 · бяла дама на черно поле b4 · бяла пешка на черно поле e3 · бяла пешка на бяло поле f3 · бяла пешка на бяло поле a2 · бяла пешка на бяло поле c2 · черна пешка на бяло поле e2 · бял цар на черно поле f2 · бяла пешка на черно поле h2 · бял топ на бяло поле b1 · черен топ на бяло поле d1 | черен цар на бяло поле c8 · черен топ на черно поле h8 · черна пешка на черно поле c7 · черна пешка на черно поле g7 · черна пешка на бяло поле h7 · черна пешка на черно поле b6 · черна пешка на черно поле e5 · черна пешка на бяло поле f5 · бяла дама на черно поле b4 · бяла пешка на черно поле e3 · бяла пешка на бяло поле f3 · бяла пешка на бяло поле a2 · бяла пешка на бяло поле c2 · черна пешка на бяло поле e2 · бял цар на черно поле f2 · бяла пешка на черно поле h2 · бял топ на бяло поле b1 · черен топ на бяло поле d1 | черен цар на бяло поле c8 · черен топ на черно поле h8 · черна пешка на черно поле c7 · черна пешка на черно поле g7 · черна пешка на бяло поле h7 · черна пешка на черно поле b6 · черна пешка на черно поле e5 · черна пешка на бяло поле f5 · бяла дама на черно поле b4 · бяла пешка на черно поле e3 · бяла пешка на бяло поле f3 · бяла пешка на бяло поле a2 · бяла пешка на бяло поле c2 · черна пешка на бяло поле e2 · бял цар на черно поле f2 · бяла пешка на черно поле h2 · бял топ на бяло поле b1 · черен топ на бяло поле d1 | черен цар на бяло поле c8 · черен топ на черно поле h8 · черна пешка на черно поле c7 · черна пешка на черно поле g7 · черна пешка на бяло поле h7 · черна пешка на черно поле b6 · черна пешка на черно поле e5 · черна пешка на бяло поле f5 · бяла дама на черно поле b4 · бяла пешка на черно поле e3 · бяла пешка на бяло поле f3 · бяла пешка на бяло поле a2 · бяла пешка на бяло поле c2 · черна пешка на бяло поле e2 · бял цар на черно поле f2 · бяла пешка на черно поле h2 · бял топ на бяло поле b1 · черен топ на бяло поле d1 | 3 |
| 2 | черен цар на бяло поле c8 · черен топ на черно поле h8 · черна пешка на черно поле c7 · черна пешка на черно поле g7 · черна пешка на бяло поле h7 · черна пешка на черно поле b6 · черна пешка на черно поле e5 · черна пешка на бяло поле f5 · бяла дама на черно поле b4 · бяла пешка на черно поле e3 · бяла пешка на бяло поле f3 · бяла пешка на бяло поле a2 · бяла пешка на бяло поле c2 · черна пешка на бяло поле e2 · бял цар на черно поле f2 · бяла пешка на черно поле h2 · бял топ на бяло поле b1 · черен топ на бяло поле d1 | черен цар на бяло поле c8 · черен топ на черно поле h8 · черна пешка на черно поле c7 · черна пешка на черно поле g7 · черна пешка на бяло поле h7 · черна пешка на черно поле b6 · черна пешка на черно поле e5 · черна пешка на бяло поле f5 · бяла дама на черно поле b4 · бяла пешка на черно поле e3 · бяла пешка на бяло поле f3 · бяла пешка на бяло поле a2 · бяла пешка на бяло поле c2 · черна пешка на бяло поле e2 · бял цар на черно поле f2 · бяла пешка на черно поле h2 · бял топ на бяло поле b1 · черен топ на бяло поле d1 | черен цар на бяло поле c8 · черен топ на черно поле h8 · черна пешка на черно поле c7 · черна пешка на черно поле g7 · черна пешка на бяло поле h7 · черна пешка на черно поле b6 · черна пешка на черно поле e5 · черна пешка на бяло поле f5 · бяла дама на черно поле b4 · бяла пешка на черно поле e3 · бяла пешка на бяло поле f3 · бяла пешка на бяло поле a2 · бяла пешка на бяло поле c2 · черна пешка на бяло поле e2 · бял цар на черно поле f2 · бяла пешка на черно поле h2 · бял топ на бяло поле b1 · черен топ на бяло поле d1 | черен цар на бяло поле c8 · черен топ на черно поле h8 · черна пешка на черно поле c7 · черна пешка на черно поле g7 · черна пешка на бяло поле h7 · черна пешка на черно поле b6 · черна пешка на черно поле e5 · черна пешка на бяло поле f5 · бяла дама на черно поле b4 · бяла пешка на черно поле e3 · бяла пешка на бяло поле f3 · бяла пешка на бяло поле a2 · бяла пешка на бяло поле c2 · черна пешка на бяло поле e2 · бял цар на черно поле f2 · бяла пешка на черно поле h2 · бял топ на бяло поле b1 · черен топ на бяло поле d1 | черен цар на бяло поле c8 · черен топ на черно поле h8 · черна пешка на черно поле c7 · черна пешка на черно поле g7 · черна пешка на бяло поле h7 · черна пешка на черно поле b6 · черна пешка на черно поле e5 · черна пешка на бяло поле f5 · бяла дама на черно поле b4 · бяла пешка на черно поле e3 · бяла пешка на бяло поле f3 · бяла пешка на бяло поле a2 · бяла пешка на бяло поле c2 · черна пешка на бяло поле e2 · бял цар на черно поле f2 · бяла пешка на черно поле h2 · бял топ на бяло поле b1 · черен топ на бяло поле d1 | черен цар на бяло поле c8 · черен топ на черно поле h8 · черна пешка на черно поле c7 · черна пешка на черно поле g7 · черна пешка на бяло поле h7 · черна пешка на черно поле b6 · черна пешка на черно поле e5 · черна пешка на бяло поле f5 · бяла дама на черно поле b4 · бяла пешка на черно поле e3 · бяла пешка на бяло поле f3 · бяла пешка на бяло поле a2 · бяла пешка на бяло поле c2 · черна пешка на бяло поле e2 · бял цар на черно поле f2 · бяла пешка на черно поле h2 · бял топ на бяло поле b1 · черен топ на бяло поле d1 | черен цар на бяло поле c8 · черен топ на черно поле h8 · черна пешка на черно поле c7 · черна пешка на черно поле g7 · черна пешка на бяло поле h7 · черна пешка на черно поле b6 · черна пешка на черно поле e5 · черна пешка на бяло поле f5 · бяла дама на черно поле b4 · бяла пешка на черно поле e3 · бяла пешка на бяло поле f3 · бяла пешка на бяло поле a2 · бяла пешка на бяло поле c2 · черна пешка на бяло поле e2 · бял цар на черно поле f2 · бяла пешка на черно поле h2 · бял топ на бяло поле b1 · черен топ на бяло поле d1 | черен цар на бяло поле c8 · черен топ на черно поле h8 · черна пешка на черно поле c7 · черна пешка на черно поле g7 · черна пешка на бяло поле h7 · черна пешка на черно поле b6 · черна пешка на черно поле e5 · черна пешка на бяло поле f5 · бяла дама на черно поле b4 · бяла пешка на черно поле e3 · бяла пешка на бяло поле f3 · бяла пешка на бяло поле a2 · бяла пешка на бяло поле c2 · черна пешка на бяло поле e2 · бял цар на черно поле f2 · бяла пешка на черно поле h2 · бял топ на бяло поле b1 · черен топ на бяло поле d1 | 2 |
| 1 | черен цар на бяло поле c8 · черен топ на черно поле h8 · черна пешка на черно поле c7 · черна пешка на черно поле g7 · черна пешка на бяло поле h7 · черна пешка на черно поле b6 · черна пешка на черно поле e5 · черна пешка на бяло поле f5 · бяла дама на черно поле b4 · бяла пешка на черно поле e3 · бяла пешка на бяло поле f3 · бяла пешка на бяло поле a2 · бяла пешка на бяло поле c2 · черна пешка на бяло поле e2 · бял цар на черно поле f2 · бяла пешка на черно поле h2 · бял топ на бяло поле b1 · черен топ на бяло поле d1 | черен цар на бяло поле c8 · черен топ на черно поле h8 · черна пешка на черно поле c7 · черна пешка на черно поле g7 · черна пешка на бяло поле h7 · черна пешка на черно поле b6 · черна пешка на черно поле e5 · черна пешка на бяло поле f5 · бяла дама на черно поле b4 · бяла пешка на черно поле e3 · бяла пешка на бяло поле f3 · бяла пешка на бяло поле a2 · бяла пешка на бяло поле c2 · черна пешка на бяло поле e2 · бял цар на черно поле f2 · бяла пешка на черно поле h2 · бял топ на бяло поле b1 · черен топ на бяло поле d1 | черен цар на бяло поле c8 · черен топ на черно поле h8 · черна пешка на черно поле c7 · черна пешка на черно поле g7 · черна пешка на бяло поле h7 · черна пешка на черно поле b6 · черна пешка на черно поле e5 · черна пешка на бяло поле f5 · бяла дама на черно поле b4 · бяла пешка на черно поле e3 · бяла пешка на бяло поле f3 · бяла пешка на бяло поле a2 · бяла пешка на бяло поле c2 · черна пешка на бяло поле e2 · бял цар на черно поле f2 · бяла пешка на черно поле h2 · бял топ на бяло поле b1 · черен топ на бяло поле d1 | черен цар на бяло поле c8 · черен топ на черно поле h8 · черна пешка на черно поле c7 · черна пешка на черно поле g7 · черна пешка на бяло поле h7 · черна пешка на черно поле b6 · черна пешка на черно поле e5 · черна пешка на бяло поле f5 · бяла дама на черно поле b4 · бяла пешка на черно поле e3 · бяла пешка на бяло поле f3 · бяла пешка на бяло поле a2 · бяла пешка на бяло поле c2 · черна пешка на бяло поле e2 · бял цар на черно поле f2 · бяла пешка на черно поле h2 · бял топ на бяло поле b1 · черен топ на бяло поле d1 | черен цар на бяло поле c8 · черен топ на черно поле h8 · черна пешка на черно поле c7 · черна пешка на черно поле g7 · черна пешка на бяло поле h7 · черна пешка на черно поле b6 · черна пешка на черно поле e5 · черна пешка на бяло поле f5 · бяла дама на черно поле b4 · бяла пешка на черно поле e3 · бяла пешка на бяло поле f3 · бяла пешка на бяло поле a2 · бяла пешка на бяло поле c2 · черна пешка на бяло поле e2 · бял цар на черно поле f2 · бяла пешка на черно поле h2 · бял топ на бяло поле b1 · черен топ на бяло поле d1 | черен цар на бяло поле c8 · черен топ на черно поле h8 · черна пешка на черно поле c7 · черна пешка на черно поле g7 · черна пешка на бяло поле h7 · черна пешка на черно поле b6 · черна пешка на черно поле e5 · черна пешка на бяло поле f5 · бяла дама на черно поле b4 · бяла пешка на черно поле e3 · бяла пешка на бяло поле f3 · бяла пешка на бяло поле a2 · бяла пешка на бяло поле c2 · черна пешка на бяло поле e2 · бял цар на черно поле f2 · бяла пешка на черно поле h2 · бял топ на бяло поле b1 · черен топ на бяло поле d1 | черен цар на бяло поле c8 · черен топ на черно поле h8 · черна пешка на черно поле c7 · черна пешка на черно поле g7 · черна пешка на бяло поле h7 · черна пешка на черно поле b6 · черна пешка на черно поле e5 · черна пешка на бяло поле f5 · бяла дама на черно поле b4 · бяла пешка на черно поле e3 · бяла пешка на бяло поле f3 · бяла пешка на бяло поле a2 · бяла пешка на бяло поле c2 · черна пешка на бяло поле e2 · бял цар на черно поле f2 · бяла пешка на черно поле h2 · бял топ на бяло поле b1 · черен топ на бяло поле d1 | черен цар на бяло поле c8 · черен топ на черно поле h8 · черна пешка на черно поле c7 · черна пешка на черно поле g7 · черна пешка на бяло поле h7 · черна пешка на черно поле b6 · черна пешка на черно поле e5 · черна пешка на бяло поле f5 · бяла дама на черно поле b4 · бяла пешка на черно поле e3 · бяла пешка на бяло поле f3 · бяла пешка на бяло поле a2 · бяла пешка на бяло поле c2 · черна пешка на бяло поле e2 · бял цар на черно поле f2 · бяла пешка на черно поле h2 · бял топ на бяло поле b1 · черен топ на бяло поле d1 | 1 |
|   | a | b | c | d | e | f | g | h |   |

Неотдавнашен пример на високо ниво се случва в мача Широв – Крамник, 2005 г.  На позицията от диаграма 23 черните са с по-малко материал – тур и две пешки срещу дама и трябва да произведат някаква фигура на следващия ход, която задължително да бъде взета от бялата дама и така да я спечелят. За целта трябва да обявят шах-шех, което може да стане с произвеждане на дама или офицер. Затова играят 25 ... e1О+. Следва 26.Д:e1 Т:е1 27.Ц:е1 и черните остават с пешка повече.

## Необичайна ситуация
|   | a | b | c | d | e | f | g | h |   |
| 8 | черен офицер на бяло поле c8 · черна дама на черно поле d8 · черен топ на черно поле f8 · черен цар на бяло поле g8 · черен кон на бяло поле d7 · черна пешка на бяло поле f7 · черна пешка на бяло поле h7 · черна пешка на бяло поле g6 · бяла пешка на черно поле e5 · черна пешка на черно поле b4 · бяла дама на черно поле d4 · черен кон на бяло поле e4 · бяла пешка на черно поле f4 · бяла пешка на черно поле h4 · бяла пешка на бяло поле b3 · бял кон на бяло поле a2 · черна пешка на бяло поле c2 · бяла пешка на бяло поле g2 · бял кон на бяло поле b1 · бял топ на бяло поле d1 · бял цар на черно поле e1 · бял офицер на бяло поле f1 · бял топ на бяло поле h1 | черен офицер на бяло поле c8 · черна дама на черно поле d8 · черен топ на черно поле f8 · черен цар на бяло поле g8 · черен кон на бяло поле d7 · черна пешка на бяло поле f7 · черна пешка на бяло поле h7 · черна пешка на бяло поле g6 · бяла пешка на черно поле e5 · черна пешка на черно поле b4 · бяла дама на черно поле d4 · черен кон на бяло поле e4 · бяла пешка на черно поле f4 · бяла пешка на черно поле h4 · бяла пешка на бяло поле b3 · бял кон на бяло поле a2 · черна пешка на бяло поле c2 · бяла пешка на бяло поле g2 · бял кон на бяло поле b1 · бял топ на бяло поле d1 · бял цар на черно поле e1 · бял офицер на бяло поле f1 · бял топ на бяло поле h1 | черен офицер на бяло поле c8 · черна дама на черно поле d8 · черен топ на черно поле f8 · черен цар на бяло поле g8 · черен кон на бяло поле d7 · черна пешка на бяло поле f7 · черна пешка на бяло поле h7 · черна пешка на бяло поле g6 · бяла пешка на черно поле e5 · черна пешка на черно поле b4 · бяла дама на черно поле d4 · черен кон на бяло поле e4 · бяла пешка на черно поле f4 · бяла пешка на черно поле h4 · бяла пешка на бяло поле b3 · бял кон на бяло поле a2 · черна пешка на бяло поле c2 · бяла пешка на бяло поле g2 · бял кон на бяло поле b1 · бял топ на бяло поле d1 · бял цар на черно поле e1 · бял офицер на бяло поле f1 · бял топ на бяло поле h1 | черен офицер на бяло поле c8 · черна дама на черно поле d8 · черен топ на черно поле f8 · черен цар на бяло поле g8 · черен кон на бяло поле d7 · черна пешка на бяло поле f7 · черна пешка на бяло поле h7 · черна пешка на бяло поле g6 · бяла пешка на черно поле e5 · черна пешка на черно поле b4 · бяла дама на черно поле d4 · черен кон на бяло поле e4 · бяла пешка на черно поле f4 · бяла пешка на черно поле h4 · бяла пешка на бяло поле b3 · бял кон на бяло поле a2 · черна пешка на бяло поле c2 · бяла пешка на бяло поле g2 · бял кон на бяло поле b1 · бял топ на бяло поле d1 · бял цар на черно поле e1 · бял офицер на бяло поле f1 · бял топ на бяло поле h1 | черен офицер на бяло поле c8 · черна дама на черно поле d8 · черен топ на черно поле f8 · черен цар на бяло поле g8 · черен кон на бяло поле d7 · черна пешка на бяло поле f7 · черна пешка на бяло поле h7 · черна пешка на бяло поле g6 · бяла пешка на черно поле e5 · черна пешка на черно поле b4 · бяла дама на черно поле d4 · черен кон на бяло поле e4 · бяла пешка на черно поле f4 · бяла пешка на черно поле h4 · бяла пешка на бяло поле b3 · бял кон на бяло поле a2 · черна пешка на бяло поле c2 · бяла пешка на бяло поле g2 · бял кон на бяло поле b1 · бял топ на бяло поле d1 · бял цар на черно поле e1 · бял офицер на бяло поле f1 · бял топ на бяло поле h1 | черен офицер на бяло поле c8 · черна дама на черно поле d8 · черен топ на черно поле f8 · черен цар на бяло поле g8 · черен кон на бяло поле d7 · черна пешка на бяло поле f7 · черна пешка на бяло поле h7 · черна пешка на бяло поле g6 · бяла пешка на черно поле e5 · черна пешка на черно поле b4 · бяла дама на черно поле d4 · черен кон на бяло поле e4 · бяла пешка на черно поле f4 · бяла пешка на черно поле h4 · бяла пешка на бяло поле b3 · бял кон на бяло поле a2 · черна пешка на бяло поле c2 · бяла пешка на бяло поле g2 · бял кон на бяло поле b1 · бял топ на бяло поле d1 · бял цар на черно поле e1 · бял офицер на бяло поле f1 · бял топ на бяло поле h1 | черен офицер на бяло поле c8 · черна дама на черно поле d8 · черен топ на черно поле f8 · черен цар на бяло поле g8 · черен кон на бяло поле d7 · черна пешка на бяло поле f7 · черна пешка на бяло поле h7 · черна пешка на бяло поле g6 · бяла пешка на черно поле e5 · черна пешка на черно поле b4 · бяла дама на черно поле d4 · черен кон на бяло поле e4 · бяла пешка на черно поле f4 · бяла пешка на черно поле h4 · бяла пешка на бяло поле b3 · бял кон на бяло поле a2 · черна пешка на бяло поле c2 · бяла пешка на бяло поле g2 · бял кон на бяло поле b1 · бял топ на бяло поле d1 · бял цар на черно поле e1 · бял офицер на бяло поле f1 · бял топ на бяло поле h1 | черен офицер на бяло поле c8 · черна дама на черно поле d8 · черен топ на черно поле f8 · черен цар на бяло поле g8 · черен кон на бяло поле d7 · черна пешка на бяло поле f7 · черна пешка на бяло поле h7 · черна пешка на бяло поле g6 · бяла пешка на черно поле e5 · черна пешка на черно поле b4 · бяла дама на черно поле d4 · черен кон на бяло поле e4 · бяла пешка на черно поле f4 · бяла пешка на черно поле h4 · бяла пешка на бяло поле b3 · бял кон на бяло поле a2 · черна пешка на бяло поле c2 · бяла пешка на бяло поле g2 · бял кон на бяло поле b1 · бял топ на бяло поле d1 · бял цар на черно поле e1 · бял офицер на бяло поле f1 · бял топ на бяло поле h1 | 8 |
| 7 | черен офицер на бяло поле c8 · черна дама на черно поле d8 · черен топ на черно поле f8 · черен цар на бяло поле g8 · черен кон на бяло поле d7 · черна пешка на бяло поле f7 · черна пешка на бяло поле h7 · черна пешка на бяло поле g6 · бяла пешка на черно поле e5 · черна пешка на черно поле b4 · бяла дама на черно поле d4 · черен кон на бяло поле e4 · бяла пешка на черно поле f4 · бяла пешка на черно поле h4 · бяла пешка на бяло поле b3 · бял кон на бяло поле a2 · черна пешка на бяло поле c2 · бяла пешка на бяло поле g2 · бял кон на бяло поле b1 · бял топ на бяло поле d1 · бял цар на черно поле e1 · бял офицер на бяло поле f1 · бял топ на бяло поле h1 | черен офицер на бяло поле c8 · черна дама на черно поле d8 · черен топ на черно поле f8 · черен цар на бяло поле g8 · черен кон на бяло поле d7 · черна пешка на бяло поле f7 · черна пешка на бяло поле h7 · черна пешка на бяло поле g6 · бяла пешка на черно поле e5 · черна пешка на черно поле b4 · бяла дама на черно поле d4 · черен кон на бяло поле e4 · бяла пешка на черно поле f4 · бяла пешка на черно поле h4 · бяла пешка на бяло поле b3 · бял кон на бяло поле a2 · черна пешка на бяло поле c2 · бяла пешка на бяло поле g2 · бял кон на бяло поле b1 · бял топ на бяло поле d1 · бял цар на черно поле e1 · бял офицер на бяло поле f1 · бял топ на бяло поле h1 | черен офицер на бяло поле c8 · черна дама на черно поле d8 · черен топ на черно поле f8 · черен цар на бяло поле g8 · черен кон на бяло поле d7 · черна пешка на бяло поле f7 · черна пешка на бяло поле h7 · черна пешка на бяло поле g6 · бяла пешка на черно поле e5 · черна пешка на черно поле b4 · бяла дама на черно поле d4 · черен кон на бяло поле e4 · бяла пешка на черно поле f4 · бяла пешка на черно поле h4 · бяла пешка на бяло поле b3 · бял кон на бяло поле a2 · черна пешка на бяло поле c2 · бяла пешка на бяло поле g2 · бял кон на бяло поле b1 · бял топ на бяло поле d1 · бял цар на черно поле e1 · бял офицер на бяло поле f1 · бял топ на бяло поле h1 | черен офицер на бяло поле c8 · черна дама на черно поле d8 · черен топ на черно поле f8 · черен цар на бяло поле g8 · черен кон на бяло поле d7 · черна пешка на бяло поле f7 · черна пешка на бяло поле h7 · черна пешка на бяло поле g6 · бяла пешка на черно поле e5 · черна пешка на черно поле b4 · бяла дама на черно поле d4 · черен кон на бяло поле e4 · бяла пешка на черно поле f4 · бяла пешка на черно поле h4 · бяла пешка на бяло поле b3 · бял кон на бяло поле a2 · черна пешка на бяло поле c2 · бяла пешка на бяло поле g2 · бял кон на бяло поле b1 · бял топ на бяло поле d1 · бял цар на черно поле e1 · бял офицер на бяло поле f1 · бял топ на бяло поле h1 | черен офицер на бяло поле c8 · черна дама на черно поле d8 · черен топ на черно поле f8 · черен цар на бяло поле g8 · черен кон на бяло поле d7 · черна пешка на бяло поле f7 · черна пешка на бяло поле h7 · черна пешка на бяло поле g6 · бяла пешка на черно поле e5 · черна пешка на черно поле b4 · бяла дама на черно поле d4 · черен кон на бяло поле e4 · бяла пешка на черно поле f4 · бяла пешка на черно поле h4 · бяла пешка на бяло поле b3 · бял кон на бяло поле a2 · черна пешка на бяло поле c2 · бяла пешка на бяло поле g2 · бял кон на бяло поле b1 · бял топ на бяло поле d1 · бял цар на черно поле e1 · бял офицер на бяло поле f1 · бял топ на бяло поле h1 | черен офицер на бяло поле c8 · черна дама на черно поле d8 · черен топ на черно поле f8 · черен цар на бяло поле g8 · черен кон на бяло поле d7 · черна пешка на бяло поле f7 · черна пешка на бяло поле h7 · черна пешка на бяло поле g6 · бяла пешка на черно поле e5 · черна пешка на черно поле b4 · бяла дама на черно поле d4 · черен кон на бяло поле e4 · бяла пешка на черно поле f4 · бяла пешка на черно поле h4 · бяла пешка на бяло поле b3 · бял кон на бяло поле a2 · черна пешка на бяло поле c2 · бяла пешка на бяло поле g2 · бял кон на бяло поле b1 · бял топ на бяло поле d1 · бял цар на черно поле e1 · бял офицер на бяло поле f1 · бял топ на бяло поле h1 | черен офицер на бяло поле c8 · черна дама на черно поле d8 · черен топ на черно поле f8 · черен цар на бяло поле g8 · черен кон на бяло поле d7 · черна пешка на бяло поле f7 · черна пешка на бяло поле h7 · черна пешка на бяло поле g6 · бяла пешка на черно поле e5 · черна пешка на черно поле b4 · бяла дама на черно поле d4 · черен кон на бяло поле e4 · бяла пешка на черно поле f4 · бяла пешка на черно поле h4 · бяла пешка на бяло поле b3 · бял кон на бяло поле a2 · черна пешка на бяло поле c2 · бяла пешка на бяло поле g2 · бял кон на бяло поле b1 · бял топ на бяло поле d1 · бял цар на черно поле e1 · бял офицер на бяло поле f1 · бял топ на бяло поле h1 | черен офицер на бяло поле c8 · черна дама на черно поле d8 · черен топ на черно поле f8 · черен цар на бяло поле g8 · черен кон на бяло поле d7 · черна пешка на бяло поле f7 · черна пешка на бяло поле h7 · черна пешка на бяло поле g6 · бяла пешка на черно поле e5 · черна пешка на черно поле b4 · бяла дама на черно поле d4 · черен кон на бяло поле e4 · бяла пешка на черно поле f4 · бяла пешка на черно поле h4 · бяла пешка на бяло поле b3 · бял кон на бяло поле a2 · черна пешка на бяло поле c2 · бяла пешка на бяло поле g2 · бял кон на бяло поле b1 · бял топ на бяло поле d1 · бял цар на черно поле e1 · бял офицер на бяло поле f1 · бял топ на бяло поле h1 | 7 |
| 6 | черен офицер на бяло поле c8 · черна дама на черно поле d8 · черен топ на черно поле f8 · черен цар на бяло поле g8 · черен кон на бяло поле d7 · черна пешка на бяло поле f7 · черна пешка на бяло поле h7 · черна пешка на бяло поле g6 · бяла пешка на черно поле e5 · черна пешка на черно поле b4 · бяла дама на черно поле d4 · черен кон на бяло поле e4 · бяла пешка на черно поле f4 · бяла пешка на черно поле h4 · бяла пешка на бяло поле b3 · бял кон на бяло поле a2 · черна пешка на бяло поле c2 · бяла пешка на бяло поле g2 · бял кон на бяло поле b1 · бял топ на бяло поле d1 · бял цар на черно поле e1 · бял офицер на бяло поле f1 · бял топ на бяло поле h1 | черен офицер на бяло поле c8 · черна дама на черно поле d8 · черен топ на черно поле f8 · черен цар на бяло поле g8 · черен кон на бяло поле d7 · черна пешка на бяло поле f7 · черна пешка на бяло поле h7 · черна пешка на бяло поле g6 · бяла пешка на черно поле e5 · черна пешка на черно поле b4 · бяла дама на черно поле d4 · черен кон на бяло поле e4 · бяла пешка на черно поле f4 · бяла пешка на черно поле h4 · бяла пешка на бяло поле b3 · бял кон на бяло поле a2 · черна пешка на бяло поле c2 · бяла пешка на бяло поле g2 · бял кон на бяло поле b1 · бял топ на бяло поле d1 · бял цар на черно поле e1 · бял офицер на бяло поле f1 · бял топ на бяло поле h1 | черен офицер на бяло поле c8 · черна дама на черно поле d8 · черен топ на черно поле f8 · черен цар на бяло поле g8 · черен кон на бяло поле d7 · черна пешка на бяло поле f7 · черна пешка на бяло поле h7 · черна пешка на бяло поле g6 · бяла пешка на черно поле e5 · черна пешка на черно поле b4 · бяла дама на черно поле d4 · черен кон на бяло поле e4 · бяла пешка на черно поле f4 · бяла пешка на черно поле h4 · бяла пешка на бяло поле b3 · бял кон на бяло поле a2 · черна пешка на бяло поле c2 · бяла пешка на бяло поле g2 · бял кон на бяло поле b1 · бял топ на бяло поле d1 · бял цар на черно поле e1 · бял офицер на бяло поле f1 · бял топ на бяло поле h1 | черен офицер на бяло поле c8 · черна дама на черно поле d8 · черен топ на черно поле f8 · черен цар на бяло поле g8 · черен кон на бяло поле d7 · черна пешка на бяло поле f7 · черна пешка на бяло поле h7 · черна пешка на бяло поле g6 · бяла пешка на черно поле e5 · черна пешка на черно поле b4 · бяла дама на черно поле d4 · черен кон на бяло поле e4 · бяла пешка на черно поле f4 · бяла пешка на черно поле h4 · бяла пешка на бяло поле b3 · бял кон на бяло поле a2 · черна пешка на бяло поле c2 · бяла пешка на бяло поле g2 · бял кон на бяло поле b1 · бял топ на бяло поле d1 · бял цар на черно поле e1 · бял офицер на бяло поле f1 · бял топ на бяло поле h1 | черен офицер на бяло поле c8 · черна дама на черно поле d8 · черен топ на черно поле f8 · черен цар на бяло поле g8 · черен кон на бяло поле d7 · черна пешка на бяло поле f7 · черна пешка на бяло поле h7 · черна пешка на бяло поле g6 · бяла пешка на черно поле e5 · черна пешка на черно поле b4 · бяла дама на черно поле d4 · черен кон на бяло поле e4 · бяла пешка на черно поле f4 · бяла пешка на черно поле h4 · бяла пешка на бяло поле b3 · бял кон на бяло поле a2 · черна пешка на бяло поле c2 · бяла пешка на бяло поле g2 · бял кон на бяло поле b1 · бял топ на бяло поле d1 · бял цар на черно поле e1 · бял офицер на бяло поле f1 · бял топ на бяло поле h1 | черен офицер на бяло поле c8 · черна дама на черно поле d8 · черен топ на черно поле f8 · черен цар на бяло поле g8 · черен кон на бяло поле d7 · черна пешка на бяло поле f7 · черна пешка на бяло поле h7 · черна пешка на бяло поле g6 · бяла пешка на черно поле e5 · черна пешка на черно поле b4 · бяла дама на черно поле d4 · черен кон на бяло поле e4 · бяла пешка на черно поле f4 · бяла пешка на черно поле h4 · бяла пешка на бяло поле b3 · бял кон на бяло поле a2 · черна пешка на бяло поле c2 · бяла пешка на бяло поле g2 · бял кон на бяло поле b1 · бял топ на бяло поле d1 · бял цар на черно поле e1 · бял офицер на бяло поле f1 · бял топ на бяло поле h1 | черен офицер на бяло поле c8 · черна дама на черно поле d8 · черен топ на черно поле f8 · черен цар на бяло поле g8 · черен кон на бяло поле d7 · черна пешка на бяло поле f7 · черна пешка на бяло поле h7 · черна пешка на бяло поле g6 · бяла пешка на черно поле e5 · черна пешка на черно поле b4 · бяла дама на черно поле d4 · черен кон на бяло поле e4 · бяла пешка на черно поле f4 · бяла пешка на черно поле h4 · бяла пешка на бяло поле b3 · бял кон на бяло поле a2 · черна пешка на бяло поле c2 · бяла пешка на бяло поле g2 · бял кон на бяло поле b1 · бял топ на бяло поле d1 · бял цар на черно поле e1 · бял офицер на бяло поле f1 · бял топ на бяло поле h1 | черен офицер на бяло поле c8 · черна дама на черно поле d8 · черен топ на черно поле f8 · черен цар на бяло поле g8 · черен кон на бяло поле d7 · черна пешка на бяло поле f7 · черна пешка на бяло поле h7 · черна пешка на бяло поле g6 · бяла пешка на черно поле e5 · черна пешка на черно поле b4 · бяла дама на черно поле d4 · черен кон на бяло поле e4 · бяла пешка на черно поле f4 · бяла пешка на черно поле h4 · бяла пешка на бяло поле b3 · бял кон на бяло поле a2 · черна пешка на бяло поле c2 · бяла пешка на бяло поле g2 · бял кон на бяло поле b1 · бял топ на бяло поле d1 · бял цар на черно поле e1 · бял офицер на бяло поле f1 · бял топ на бяло поле h1 | 6 |
| 5 | черен офицер на бяло поле c8 · черна дама на черно поле d8 · черен топ на черно поле f8 · черен цар на бяло поле g8 · черен кон на бяло поле d7 · черна пешка на бяло поле f7 · черна пешка на бяло поле h7 · черна пешка на бяло поле g6 · бяла пешка на черно поле e5 · черна пешка на черно поле b4 · бяла дама на черно поле d4 · черен кон на бяло поле e4 · бяла пешка на черно поле f4 · бяла пешка на черно поле h4 · бяла пешка на бяло поле b3 · бял кон на бяло поле a2 · черна пешка на бяло поле c2 · бяла пешка на бяло поле g2 · бял кон на бяло поле b1 · бял топ на бяло поле d1 · бял цар на черно поле e1 · бял офицер на бяло поле f1 · бял топ на бяло поле h1 | черен офицер на бяло поле c8 · черна дама на черно поле d8 · черен топ на черно поле f8 · черен цар на бяло поле g8 · черен кон на бяло поле d7 · черна пешка на бяло поле f7 · черна пешка на бяло поле h7 · черна пешка на бяло поле g6 · бяла пешка на черно поле e5 · черна пешка на черно поле b4 · бяла дама на черно поле d4 · черен кон на бяло поле e4 · бяла пешка на черно поле f4 · бяла пешка на черно поле h4 · бяла пешка на бяло поле b3 · бял кон на бяло поле a2 · черна пешка на бяло поле c2 · бяла пешка на бяло поле g2 · бял кон на бяло поле b1 · бял топ на бяло поле d1 · бял цар на черно поле e1 · бял офицер на бяло поле f1 · бял топ на бяло поле h1 | черен офицер на бяло поле c8 · черна дама на черно поле d8 · черен топ на черно поле f8 · черен цар на бяло поле g8 · черен кон на бяло поле d7 · черна пешка на бяло поле f7 · черна пешка на бяло поле h7 · черна пешка на бяло поле g6 · бяла пешка на черно поле e5 · черна пешка на черно поле b4 · бяла дама на черно поле d4 · черен кон на бяло поле e4 · бяла пешка на черно поле f4 · бяла пешка на черно поле h4 · бяла пешка на бяло поле b3 · бял кон на бяло поле a2 · черна пешка на бяло поле c2 · бяла пешка на бяло поле g2 · бял кон на бяло поле b1 · бял топ на бяло поле d1 · бял цар на черно поле e1 · бял офицер на бяло поле f1 · бял топ на бяло поле h1 | черен офицер на бяло поле c8 · черна дама на черно поле d8 · черен топ на черно поле f8 · черен цар на бяло поле g8 · черен кон на бяло поле d7 · черна пешка на бяло поле f7 · черна пешка на бяло поле h7 · черна пешка на бяло поле g6 · бяла пешка на черно поле e5 · черна пешка на черно поле b4 · бяла дама на черно поле d4 · черен кон на бяло поле e4 · бяла пешка на черно поле f4 · бяла пешка на черно поле h4 · бяла пешка на бяло поле b3 · бял кон на бяло поле a2 · черна пешка на бяло поле c2 · бяла пешка на бяло поле g2 · бял кон на бяло поле b1 · бял топ на бяло поле d1 · бял цар на черно поле e1 · бял офицер на бяло поле f1 · бял топ на бяло поле h1 | черен офицер на бяло поле c8 · черна дама на черно поле d8 · черен топ на черно поле f8 · черен цар на бяло поле g8 · черен кон на бяло поле d7 · черна пешка на бяло поле f7 · черна пешка на бяло поле h7 · черна пешка на бяло поле g6 · бяла пешка на черно поле e5 · черна пешка на черно поле b4 · бяла дама на черно поле d4 · черен кон на бяло поле e4 · бяла пешка на черно поле f4 · бяла пешка на черно поле h4 · бяла пешка на бяло поле b3 · бял кон на бяло поле a2 · черна пешка на бяло поле c2 · бяла пешка на бяло поле g2 · бял кон на бяло поле b1 · бял топ на бяло поле d1 · бял цар на черно поле e1 · бял офицер на бяло поле f1 · бял топ на бяло поле h1 | черен офицер на бяло поле c8 · черна дама на черно поле d8 · черен топ на черно поле f8 · черен цар на бяло поле g8 · черен кон на бяло поле d7 · черна пешка на бяло поле f7 · черна пешка на бяло поле h7 · черна пешка на бяло поле g6 · бяла пешка на черно поле e5 · черна пешка на черно поле b4 · бяла дама на черно поле d4 · черен кон на бяло поле e4 · бяла пешка на черно поле f4 · бяла пешка на черно поле h4 · бяла пешка на бяло поле b3 · бял кон на бяло поле a2 · черна пешка на бяло поле c2 · бяла пешка на бяло поле g2 · бял кон на бяло поле b1 · бял топ на бяло поле d1 · бял цар на черно поле e1 · бял офицер на бяло поле f1 · бял топ на бяло поле h1 | черен офицер на бяло поле c8 · черна дама на черно поле d8 · черен топ на черно поле f8 · черен цар на бяло поле g8 · черен кон на бяло поле d7 · черна пешка на бяло поле f7 · черна пешка на бяло поле h7 · черна пешка на бяло поле g6 · бяла пешка на черно поле e5 · черна пешка на черно поле b4 · бяла дама на черно поле d4 · черен кон на бяло поле e4 · бяла пешка на черно поле f4 · бяла пешка на черно поле h4 · бяла пешка на бяло поле b3 · бял кон на бяло поле a2 · черна пешка на бяло поле c2 · бяла пешка на бяло поле g2 · бял кон на бяло поле b1 · бял топ на бяло поле d1 · бял цар на черно поле e1 · бял офицер на бяло поле f1 · бял топ на бяло поле h1 | черен офицер на бяло поле c8 · черна дама на черно поле d8 · черен топ на черно поле f8 · черен цар на бяло поле g8 · черен кон на бяло поле d7 · черна пешка на бяло поле f7 · черна пешка на бяло поле h7 · черна пешка на бяло поле g6 · бяла пешка на черно поле e5 · черна пешка на черно поле b4 · бяла дама на черно поле d4 · черен кон на бяло поле e4 · бяла пешка на черно поле f4 · бяла пешка на черно поле h4 · бяла пешка на бяло поле b3 · бял кон на бяло поле a2 · черна пешка на бяло поле c2 · бяла пешка на бяло поле g2 · бял кон на бяло поле b1 · бял топ на бяло поле d1 · бял цар на черно поле e1 · бял офицер на бяло поле f1 · бял топ на бяло поле h1 | 5 |
| 4 | черен офицер на бяло поле c8 · черна дама на черно поле d8 · черен топ на черно поле f8 · черен цар на бяло поле g8 · черен кон на бяло поле d7 · черна пешка на бяло поле f7 · черна пешка на бяло поле h7 · черна пешка на бяло поле g6 · бяла пешка на черно поле e5 · черна пешка на черно поле b4 · бяла дама на черно поле d4 · черен кон на бяло поле e4 · бяла пешка на черно поле f4 · бяла пешка на черно поле h4 · бяла пешка на бяло поле b3 · бял кон на бяло поле a2 · черна пешка на бяло поле c2 · бяла пешка на бяло поле g2 · бял кон на бяло поле b1 · бял топ на бяло поле d1 · бял цар на черно поле e1 · бял офицер на бяло поле f1 · бял топ на бяло поле h1 | черен офицер на бяло поле c8 · черна дама на черно поле d8 · черен топ на черно поле f8 · черен цар на бяло поле g8 · черен кон на бяло поле d7 · черна пешка на бяло поле f7 · черна пешка на бяло поле h7 · черна пешка на бяло поле g6 · бяла пешка на черно поле e5 · черна пешка на черно поле b4 · бяла дама на черно поле d4 · черен кон на бяло поле e4 · бяла пешка на черно поле f4 · бяла пешка на черно поле h4 · бяла пешка на бяло поле b3 · бял кон на бяло поле a2 · черна пешка на бяло поле c2 · бяла пешка на бяло поле g2 · бял кон на бяло поле b1 · бял топ на бяло поле d1 · бял цар на черно поле e1 · бял офицер на бяло поле f1 · бял топ на бяло поле h1 | черен офицер на бяло поле c8 · черна дама на черно поле d8 · черен топ на черно поле f8 · черен цар на бяло поле g8 · черен кон на бяло поле d7 · черна пешка на бяло поле f7 · черна пешка на бяло поле h7 · черна пешка на бяло поле g6 · бяла пешка на черно поле e5 · черна пешка на черно поле b4 · бяла дама на черно поле d4 · черен кон на бяло поле e4 · бяла пешка на черно поле f4 · бяла пешка на черно поле h4 · бяла пешка на бяло поле b3 · бял кон на бяло поле a2 · черна пешка на бяло поле c2 · бяла пешка на бяло поле g2 · бял кон на бяло поле b1 · бял топ на бяло поле d1 · бял цар на черно поле e1 · бял офицер на бяло поле f1 · бял топ на бяло поле h1 | черен офицер на бяло поле c8 · черна дама на черно поле d8 · черен топ на черно поле f8 · черен цар на бяло поле g8 · черен кон на бяло поле d7 · черна пешка на бяло поле f7 · черна пешка на бяло поле h7 · черна пешка на бяло поле g6 · бяла пешка на черно поле e5 · черна пешка на черно поле b4 · бяла дама на черно поле d4 · черен кон на бяло поле e4 · бяла пешка на черно поле f4 · бяла пешка на черно поле h4 · бяла пешка на бяло поле b3 · бял кон на бяло поле a2 · черна пешка на бяло поле c2 · бяла пешка на бяло поле g2 · бял кон на бяло поле b1 · бял топ на бяло поле d1 · бял цар на черно поле e1 · бял офицер на бяло поле f1 · бял топ на бяло поле h1 | черен офицер на бяло поле c8 · черна дама на черно поле d8 · черен топ на черно поле f8 · черен цар на бяло поле g8 · черен кон на бяло поле d7 · черна пешка на бяло поле f7 · черна пешка на бяло поле h7 · черна пешка на бяло поле g6 · бяла пешка на черно поле e5 · черна пешка на черно поле b4 · бяла дама на черно поле d4 · черен кон на бяло поле e4 · бяла пешка на черно поле f4 · бяла пешка на черно поле h4 · бяла пешка на бяло поле b3 · бял кон на бяло поле a2 · черна пешка на бяло поле c2 · бяла пешка на бяло поле g2 · бял кон на бяло поле b1 · бял топ на бяло поле d1 · бял цар на черно поле e1 · бял офицер на бяло поле f1 · бял топ на бяло поле h1 | черен офицер на бяло поле c8 · черна дама на черно поле d8 · черен топ на черно поле f8 · черен цар на бяло поле g8 · черен кон на бяло поле d7 · черна пешка на бяло поле f7 · черна пешка на бяло поле h7 · черна пешка на бяло поле g6 · бяла пешка на черно поле e5 · черна пешка на черно поле b4 · бяла дама на черно поле d4 · черен кон на бяло поле e4 · бяла пешка на черно поле f4 · бяла пешка на черно поле h4 · бяла пешка на бяло поле b3 · бял кон на бяло поле a2 · черна пешка на бяло поле c2 · бяла пешка на бяло поле g2 · бял кон на бяло поле b1 · бял топ на бяло поле d1 · бял цар на черно поле e1 · бял офицер на бяло поле f1 · бял топ на бяло поле h1 | черен офицер на бяло поле c8 · черна дама на черно поле d8 · черен топ на черно поле f8 · черен цар на бяло поле g8 · черен кон на бяло поле d7 · черна пешка на бяло поле f7 · черна пешка на бяло поле h7 · черна пешка на бяло поле g6 · бяла пешка на черно поле e5 · черна пешка на черно поле b4 · бяла дама на черно поле d4 · черен кон на бяло поле e4 · бяла пешка на черно поле f4 · бяла пешка на черно поле h4 · бяла пешка на бяло поле b3 · бял кон на бяло поле a2 · черна пешка на бяло поле c2 · бяла пешка на бяло поле g2 · бял кон на бяло поле b1 · бял топ на бяло поле d1 · бял цар на черно поле e1 · бял офицер на бяло поле f1 · бял топ на бяло поле h1 | черен офицер на бяло поле c8 · черна дама на черно поле d8 · черен топ на черно поле f8 · черен цар на бяло поле g8 · черен кон на бяло поле d7 · черна пешка на бяло поле f7 · черна пешка на бяло поле h7 · черна пешка на бяло поле g6 · бяла пешка на черно поле e5 · черна пешка на черно поле b4 · бяла дама на черно поле d4 · черен кон на бяло поле e4 · бяла пешка на черно поле f4 · бяла пешка на черно поле h4 · бяла пешка на бяло поле b3 · бял кон на бяло поле a2 · черна пешка на бяло поле c2 · бяла пешка на бяло поле g2 · бял кон на бяло поле b1 · бял топ на бяло поле d1 · бял цар на черно поле e1 · бял офицер на бяло поле f1 · бял топ на бяло поле h1 | 4 |
| 3 | черен офицер на бяло поле c8 · черна дама на черно поле d8 · черен топ на черно поле f8 · черен цар на бяло поле g8 · черен кон на бяло поле d7 · черна пешка на бяло поле f7 · черна пешка на бяло поле h7 · черна пешка на бяло поле g6 · бяла пешка на черно поле e5 · черна пешка на черно поле b4 · бяла дама на черно поле d4 · черен кон на бяло поле e4 · бяла пешка на черно поле f4 · бяла пешка на черно поле h4 · бяла пешка на бяло поле b3 · бял кон на бяло поле a2 · черна пешка на бяло поле c2 · бяла пешка на бяло поле g2 · бял кон на бяло поле b1 · бял топ на бяло поле d1 · бял цар на черно поле e1 · бял офицер на бяло поле f1 · бял топ на бяло поле h1 | черен офицер на бяло поле c8 · черна дама на черно поле d8 · черен топ на черно поле f8 · черен цар на бяло поле g8 · черен кон на бяло поле d7 · черна пешка на бяло поле f7 · черна пешка на бяло поле h7 · черна пешка на бяло поле g6 · бяла пешка на черно поле e5 · черна пешка на черно поле b4 · бяла дама на черно поле d4 · черен кон на бяло поле e4 · бяла пешка на черно поле f4 · бяла пешка на черно поле h4 · бяла пешка на бяло поле b3 · бял кон на бяло поле a2 · черна пешка на бяло поле c2 · бяла пешка на бяло поле g2 · бял кон на бяло поле b1 · бял топ на бяло поле d1 · бял цар на черно поле e1 · бял офицер на бяло поле f1 · бял топ на бяло поле h1 | черен офицер на бяло поле c8 · черна дама на черно поле d8 · черен топ на черно поле f8 · черен цар на бяло поле g8 · черен кон на бяло поле d7 · черна пешка на бяло поле f7 · черна пешка на бяло поле h7 · черна пешка на бяло поле g6 · бяла пешка на черно поле e5 · черна пешка на черно поле b4 · бяла дама на черно поле d4 · черен кон на бяло поле e4 · бяла пешка на черно поле f4 · бяла пешка на черно поле h4 · бяла пешка на бяло поле b3 · бял кон на бяло поле a2 · черна пешка на бяло поле c2 · бяла пешка на бяло поле g2 · бял кон на бяло поле b1 · бял топ на бяло поле d1 · бял цар на черно поле e1 · бял офицер на бяло поле f1 · бял топ на бяло поле h1 | черен офицер на бяло поле c8 · черна дама на черно поле d8 · черен топ на черно поле f8 · черен цар на бяло поле g8 · черен кон на бяло поле d7 · черна пешка на бяло поле f7 · черна пешка на бяло поле h7 · черна пешка на бяло поле g6 · бяла пешка на черно поле e5 · черна пешка на черно поле b4 · бяла дама на черно поле d4 · черен кон на бяло поле e4 · бяла пешка на черно поле f4 · бяла пешка на черно поле h4 · бяла пешка на бяло поле b3 · бял кон на бяло поле a2 · черна пешка на бяло поле c2 · бяла пешка на бяло поле g2 · бял кон на бяло поле b1 · бял топ на бяло поле d1 · бял цар на черно поле e1 · бял офицер на бяло поле f1 · бял топ на бяло поле h1 | черен офицер на бяло поле c8 · черна дама на черно поле d8 · черен топ на черно поле f8 · черен цар на бяло поле g8 · черен кон на бяло поле d7 · черна пешка на бяло поле f7 · черна пешка на бяло поле h7 · черна пешка на бяло поле g6 · бяла пешка на черно поле e5 · черна пешка на черно поле b4 · бяла дама на черно поле d4 · черен кон на бяло поле e4 · бяла пешка на черно поле f4 · бяла пешка на черно поле h4 · бяла пешка на бяло поле b3 · бял кон на бяло поле a2 · черна пешка на бяло поле c2 · бяла пешка на бяло поле g2 · бял кон на бяло поле b1 · бял топ на бяло поле d1 · бял цар на черно поле e1 · бял офицер на бяло поле f1 · бял топ на бяло поле h1 | черен офицер на бяло поле c8 · черна дама на черно поле d8 · черен топ на черно поле f8 · черен цар на бяло поле g8 · черен кон на бяло поле d7 · черна пешка на бяло поле f7 · черна пешка на бяло поле h7 · черна пешка на бяло поле g6 · бяла пешка на черно поле e5 · черна пешка на черно поле b4 · бяла дама на черно поле d4 · черен кон на бяло поле e4 · бяла пешка на черно поле f4 · бяла пешка на черно поле h4 · бяла пешка на бяло поле b3 · бял кон на бяло поле a2 · черна пешка на бяло поле c2 · бяла пешка на бяло поле g2 · бял кон на бяло поле b1 · бял топ на бяло поле d1 · бял цар на черно поле e1 · бял офицер на бяло поле f1 · бял топ на бяло поле h1 | черен офицер на бяло поле c8 · черна дама на черно поле d8 · черен топ на черно поле f8 · черен цар на бяло поле g8 · черен кон на бяло поле d7 · черна пешка на бяло поле f7 · черна пешка на бяло поле h7 · черна пешка на бяло поле g6 · бяла пешка на черно поле e5 · черна пешка на черно поле b4 · бяла дама на черно поле d4 · черен кон на бяло поле e4 · бяла пешка на черно поле f4 · бяла пешка на черно поле h4 · бяла пешка на бяло поле b3 · бял кон на бяло поле a2 · черна пешка на бяло поле c2 · бяла пешка на бяло поле g2 · бял кон на бяло поле b1 · бял топ на бяло поле d1 · бял цар на черно поле e1 · бял офицер на бяло поле f1 · бял топ на бяло поле h1 | черен офицер на бяло поле c8 · черна дама на черно поле d8 · черен топ на черно поле f8 · черен цар на бяло поле g8 · черен кон на бяло поле d7 · черна пешка на бяло поле f7 · черна пешка на бяло поле h7 · черна пешка на бяло поле g6 · бяла пешка на черно поле e5 · черна пешка на черно поле b4 · бяла дама на черно поле d4 · черен кон на бяло поле e4 · бяла пешка на черно поле f4 · бяла пешка на черно поле h4 · бяла пешка на бяло поле b3 · бял кон на бяло поле a2 · черна пешка на бяло поле c2 · бяла пешка на бяло поле g2 · бял кон на бяло поле b1 · бял топ на бяло поле d1 · бял цар на черно поле e1 · бял офицер на бяло поле f1 · бял топ на бяло поле h1 | 3 |
| 2 | черен офицер на бяло поле c8 · черна дама на черно поле d8 · черен топ на черно поле f8 · черен цар на бяло поле g8 · черен кон на бяло поле d7 · черна пешка на бяло поле f7 · черна пешка на бяло поле h7 · черна пешка на бяло поле g6 · бяла пешка на черно поле e5 · черна пешка на черно поле b4 · бяла дама на черно поле d4 · черен кон на бяло поле e4 · бяла пешка на черно поле f4 · бяла пешка на черно поле h4 · бяла пешка на бяло поле b3 · бял кон на бяло поле a2 · черна пешка на бяло поле c2 · бяла пешка на бяло поле g2 · бял кон на бяло поле b1 · бял топ на бяло поле d1 · бял цар на черно поле e1 · бял офицер на бяло поле f1 · бял топ на бяло поле h1 | черен офицер на бяло поле c8 · черна дама на черно поле d8 · черен топ на черно поле f8 · черен цар на бяло поле g8 · черен кон на бяло поле d7 · черна пешка на бяло поле f7 · черна пешка на бяло поле h7 · черна пешка на бяло поле g6 · бяла пешка на черно поле e5 · черна пешка на черно поле b4 · бяла дама на черно поле d4 · черен кон на бяло поле e4 · бяла пешка на черно поле f4 · бяла пешка на черно поле h4 · бяла пешка на бяло поле b3 · бял кон на бяло поле a2 · черна пешка на бяло поле c2 · бяла пешка на бяло поле g2 · бял кон на бяло поле b1 · бял топ на бяло поле d1 · бял цар на черно поле e1 · бял офицер на бяло поле f1 · бял топ на бяло поле h1 | черен офицер на бяло поле c8 · черна дама на черно поле d8 · черен топ на черно поле f8 · черен цар на бяло поле g8 · черен кон на бяло поле d7 · черна пешка на бяло поле f7 · черна пешка на бяло поле h7 · черна пешка на бяло поле g6 · бяла пешка на черно поле e5 · черна пешка на черно поле b4 · бяла дама на черно поле d4 · черен кон на бяло поле e4 · бяла пешка на черно поле f4 · бяла пешка на черно поле h4 · бяла пешка на бяло поле b3 · бял кон на бяло поле a2 · черна пешка на бяло поле c2 · бяла пешка на бяло поле g2 · бял кон на бяло поле b1 · бял топ на бяло поле d1 · бял цар на черно поле e1 · бял офицер на бяло поле f1 · бял топ на бяло поле h1 | черен офицер на бяло поле c8 · черна дама на черно поле d8 · черен топ на черно поле f8 · черен цар на бяло поле g8 · черен кон на бяло поле d7 · черна пешка на бяло поле f7 · черна пешка на бяло поле h7 · черна пешка на бяло поле g6 · бяла пешка на черно поле e5 · черна пешка на черно поле b4 · бяла дама на черно поле d4 · черен кон на бяло поле e4 · бяла пешка на черно поле f4 · бяла пешка на черно поле h4 · бяла пешка на бяло поле b3 · бял кон на бяло поле a2 · черна пешка на бяло поле c2 · бяла пешка на бяло поле g2 · бял кон на бяло поле b1 · бял топ на бяло поле d1 · бял цар на черно поле e1 · бял офицер на бяло поле f1 · бял топ на бяло поле h1 | черен офицер на бяло поле c8 · черна дама на черно поле d8 · черен топ на черно поле f8 · черен цар на бяло поле g8 · черен кон на бяло поле d7 · черна пешка на бяло поле f7 · черна пешка на бяло поле h7 · черна пешка на бяло поле g6 · бяла пешка на черно поле e5 · черна пешка на черно поле b4 · бяла дама на черно поле d4 · черен кон на бяло поле e4 · бяла пешка на черно поле f4 · бяла пешка на черно поле h4 · бяла пешка на бяло поле b3 · бял кон на бяло поле a2 · черна пешка на бяло поле c2 · бяла пешка на бяло поле g2 · бял кон на бяло поле b1 · бял топ на бяло поле d1 · бял цар на черно поле e1 · бял офицер на бяло поле f1 · бял топ на бяло поле h1 | черен офицер на бяло поле c8 · черна дама на черно поле d8 · черен топ на черно поле f8 · черен цар на бяло поле g8 · черен кон на бяло поле d7 · черна пешка на бяло поле f7 · черна пешка на бяло поле h7 · черна пешка на бяло поле g6 · бяла пешка на черно поле e5 · черна пешка на черно поле b4 · бяла дама на черно поле d4 · черен кон на бяло поле e4 · бяла пешка на черно поле f4 · бяла пешка на черно поле h4 · бяла пешка на бяло поле b3 · бял кон на бяло поле a2 · черна пешка на бяло поле c2 · бяла пешка на бяло поле g2 · бял кон на бяло поле b1 · бял топ на бяло поле d1 · бял цар на черно поле e1 · бял офицер на бяло поле f1 · бял топ на бяло поле h1 | черен офицер на бяло поле c8 · черна дама на черно поле d8 · черен топ на черно поле f8 · черен цар на бяло поле g8 · черен кон на бяло поле d7 · черна пешка на бяло поле f7 · черна пешка на бяло поле h7 · черна пешка на бяло поле g6 · бяла пешка на черно поле e5 · черна пешка на черно поле b4 · бяла дама на черно поле d4 · черен кон на бяло поле e4 · бяла пешка на черно поле f4 · бяла пешка на черно поле h4 · бяла пешка на бяло поле b3 · бял кон на бяло поле a2 · черна пешка на бяло поле c2 · бяла пешка на бяло поле g2 · бял кон на бяло поле b1 · бял топ на бяло поле d1 · бял цар на черно поле e1 · бял офицер на бяло поле f1 · бял топ на бяло поле h1 | черен офицер на бяло поле c8 · черна дама на черно поле d8 · черен топ на черно поле f8 · черен цар на бяло поле g8 · черен кон на бяло поле d7 · черна пешка на бяло поле f7 · черна пешка на бяло поле h7 · черна пешка на бяло поле g6 · бяла пешка на черно поле e5 · черна пешка на черно поле b4 · бяла дама на черно поле d4 · черен кон на бяло поле e4 · бяла пешка на черно поле f4 · бяла пешка на черно поле h4 · бяла пешка на бяло поле b3 · бял кон на бяло поле a2 · черна пешка на бяло поле c2 · бяла пешка на бяло поле g2 · бял кон на бяло поле b1 · бял топ на бяло поле d1 · бял цар на черно поле e1 · бял офицер на бяло поле f1 · бял топ на бяло поле h1 | 2 |
| 1 | черен офицер на бяло поле c8 · черна дама на черно поле d8 · черен топ на черно поле f8 · черен цар на бяло поле g8 · черен кон на бяло поле d7 · черна пешка на бяло поле f7 · черна пешка на бяло поле h7 · черна пешка на бяло поле g6 · бяла пешка на черно поле e5 · черна пешка на черно поле b4 · бяла дама на черно поле d4 · черен кон на бяло поле e4 · бяла пешка на черно поле f4 · бяла пешка на черно поле h4 · бяла пешка на бяло поле b3 · бял кон на бяло поле a2 · черна пешка на бяло поле c2 · бяла пешка на бяло поле g2 · бял кон на бяло поле b1 · бял топ на бяло поле d1 · бял цар на черно поле e1 · бял офицер на бяло поле f1 · бял топ на бяло поле h1 | черен офицер на бяло поле c8 · черна дама на черно поле d8 · черен топ на черно поле f8 · черен цар на бяло поле g8 · черен кон на бяло поле d7 · черна пешка на бяло поле f7 · черна пешка на бяло поле h7 · черна пешка на бяло поле g6 · бяла пешка на черно поле e5 · черна пешка на черно поле b4 · бяла дама на черно поле d4 · черен кон на бяло поле e4 · бяла пешка на черно поле f4 · бяла пешка на черно поле h4 · бяла пешка на бяло поле b3 · бял кон на бяло поле a2 · черна пешка на бяло поле c2 · бяла пешка на бяло поле g2 · бял кон на бяло поле b1 · бял топ на бяло поле d1 · бял цар на черно поле e1 · бял офицер на бяло поле f1 · бял топ на бяло поле h1 | черен офицер на бяло поле c8 · черна дама на черно поле d8 · черен топ на черно поле f8 · черен цар на бяло поле g8 · черен кон на бяло поле d7 · черна пешка на бяло поле f7 · черна пешка на бяло поле h7 · черна пешка на бяло поле g6 · бяла пешка на черно поле e5 · черна пешка на черно поле b4 · бяла дама на черно поле d4 · черен кон на бяло поле e4 · бяла пешка на черно поле f4 · бяла пешка на черно поле h4 · бяла пешка на бяло поле b3 · бял кон на бяло поле a2 · черна пешка на бяло поле c2 · бяла пешка на бяло поле g2 · бял кон на бяло поле b1 · бял топ на бяло поле d1 · бял цар на черно поле e1 · бял офицер на бяло поле f1 · бял топ на бяло поле h1 | черен офицер на бяло поле c8 · черна дама на черно поле d8 · черен топ на черно поле f8 · черен цар на бяло поле g8 · черен кон на бяло поле d7 · черна пешка на бяло поле f7 · черна пешка на бяло поле h7 · черна пешка на бяло поле g6 · бяла пешка на черно поле e5 · черна пешка на черно поле b4 · бяла дама на черно поле d4 · черен кон на бяло поле e4 · бяла пешка на черно поле f4 · бяла пешка на черно поле h4 · бяла пешка на бяло поле b3 · бял кон на бяло поле a2 · черна пешка на бяло поле c2 · бяла пешка на бяло поле g2 · бял кон на бяло поле b1 · бял топ на бяло поле d1 · бял цар на черно поле e1 · бял офицер на бяло поле f1 · бял топ на бяло поле h1 | черен офицер на бяло поле c8 · черна дама на черно поле d8 · черен топ на черно поле f8 · черен цар на бяло поле g8 · черен кон на бяло поле d7 · черна пешка на бяло поле f7 · черна пешка на бяло поле h7 · черна пешка на бяло поле g6 · бяла пешка на черно поле e5 · черна пешка на черно поле b4 · бяла дама на черно поле d4 · черен кон на бяло поле e4 · бяла пешка на черно поле f4 · бяла пешка на черно поле h4 · бяла пешка на бяло поле b3 · бял кон на бяло поле a2 · черна пешка на бяло поле c2 · бяла пешка на бяло поле g2 · бял кон на бяло поле b1 · бял топ на бяло поле d1 · бял цар на черно поле e1 · бял офицер на бяло поле f1 · бял топ на бяло поле h1 | черен офицер на бяло поле c8 · черна дама на черно поле d8 · черен топ на черно поле f8 · черен цар на бяло поле g8 · черен кон на бяло поле d7 · черна пешка на бяло поле f7 · черна пешка на бяло поле h7 · черна пешка на бяло поле g6 · бяла пешка на черно поле e5 · черна пешка на черно поле b4 · бяла дама на черно поле d4 · черен кон на бяло поле e4 · бяла пешка на черно поле f4 · бяла пешка на черно поле h4 · бяла пешка на бяло поле b3 · бял кон на бяло поле a2 · черна пешка на бяло поле c2 · бяла пешка на бяло поле g2 · бял кон на бяло поле b1 · бял топ на бяло поле d1 · бял цар на черно поле e1 · бял офицер на бяло поле f1 · бял топ на бяло поле h1 | черен офицер на бяло поле c8 · черна дама на черно поле d8 · черен топ на черно поле f8 · черен цар на бяло поле g8 · черен кон на бяло поле d7 · черна пешка на бяло поле f7 · черна пешка на бяло поле h7 · черна пешка на бяло поле g6 · бяла пешка на черно поле e5 · черна пешка на черно поле b4 · бяла дама на черно поле d4 · черен кон на бяло поле e4 · бяла пешка на черно поле f4 · бяла пешка на черно поле h4 · бяла пешка на бяло поле b3 · бял кон на бяло поле a2 · черна пешка на бяло поле c2 · бяла пешка на бяло поле g2 · бял кон на бяло поле b1 · бял топ на бяло поле d1 · бял цар на черно поле e1 · бял офицер на бяло поле f1 · бял топ на бяло поле h1 | черен офицер на бяло поле c8 · черна дама на черно поле d8 · черен топ на черно поле f8 · черен цар на бяло поле g8 · черен кон на бяло поле d7 · черна пешка на бяло поле f7 · черна пешка на бяло поле h7 · черна пешка на бяло поле g6 · бяла пешка на черно поле e5 · черна пешка на черно поле b4 · бяла дама на черно поле d4 · черен кон на бяло поле e4 · бяла пешка на черно поле f4 · бяла пешка на черно поле h4 · бяла пешка на бяло поле b3 · бял кон на бяло поле a2 · черна пешка на бяло поле c2 · бяла пешка на бяло поле g2 · бял кон на бяло поле b1 · бял топ на бяло поле d1 · бял цар на черно поле e1 · бял офицер на бяло поле f1 · бял топ на бяло поле h1 | 1 |
|   | a | b | c | d | e | f | g | h |   |

Необичайна ситуация се случва в игра между Анатолий Карпов и Гари Каспаров през 1993 г.  Карпов има сериозни проблеми с времето, като за една минута прави 16 хода. В позицията на диаграма 24 Каспаров взима топа на d1 с пешката на c2 и казва „Царица!“, което показва, че произведената фигура е царица. Въпреки това, нито една царица не е налична веднага; отнема известно време арбитърът да намери черна дама. Каспаров казва, че ако беше по-внимателен, щеше да поиска топ, който е наличен. Часовникът на Каспаров работи, докато съдията получава дама, затова той стартира часовника на Карпов. Карпов веднага изиграва 25.Д:e4 и Каспаров му казва, че е шах, на което Карпов отговаря „От какво? Може да е офицер на d1“. В този момент часовниците са спрени. Арбитърът в крайна сметка намира черна дама, играта е подновена от позицията след 24 ... c:d1Д+, а на Карпов са дадени две допълнителни минути на часовника му поради незаконния ход на Каспаров (тъй като стартирането на часовника на противника означава завършването на хода му, който не е възможен без фигура, с което да се популяризира). Каспаров оспорва, че е направил незаконен ход, обаче скоро спечелва играта (Каспаров 2010: 332).